# Lista genurilor de dinozauri

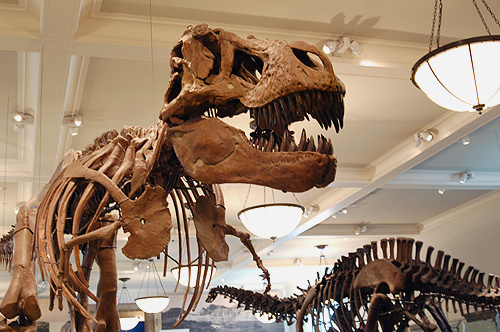
Schelete asamblate de Tyrannosaurus (stânga) și Apatosaurus (dreapta) la Muzeul American de Istorie Naturală.

Această listă a dinozaurilor este o listă cuprinzătoare a tuturor genurilor care au fost vreodată incluse în superordinul Dinosauria, cu excepția claselor Aves (păsări, atât vii, cât și cunoscute doar din fosile) și termeni pur vernaculari.
Lista include toate genurile acceptate în mod obișnuit, dar și genurile care sunt considerate acum invalide, îndoielnice (nomen dubium), sau care nu au fost publicate în mod oficial (nomen nudum), precum și sinonime mai mici ale unor nume stabilite și genuri care nu mai sunt considerate dinozauri. Lista conține 1559 nume, dintre care aproximativ 1192 sunt considerate fie genuri valide de dinozaur, fie nomina dubia.

## Domeniu și terminologie
Nu există o listă oficială a genurilor de dinozauri. Există o listă întocmită de expertul în nomenclatură biologică George Olshevsky, care a fost publicată prima dată online în 1995 și este actualizată periodic. Cea mai autoritară sursă generală în domeniu este cea de-a doua ediție (2004) a revistei The Dinosauria. Marea majoritate a citărilor se bazează pe lista lui Olshevsky și toate determinările subiective (cum ar fi sinonim junior sau statutul non-dinozaurian) se bazează pe revista The Dinosauria, cu excepția cazurilor în care acestea intră în conflict cu literatura primară. Aceste excepții sunt notate.
Convențiile privind denumirea și terminologia respectă Codul internațional al nomenclaturii zoologice. Termenii tehnici folosiți includ:
- Sinonim mai recent: nume care descrie același taxon ca numele publicat anterior. Dacă două sau mai multe genuri sunt desemnate în mod oficial și specimenele tip sunt mai târziu atribuite aceluiași gen, primul care este publicat (în ordine cronologică) este sinonimul cel mai vechi, iar toate celelalte reprezintă sinonime mai recente. Sinonimele vechi sunt utilizate în general, cu excepția deciziei speciale a ICZN (a se vedea  Tyrannosaurus), dar sinonimele mai recente nu pot fi utilizate din nou, chiar dacă cele vechi sunt învechite. O sinonimie mai recentă este adesea subiectivă, cu excepția cazului în care genurile descrise se bazează pe ambele tipuri de specimen fosilizat.
- Nomen nudum (latină pentru „nume gol, fără conținut”): nume care a apărut în publicații, dar nu a fost încă publicat oficial conform standardelor ICZN. Nomina nuda (forma de plural) nu sunt valide și, prin urmare, nu apar cu caractere italice ca un nume generic propriu. Dacă numele este ulterior publicat oficial, acest nume nu mai este un nomen nudum și va fi scris cu caractere italice în această listă. Adesea, numele publicat oficial va diferi de orice nomina nuda care descrie același specimen.
- Nomen oblitum (latină pentru „nume uitat”): nume care nu a fost folosit în comunitatea științifică mai mult de cincizeci de ani după propunerea inițială.
- Nomen manuscriptum (latină pentru „nume manuscris”): nume care apare în manuscrisul unei publicații formale care nu are suport științific.
- Nomen dubium (latină pentru „nume neclar, dubios”): nume care descrie o fosilă care nu are caracteristici unice. Întrucât aceasta poate fi o denumire extrem de subiectivă și controversată (vezi Hadrosaurus), nici un gen nu este marcat ca atare pe această listă.

## A

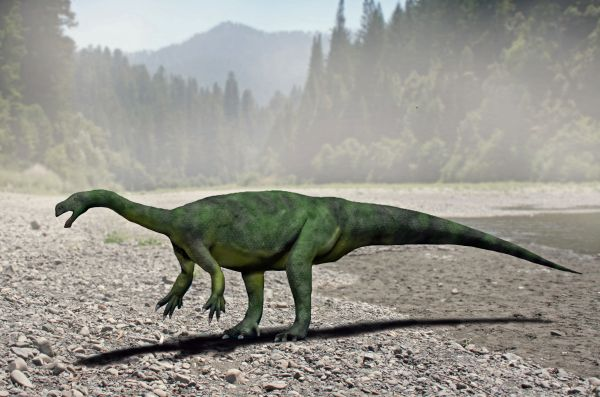
Aardonyx

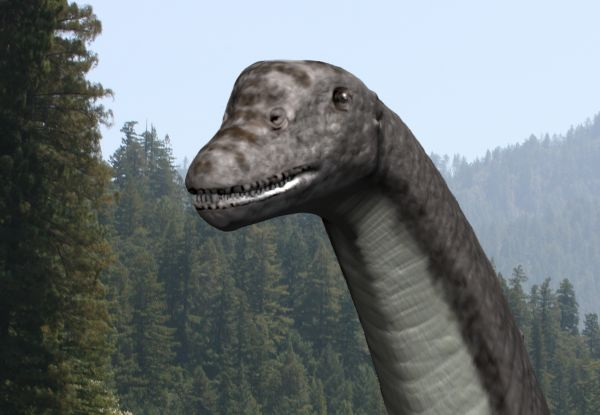
Abydosaurus

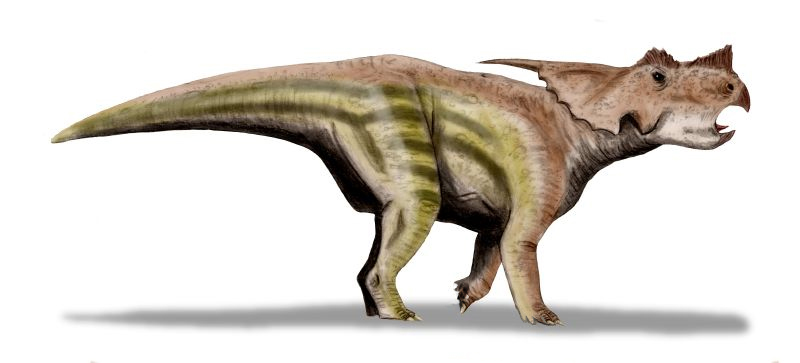
Achelousaurus

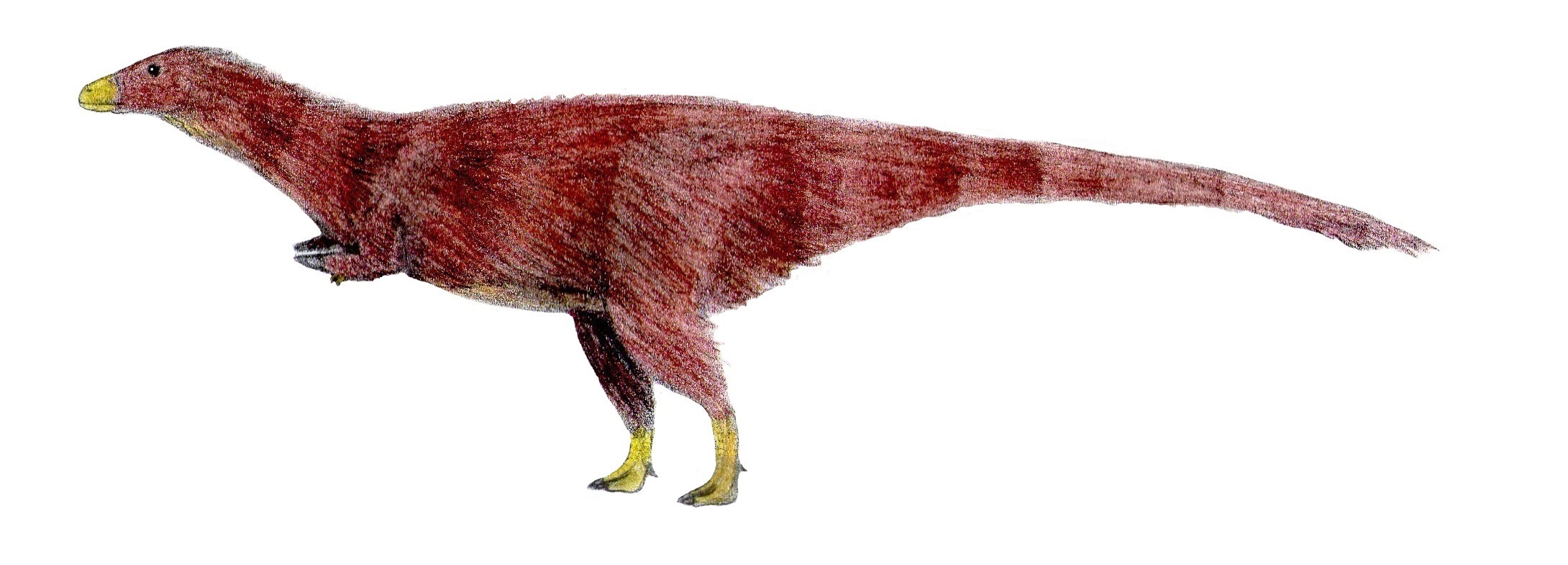
Achillesaurus

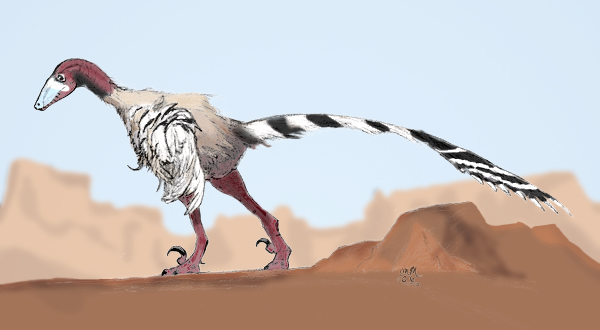
Achillobator

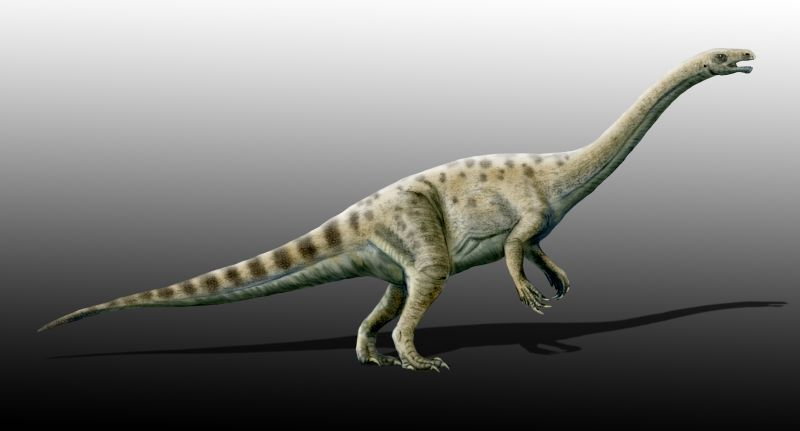
Adeopapposaurus

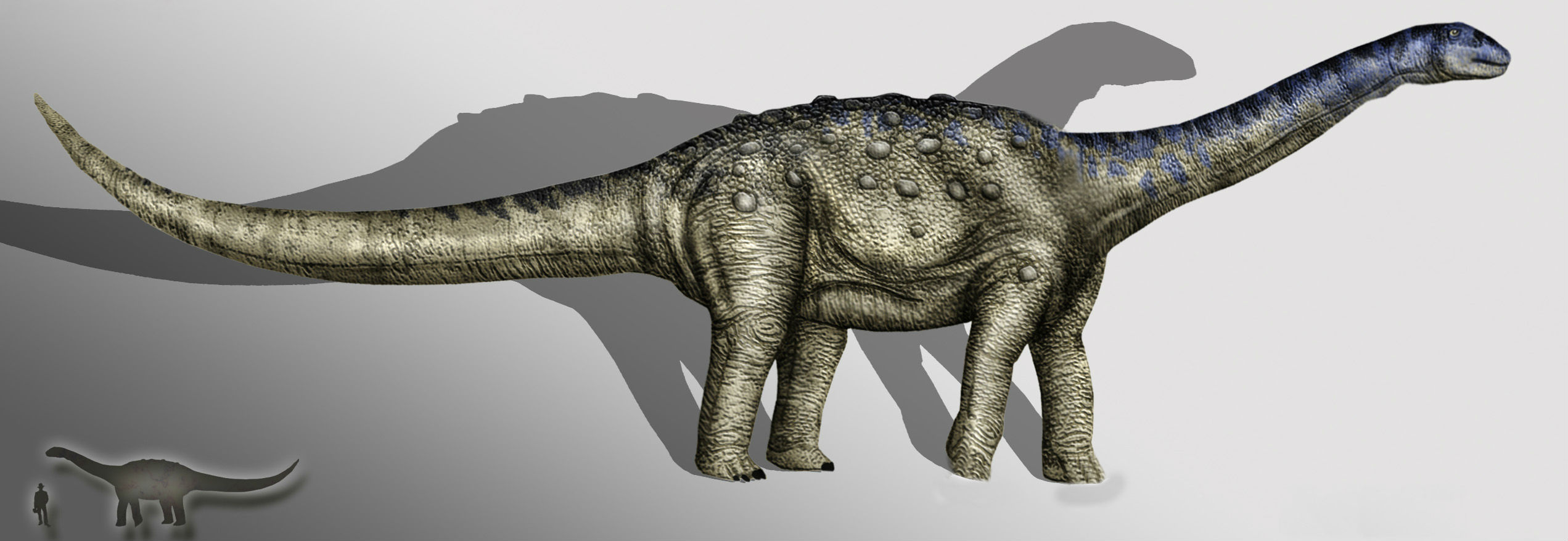
Aeolosaurus

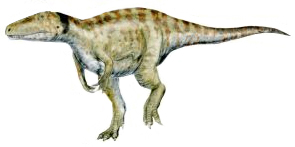
Aerosteon

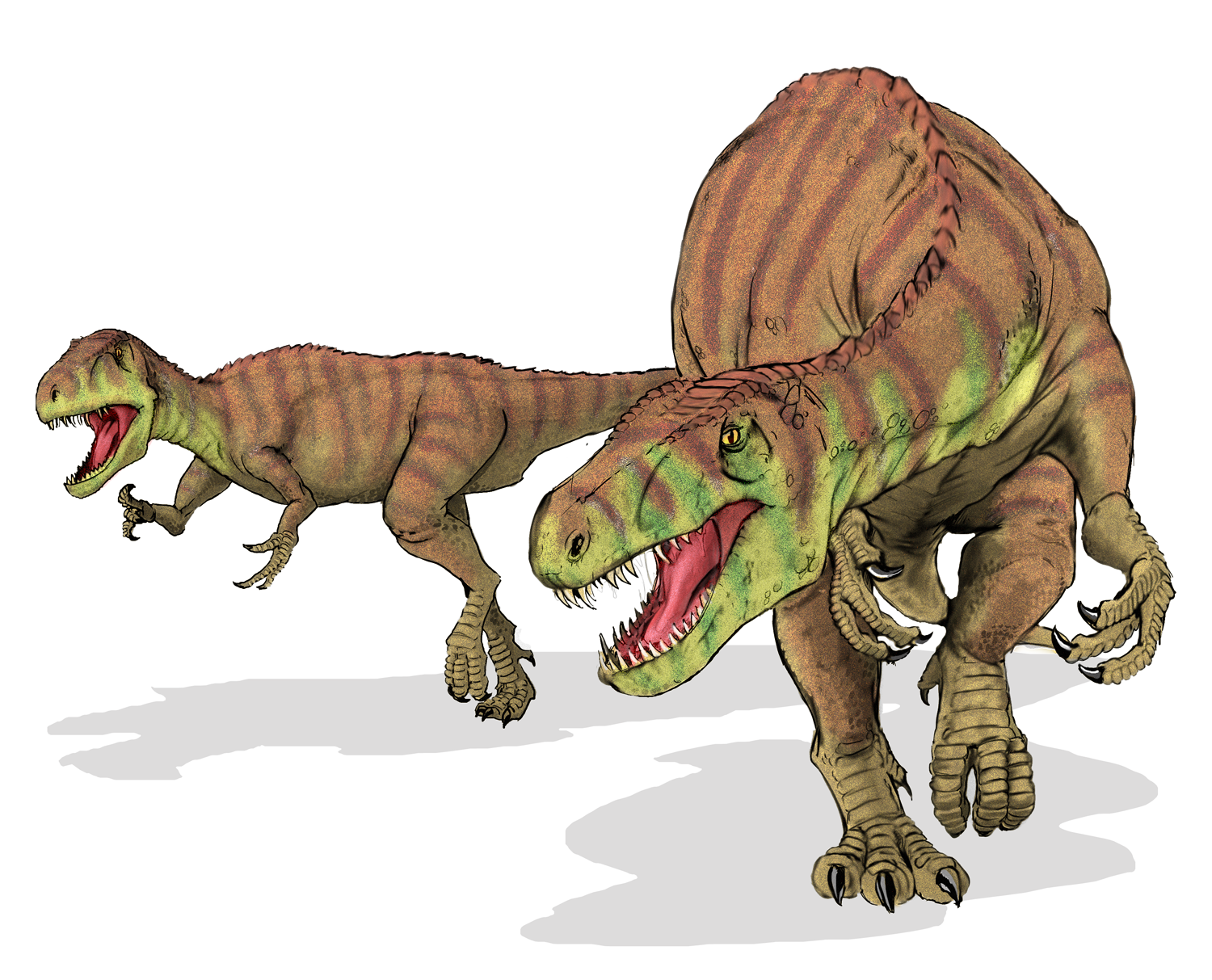
Afrovenator

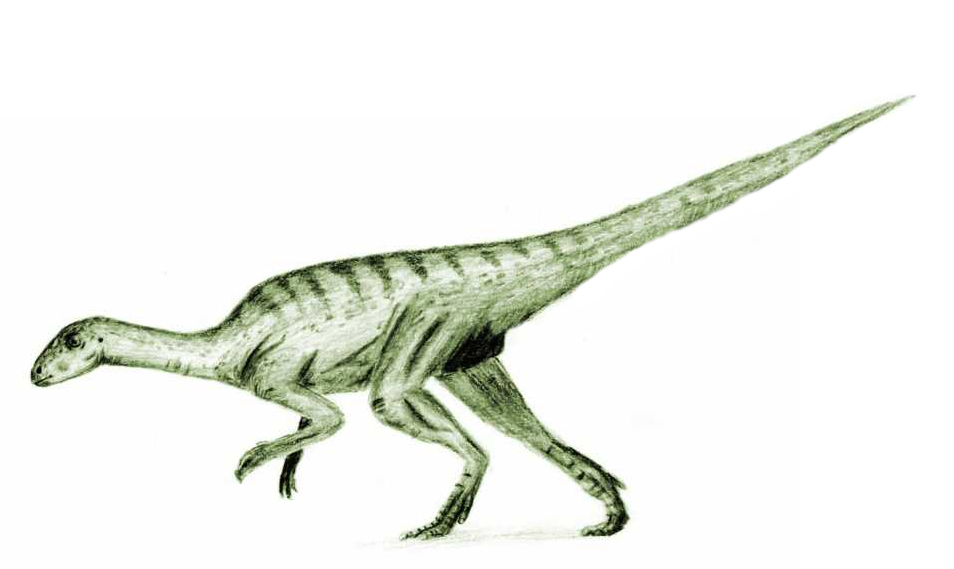
Agilisaurus

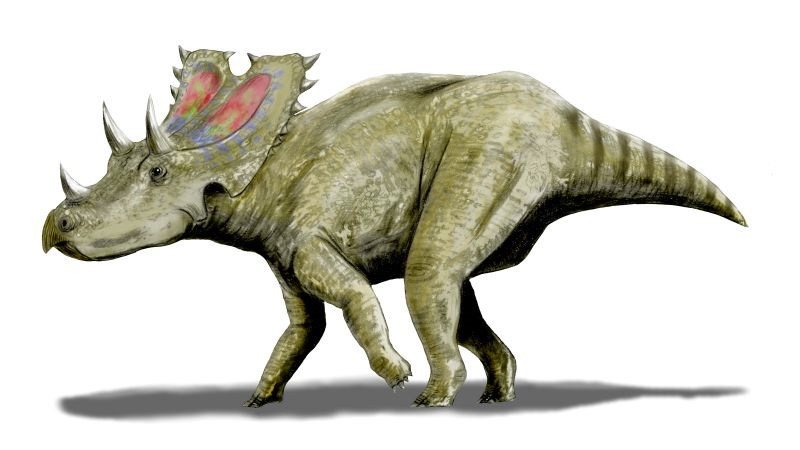
Agujaceratops

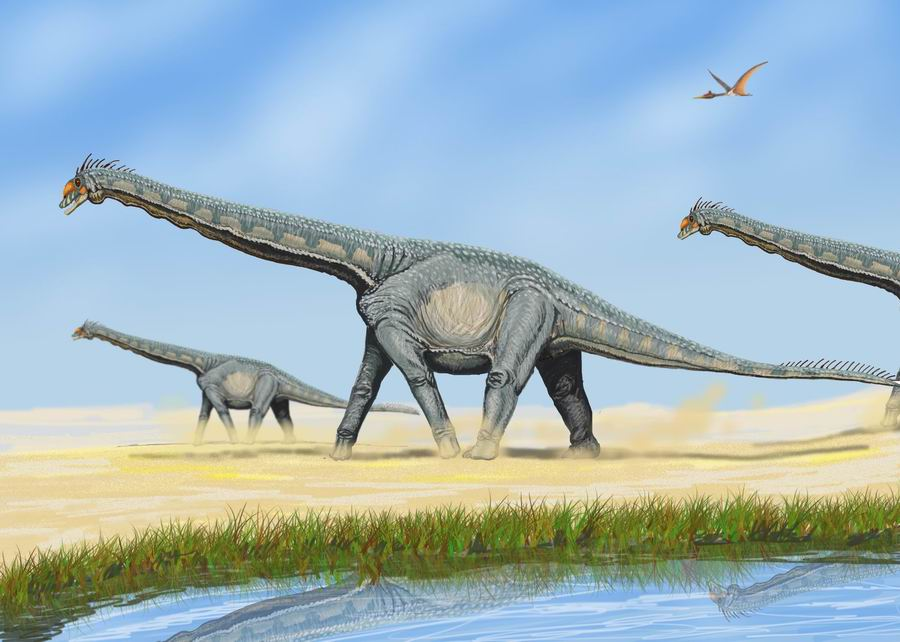
Alamosaurus

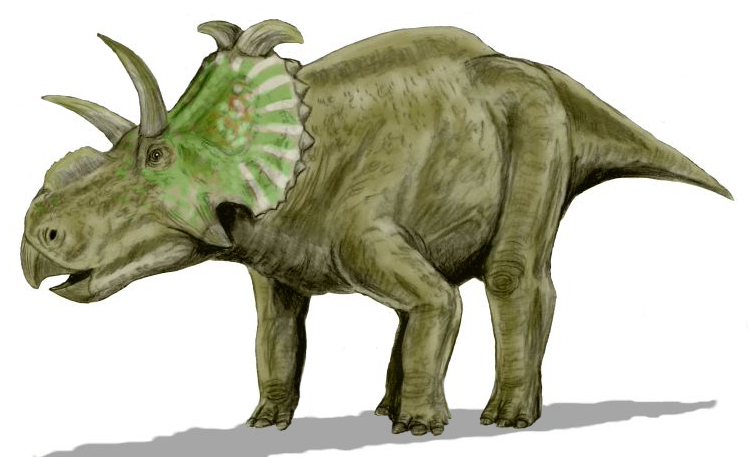
Albertaceratops

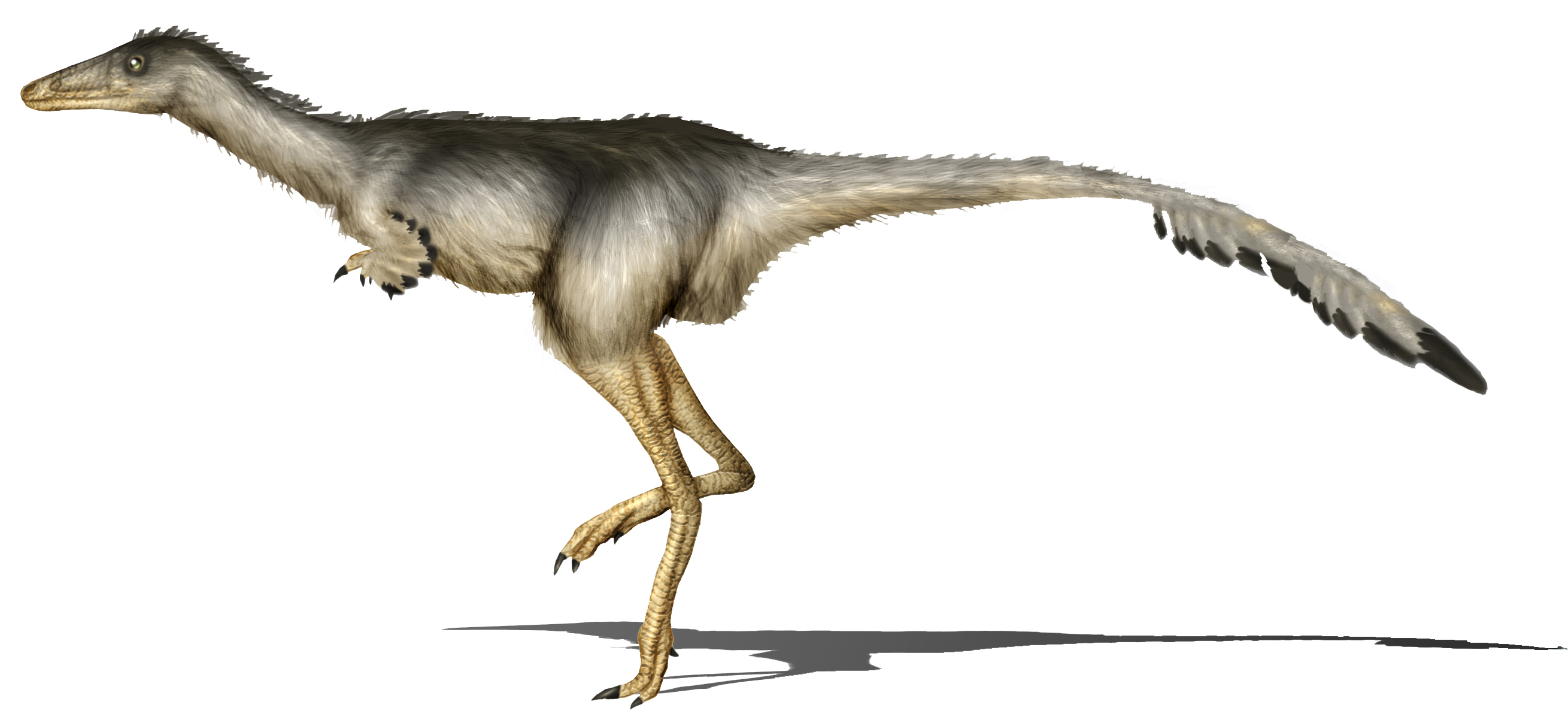
Albertonykus

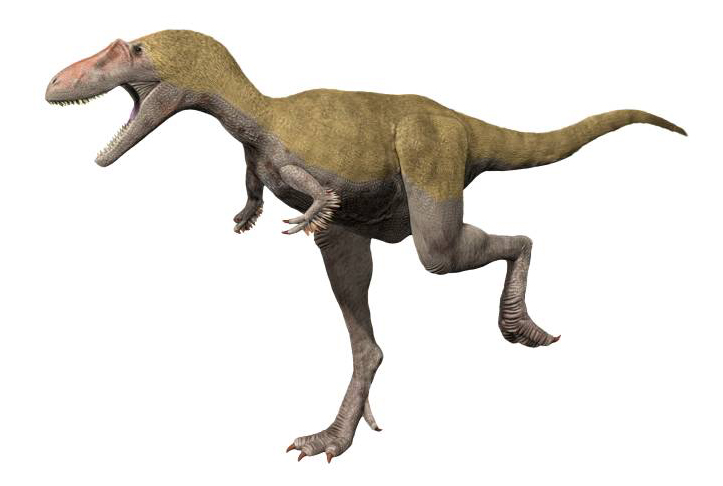
Albertosaurus

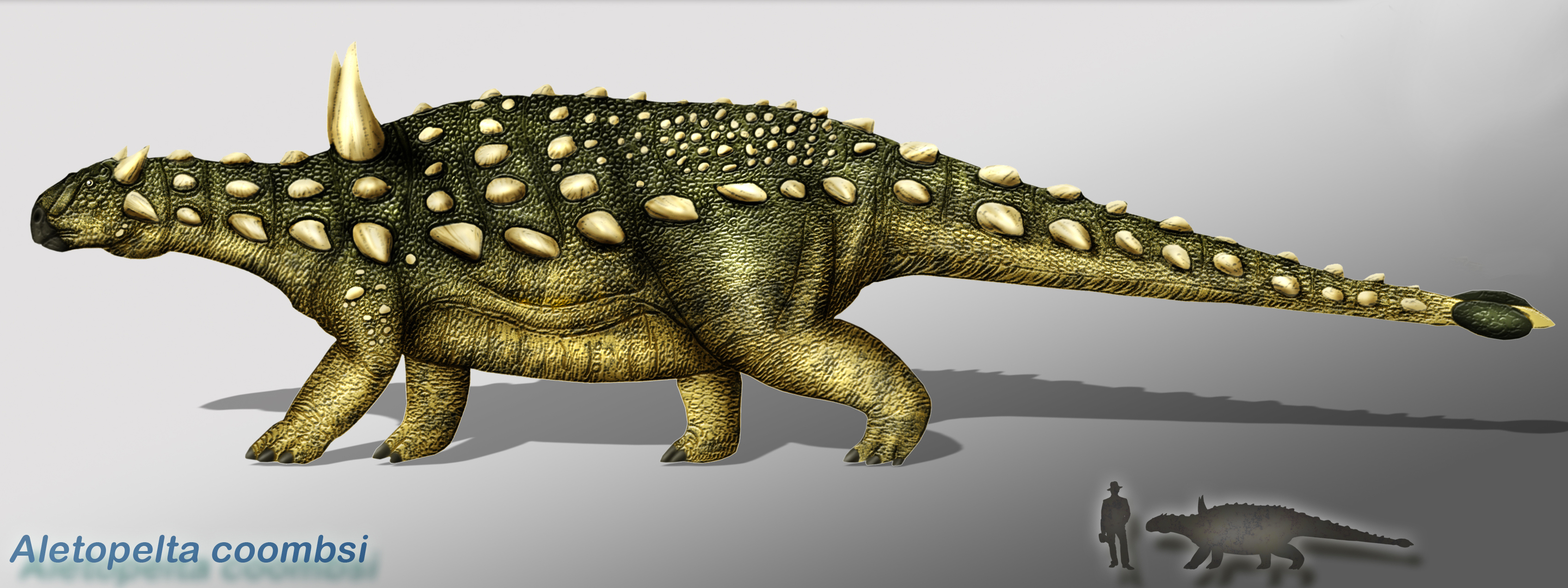
Aletopelta

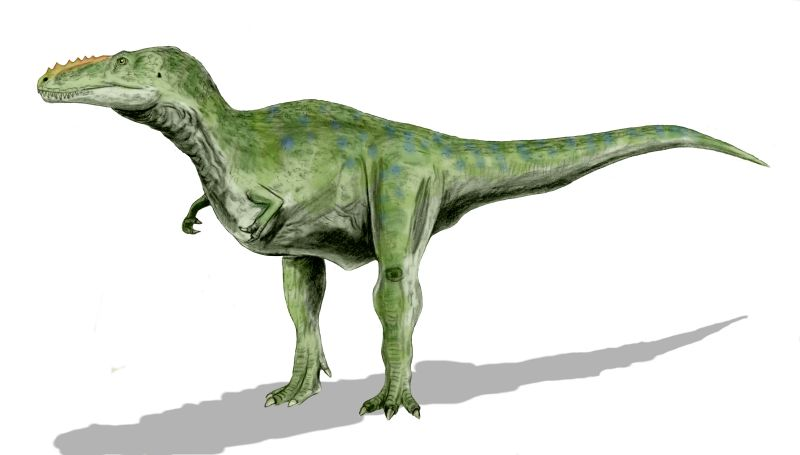
Alioramus

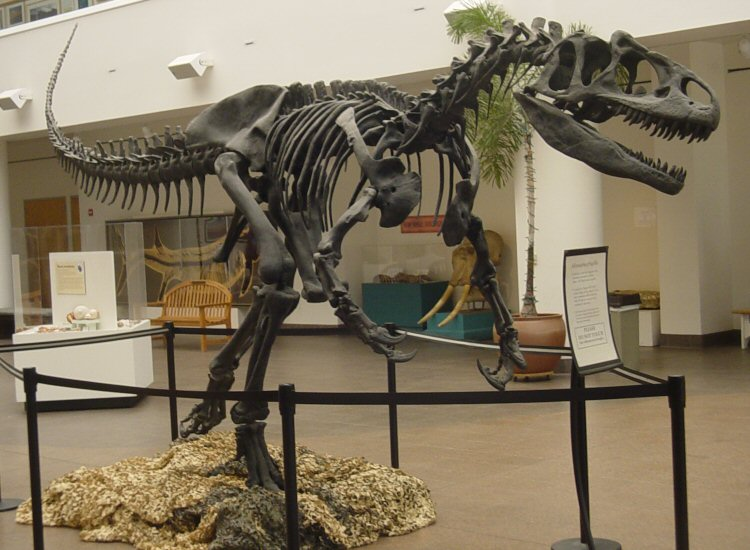
Allosaurus

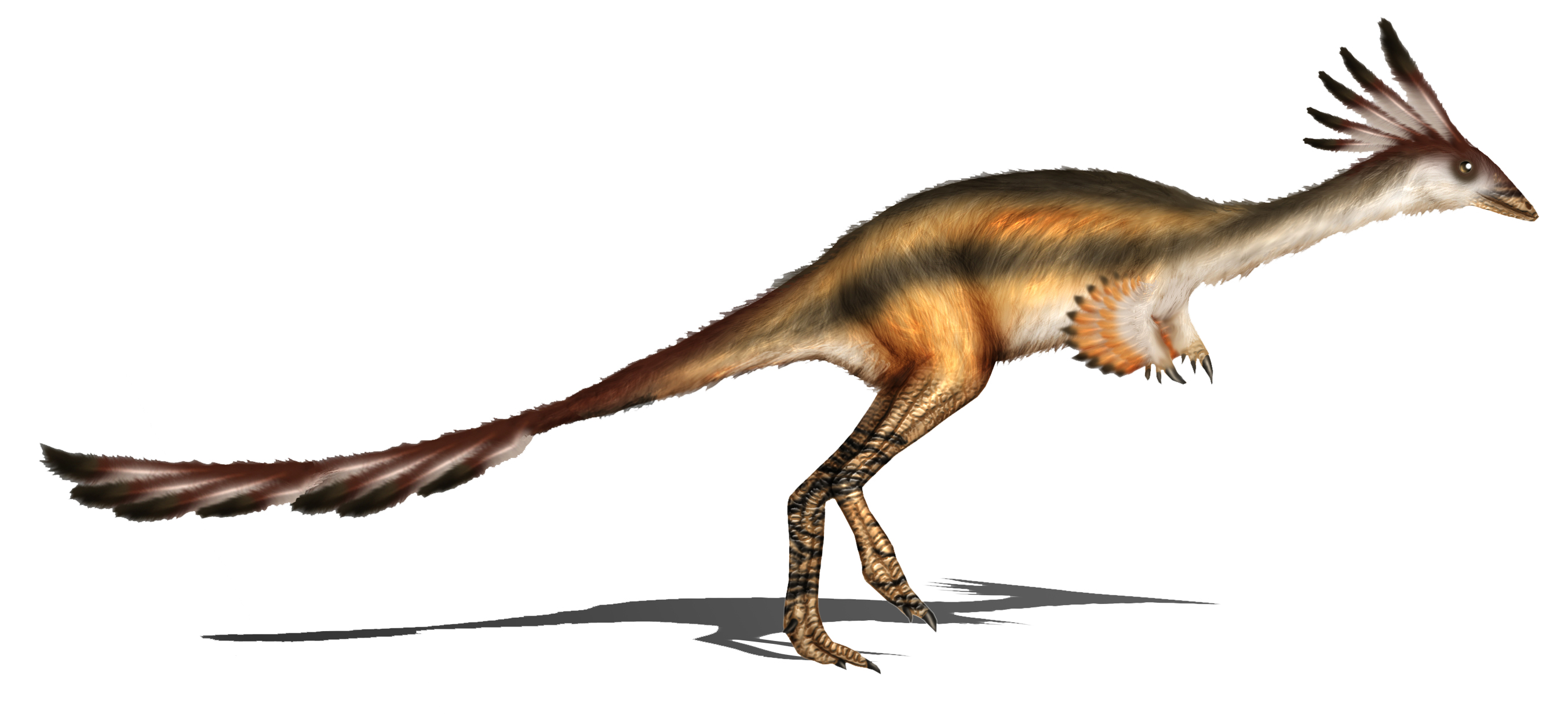
Alvarezsaurus

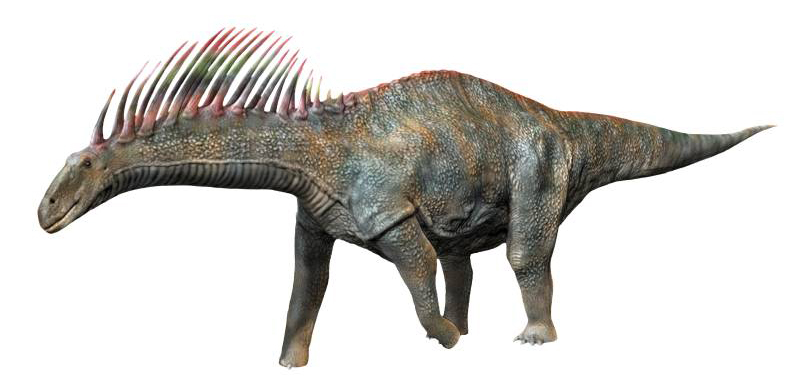
Amargasaurus

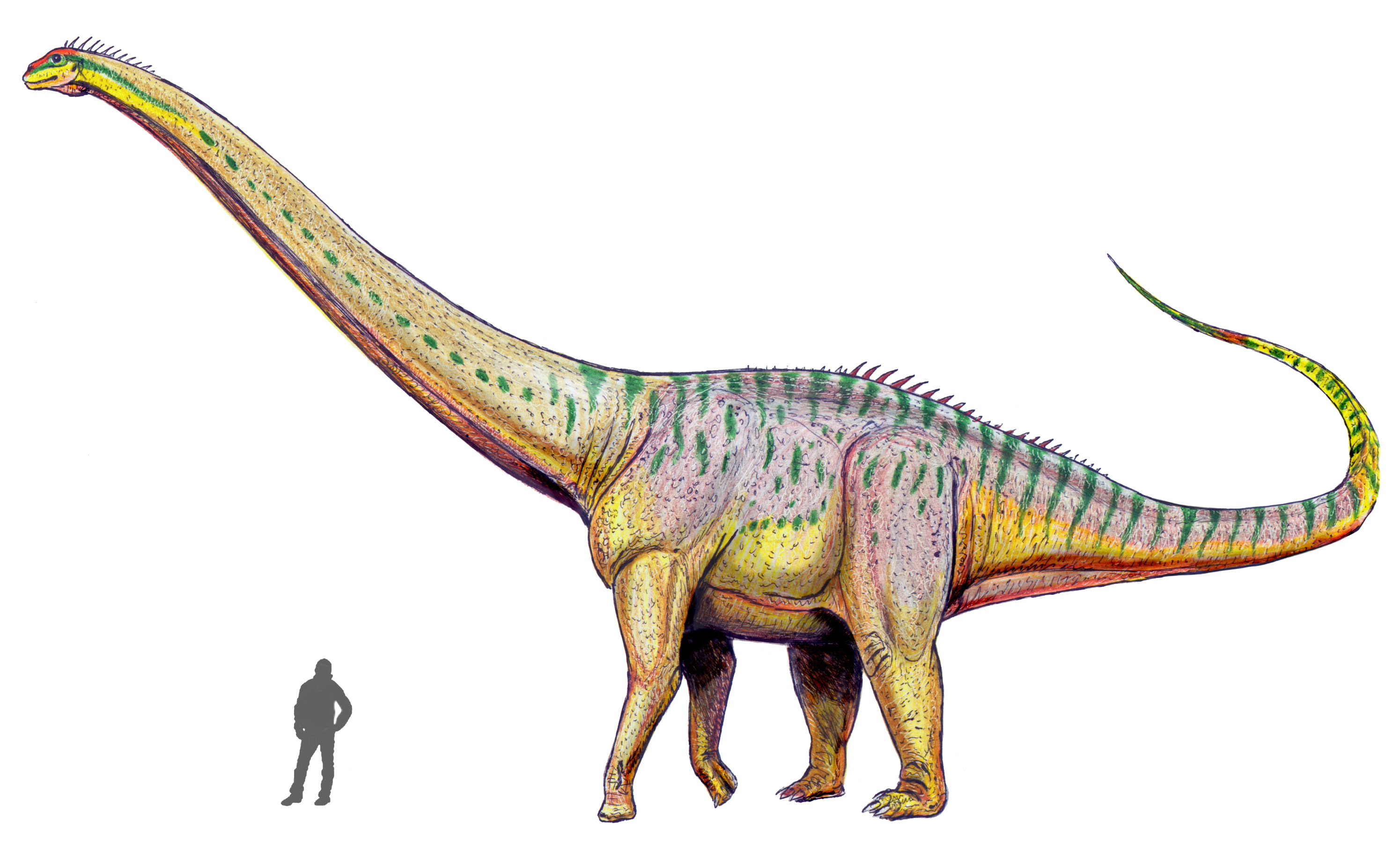
Amphicoelias

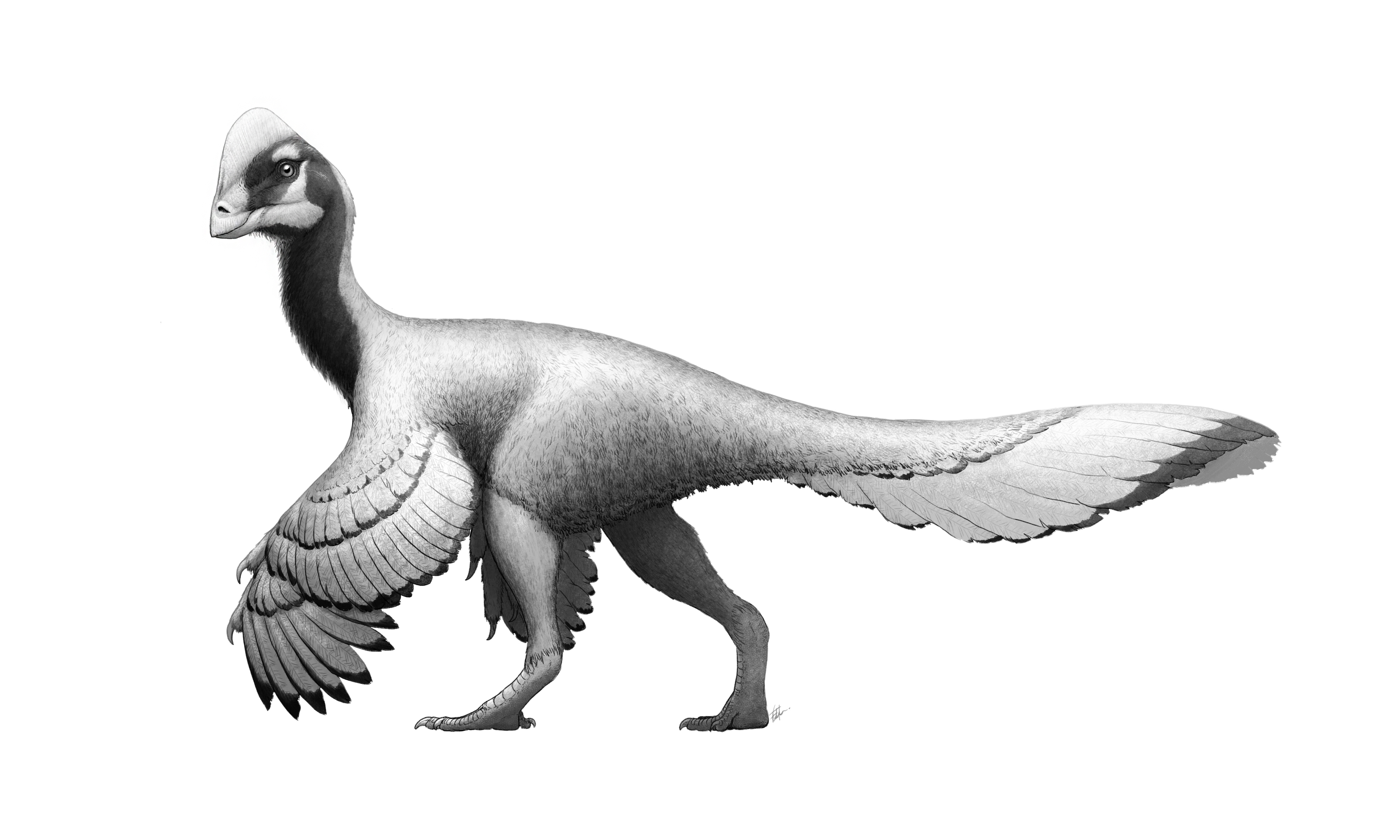
Anzu

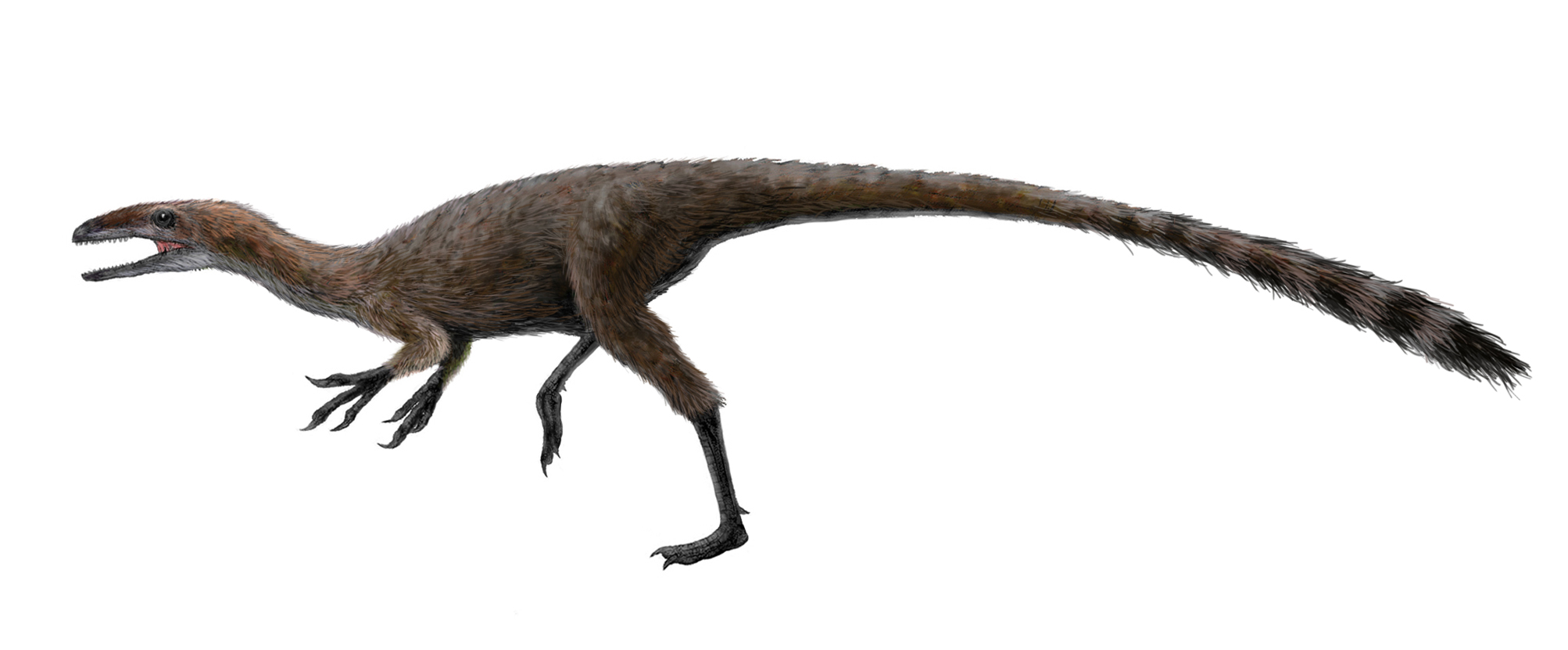
Aristosuchus

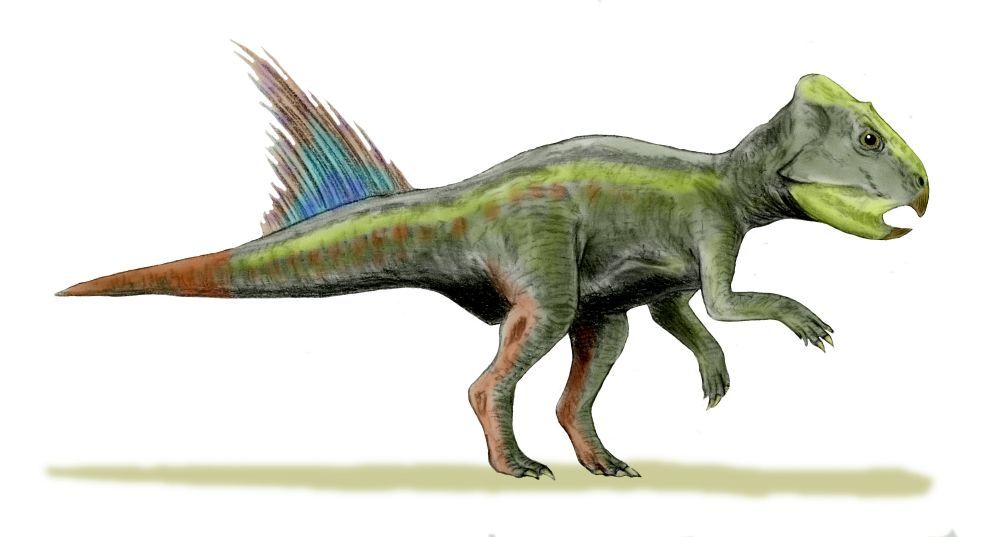
Archaeoceratops

- Aachenosaurus – constatat ulterior a fi o bucată de lemn pietrificat
- Aardonyx
- Abdallahsaurus – nomen nudum, probabil Giraffatitan
- Abdarainurus
- Abelisaurus
- Abrictosaurus
- Abrosaurus
- Abydosaurus
- Acantholipan
- Acanthopholis
- Achelousaurus
- Acheroraptor
- Achillesaurus
- Achillobator
- Acristavus
- Acrocanthosaurus
- Acrotholus
- Actiosaurus – un choristoderan
- Adamantisaurus
- Adasaurus
- Adelolophus
- Adeopapposaurus
- Adratiklit
- Adynomosaurus
- Aegyptosaurus
- Aeolosaurus
- Aepisaurus
- Aepyornithomimus
- Aerosteon
- Aetonyx – posibil sinonim mai recent pentru Massospondylus
- Afromimus
- Afrovenator
- Agathaumas – posibil sinonim pentru Triceratops
- Aggiosaurus – un crocodilian metriorhynchid
- Agilisaurus
- Agnosphitys
- Agrosaurus – probabil sinonim mai recent pentru Thecodontosaurus
- Agujaceratops
- Agustinia
- Ahshislepelta
- Airakoraptor – nomen nudum
- Ajancingenia – sinonim pentru Heyuannia
- Ajkaceratops
- Akainacephalus
- Alamosaurus
- Alaskacephale
- Albalophosaurus
- Albertaceratops
- Albertadromeus
- Albertavenator
- Albertonykus
- Albertosaurus
- Albinykus
- Albisaurus – o reptilă non-dinosaurian
- Alcovasaurus
- Alectrosaurus
- Aletopelta
- Algoasaurus
- Alioramus
- Aliwalia – sinonim mai recent pentru Eucnemesaurus
- Allosaurus
- Almas
- Alnashetri
- Alocodon
- Altirhinus
- Altispinax
- Alvarezsaurus
- Alwalkeria
- Alxasaurus
- Amargasaurus
- Amargastegos – nomen nudum
- Amargatitanis
- Amazonsaurus
- Ambopteryx
- Ammosaurus – sinonim mai recent pentru Anchisaurus
- Ampelosaurus
- Amphicoelias
- Amphicoelicaudia – nomen nudum; posibil Huabeisaurus
- Amphisaurus – astăzi cunoscut ca Anchisaurus
- Amtocephale
- Amtosaurus – posibil Talarurus
- Amurosaurus
- Amygdalodon
- Anabisetia
- Anasazisaurus
- Anatosaurus – sinonim mai recent pentru Edmontosaurus
- Anatotitan – sinonim mai recent pentru Edmontosaurus
- Anchiceratops
- Anchiornis
- Anchisaurus
- Andesaurus
- Andhrasaurus – nomen nudum
- Angaturama – probabil sinonim mai recent pentru Irritator
- Angloposeidon – nomen nudum
- Angolatitan
- Angulomastacator
- Anhuilong
- Aniksosaurus
- Animantarx
- Ankistrodon – un proterosuchid archosauriform
- Ankylosaurus
- Anodontosaurus
- Anomalipes
- Anoplosaurus
- Anserimimus
- Antarctopelta
- Antarctosaurus
- Antetonitrus
- Anthodon – un pareiasaur
- Antrodemus – posibil sinonim pentru Allosaurus
- Anzu
- Aoniraptor
- Aorun
- Apatodon – posibil sinonim mai recent pentru Allosaurus
- Apatoraptor
- Apatosaurus
- Appalachiosaurus
- Aquilarhinus
- Aquilops
- Aragosaurus
- Aralosaurus
- Araucanoraptor – nomen nudum; Neuquenraptor
- Archaeoceratops
- Archaeodontosaurus
- Archaeopteryx
- Archaeoraptor
- Archaeornis – sinonim mai recent pentru Archaeopteryx
- Archaeornithoides
- Archaeornithomimus
- Arcovenator
- Arctosaurus – reptile non-dinosaurian
- Arcusaurus
- Arenysaurus
- Argentinosaurus
- Argyrosaurus
- Aristosaurus – sinonim mai recent pentru Massospondylus
- Aristosuchus
- Arizonasaurus – un rauisuchian
- Arkansaurus
- Arkharavia
- Arrhinoceratops
- Arstanosaurus
- Asfaltovenator
- Asiaceratops
- Asiamericana –  un pește
- Asiatosaurus
- Astrodon
- Astrodonius – sinonim mai recent pentru  Astrodon
- Astrodontaurus – sinonim mai recent pentru  Astrodon
- Astrophocaudia
- Asylosaurus
- Atacamatitan
- Atlantosaurus
- Atlasaurus
- Atlascopcosaurus
- Atrociraptor
- Atsinganosaurus
- Aublysodon
- Aucasaurus
- Augustia – astăzi cunoscut ca Agustinia
- Augustynolophus
- Auroraceratops
- Aurornis
- Australodocus
- Australovenator
- Austrocheirus
- Austroposeidon
- Austroraptor
- Austrosaurus
- Avaceratops
- Avalonia – astăzi cunoscut ca Avalonianus
- Avalonianus – un archosaur non-dinosaurian
- Aviatyrannis
- Avimimus
- Avipes – probabil un dinosauromorph non-dinosaurian
- Avisaurus – o pasăre enantiornithine
- Azendohsaurus – un archosauromorph non-dinosaurian

## B
| Cuprins: | A B C D E F G H I J K L M N O P Q R S T U V W X Y Z – Vezi și |

- Baalsaurus
- Bactrosaurus
- Bagaceratops
- Bagaraatan
- Bagualosaurus
- Bahariasaurus
- Bainoceratops[1]
- Bajadasaurus
- Bakesaurus – nomen nudum
- Balaur bondoc
- Balochisaurus – nomen nudum
- Bambiraptor
- Banji
- Bannykus
- Baotianmansaurus
- Barapasaurus
- Barilium
- Barosaurus
- Barrosasaurus
- Barsboldia
- Baryonyx

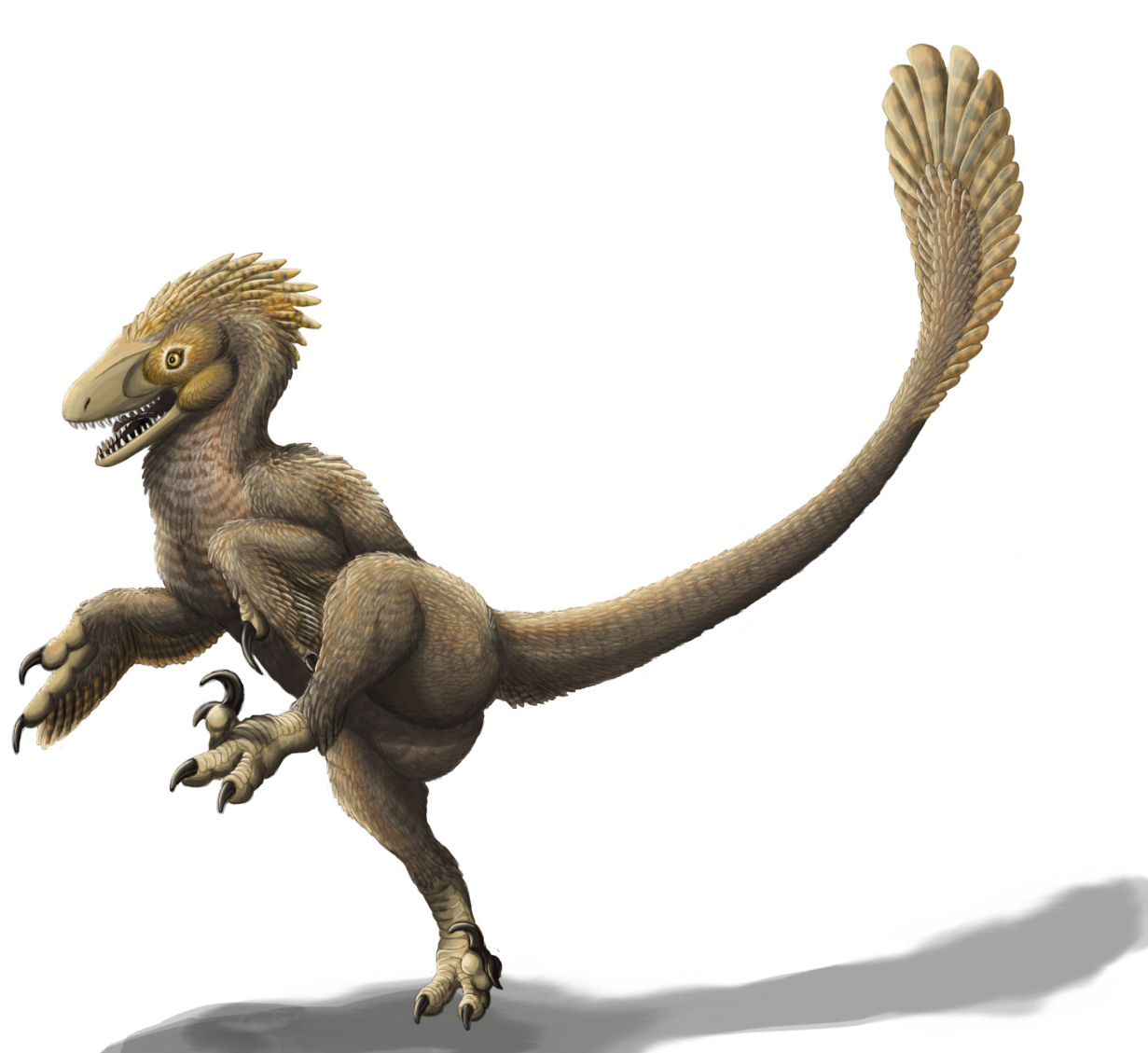
Balaur bondoc

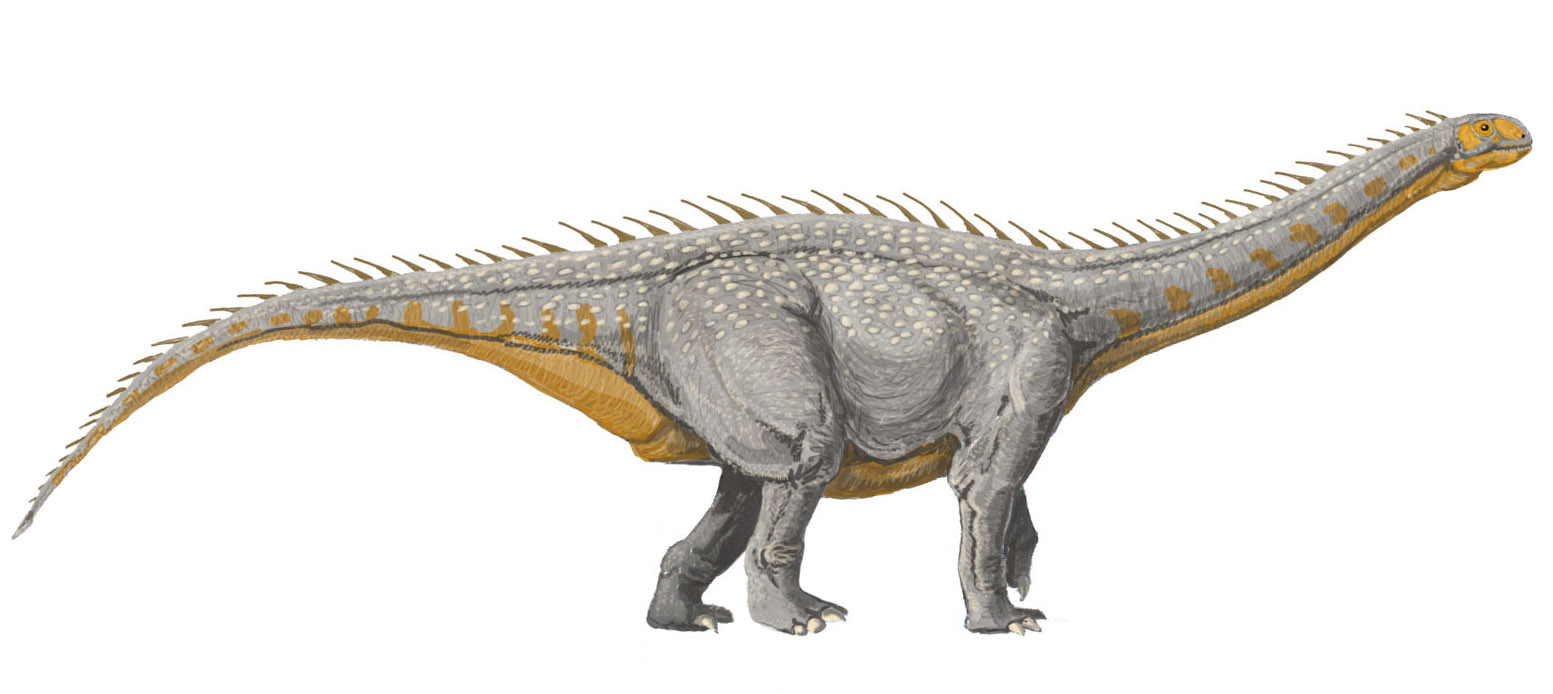
Barapasaurus

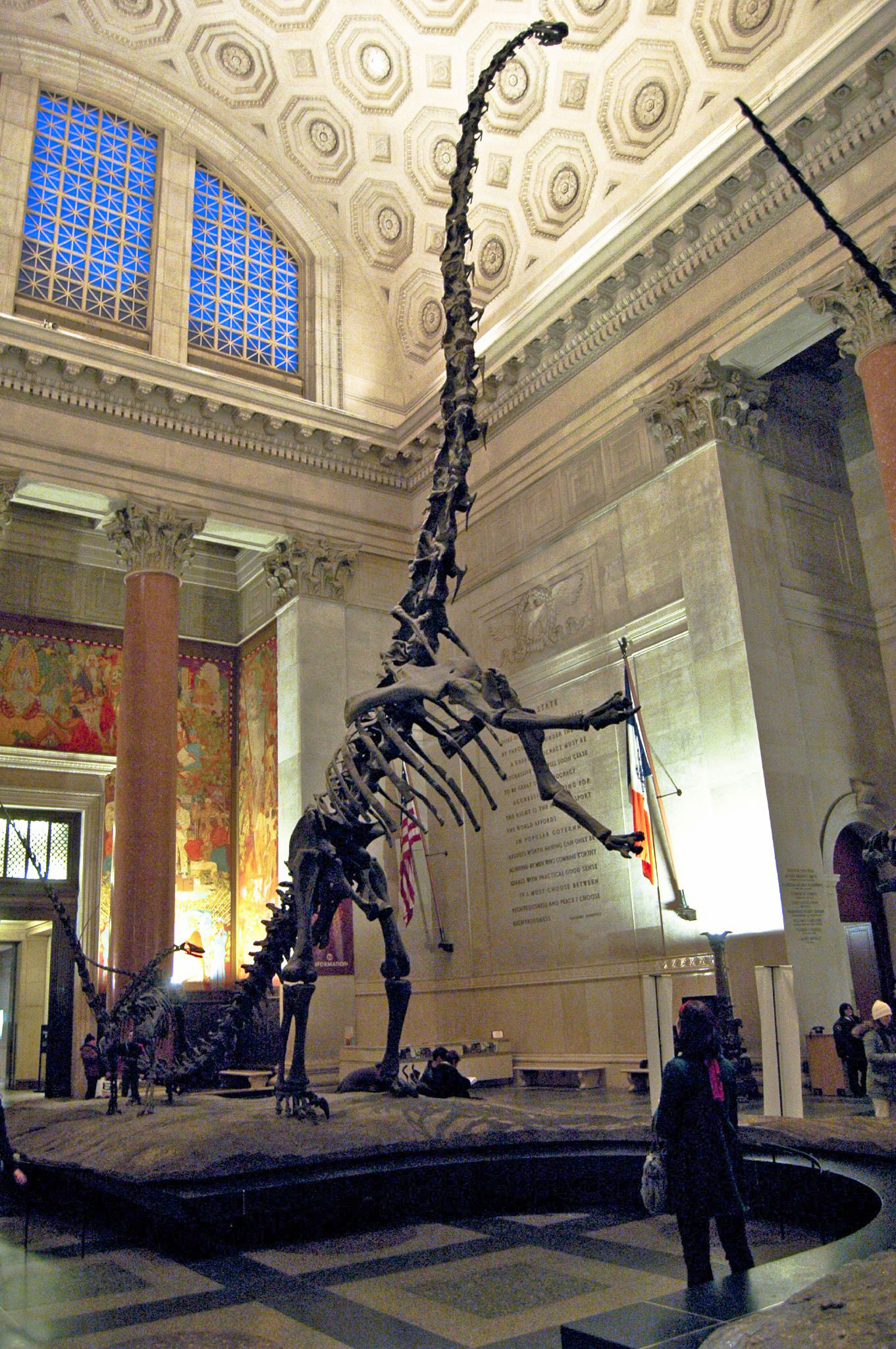
Barosaurus

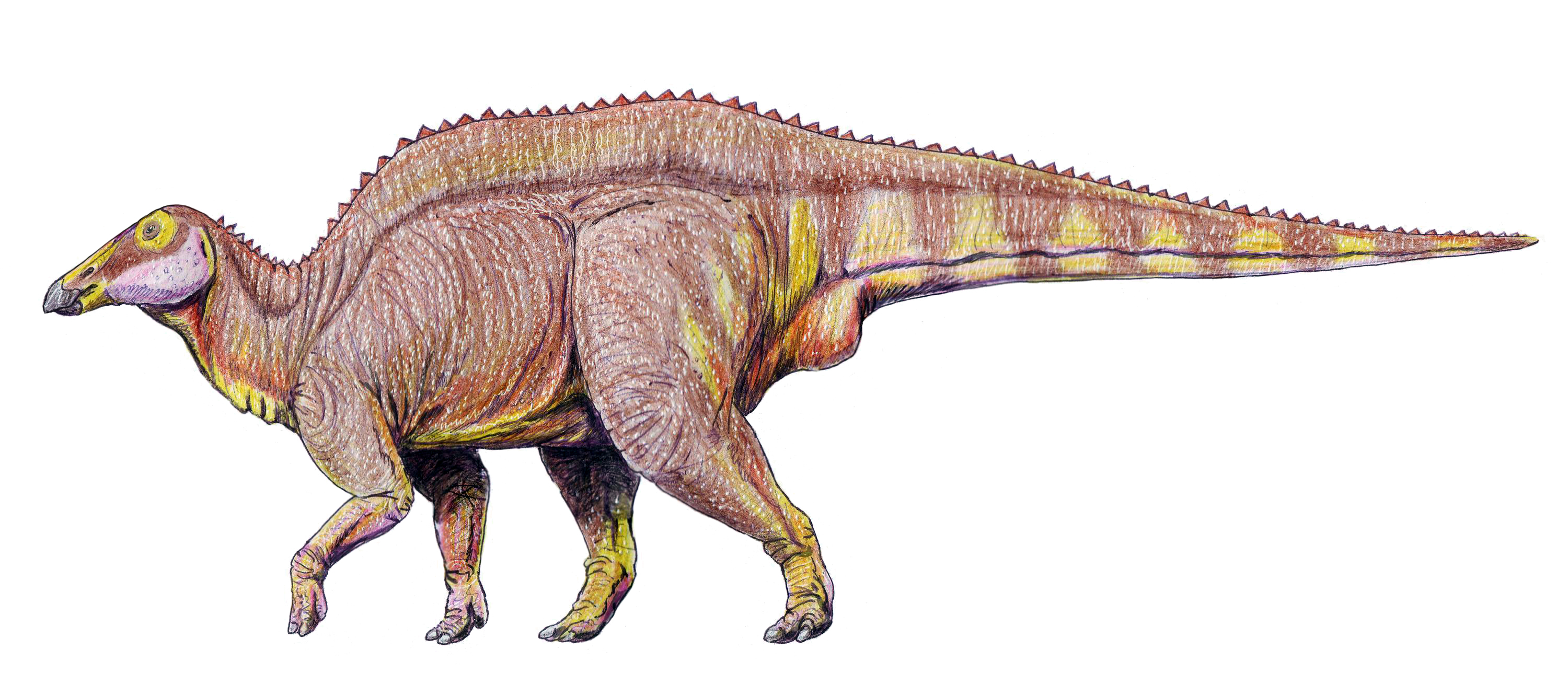
Barsboldia

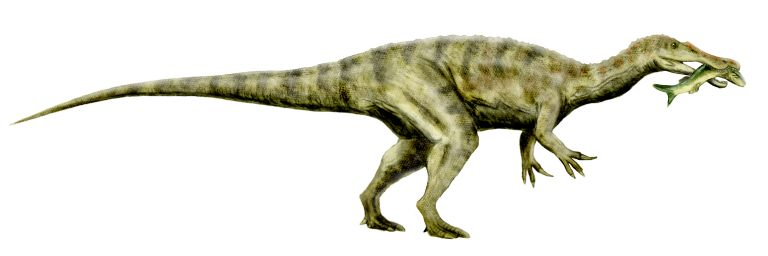
Baryonyx

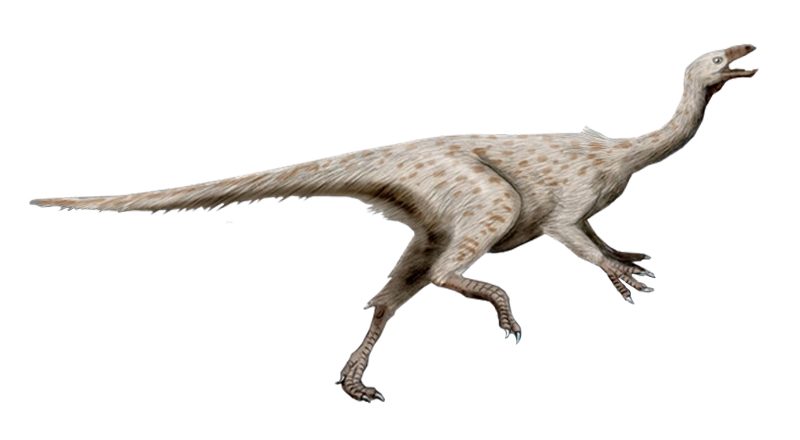
Beishanlong

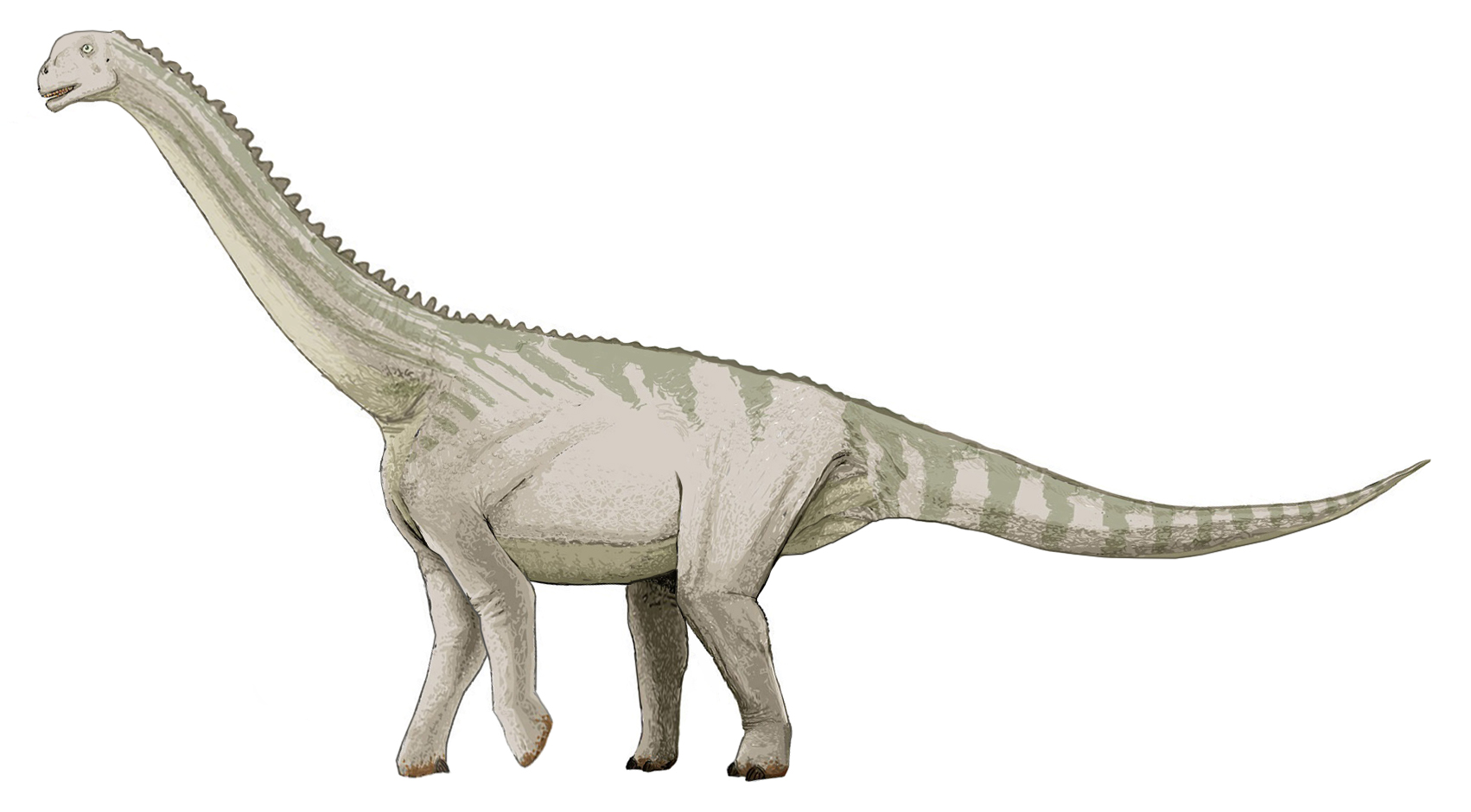
Bellusaurus

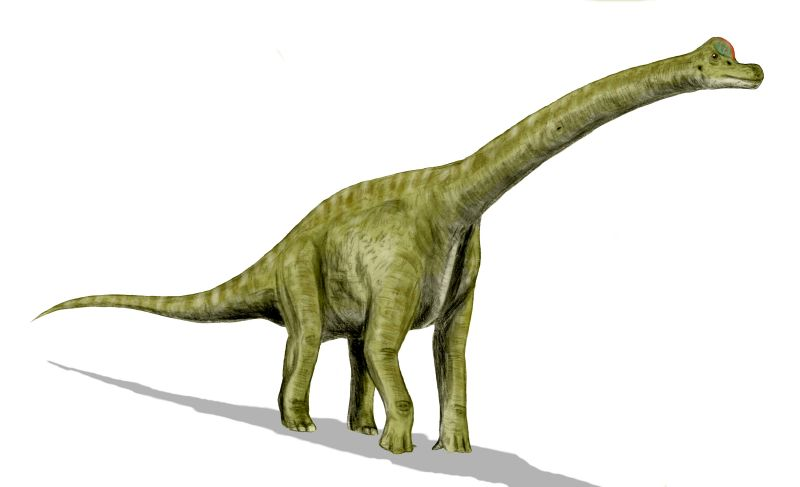
Brachiosaurus

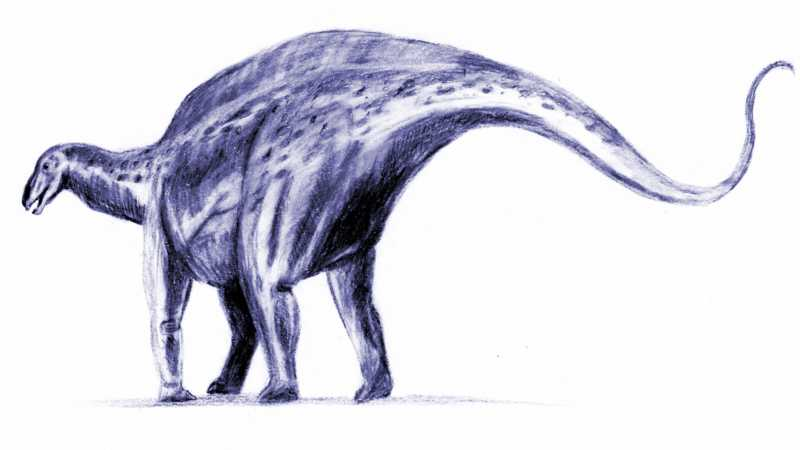
Brachytrachelopan

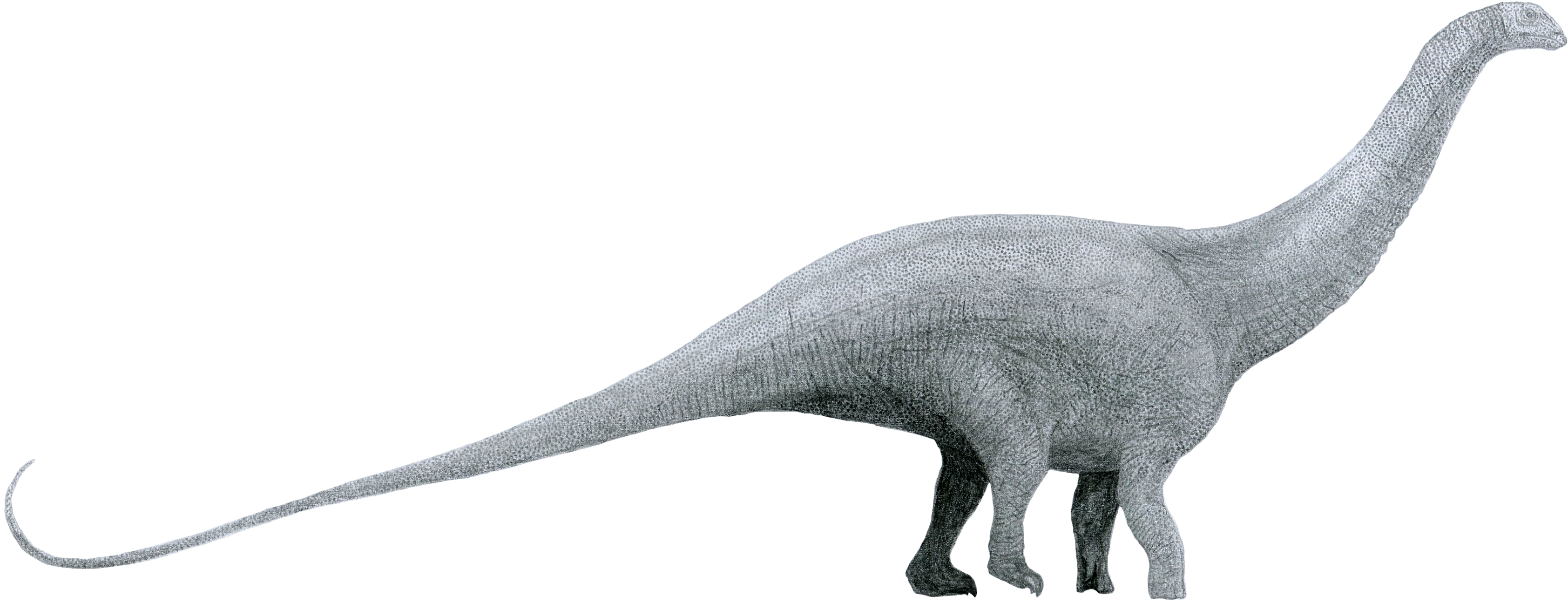
Brontosaurus

- Bashunosaurus – nomen nudum, Datousaurus
- Basutodon –  un archosaur non-dinosaurian
- Bathygnathus –  un pelycosaur, Dimetrodon
- Batyrosaurus
- Baurutitan
- Bayannurosaurus
- Bayosaurus – nomen nudum
- Becklespinax – sinonim mai recent pentru Altispinax
- Beelemodon – nomen nudum
- Beibeilong
- Beipiaosaurus
- Beishanlong
- Bellusaurus
- Belodon –  un phytosaur
- Berberosaurus
- Betasuchus
- Bicentenaria
- Bienosaurus
- Bihariosaurus – posibil invalid
- Bilbeyhallorum – nomen nudum; Cedarpelta
- Bissektipelta
- Bistahieversor
- Blancocerosaurus – nomen nudum, probabil Giraffatitan
- Blasisaurus
- Blikanasaurus
- Bolong
- Bonapartenykus
- Bonapartesaurus
- Bonatitan
- Bonitasaura
- Borealopelta
- Borealosaurus
- Boreonykus
- Borogovia
- Bothriospondylus
- Brachiosaurus
- Brachyceratops
- Brachylophosaurus
- Brachypodosaurus
- Brachyrophus – sinonim mai recent pentru Camptosaurus
- Brachytaenius –  un metriorhynchid; sinonim mai recent pentru  Dakosaurus
- Brachytrachelopan
- Bradycneme
- Brasileosaurus –  un archosaur non-dinosaurian
- Brasilotitan
- Bravoceratops
- Breviceratops
- Brohisaurus
- Brontomerus
- Brontoraptor – nomen nudum, probabil Torvosaurus
- Brontosaurus
- Bruhathkayosaurus
- Bugenasaura – sinonim mai recent pentru Thescelosaurus
- Buitreraptor
- Burianosaurus
- Buriolestes
- Byranjaffia – nomen nudum; Byronosaurus
- Byronosaurus

## C
| Cuprins: | A B C D E F G H I J K L M N O P Q R S T U V W X Y Z – Vezi și |

- Caenagnathasia
- Caenagnathus
- Caihong
- Calamosaurus
- Calamospondylus

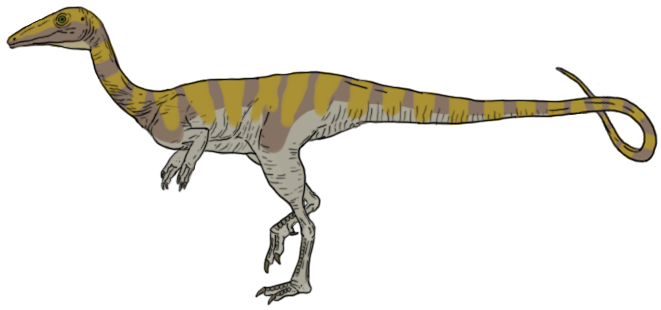
Camposaurus

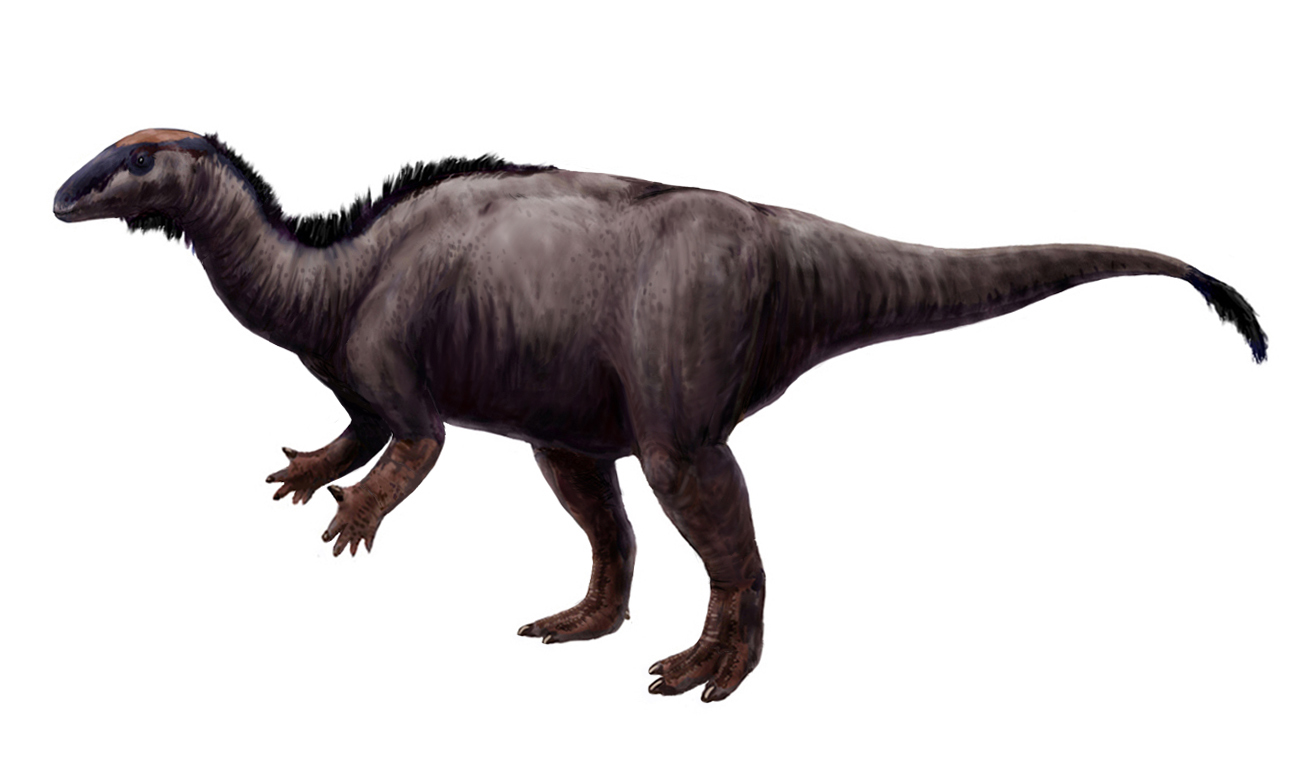
Camptosaurus

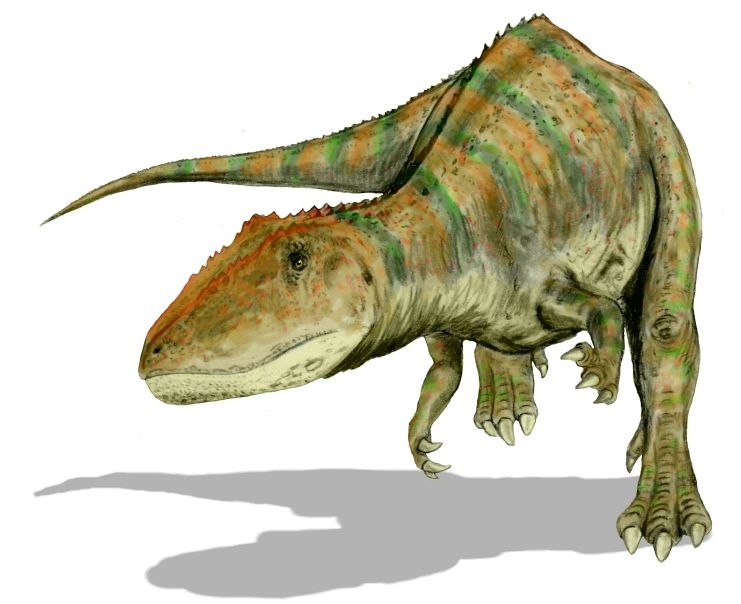
Carcharodontosaurus

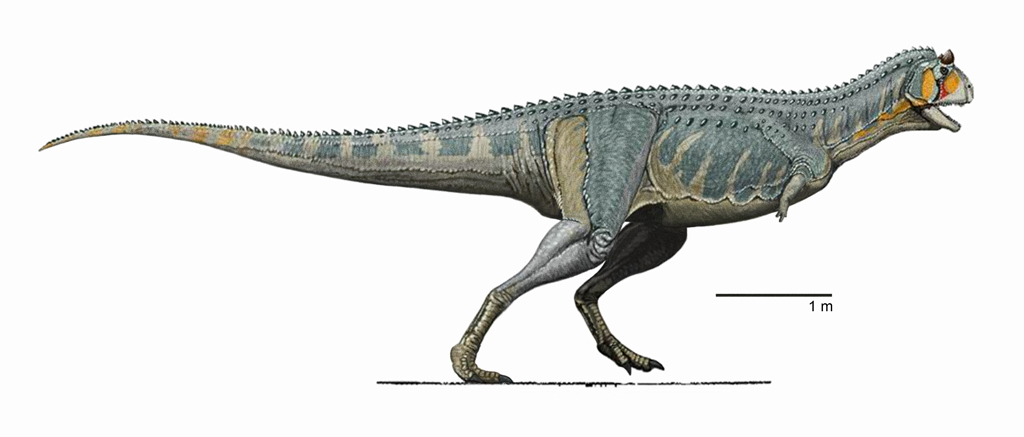
Carnotaurus

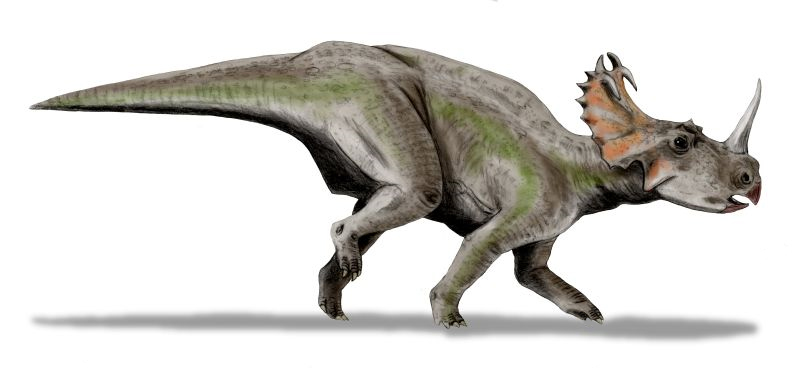
Centrosaurus

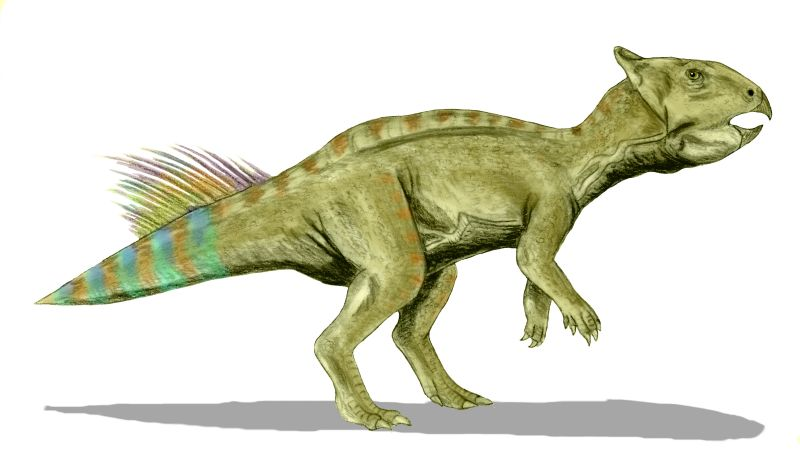
Cerasinops

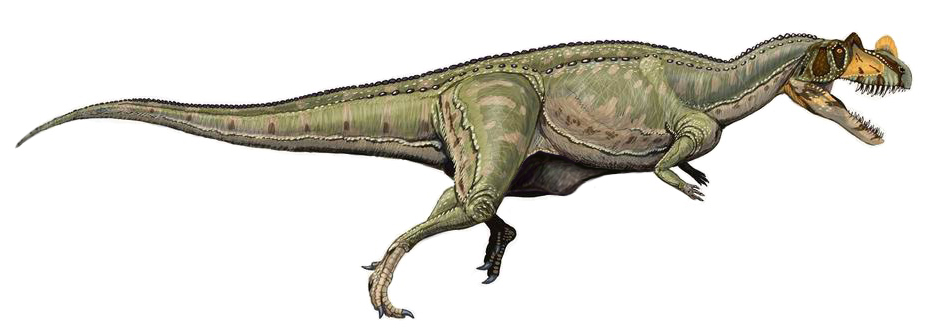
Ceratosaurus

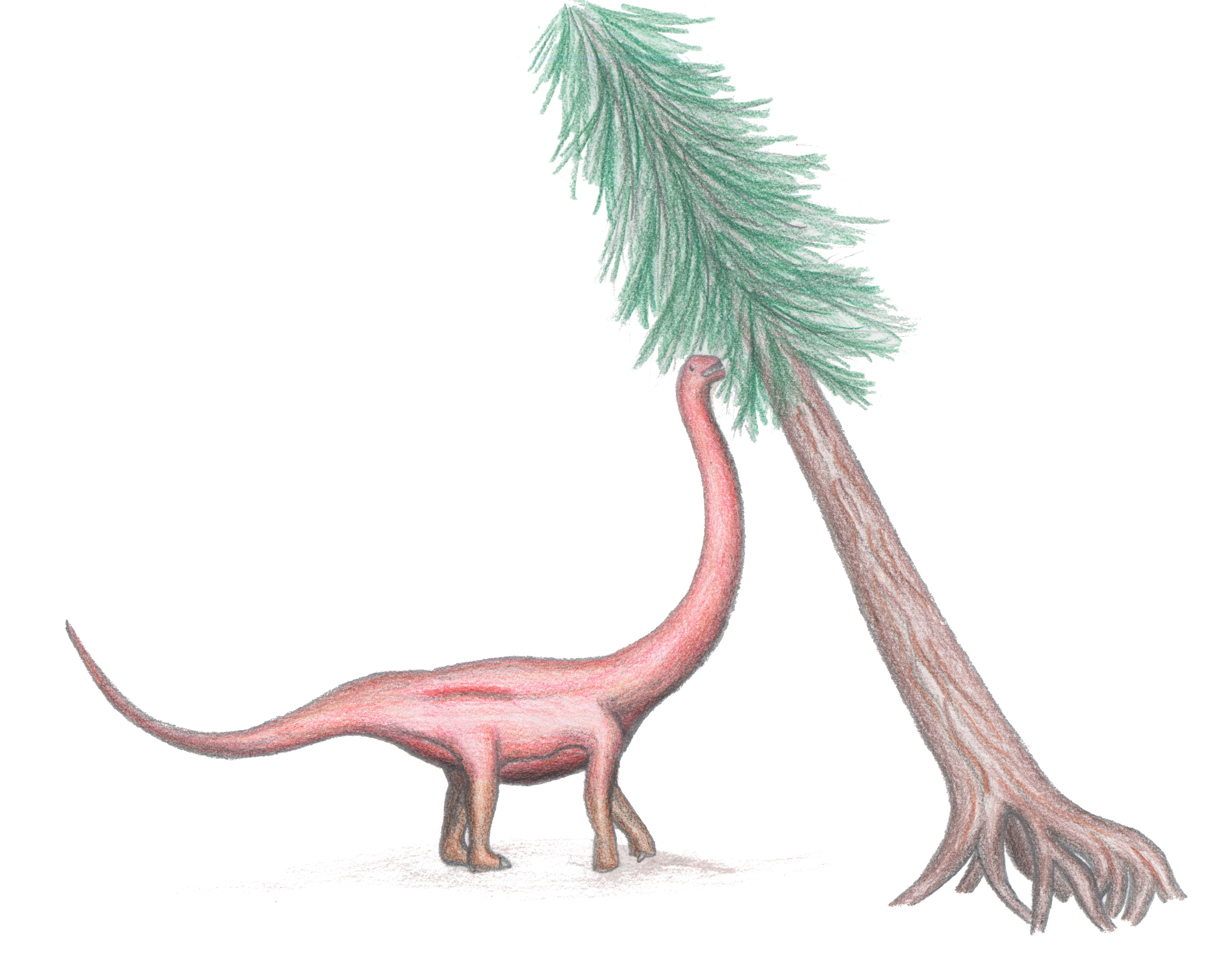
Cetiosauriscus

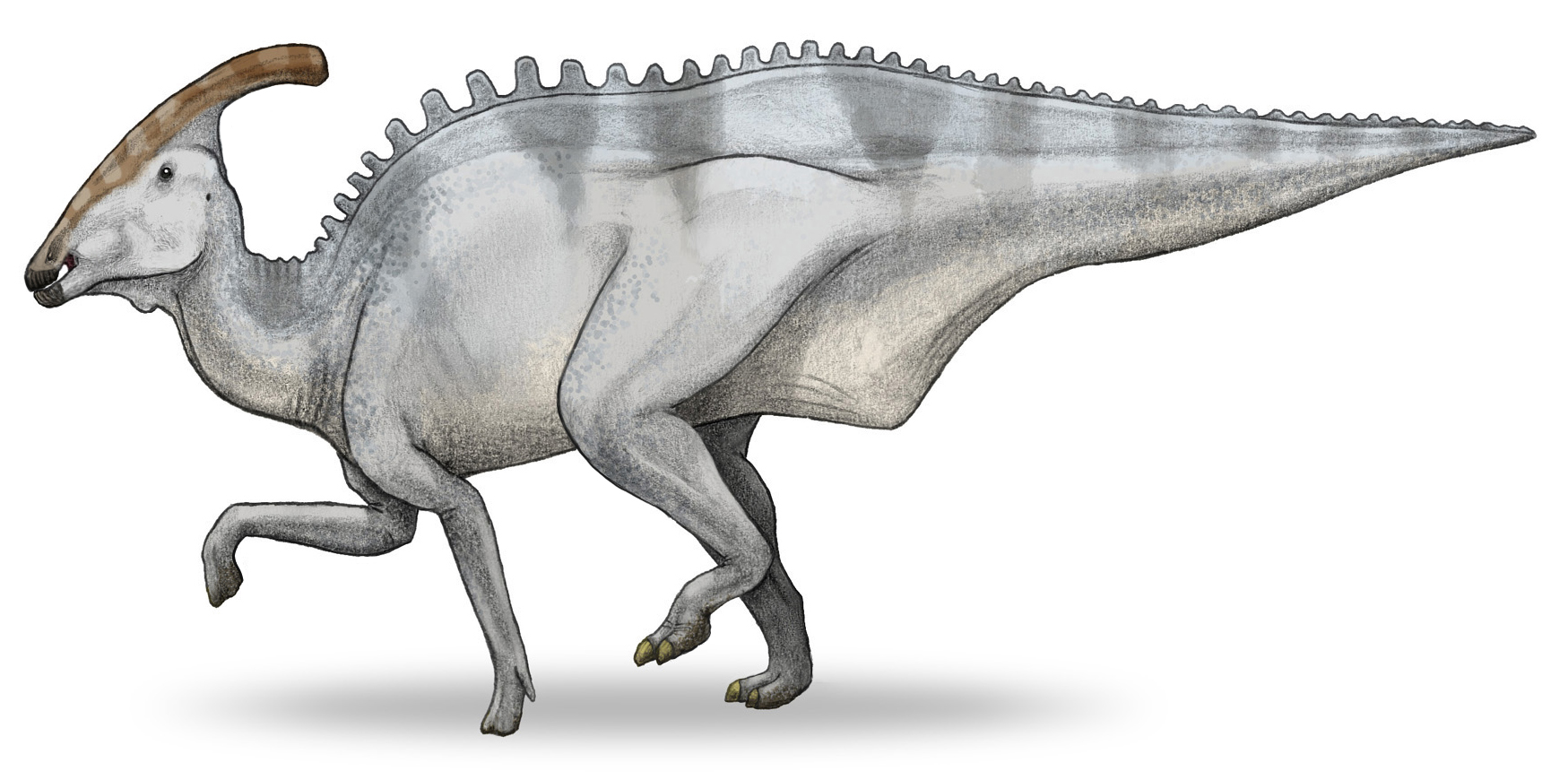
Charonosaurus

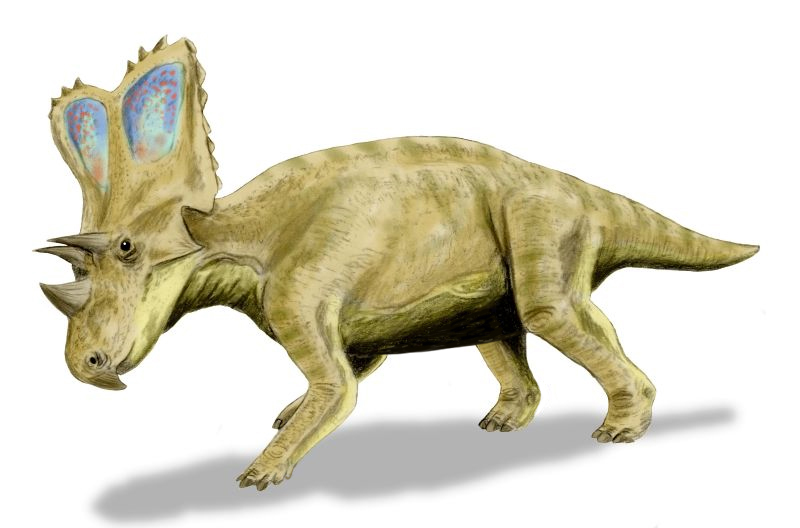
Chasmosaurus

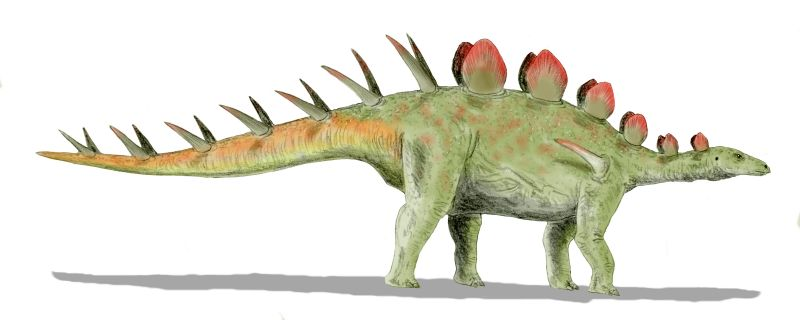
Chialingosaurus

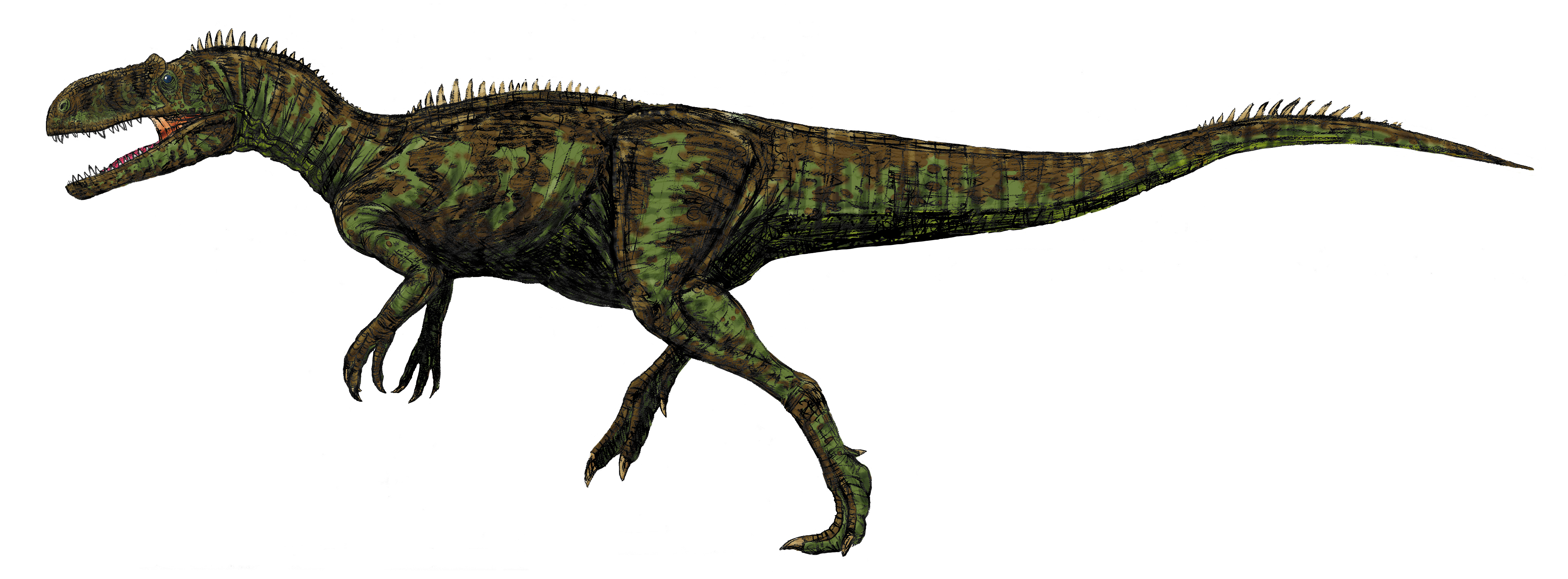
Chilantaisaurus

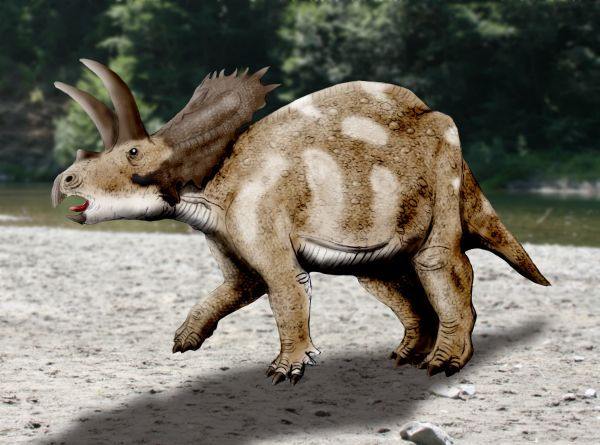
Coahuilaceratops

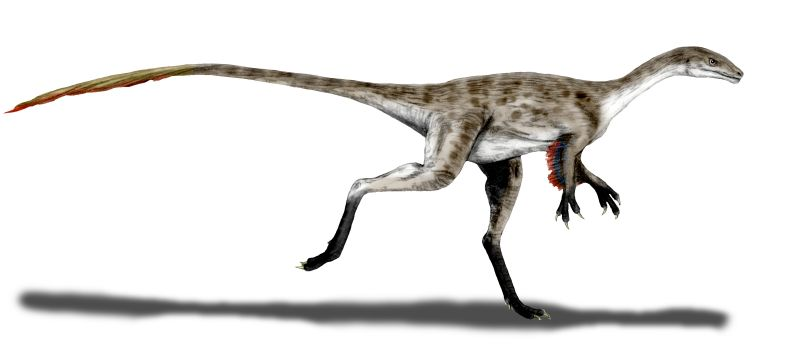
Coelurus

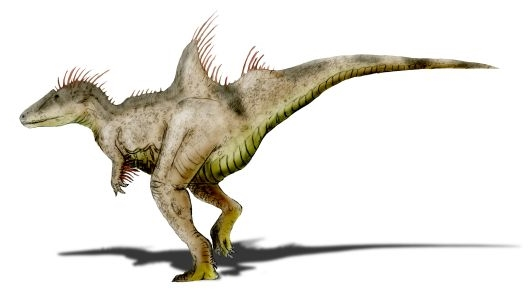
Concavenator

- "Calamospondylus" – astăzi cunoscut ca Calamosaurus
- Callovosaurus
- Camarasaurus
- Camarillasaurus
- Camelotia
- Camposaurus
- "Camptonotus" – astăzi cunoscut ca Camptosaurus
- Camptosaurus
- "Campylodon" – astăzi cunoscut ca Campylodoniscus
- Campylodoniscus
- Canardia
- "Capitalsaurus" – nomen nudum
- Carcharodontosaurus
- Cardiodon
- Carnotaurus
- Caseosaurus
- Cathartesaura
- Cathetosaurus
- Caudipteryx
- Caudocoelus – sinonim mai recent pentru Teinurosaurus
- Caulodon – sinonim mai recent pentru Camarasaurus
- Cedarosaurus
- Cedarpelta
- Cedrorestes
- Centemodon –  un phytosaur
- Centrosaurus
- Cerasinops
- Ceratonykus
- Ceratops
- Ceratosaurus
- Cetiosauriscus
- Cetiosaurus
- Changchunsaurus
- "Changdusaurus" – nomen nudum
- Changyuraptor
- Chaoyangsaurus
- Charonosaurus
- Chasmosaurus
- Chassternbergia – sinonim mai recent pentru Edmontonia
- Chebsaurus
- Chenanisaurus
- Cheneosaurus – sinonim mai recent pentru Hypacrosaurus
- Chialingosaurus
- Chiayusaurus
- Chienkosaurus –  posibil sinonim mai recent pentru Szechuanosaurus
- "Chihuahuasaurus" – nomen nudum; Sonorasaurus
- Chilantaisaurus
- Chilesaurus
- Chindesaurus
- Chingkankousaurus
- Chinshakiangosaurus
- Chirostenotes
- Choconsaurus
- Chondrosteosaurus
- Choyrodon
- Chromogisaurus
- Chuandongocoelurus
- Chuanjiesaurus
- Chuanqilong
- Chubutisaurus
- Chungkingosaurus
- Chuxiongosaurus
- "Cinizasaurus" – nomen nudum
- Cionodon
- Citipati
- Cladeiodon –  un rauisuchian non-dinosaurian (Teratosaurus)
- Claorhynchus – posibil Triceratops
- Claosaurus
- Clarencea –  un sphenosuchian (Sphenosuchus)
- Clasmodosaurus
- Clepsysaurus –  un phytosaur, Palaeosaurus
- Coahuilaceratops
- Coelophysis
- "Coelosaurus"
- Coeluroides
- Coelurosauravus –  un diapsid primitiv
- Coelurus
- Colepiocephale
- "Coloradia" – astăzi cunoscut ca Coloradisaurus
- Coloradisaurus
- "Colossosaurus" – nomen nudum; Pelorosaurus
- Comahuesaurus
- "Comanchesaurus" – nomen nudum
- Compsognathus
- Compsosuchus
- Concavenator
- Conchoraptor
- Condorraptor
- Convolosaurus
- Coronosaurus
- Corythoraptor
- Corythosaurus
- Craspedodon
- Crataeomus – sinonim mai recent pentru Struthiosaurus
- Craterosaurus
- Creosaurus – sinonim mai recent pentru Allosaurus
- Crichtonpelta
- Crichtonsaurus
- Cristatusaurus
- Crittendenceratops
- Crosbysaurus –  un archosauriform non-dinosaurian
- Cruxicheiros
- Cryolophosaurus
- Cryptodraco – sinonim mai recent pentru Cryptosaurus
- "Cryptoraptor" – nomen nudum
- Cryptosaurus
- Cryptovolans – sinonim mai recent pentru Microraptor
- Cumnoria

## D
| Cuprins: | A B C D E F G H I J K L M N O P Q R S T U V W X Y Z – Vezi și |

- Daanosaurus
- Dacentrurus
- "Dachongosaurus" – nomen nudum
- Daemonosaurus
- Dahalokely

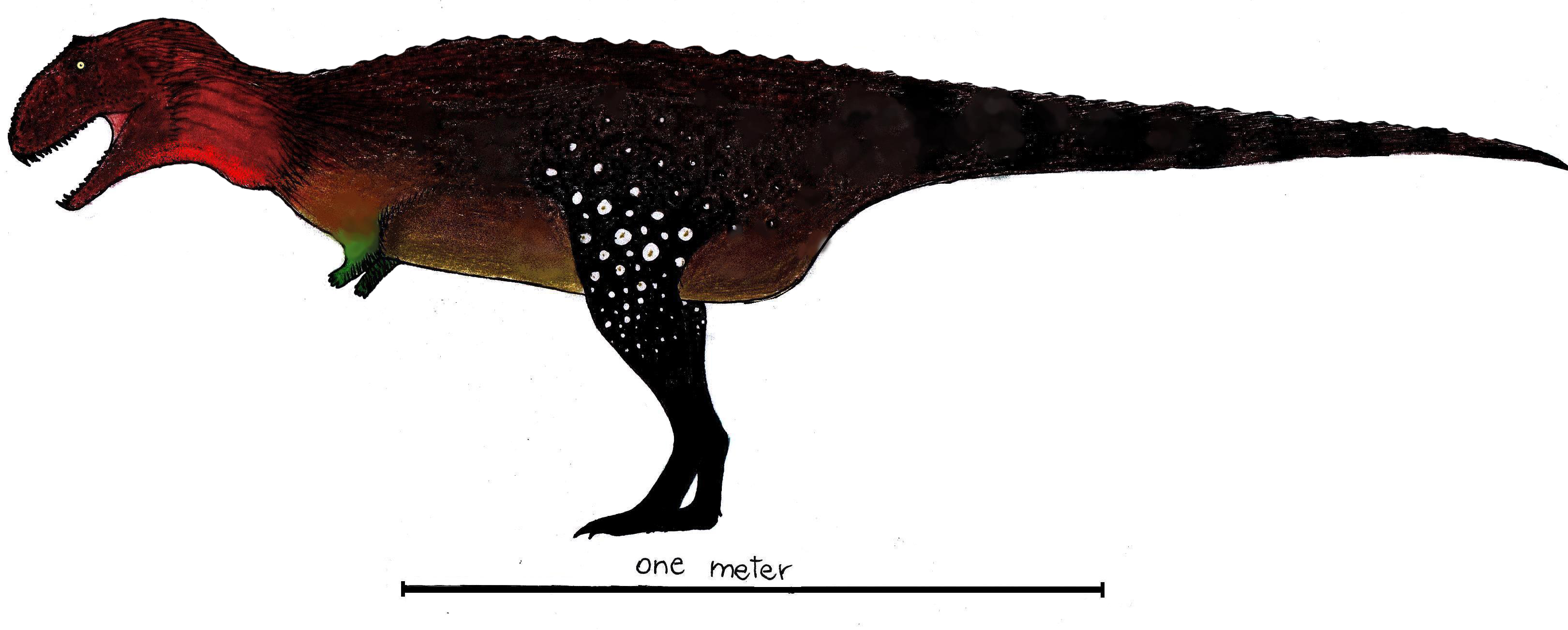
Dahalokely

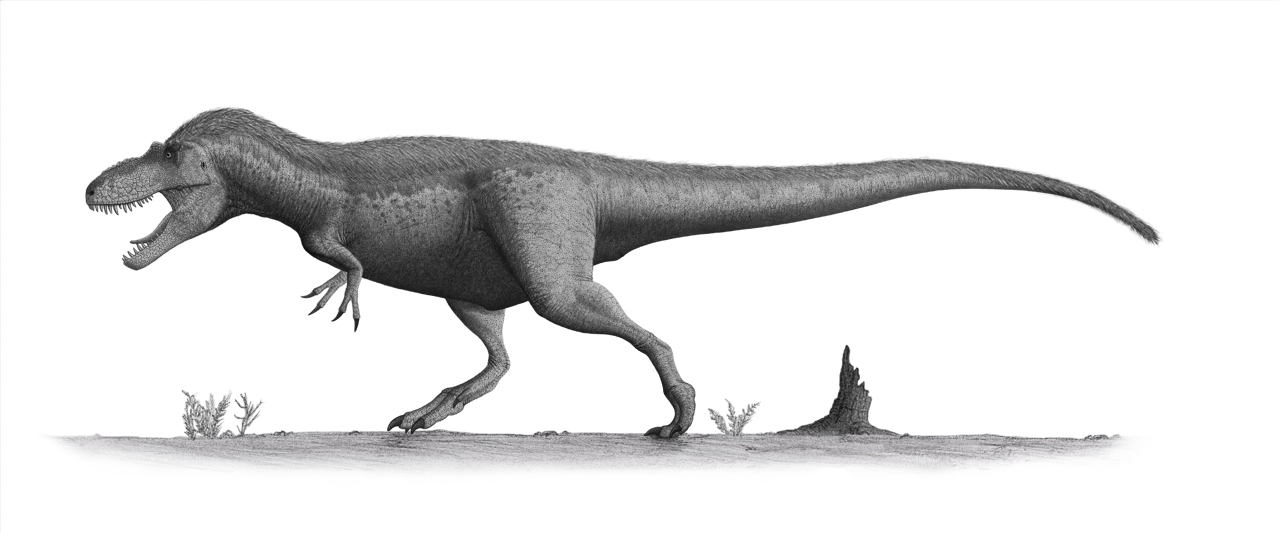
Daspletosaurus

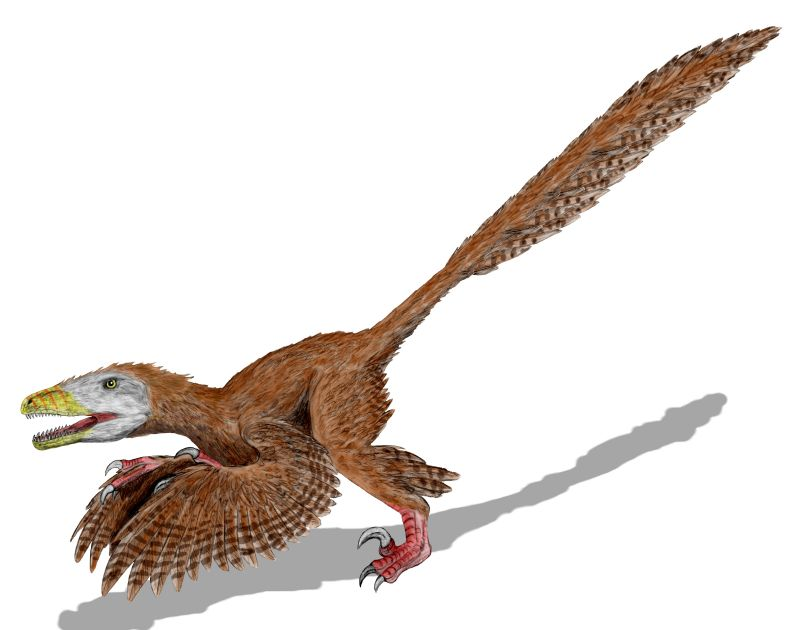
Deinonychus

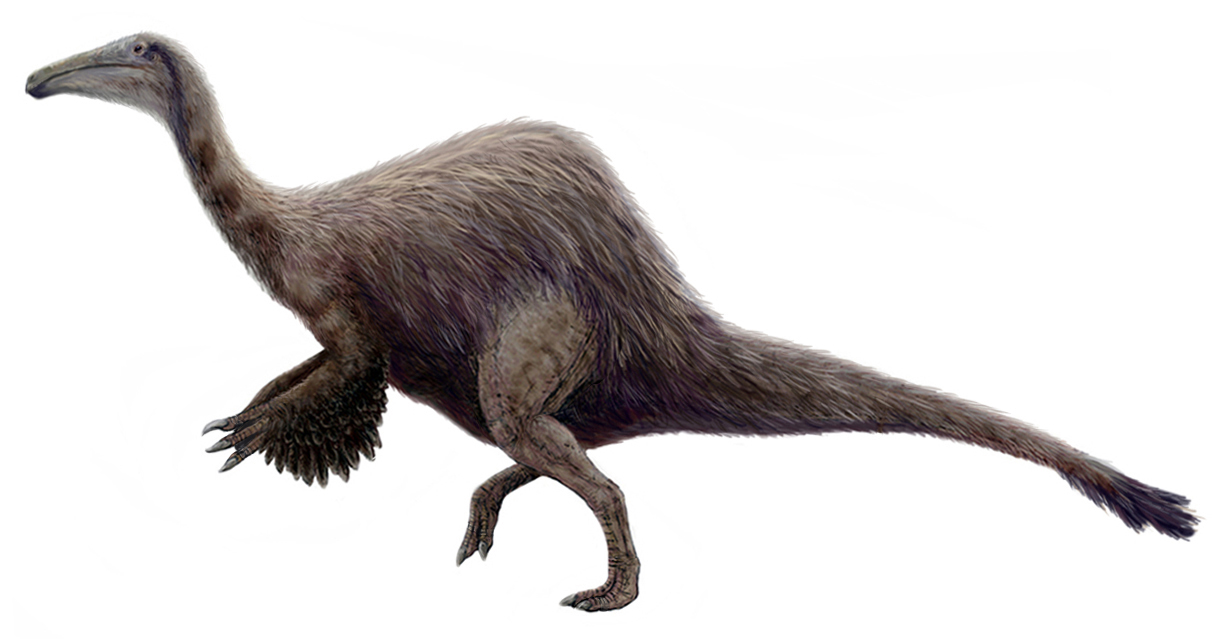
Deinocheirus

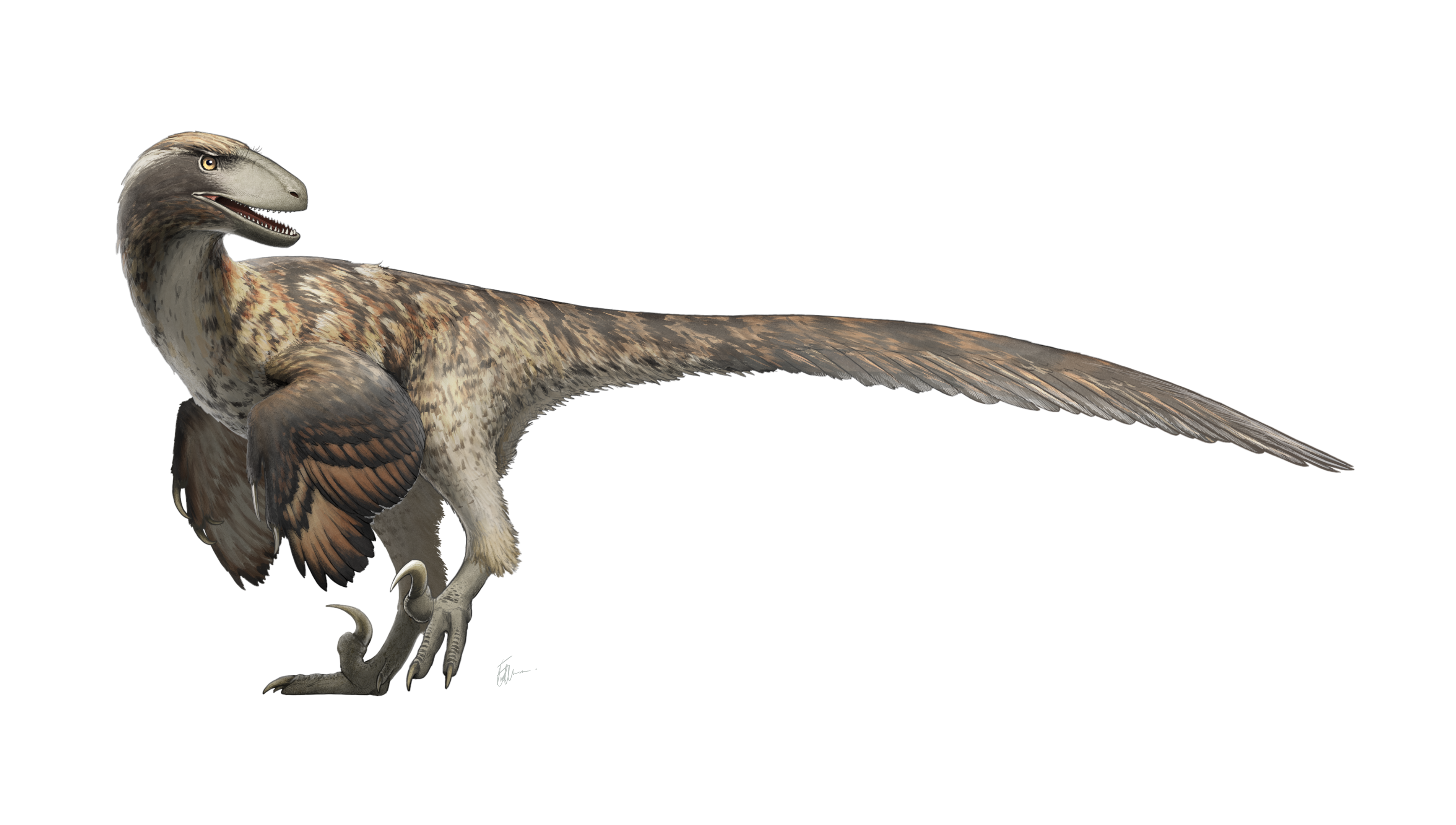
Deinonychus

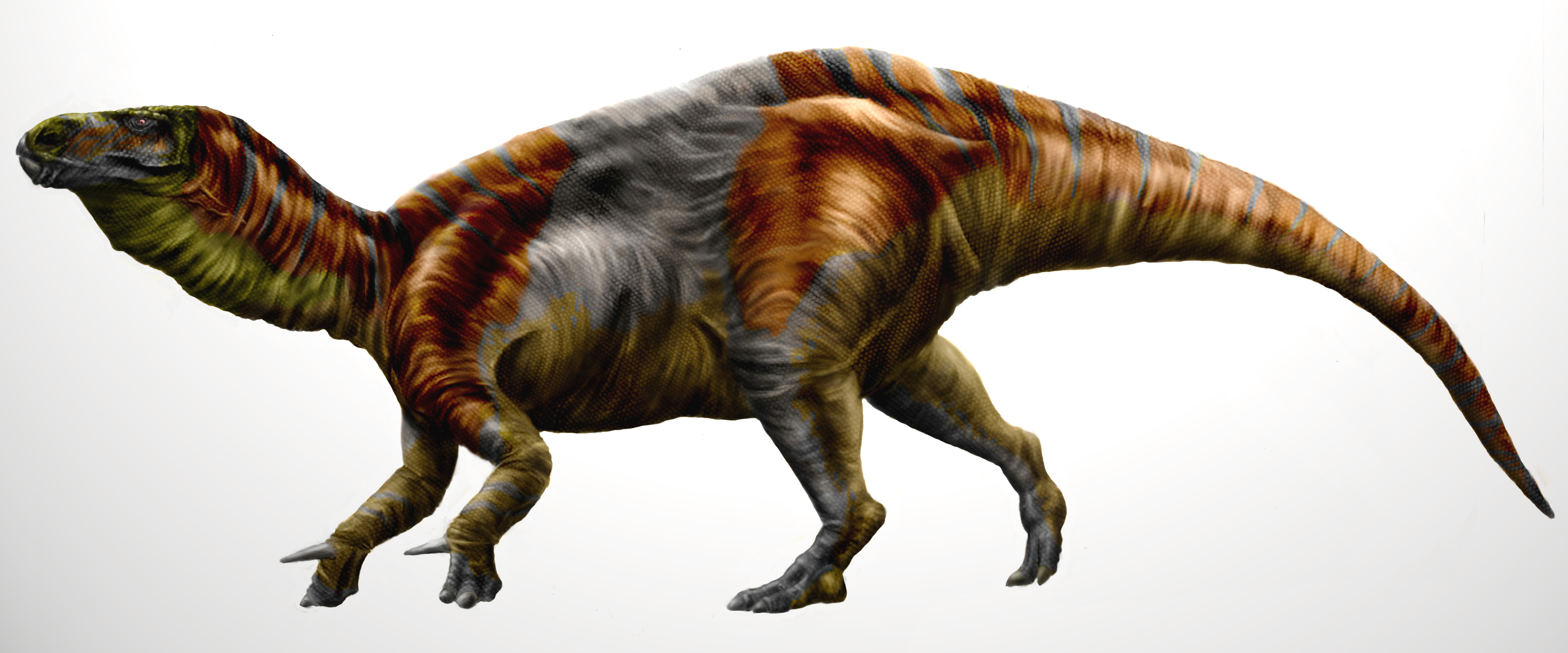
Delapparentia

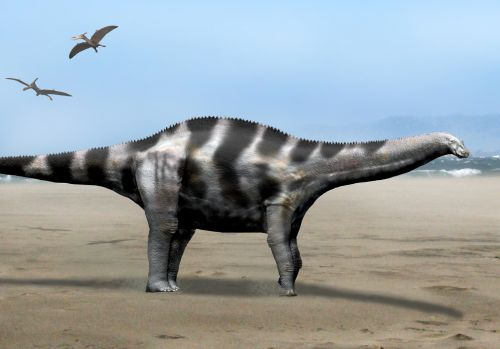
Demandasaurus

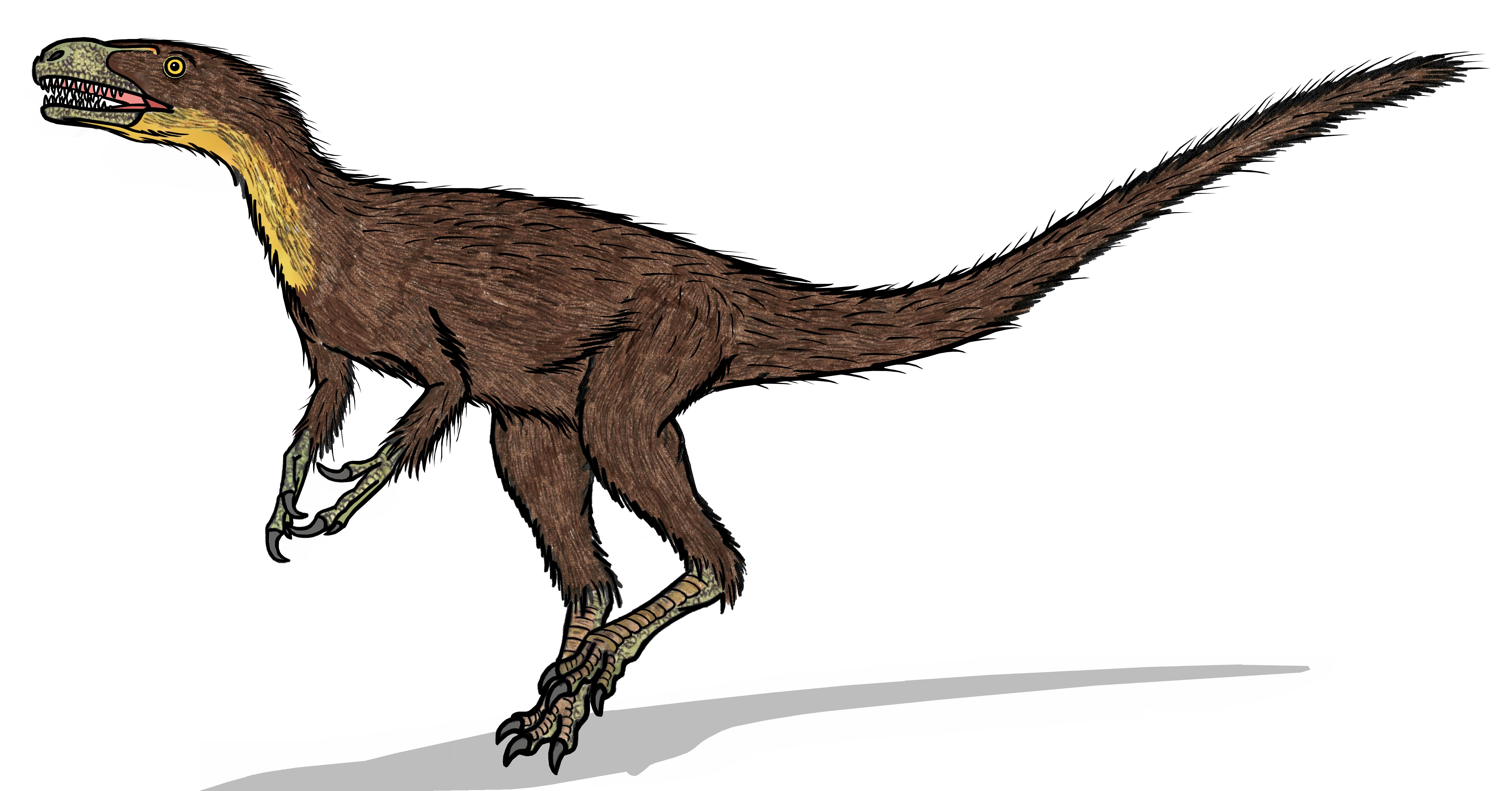
Dilong

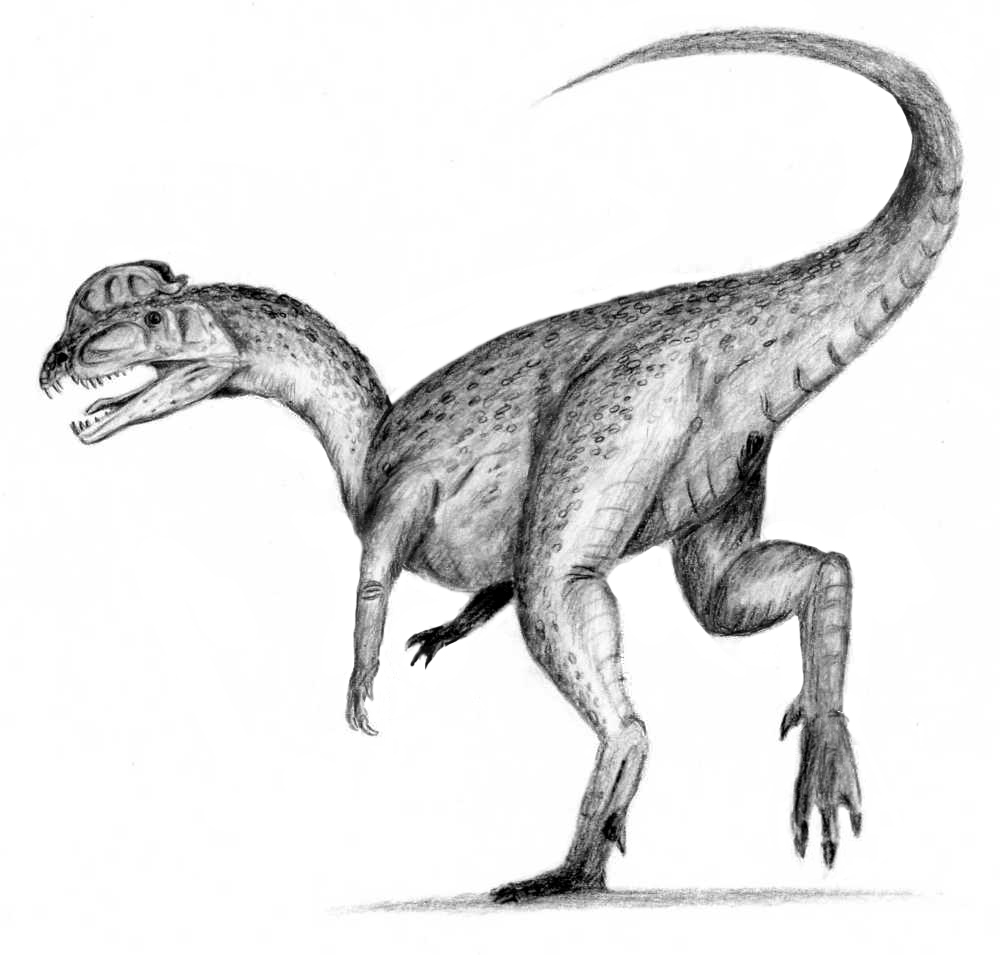
Dilophosaurus

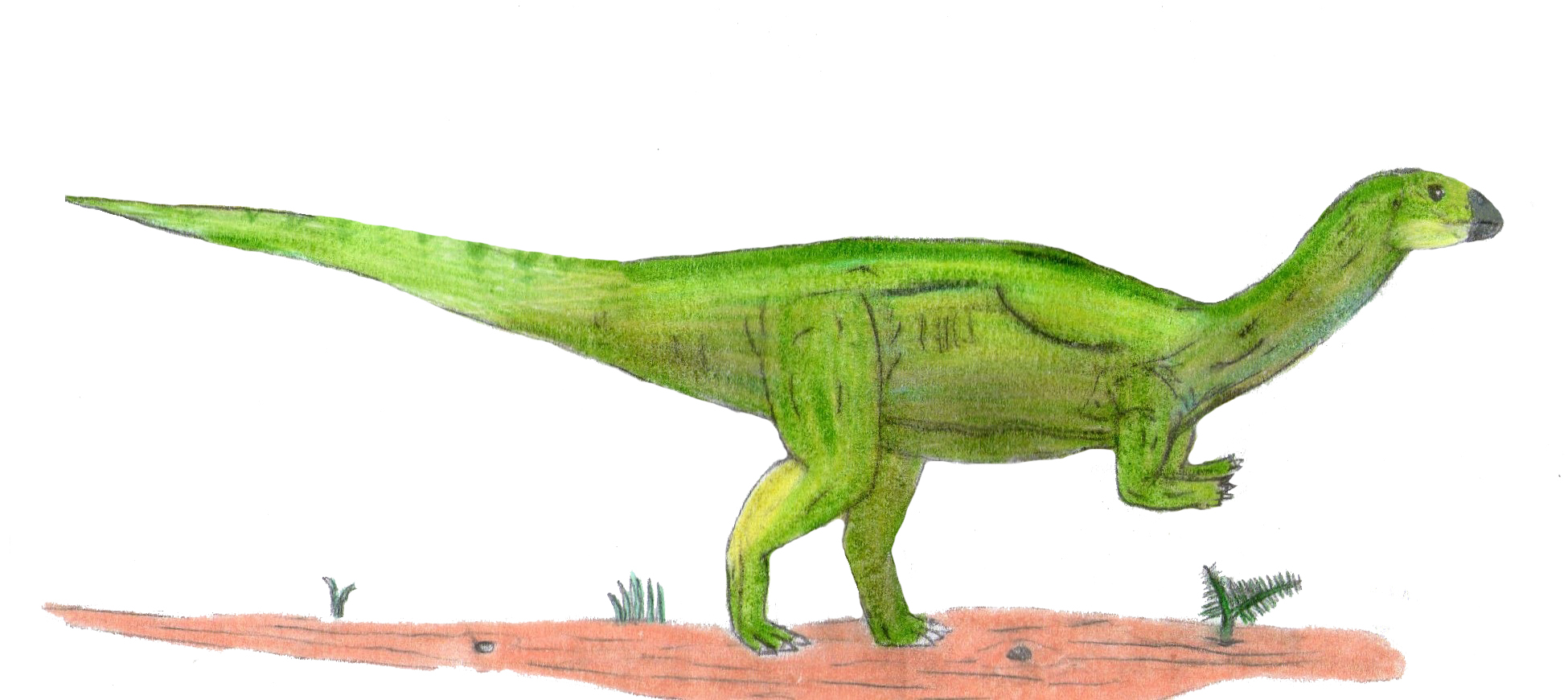
Dryosaurus

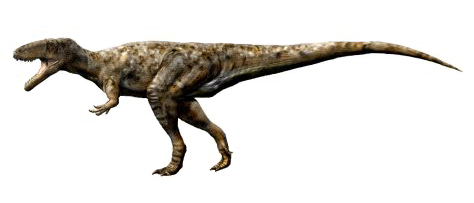
Duriavenator

- Dakosaurus – un crocodilian metriorhynchid
- Dakotadon
- Dakotaraptor
- Daliansaurus
- "Damalasaurus" – nomen nudum
- Dandakosaurus
- Danubiosaurus – sinonim mai recent pentru Struthiosaurus
- "Daptosaurus" – nomen nudum
- Darwinsaurus
- Dashanpusaurus
- Daspletosaurus
- Dasygnathoides – un archosaur non-dinosaurian, posibil sinonim mai recent pentru Ornithosuchus
- "Dasygnathus" – astăzi cunoscut ca Dasygnathoides
- Datanglong
- Datonglong
- Datousaurus
- Daurosaurus – sinonim pentru Kulindadromeus
- Daxiatitan
- Deinocheirus
- Deinodon – posibil Gorgosaurus
- Deinonychus
- Delapparentia – probabil sinonim mai recent pentru Iguanodon
- Deltadromeus
- Demandasaurus
- Denversaurus
- Deuterosaurus –  un therapsid
- Diabloceratops
- Diamantinasaurus
- Dianchungosaurus –  un crocodilian
- "Diceratops" – astăzi cunoscut ca Nedoceratops
- Diceratus – sinonim mai recent pentru Nedoceratops
- Diclonius
- Dicraeosaurus
- Didanodon – sinonim pentru Lambeosaurus; posibil un nomen nudum
- Dilong
- Dilophosaurus
- Diluvicursor
- Dimodosaurus – sinonim mai recent pentru Plateosaurus
- Dinheirosaurus – probabil sinonim mai recent pentru Supersaurus
- Dinodocus
- "Dinosaurus" – sinonim mai recent pentru Plateosaurus
- Dinotyrannus – sinonim mai recent pentru Tyrannosaurus
- Diplodocus
- Diplotomodon
- Diracodon – sinonim mai recent pentru Stegosaurus
- Dolichosuchus
- Dollodon – sinonim mai recent pentru Mantellisaurus
- "Domeykosaurus" – nomen nudum, Atacamatitan
- Dongbeititan
- Dongyangopelta
- Dongyangosaurus
- Doratodon –  un crocodilian
- Doryphorosaurus – sinonim mai recent pentru Kentrosaurus
- Draconyx
- Dracopelta
- Dracoraptor
- Dracorex – posibil un juvenil Pachycephalosaurus
- Dracovenator
- Dravidosaurus – un plesiosaurian
- Dreadnoughtus
- Drinker – posibil sinonim mai recent pentru Nanosaurus
- Dromaeosauroides
- Dromaeosaurus
- Dromiceiomimus
- Dromicosaurus – sinonim mai recent pentru Massospondylus
- Drusilasaura
- Dryosaurus
- Dryptosauroides
- Dryptosaurus
- Dubreuillosaurus
- "Duranteceratops" – nomen nudum
- Duriatitan
- Duriavenator
- Dynamosaurus – sinonim mai recent pentru Tyrannosaurus
- Dynamoterror
- Dyoplosaurus
- Dysalotosaurus
- Dysganus
- Dyslocosaurus
- Dystrophaeus
- Dystylosaurus – sinonim mai recent pentru Supersaurus

## E
| Cuprins: | A B C D E F G H I J K L M N O P Q R S T U V W X Y Z – Vezi și |

- Echinodon

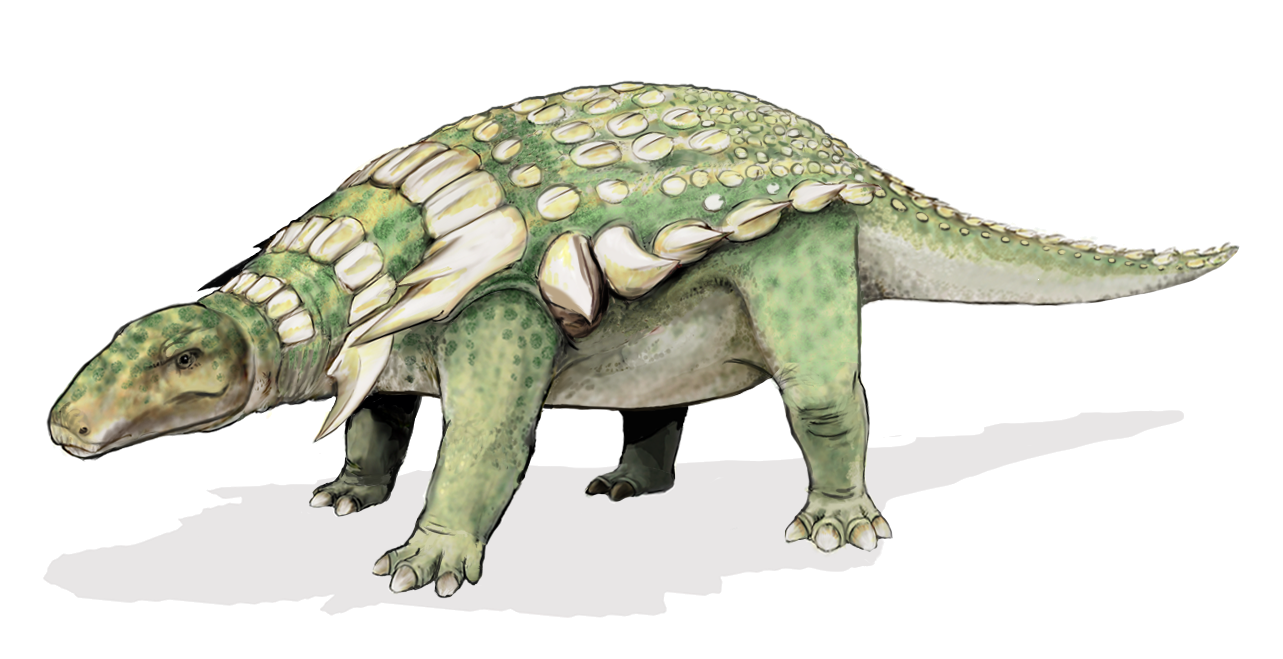
Edmontonia

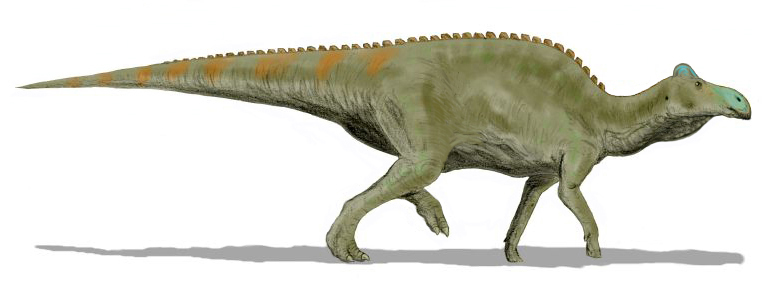
Edmontosaurus

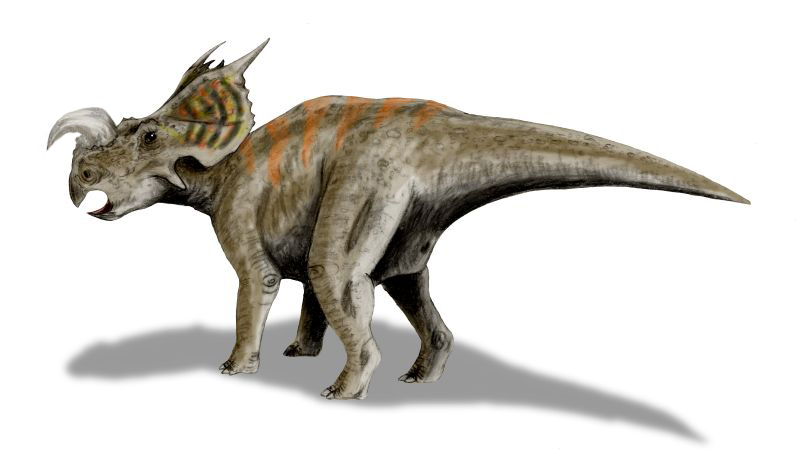
Einiosaurus

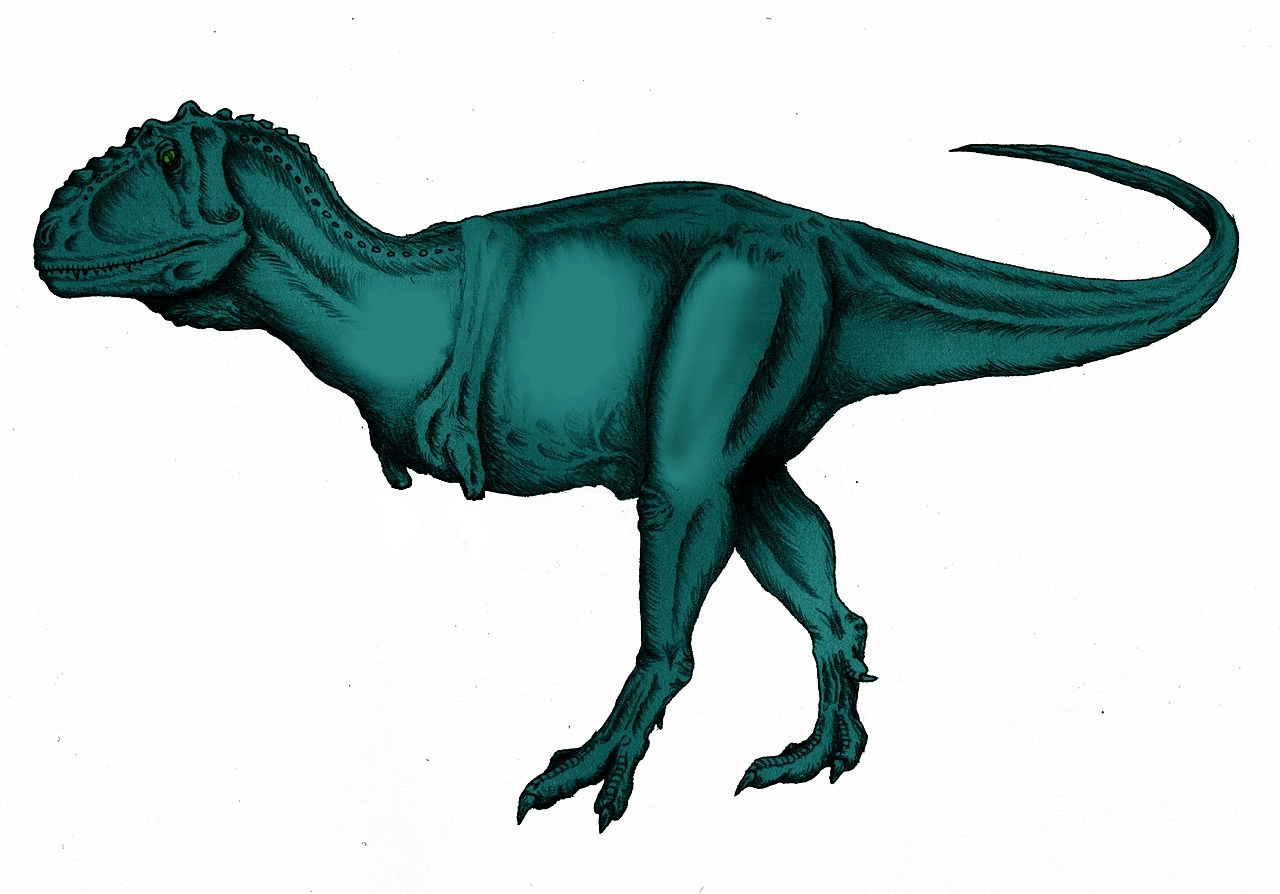
Ekrixinatosaurus

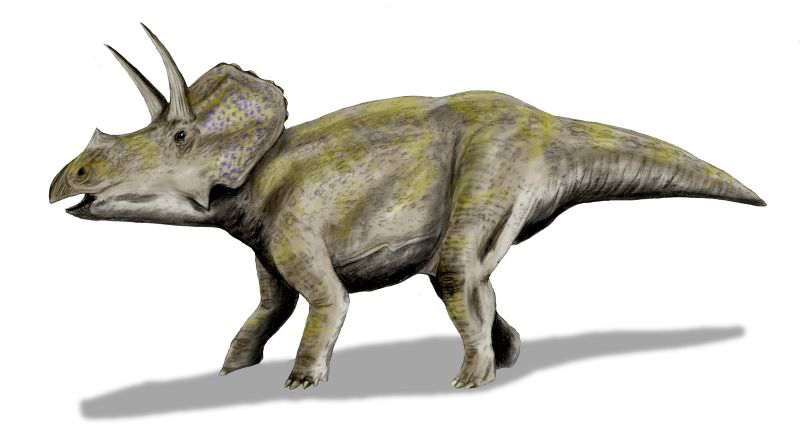
Eotriceratops

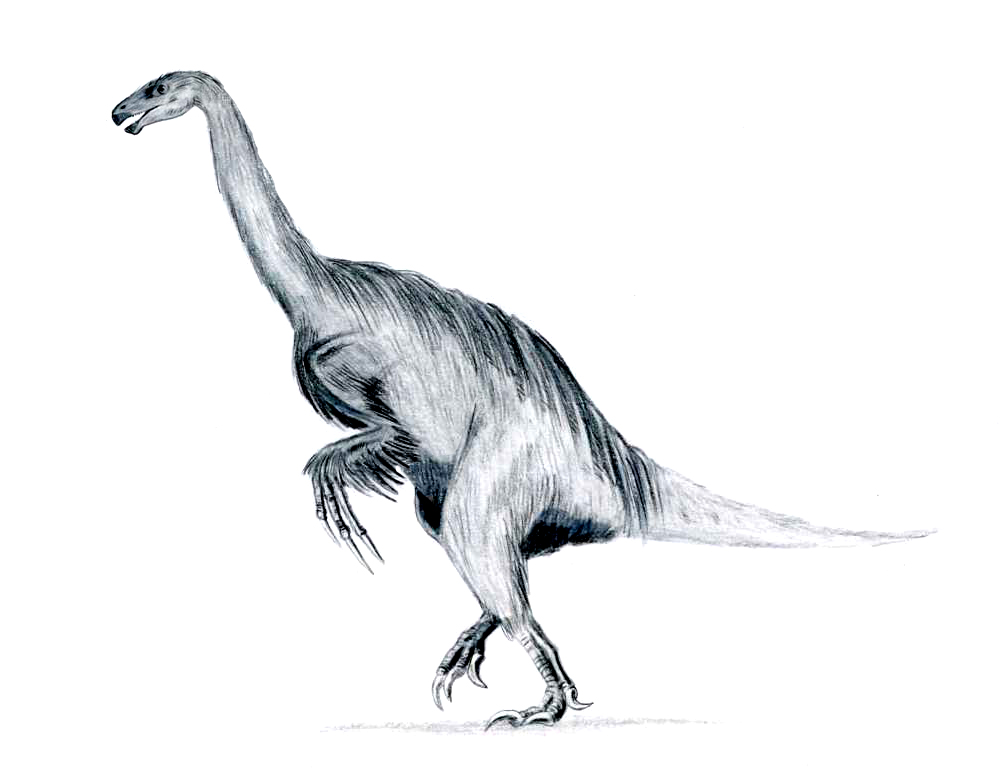
Erlikosaurus

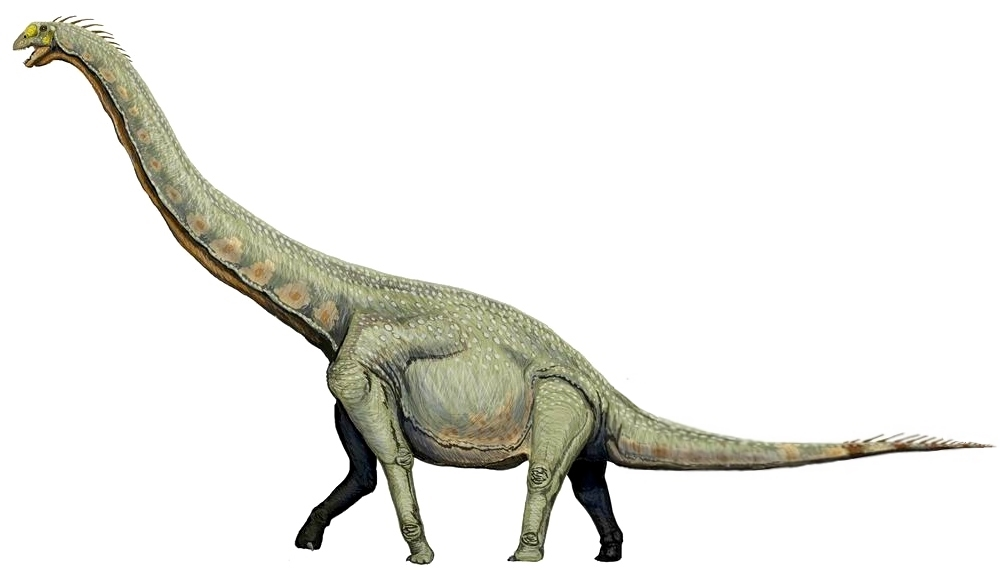
Euhelopus

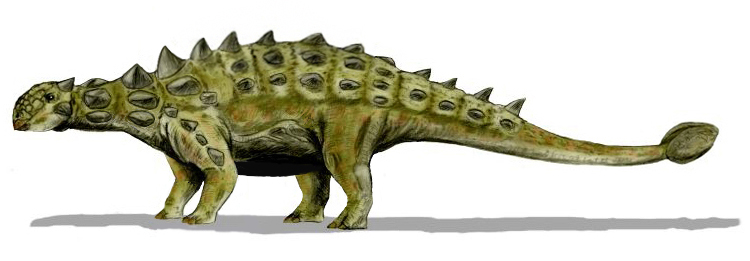
Euoplocephalus

- Edmarka – sinonim mai recent pentru Torvosaurus
- Edmontonia
- Edmontosaurus
- Efraasia
- Einiosaurus
- Ekrixinatosaurus
- Elachistosuchus – un rhynchocephalian
- Elaltitan
- Elaphrosaurus
- Elmisaurus
- Elopteryx
- Elosaurus – sinonim mai recent pentru Brontosaurus
- Elrhazosaurus
- "Elvisaurus" – nomen nudum; Cryolophosaurus
- Emausaurus
- Embasaurus
- Enigmosaurus
- Eoabelisaurus
- Eobrontosaurus – sinonim mai recent pentru Brontosaurus
- Eocarcharia
- Eoceratops – sinonim mai recent pentru Chasmosaurus
- Eocursor
- Eodromaeus
- "Eohadrosaurus" – nomen nudum; Eolambia
- Eolambia
- Eomamenchisaurus
- Eoplophysis – nomen nudum
- Eoraptor
- Eosinopteryx
- Eotrachodon
- Eotriceratops
- Eotyrannus
- Eousdryosaurus
- Epachthosaurus
- Epanterias – poate Allosaurus
- "Ephoenosaurus" – nomen nudum; Machimosaurus (un crocodilian)
- Epicampodon –  un archosauriform proterosuchid, Ankistrodon
- Epichirostenotes
- Epidendrosaurus – sinonim pentru Scansoriopteryx
- Epidexipteryx
- Equijubus
- Erectopus
- Erketu
- Erliansaurus
- Erlikosaurus
- Eshanosaurus
- "Euacanthus" – nomen nudum; sinonim mai recent pentru Polacanthus
- Eucamerotus
- Eucentrosaurus –sinonim mai recent pentru Centrosaurus
- Eucercosaurus
- Eucnemesaurus
- Eucoelophysis –  un silesaurid
- "Eugongbusaurus" – nomen nudum
- Euhelopus
- Euoplocephalus
- Eupodosaurus – un sinonim nothosaur cu Lariosaurus
- "Eureodon" – nomen nudum; Tenontosaurus
- Eurolimnornis –  un pterosaur
- Euronychodon
- Europasaurus
- Europatitan
- Europelta
- Euskelosaurus
- Eustreptospondylus

## F
| Cuprins: | A B C D E F G H I J K L M N O P Q R S T U V W X Y Z – Vezi și |

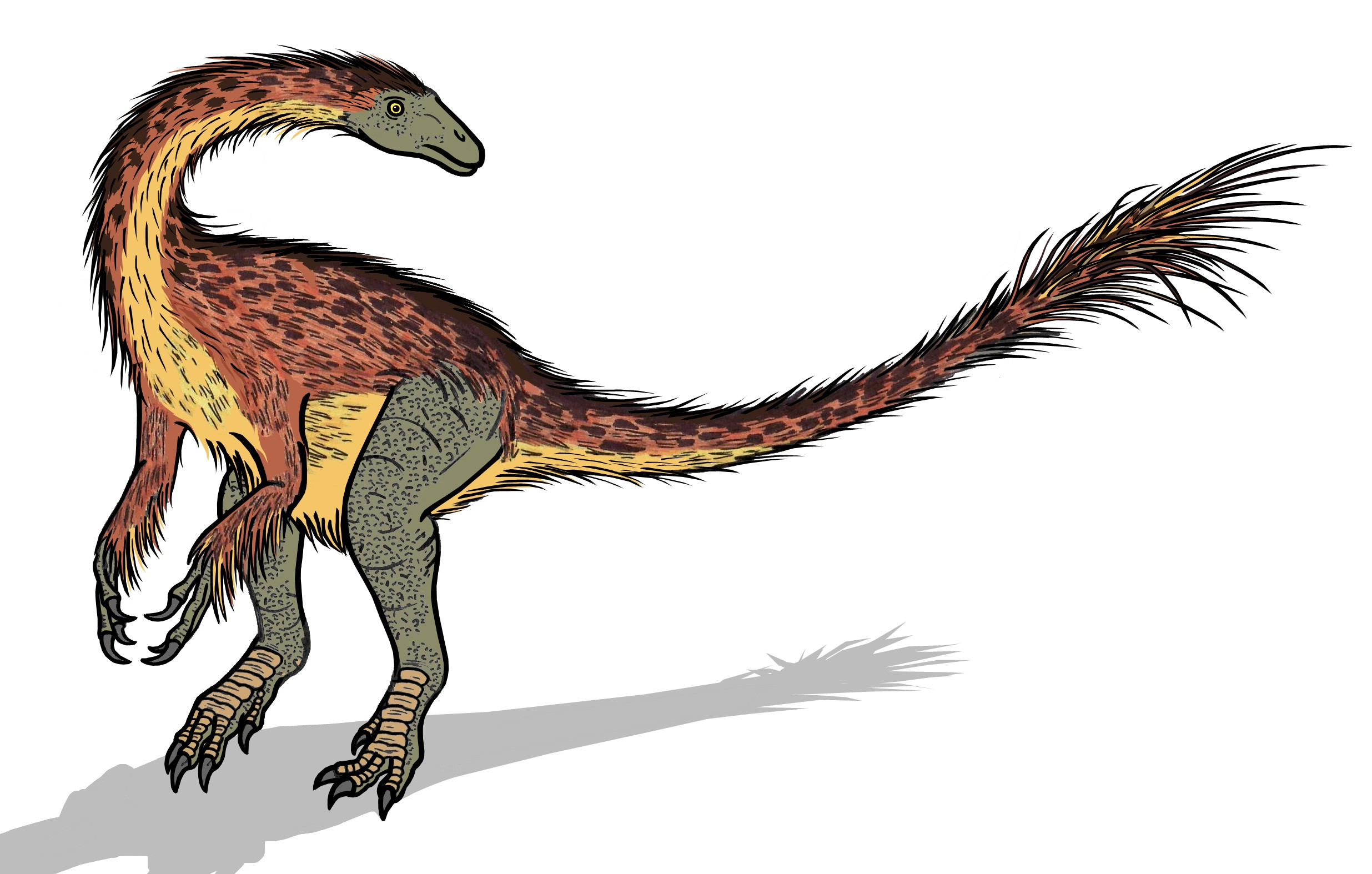
Falcarius

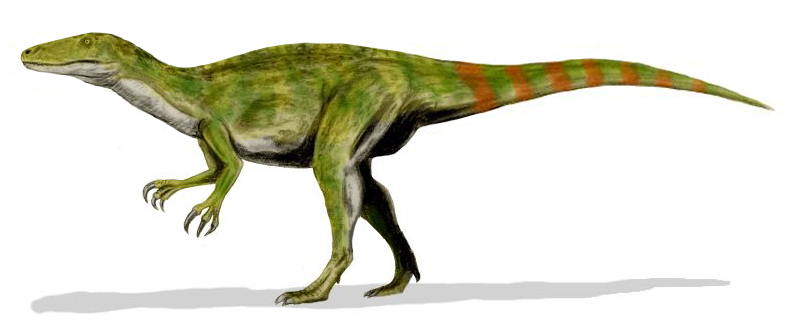
Fukuiraptor

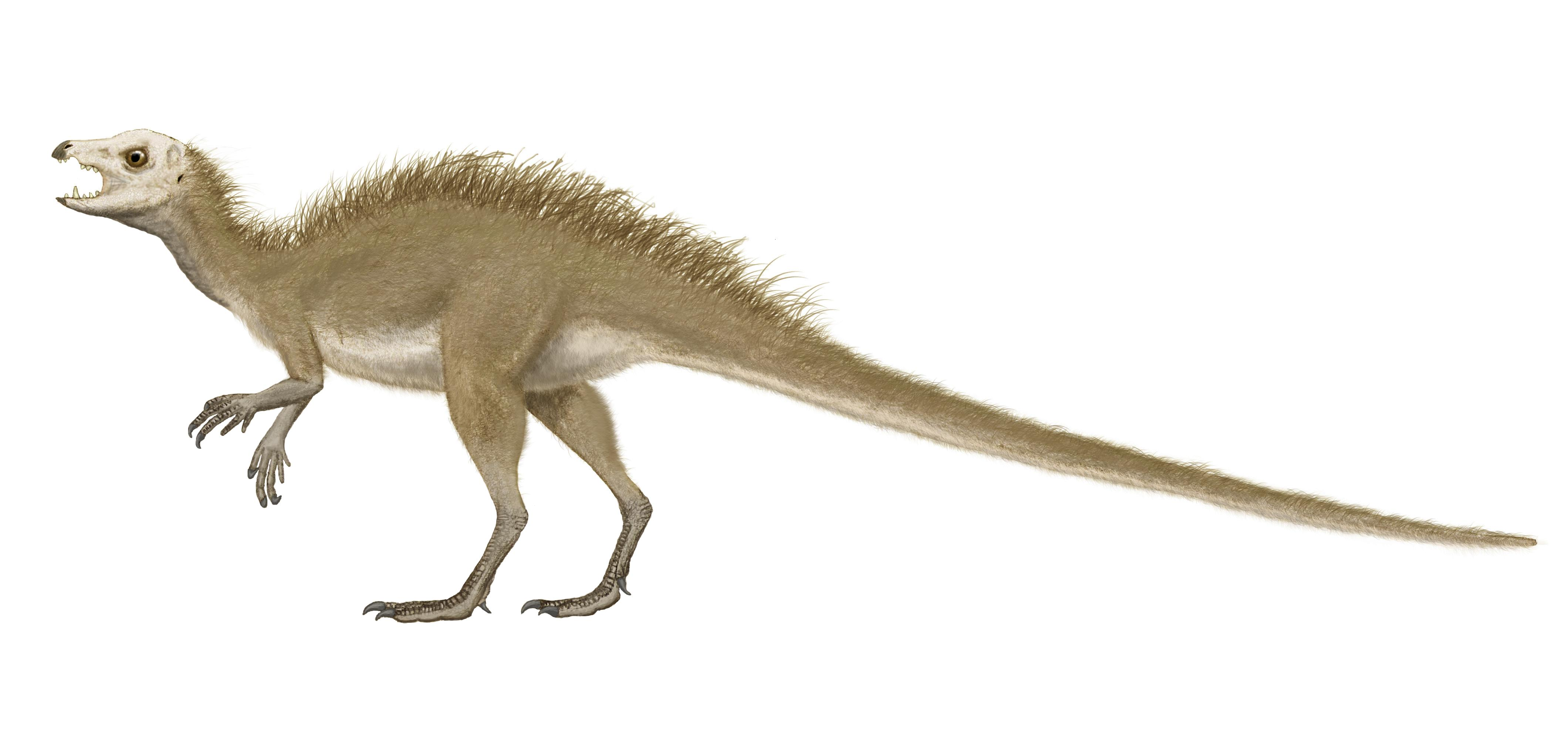
Fruitadens

- Fabrosaurus – posibil Lesothosaurus
- Falcarius
- Fendusaurus – poate un nomen nudum
- "Fenestrosaurus" – nomen nudum; Oviraptor
- Ferganasaurus
- Ferganastegos – nomen nudum
- Ferganocephale
- Ferrisaurus
- Foraminacephale
- Fosterovenator
- Fostoria[2]
- Frenguellisaurus – sinonim mai recent pentru Herrerasaurus
- Fruitadens
- Fukuiraptor
- Fukuisaurus
- Fukuititan
- Fukuivenator
- Fulengia
- Fulgurotherium
- Fushanosaurus
- "Fusinasus" – nomen nudum; Eotyrannus
- Fusuisaurus
- "Futabasaurus" – nomen nudum; a nu se confunda cu plesiosaurul Futabasaurus
- Futalognkosaurus

## G
| Cuprins: | A B C D E F G H I J K L M N O P Q R S T U V W X Y Z – Vezi și |

- "Gadolosaurus" – nomen nudum
- Galeamopus
- Galesaurus –  un therapsid
- Galleonosaurus
- Gallimimus

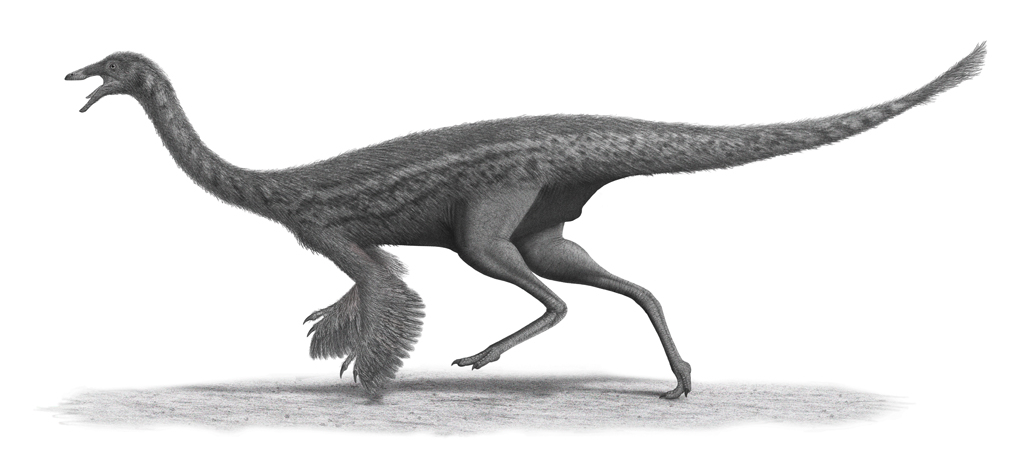
Gallimimus

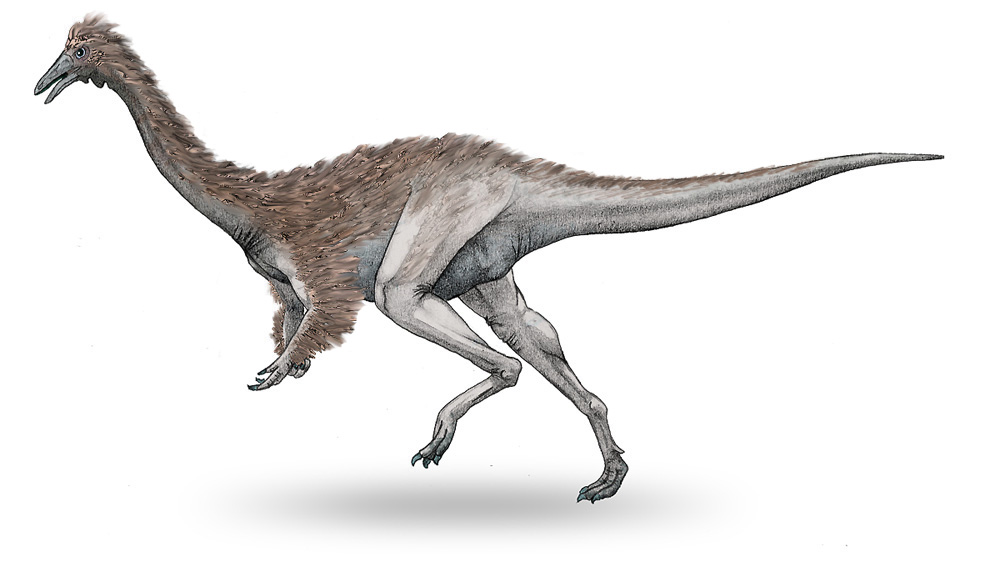
Garudimimus

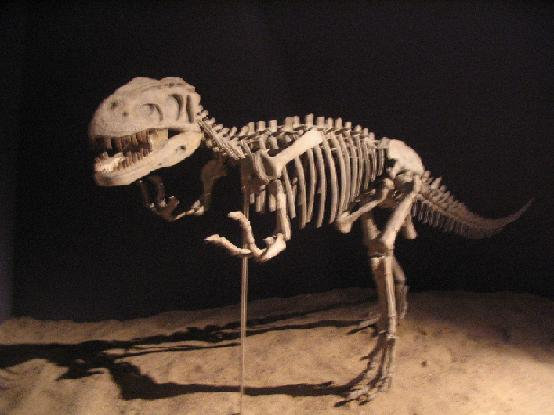
Gasosaurus

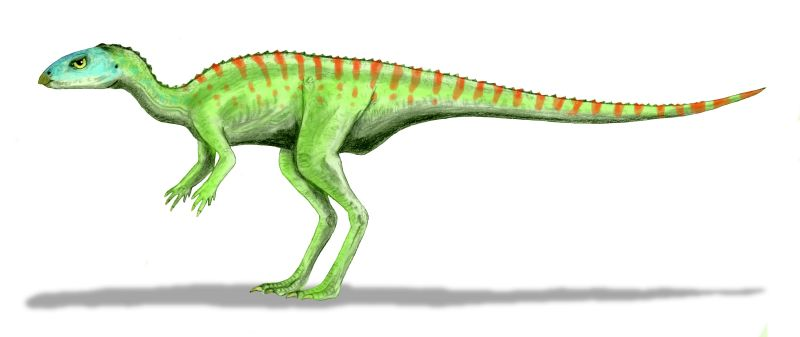
Gasparinisaura

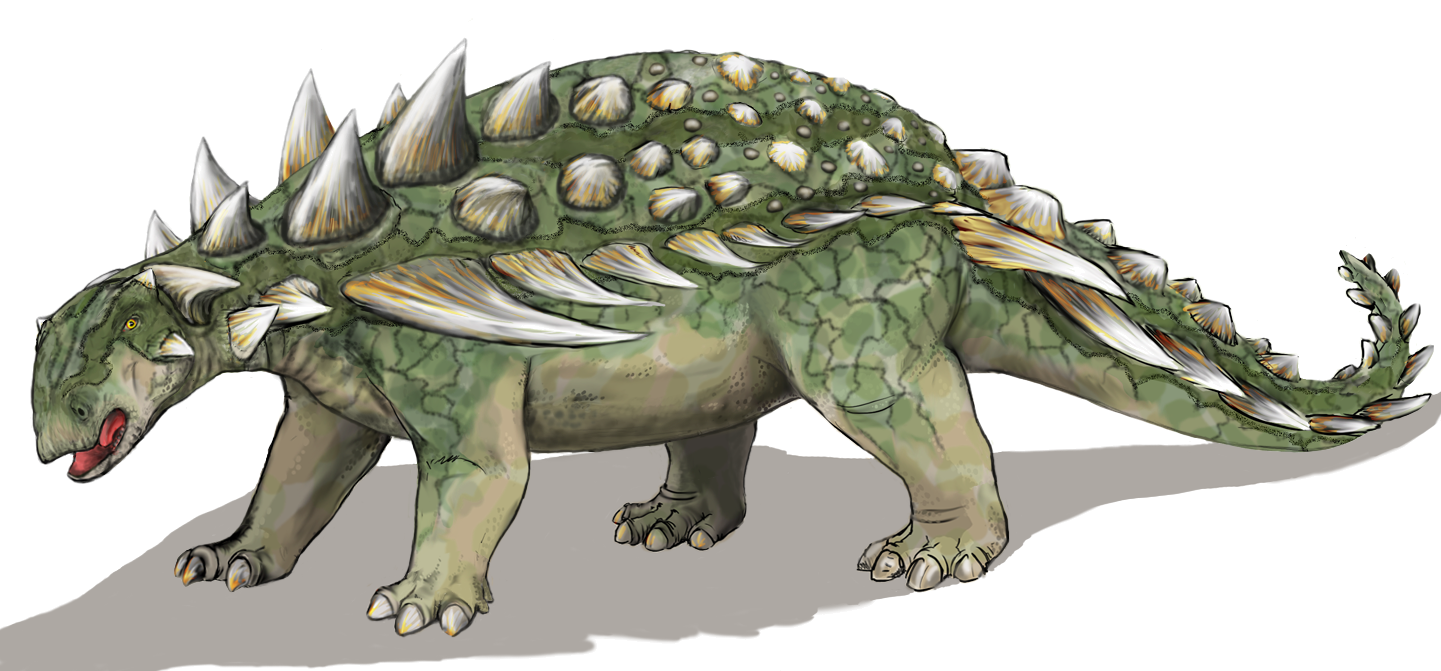
Gastonia

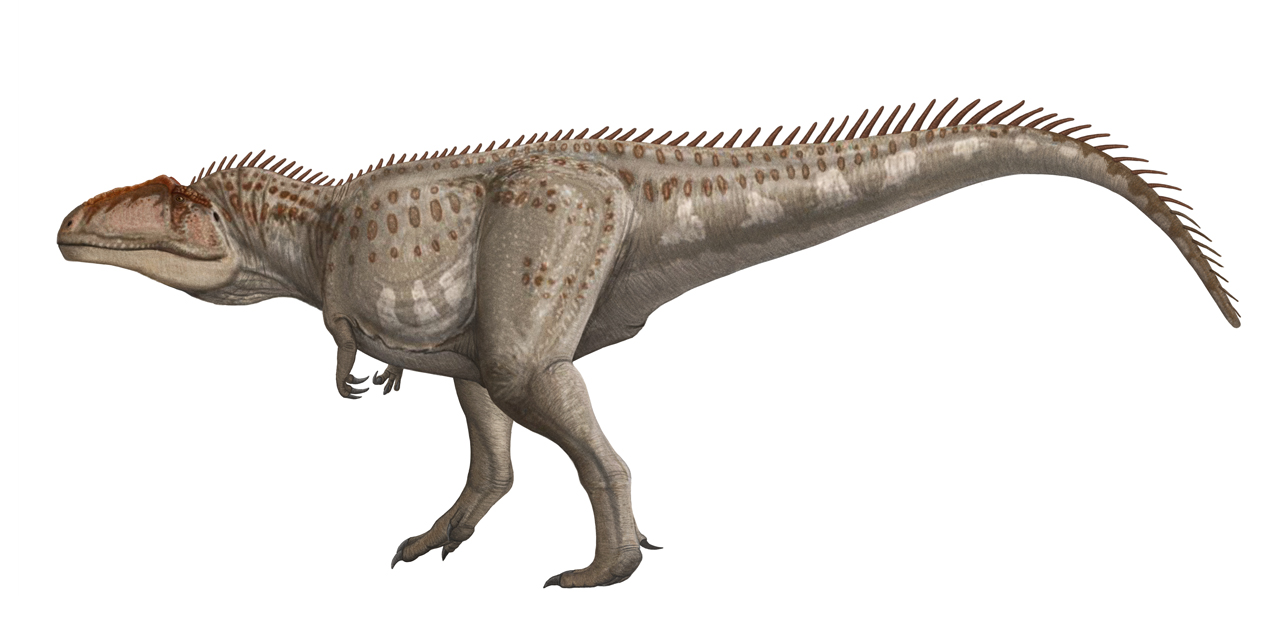
Giganotos

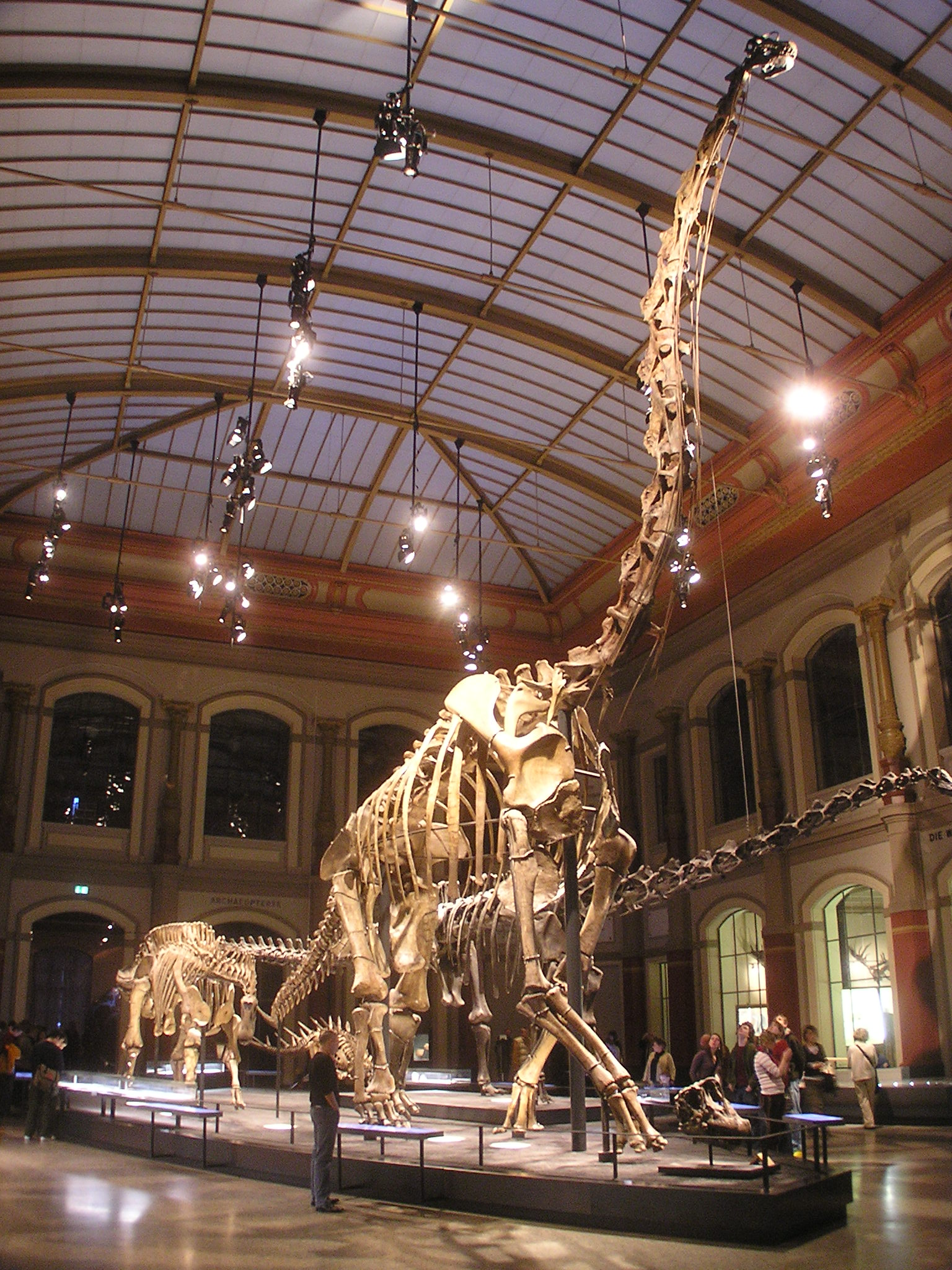
Giraffatitan

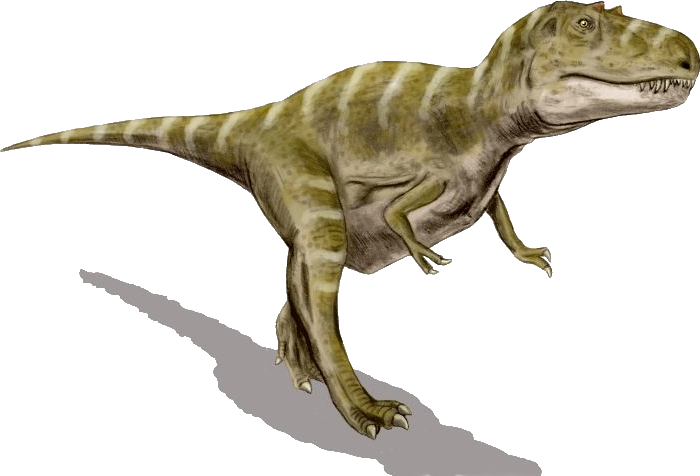
Gorgosaurus

- Galtonia –  un pseudosuchian; posibil sinonim mai recent pentru Revueltosaurus
- Galveosaurus – sinonim pentru Galvesaurus
- Galvesaurus
- Gannansaurus
- "Gansutitan" – nomen nudum; Daxiatitan
- Ganzhousaurus
- Gargoyleosaurus
- Garudimimus
- Gasosaurus
- Gasparinisaura
- Gastonia
- "Gavinosaurus" – nomen nudum; Eotyrannus
- Geminiraptor
- Genusaurus
- Genyodectes
- Geranosaurus
- Gideonmantellia
- Giganotosaurus
- Gigantoraptor
- Gigantosaurus
- "Gigantosaurus" – astăzi cunoscut ca  Tornieria
- Gigantoscelus – sinonim mai recent pentru Euskelosaurus
- Gigantspinosaurus
- Gilmoreosaurus
- "Ginnareemimus" – nomen nudum; Kinnareemimus
- Giraffatitan
- Glacialisaurus
- Glishades
- Glyptodontopelta
- Gnathovorax
- Gobiceratops
- Gobihadros
- Gobiraptor
- Gobisaurus
- Gobititan
- Gobivenator
- "Godzillasaurus" – nomen nudum; Gojirasaurus
- Gojirasaurus
- Gondwanatitan
- Gongbusaurus
- Gongpoquansaurus
- Gongxianosaurus
- Gorgosaurus
- Goyocephale
- Graciliceratops
- Graciliraptor
- Gracilisuchus –  un archosaur non-dinosaurian
- Gravitholus
- Gresslyosaurus – sinonim mai recent pentru Plateosaurus
- Griphornis – sinonim mai recent pentru Archaeopteryx
- Griphosaurus – sinonim mai recent pentru Archaeopteryx
- Gryphoceratops
- Gryponyx
- Gryposaurus
- Gspsaurus - nomen manuscriptum
- Guaibasaurus
- Gualicho
- Guanlong
- Gwyneddosaurus – un tanystrophid
- Gyposaurus – sinonim mai recent pentru Massospondylus

## H
| Cuprins: | A B C D E F G H I J K L M N O P Q R S T U V W X Y Z – Vezi și |

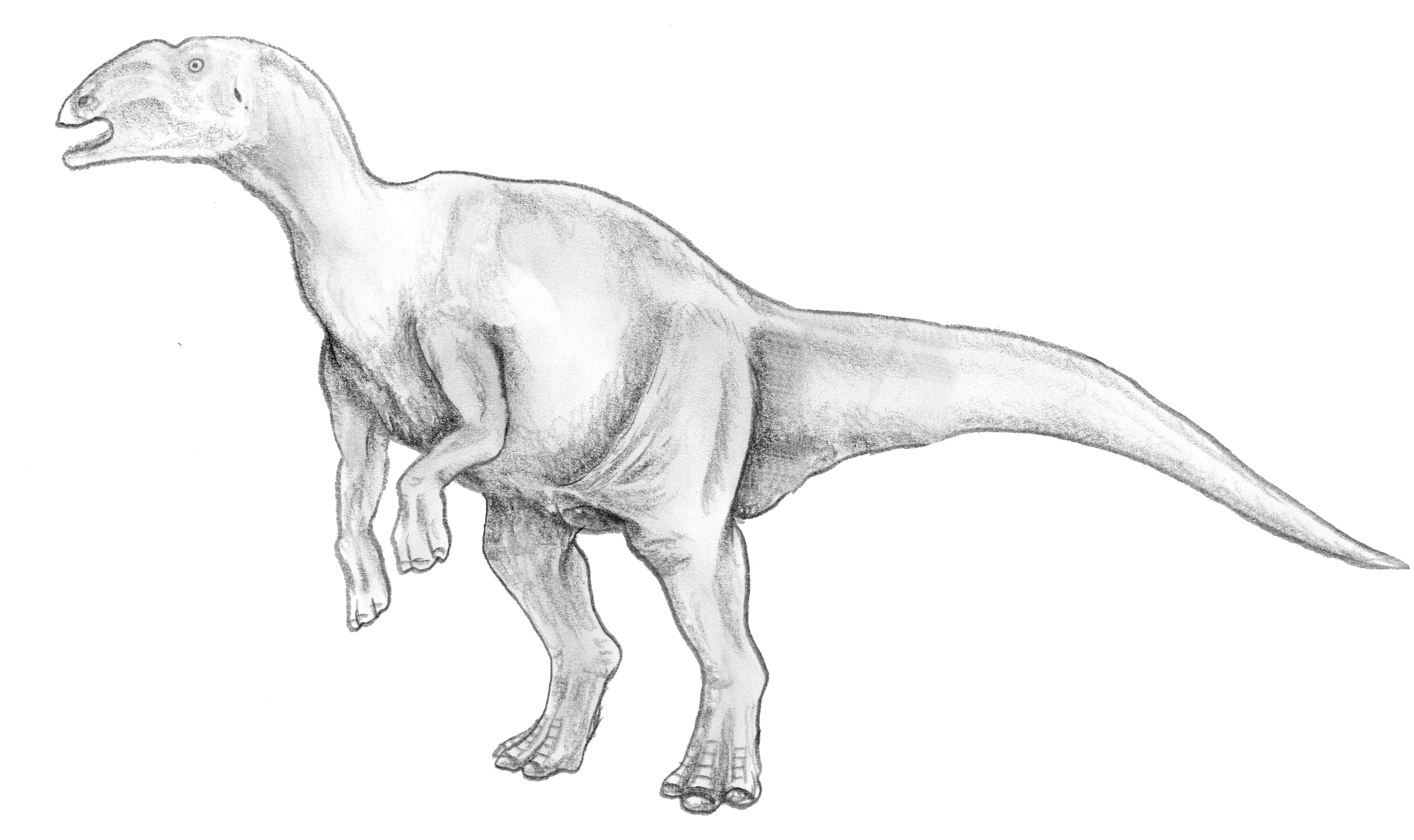
Hadrosaurus

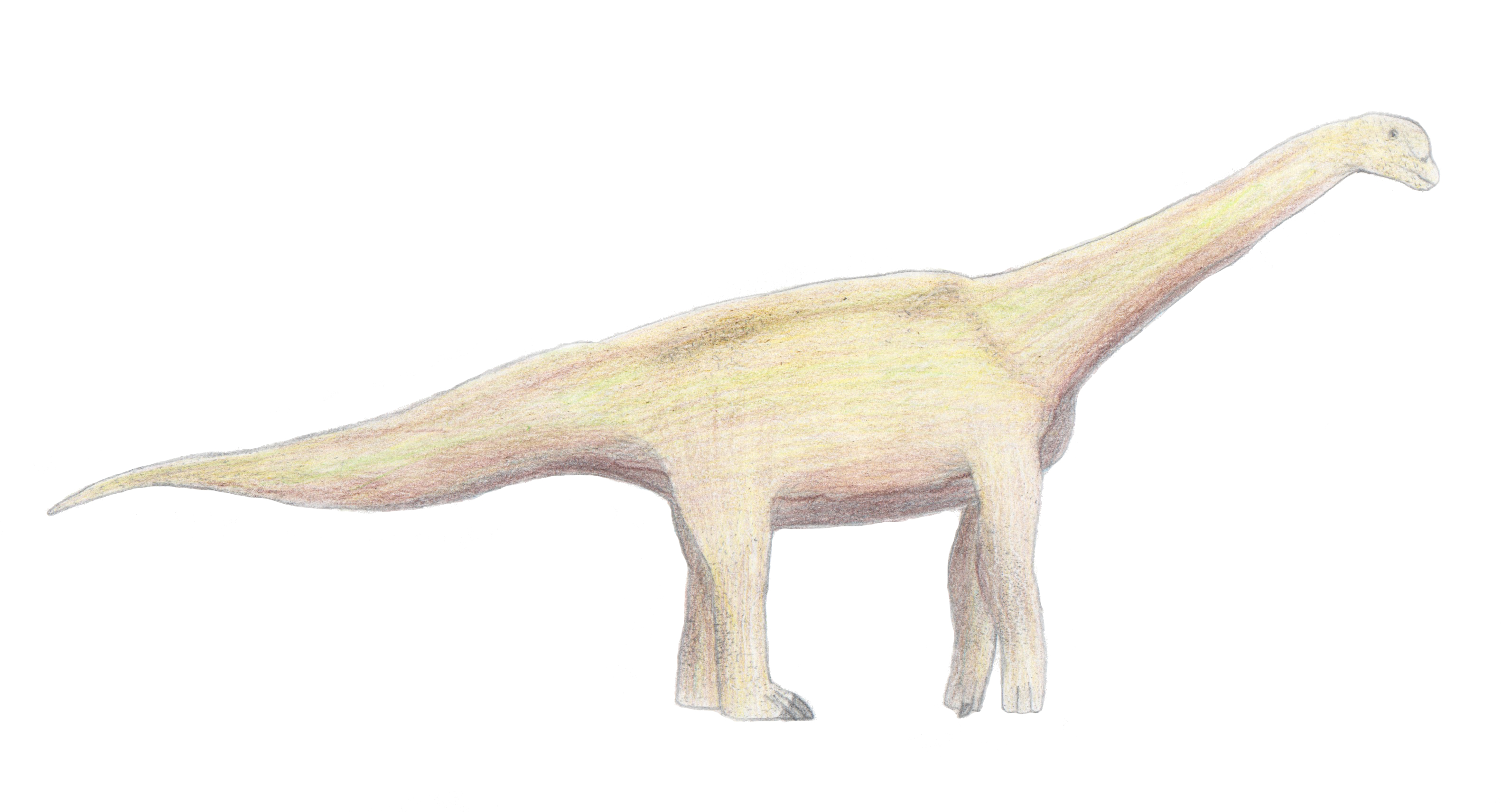
Haestasaurus

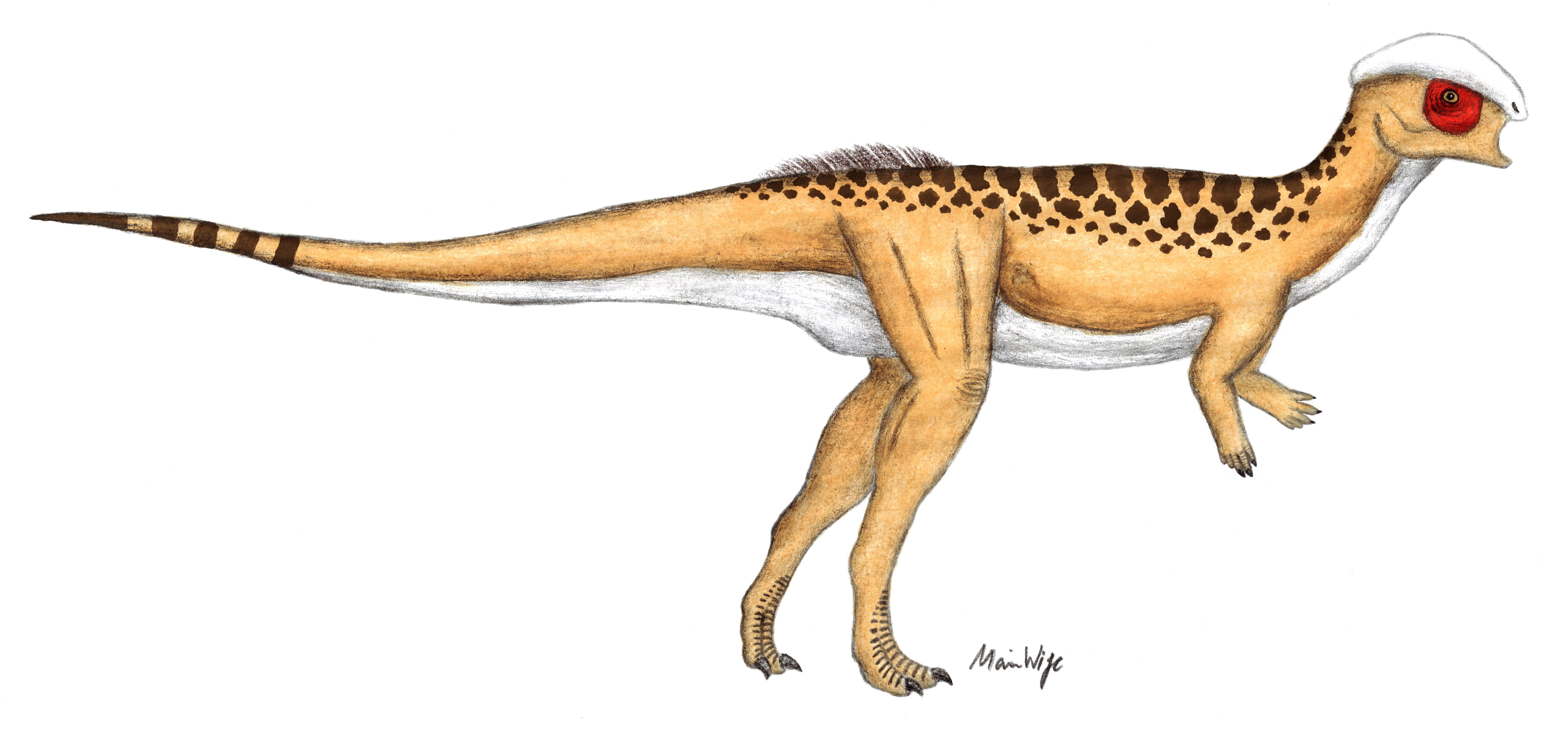
Hanssuesia

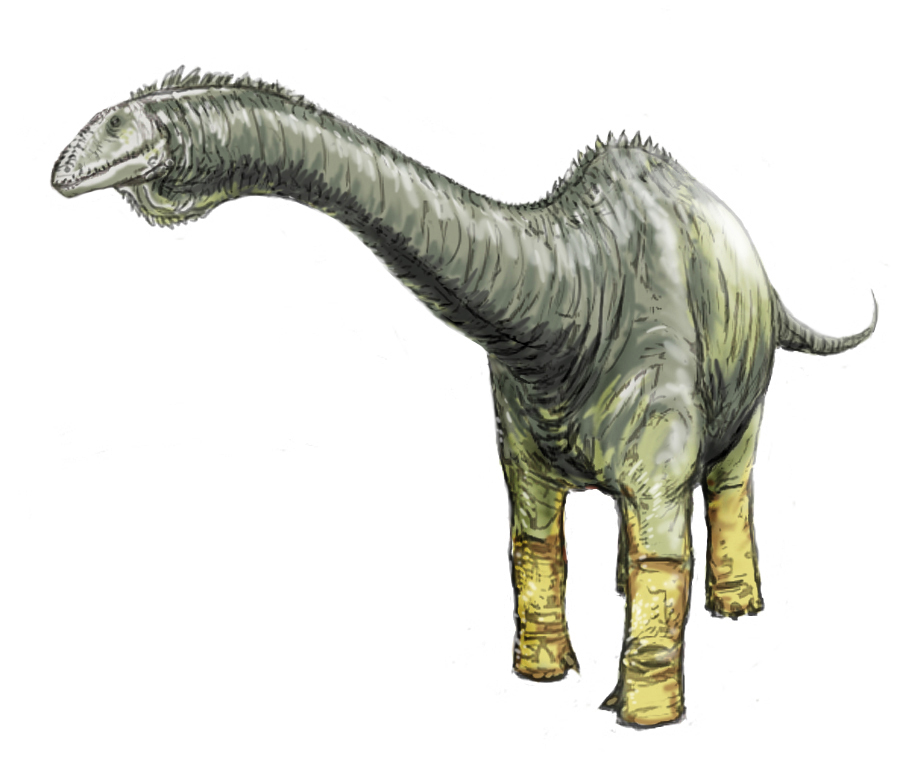
Haplocanthosaurus

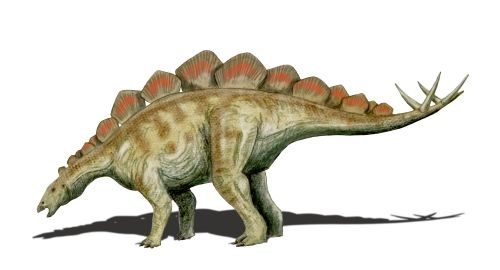
Hesperosaurus

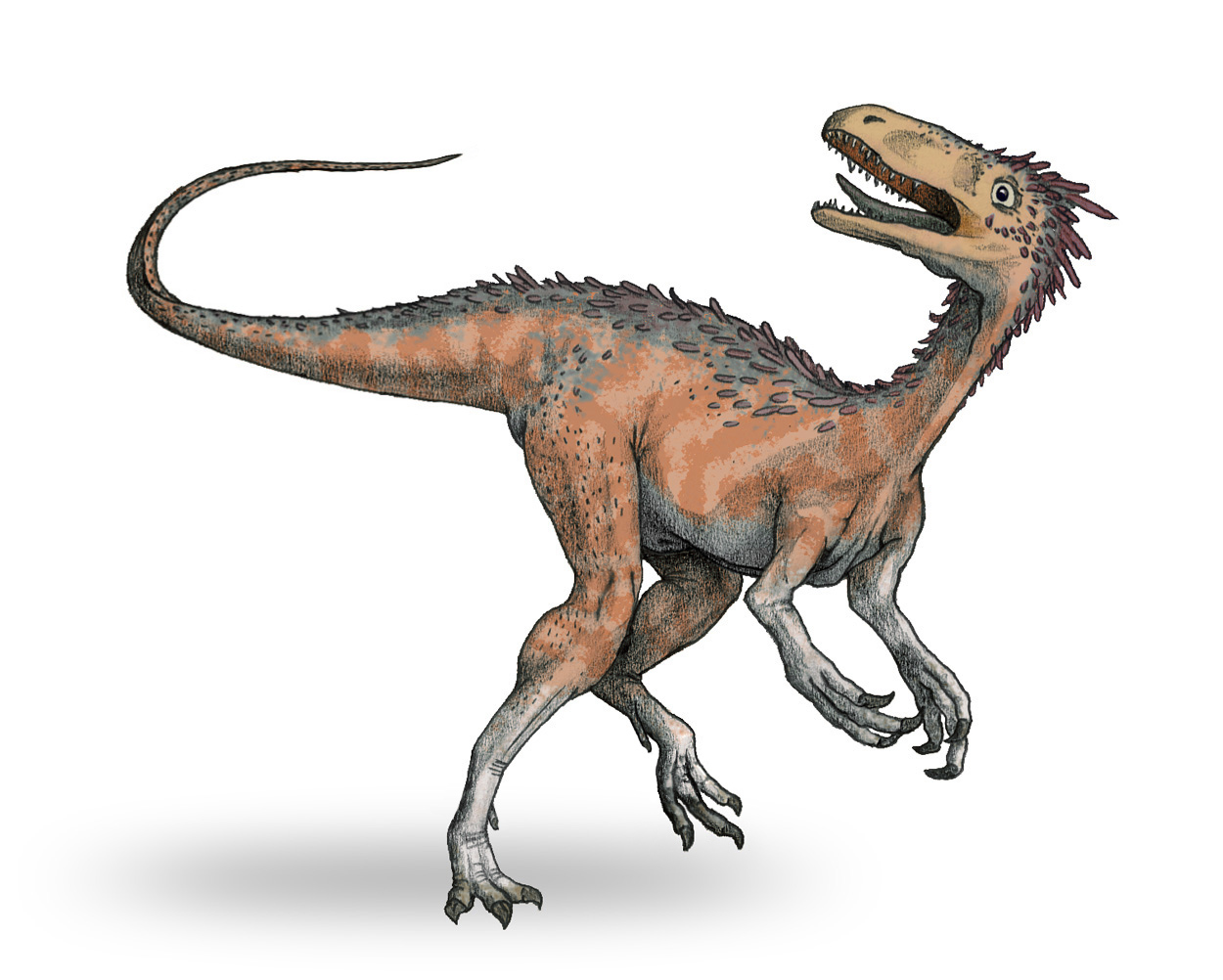
Huaxiagnathus

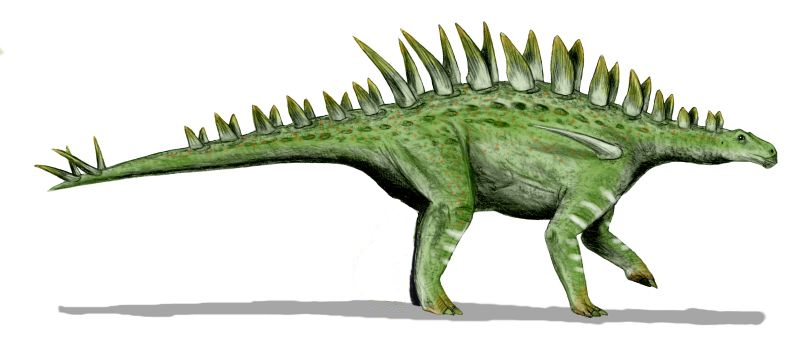
Huayangosaurus

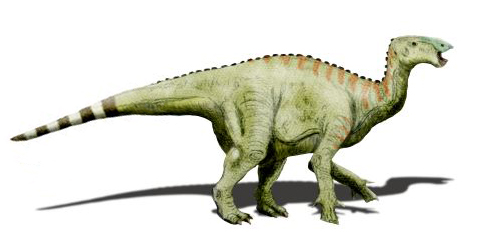
Hypselospinus

- "Hadrosauravus" – nomen nudum; sinonim mai recent pentru Gryposaurus
- Hadrosaurus
- Haestasaurus
- Hagryphus
- Hallopus –  un crocodilian
- Halszkaraptor
- Halticosaurus
- Hanssuesia
- "Hanwulosaurus" – nomen nudum
- Haplocanthosaurus
- "Haplocanthus" – astăzi cunoscut ca Haplocanthosaurus
- Haplocheirus
- Harpymimus
- Haya
- Hecatasaurus – sinonim mai recent pentru Telmatosaurus
- "Heilongjiangosaurus" – nomen nudum
- Heishansaurus
- Helioceratops
- "Helopus" – astăzi cunoscut ca Euhelopus
- Heptasteornis
- Herbstosaurus –  un pterosaur
- Herrerasaurus
- Hesperonychus
- Hesperornithoides
- Hesperosaurus
- Heterodontosaurus
- Heterosaurus – posibil sinonim senior pentru Mantellisaurus
- Hexing
- Hexinlusaurus
- Heyuannia
- Hierosaurus
- Hikanodon – sinonim mai recent pentru Iguanodon
- Hippodraco
- "Hironosaurus" – nomen nudum
- "Hisanohamasaurus" – nomen nudum
- Histriasaurus
- Homalocephale
- "Honghesaurus" – nomen nudum; Yandusaurus
- Hongshanosaurus – sinonim mai recent pentru Psittacosaurus
- Hoplitosaurus
- Hoplosaurus – sinonim mai recent pentru Struthiosaurus
- Horshamosaurus
- Hortalotarsus – posibil sinonim mai recent pentru Massospondylus
- Huabeisaurus
- Hualianceratops
- Huanansaurus
- Huanghetitan
- Huangshanlong
- Huaxiagnathus
- Huaxiaosaurus - sinonim mai recent pentru Shantungosaurus
- "Huaxiasaurus" – nomen nudum; Huaxiagnathus
- Huayangosaurus
- Hudiesaurus
- Huehuecanauhtlus
- Hulsanpes
- Hungarosaurus
- Huxleysaurus
- Hylaeosaurus
- Hylosaurus – jsinonim mai recent pentru Hylaeosaurus
- Hypacrosaurus
- Hypselorhachis –  un ctenosauriscid
- Hypselosaurus
- Hypselospinus
- Hypsibema
- Hypsilophodon
- Hypsirhophus

## I
| Cuprins: | A B C D E F G H I J K L M N O P Q R S T U V W X Y Z – Vezi și |

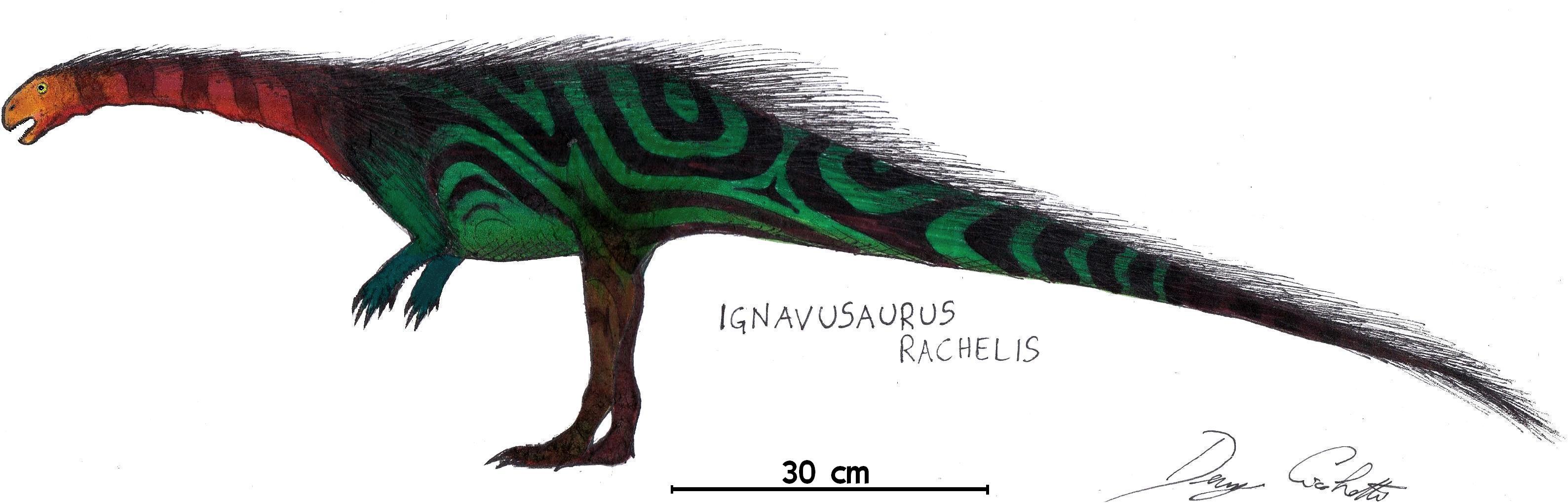
Ignavusaurus

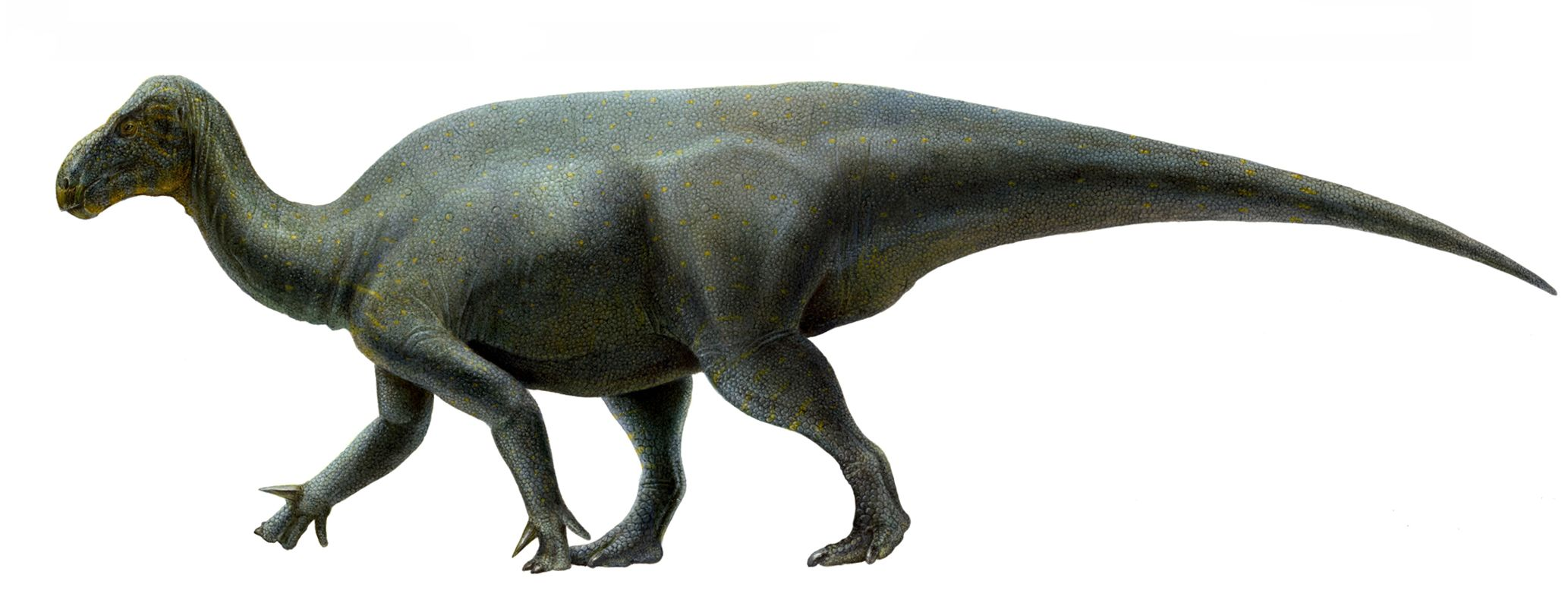
Iguanacolossus

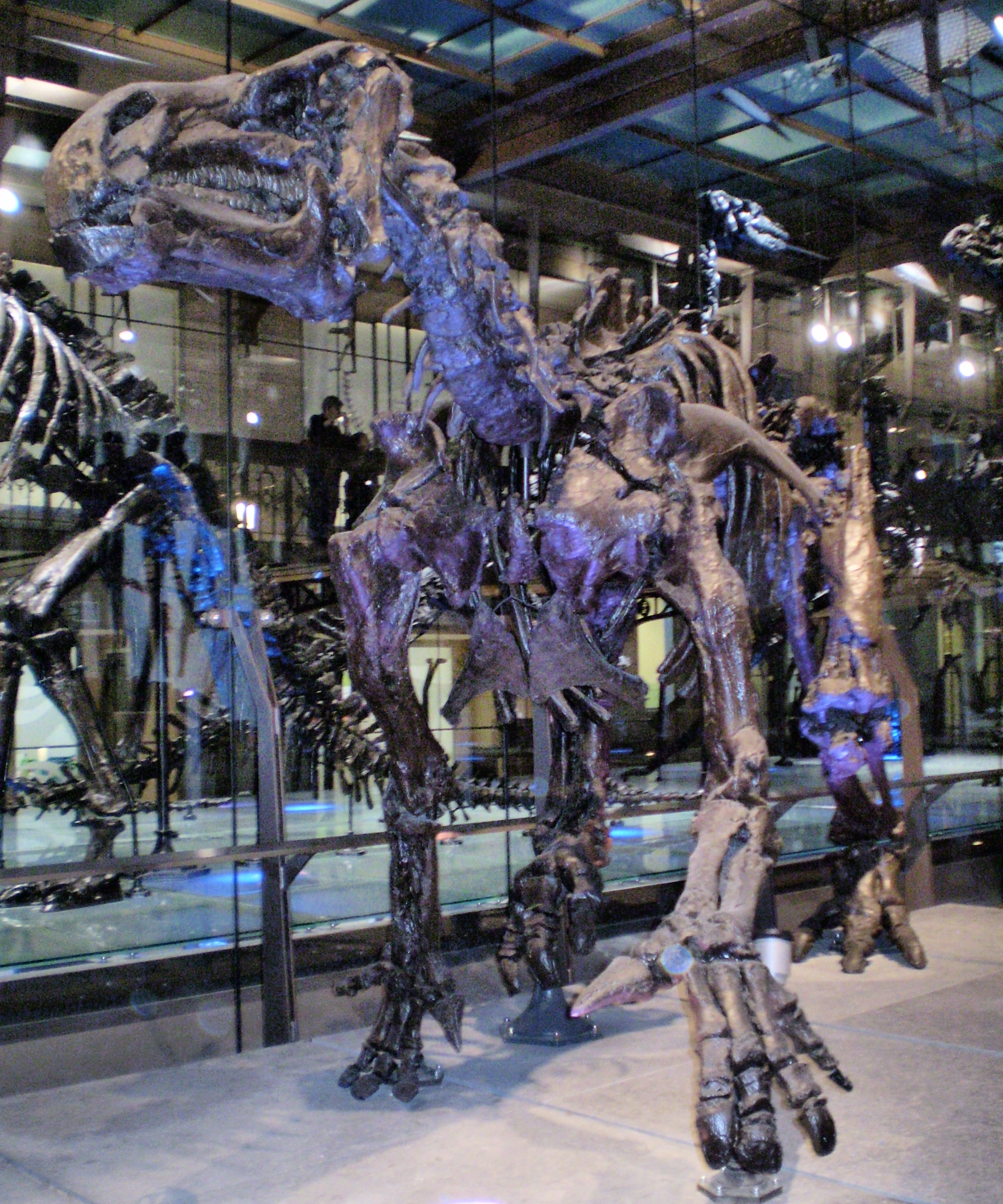
Iguanodon

- "Ichabodcraniosaurus" – nomen nudum; probabil Velociraptor
- Ichthyovenator
- Ignavusaurus
- Iguanacolossus
- Iguanodon
- "Iguanoides" – nomen nudum; Iguanodon
- "Iguanosaurus" – nomen nudum; Iguanodon
- Iliosuchus
- Ilokelesia
- Imperobator
- Incisivosaurus
- Indosaurus
- Indosuchus
- "Ingenia" – astăzi cunoscut ca Heyuannia yanshini
- Ingentia
- Inosaurus
- Invictarx
- Irritator
- Isaberrysaura
- Isanosaurus
- Ischioceratops
- Ischisaurus – sinonim mai recent pentru Herrerasaurus
- "Ischyrosaurus"
- Isisaurus
- "Issasaurus" – nomen nudum; Dicraeosaurus
- Itapeuasaurus
- Itemirus
- Iuticosaurus

## J
| Cuprins: | A B C D E F G H I J K L M N O P Q R S T U V W X Y Z – Vezi și |

- Jainosaurus
- Jaklapallisaurus
- Janenschia
- Jaxartosaurus
- Jeholosaurus

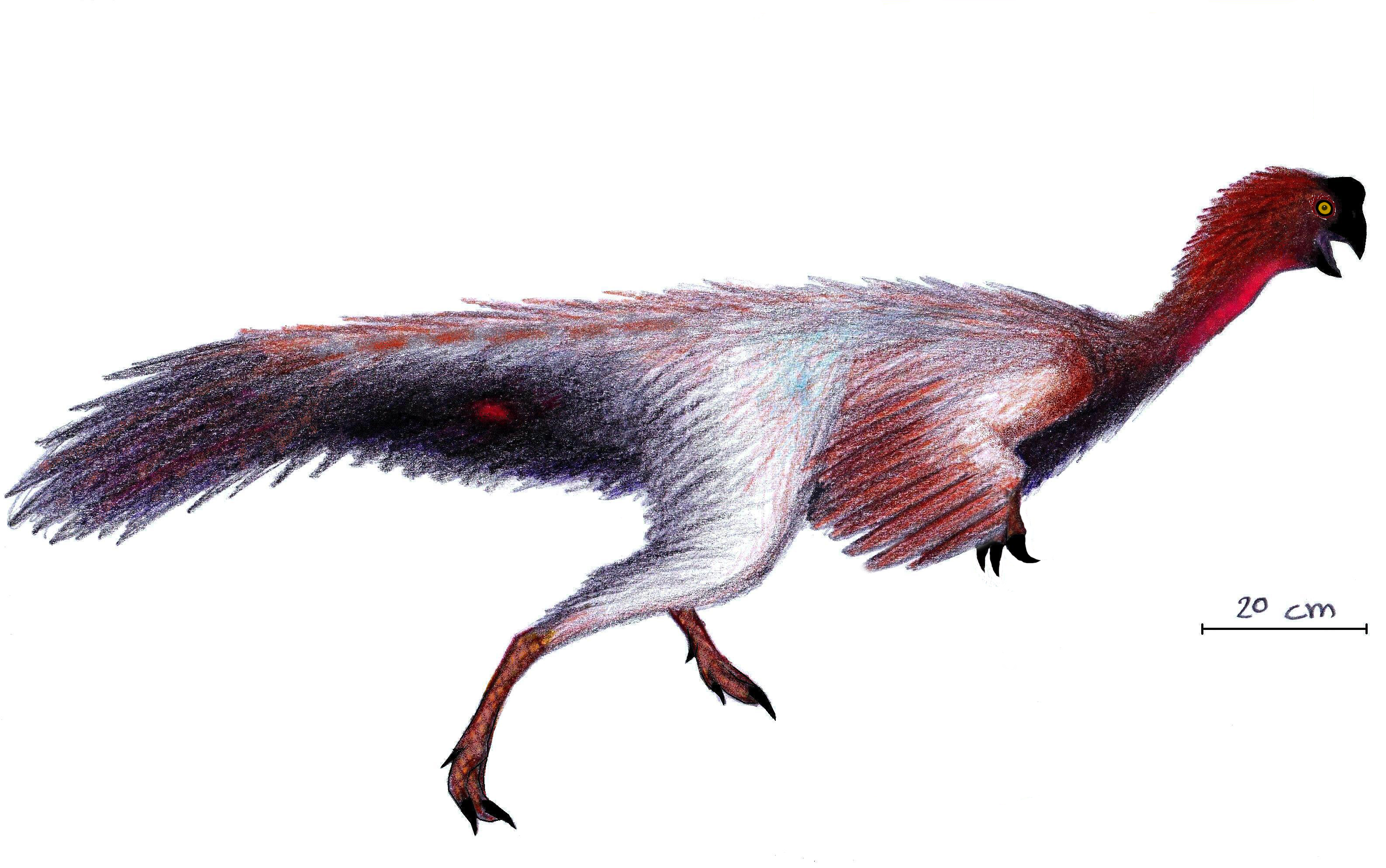
Jinfengopteryx

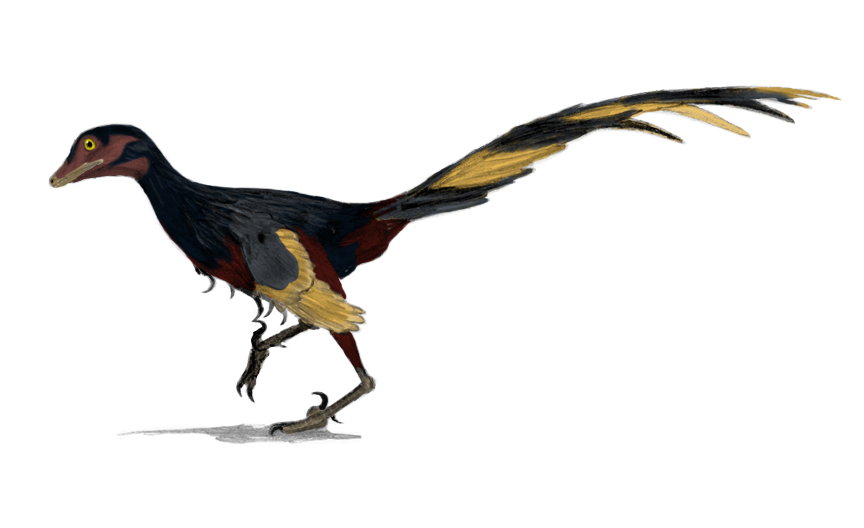
Jinfengopteryx

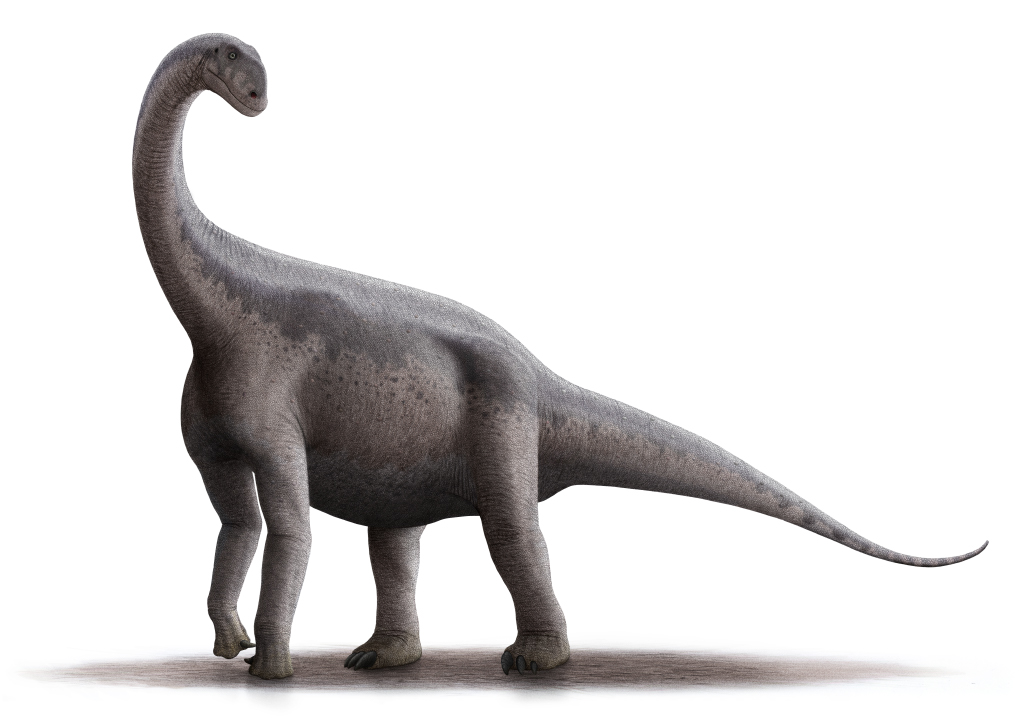
Jobaria

- Jenghizkhan – sinonim mai recent pentru Tarbosaurus
- "Jensenosaurus" – nomen nudum; Supersaurus
- Jeyawati
- Jianchangosaurus
- "Jiangjunmiaosaurus" – nomen nudum; Monolophosaurus
- Jiangjunosaurus
- Jiangshanosaurus
- Jiangxisaurus
- Jianianhualong
- Jinfengopteryx
- Jingshanosaurus
- Jintasaurus
- Jinyunpelta
- Jinzhousaurus
- Jiutaisaurus
- Jobaria
- Jubbulpuria
- Judiceratops
- Jurapteryx – sinonim mai recent pentru Archaeopteryx
- "Jurassosaurus" – nomen nudum; Tianchisaurus
- Juratyrant
- Juravenator

## K
| Cuprins: | A B C D E F G H I J K L M N O P Q R S T U V W X Y Z – Vezi și |

- Kaatedocus
- "Kagasaurus" – nomen nudum
- Kaijiangosaurus
- Kaijutitan
- Kakuru
- Kamuysaurus
- Kangnasaurus
- Karongasaurus
- Katepensaurus

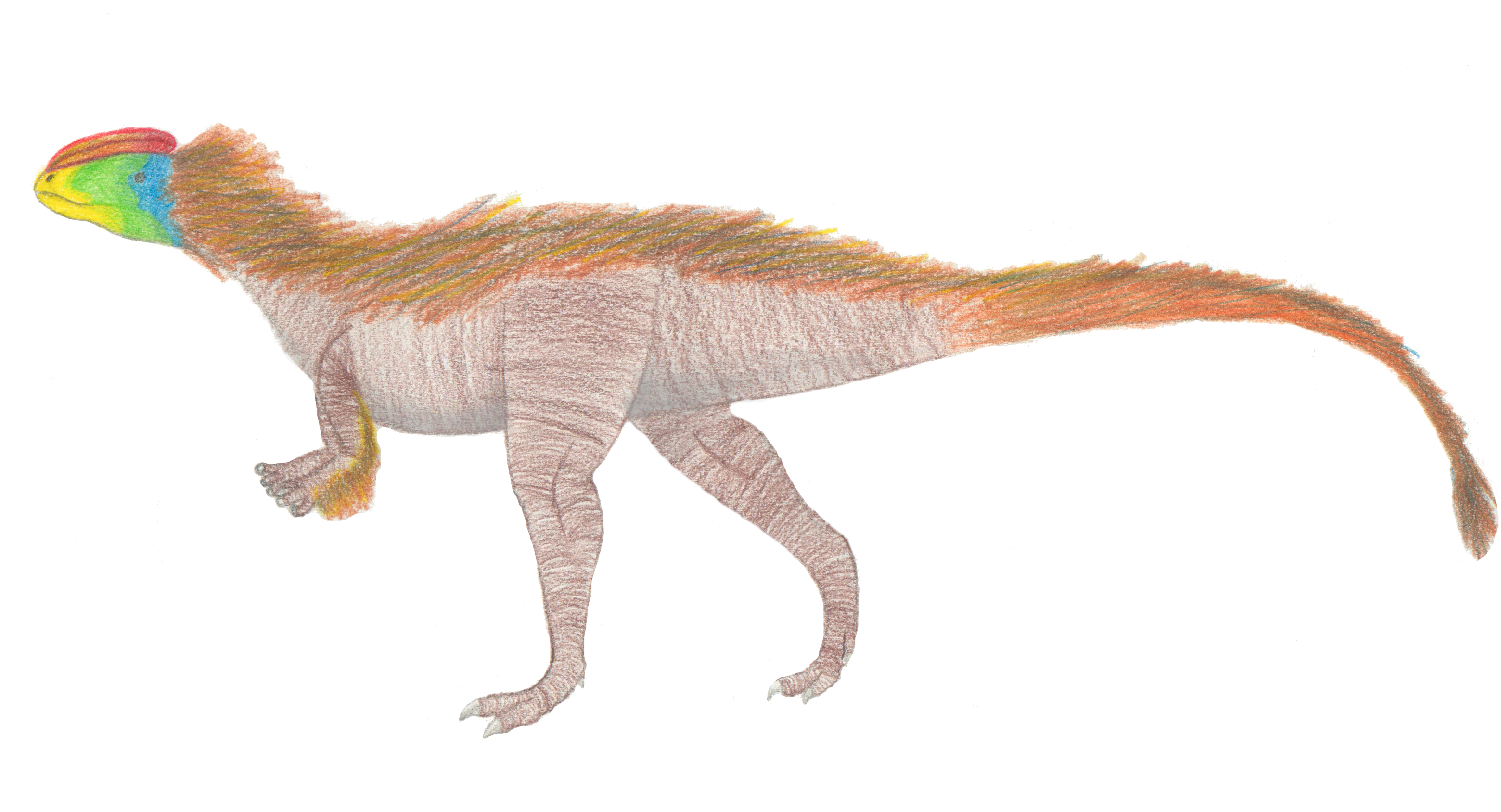
Kayentavenator

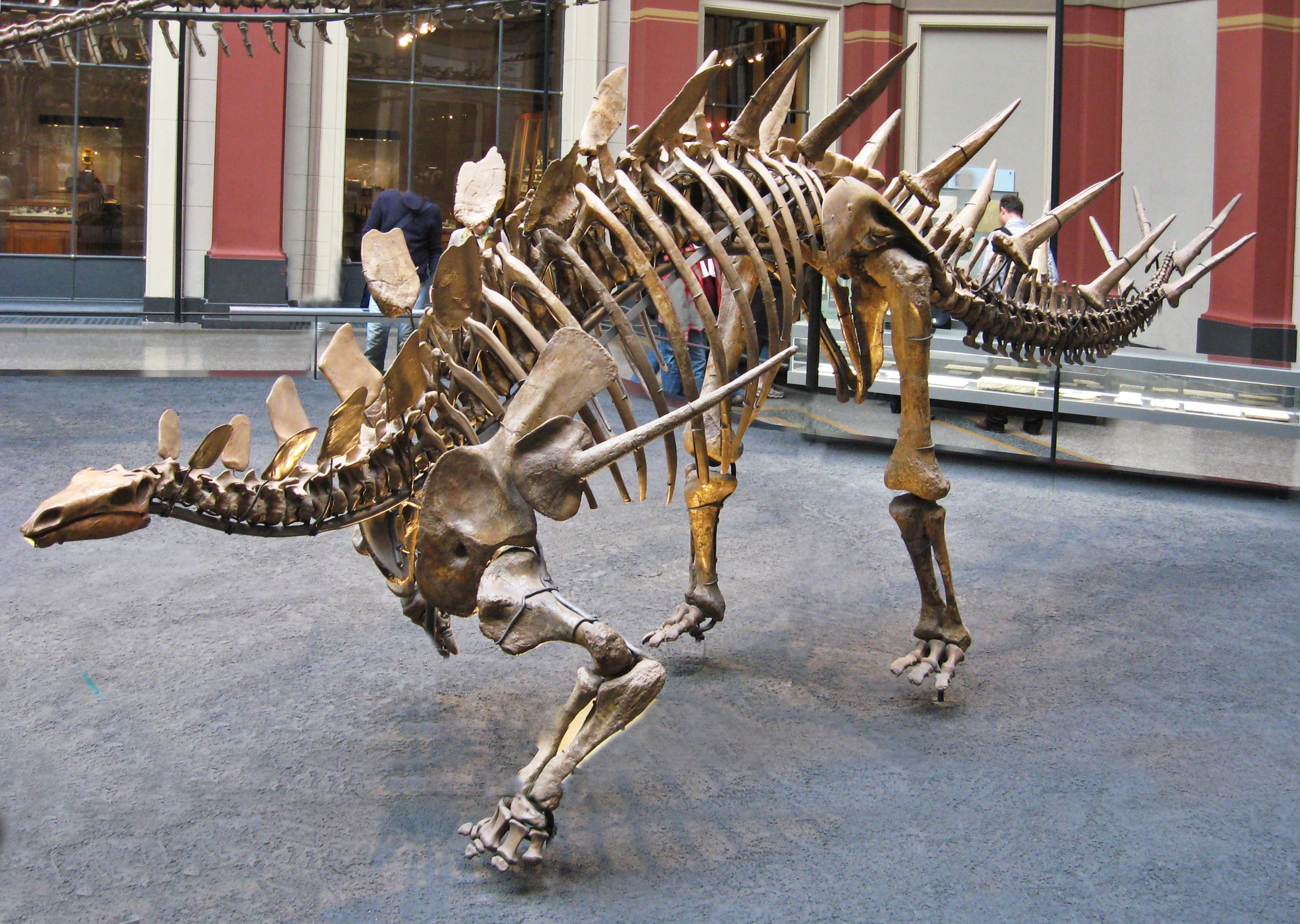
Kentrosaurus

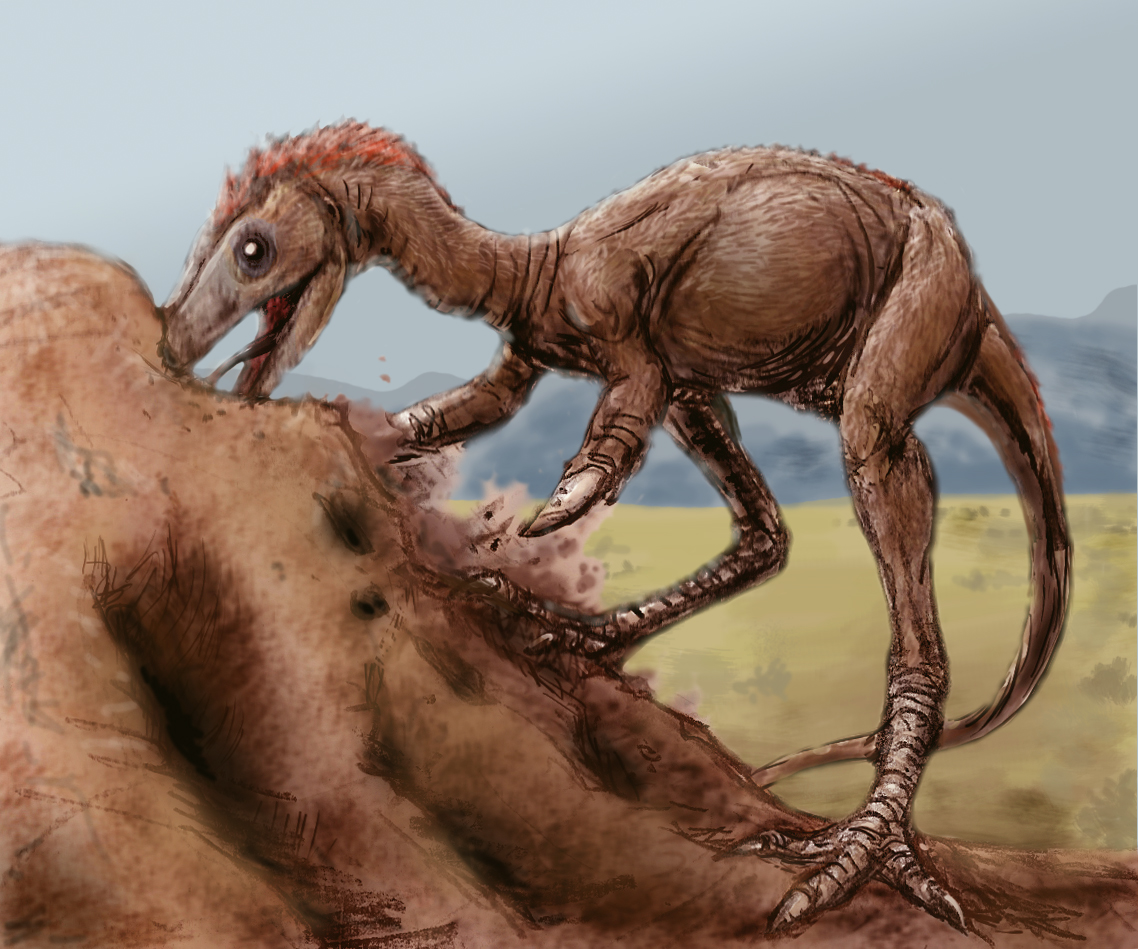
Kol

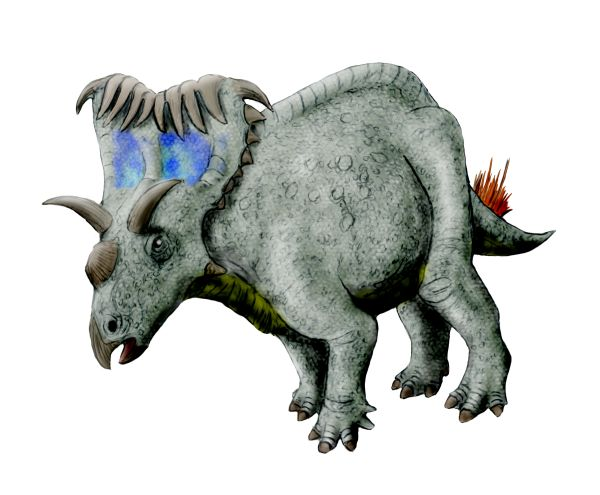
Kosmoceratops

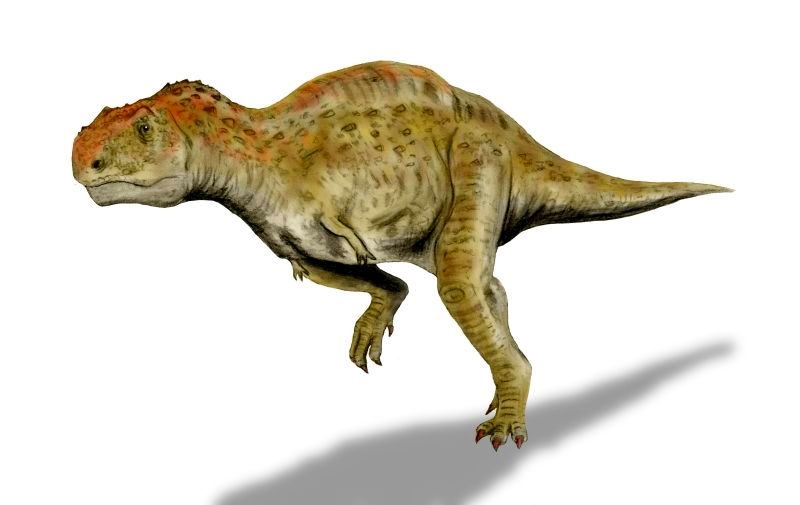
Kryptops

- "Katsuyamasaurus" – nomen nudum; posibil sinonim mai recent pentru Fukuiraptor
- Kayentavenator
- Kazaklambia
- Kelmayisaurus
- Kemkemia -  un crocodiliform
- Kentrosaurus
- Kentrurosaurus – sinonim mai recent pentru Kentrosaurus
- Kerberosaurus
- Khaan
- Khetranisaurus - nomen nudum
- Kileskus
- Kinnareemimus
- "Kitadanisaurus" – nomen nudum; Fukuiraptor
- "Kittysaurus" – nomen nudum; Eotyrannus
- Klamelisaurus – posibil sinonim mai recent pentru Bellusaurus
- Kol
- Koparion
- Koreaceratops
- Koreanosaurus
- "Koreanosaurus" – nomen nudum
- Koshisaurus
- Kosmoceratops
- Kotasaurus
- Koutalisaurus - posibil sinonim mai recent pentru Pararhabdodon
- Kritosaurus
- Kryptops
- Krzyzanowskisaurus  – probabil un pseudosuchian (Revueltosaurus?)
- Kukufeldia
- Kulceratops
- Kulindadromeus
- Kulindapteryx – sinonim pentru Kulindadromeus
- Kunbarrasaurus
- Kundurosaurus
- "Kunmingosaurus" – nomen nudum
- Kuszholia – probabil o pasăre

## L
| Cuprins: | A B C D E F G H I J K L M N O P Q R S T U V W X Y Z – Vezi și |

- Labocania

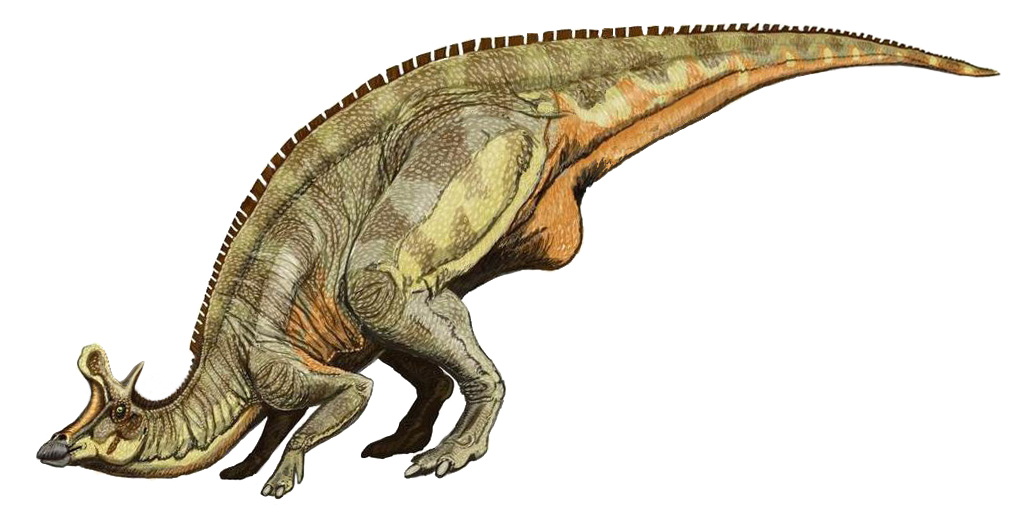
Lambeosaurus

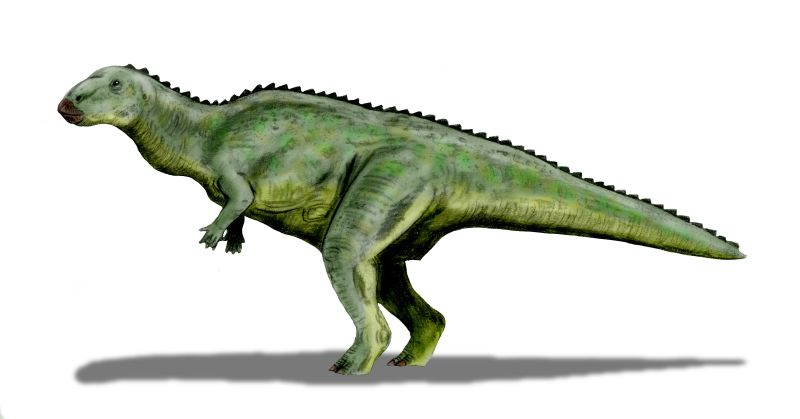
Lanzhousaurus

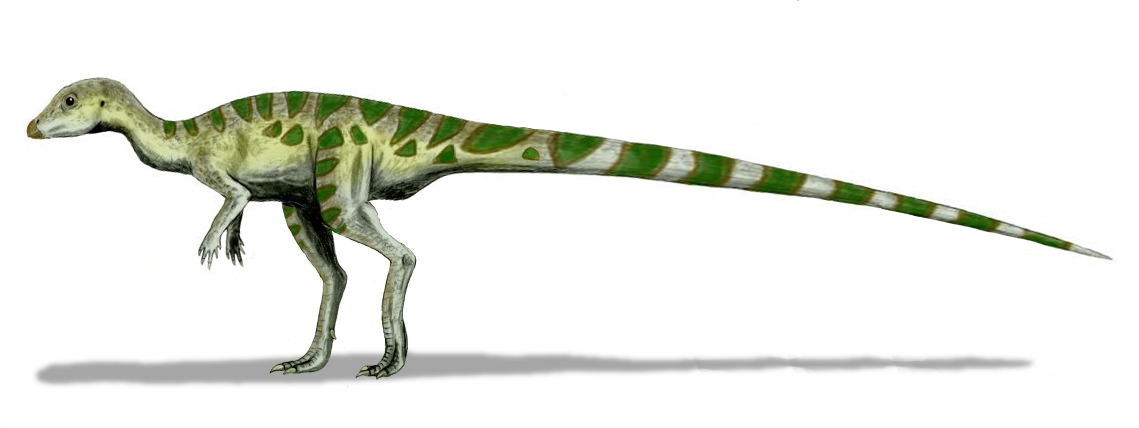
Leaellynasaura

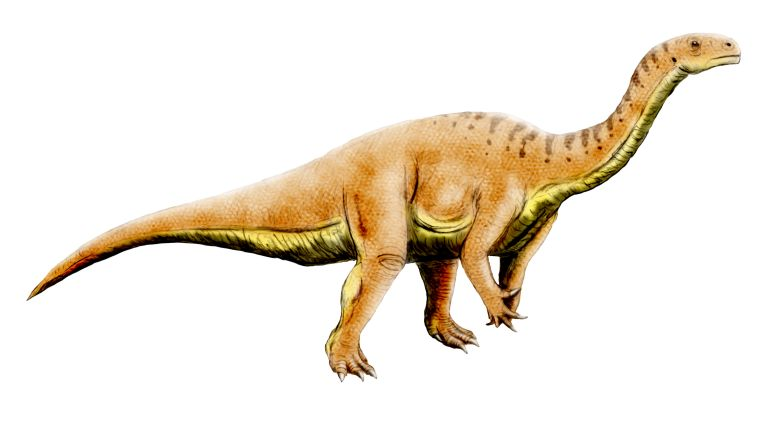
Leonerasaurus

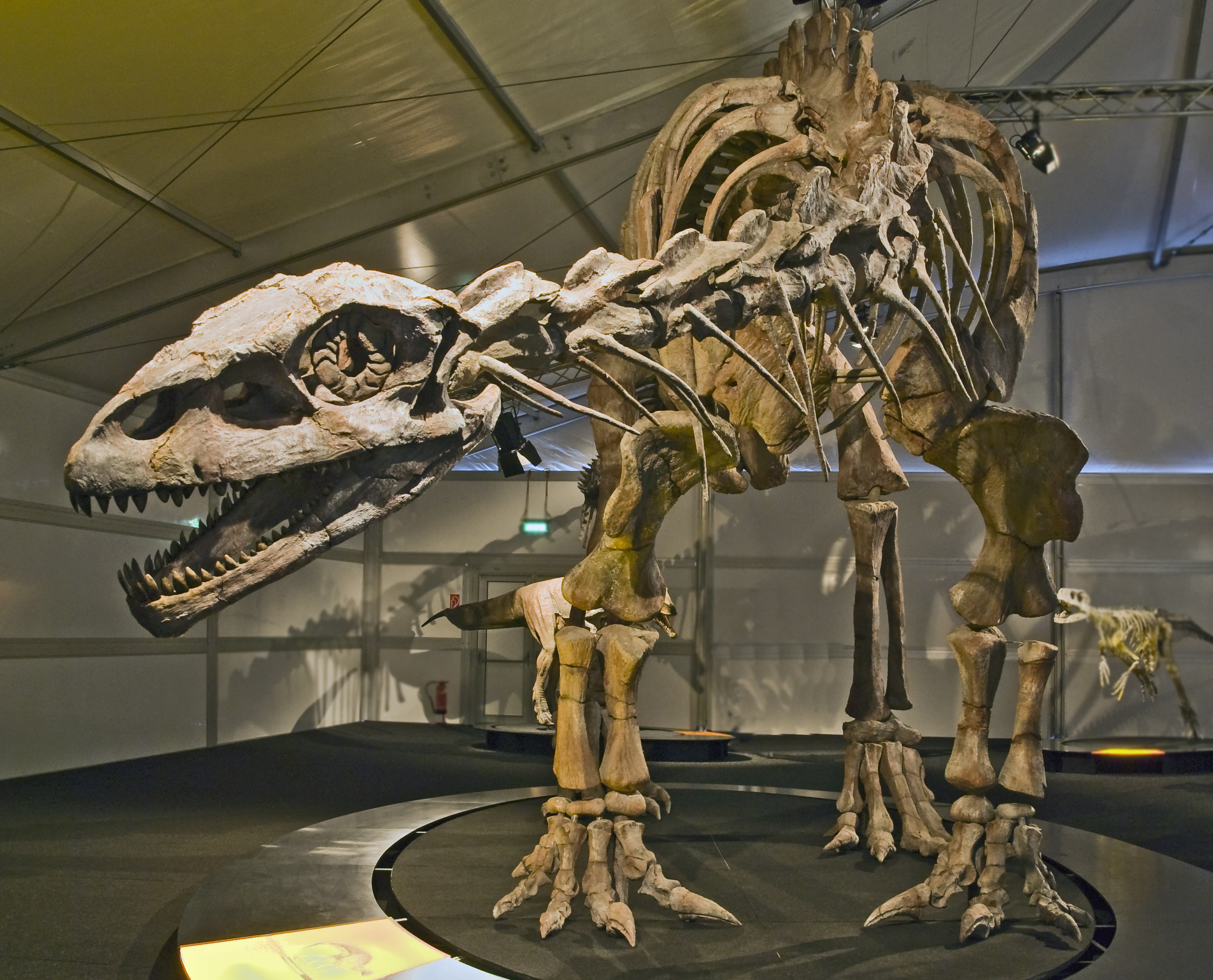
Lessemsaurus

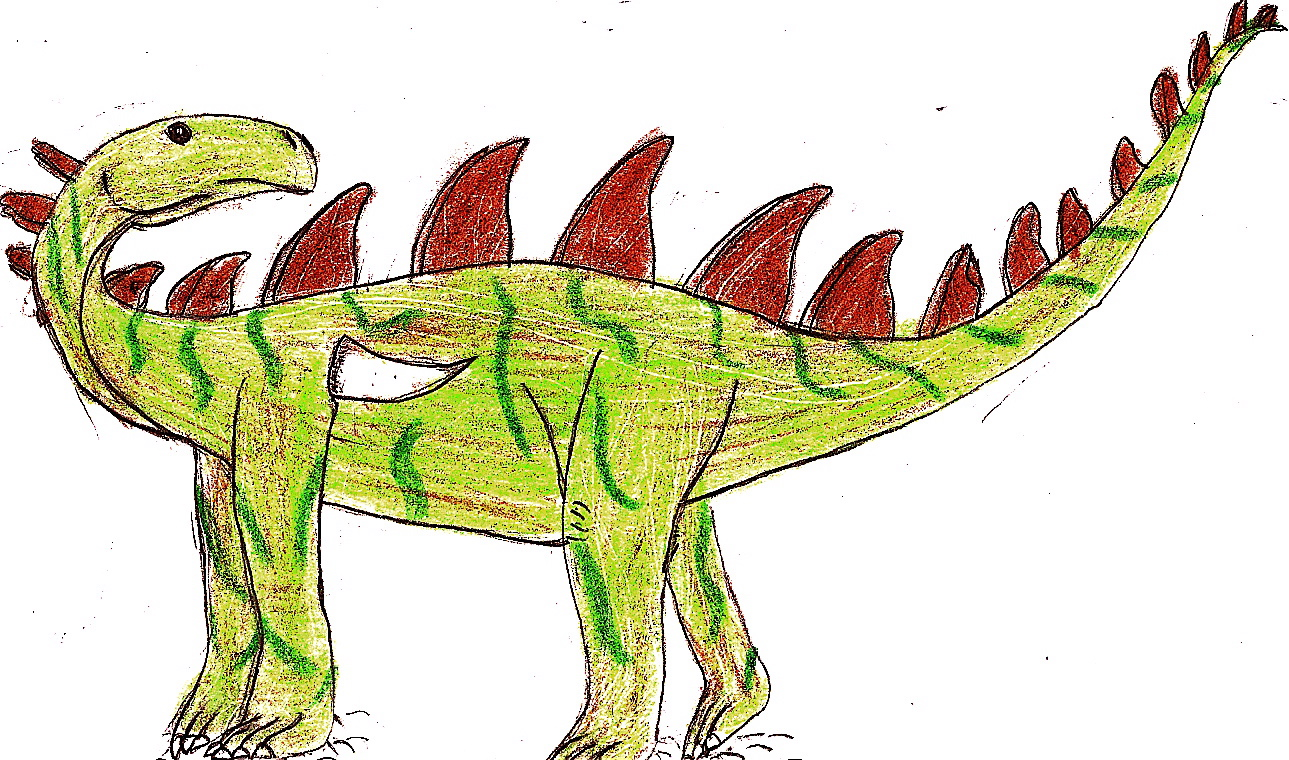
Lexovisaurus

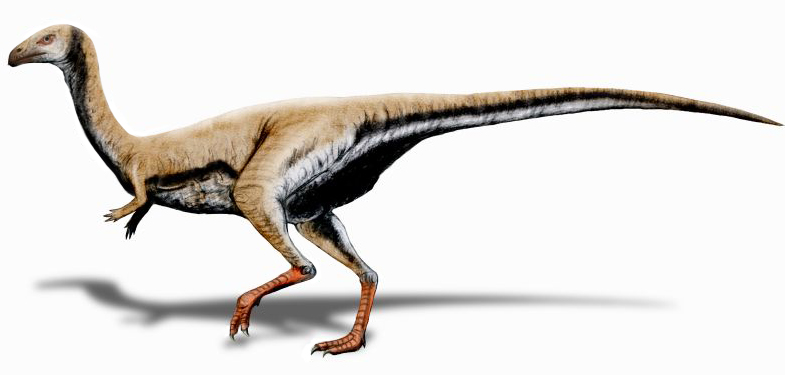
Limusaurus

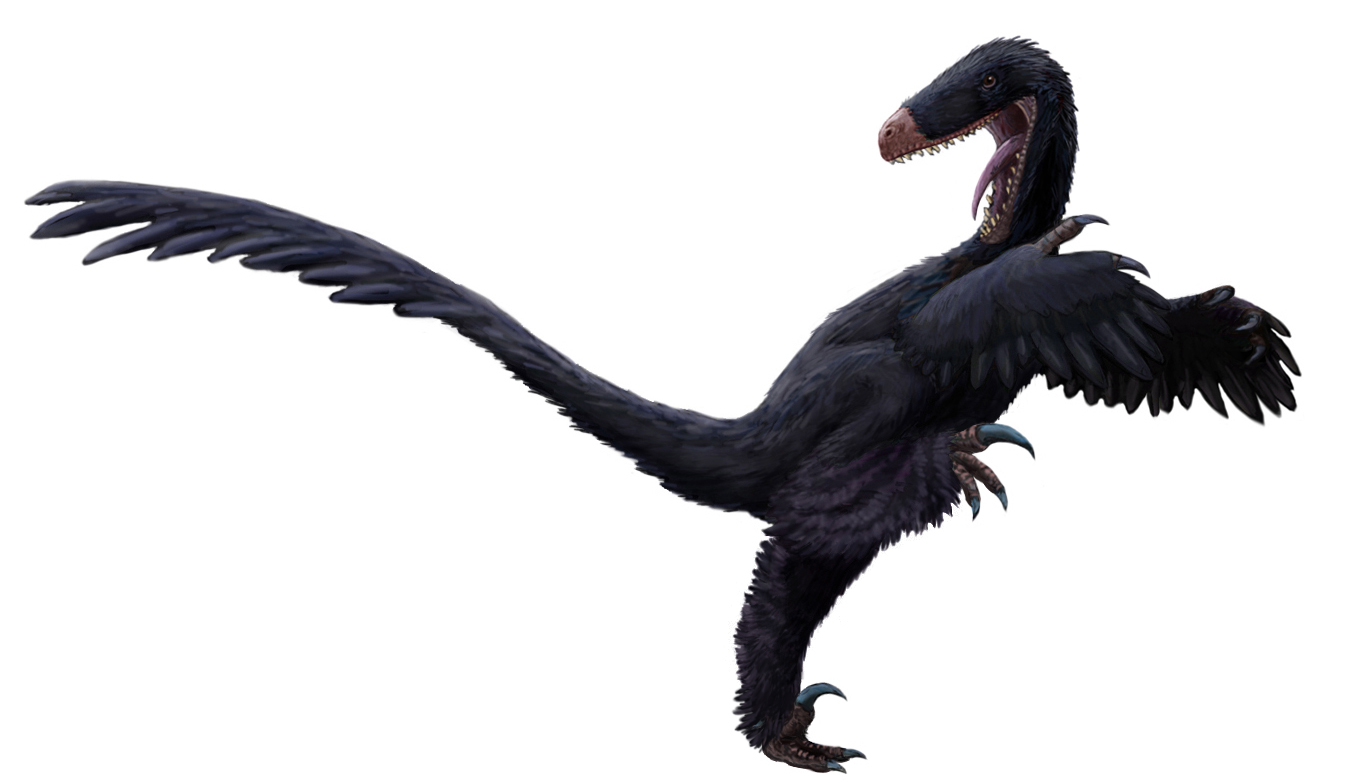
Luanchuanraptor

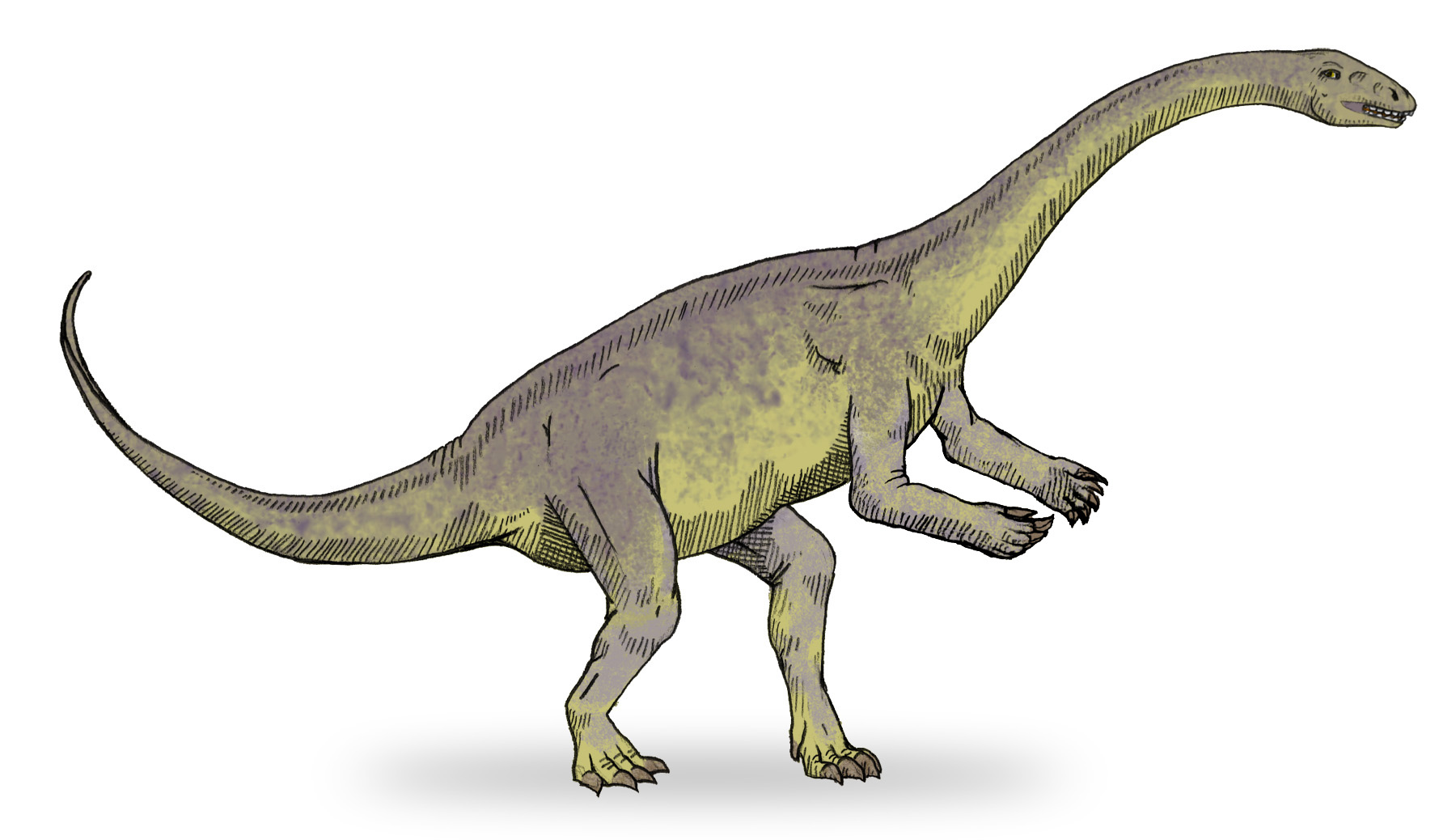
Lufengosaurus

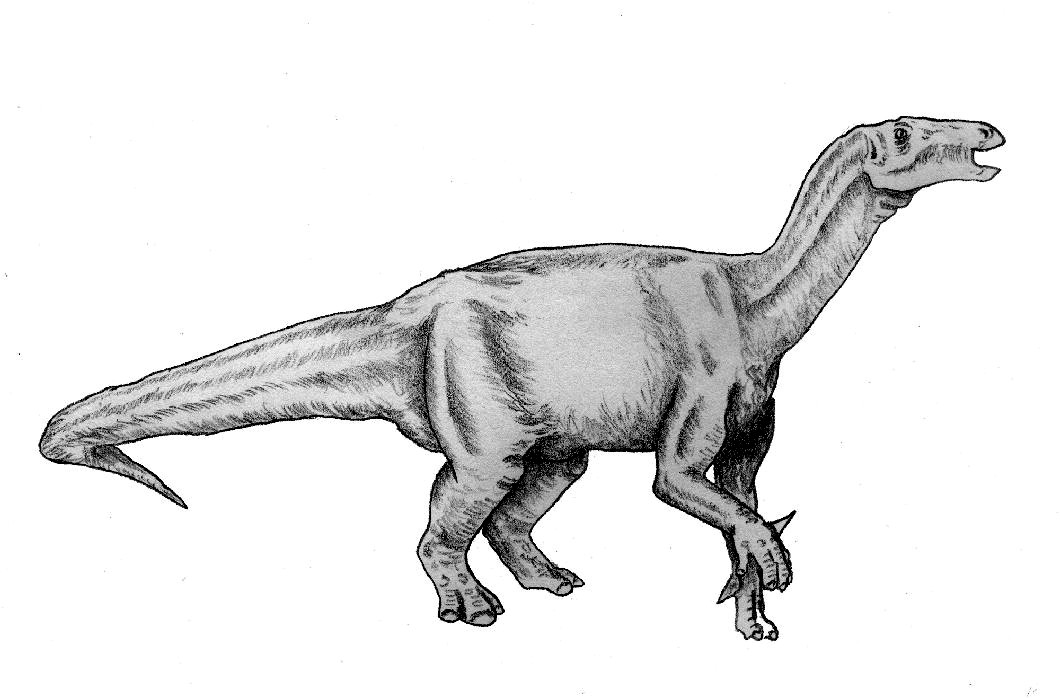
Lurdusaurus

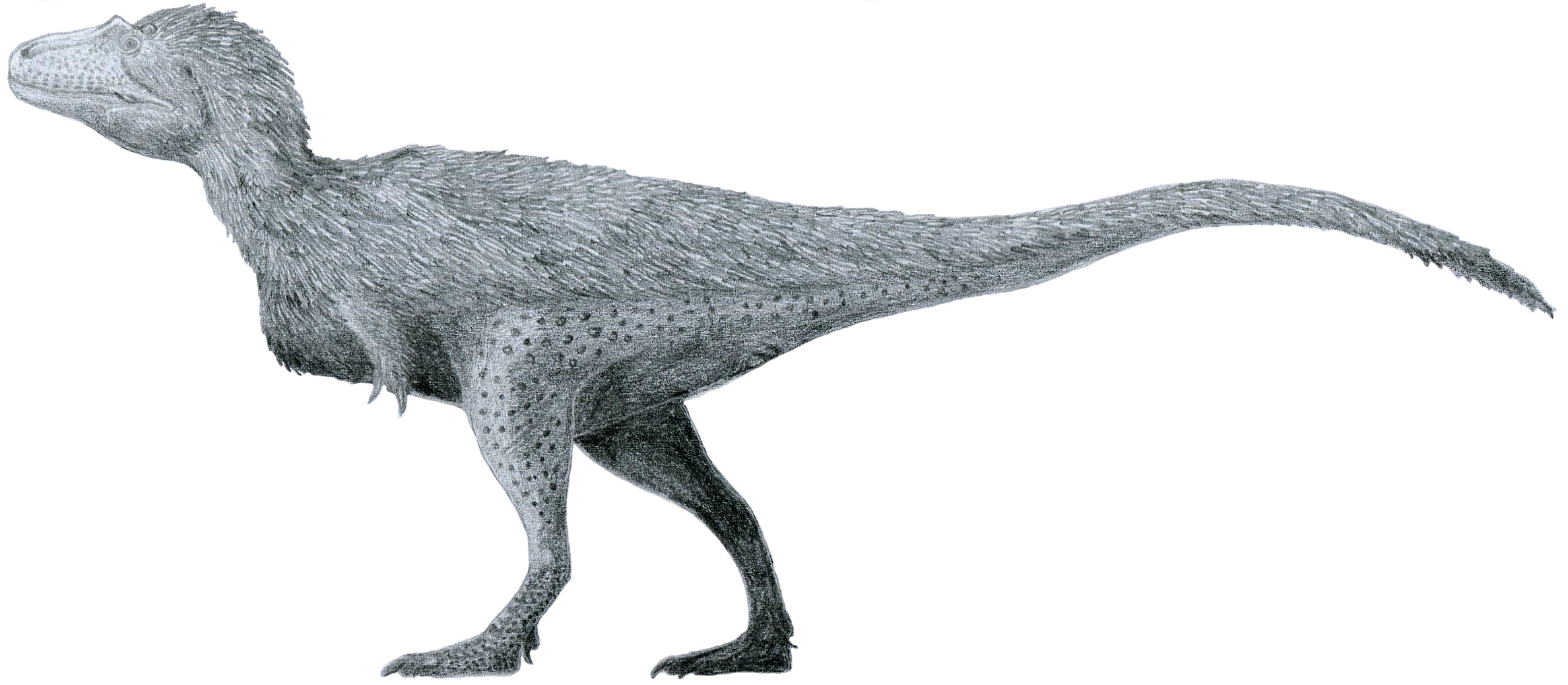
Lythronax

- Labrosaurus – sinonim mai recent pentru Allosaurus
- "Laelaps" – astăzi cunoscut ca Dryptosaurus
- Laevisuchus
- Lagerpeton –  un dinosauromorph non-dinosaurian
- Lagosuchus –  un dinosauromorph non-dinosaurian
- Laiyangosaurus
- Lajasvenator
- Lamaceratops - posibil sinonim mai recent pentru Bagaceratops
- Lambeosaurus
- Lametasaurus
- Lamplughsaura
- Lanasaurus – sinonim mai recent pentru Lycorhinus
- "Lancanjiangosaurus"  – nomen nudum
- Lanzhousaurus
- Laosaurus
- Lapampasaurus
- Laplatasaurus
- Lapparentosaurus
- Laquintasaura
- Latenivenatrix
- Latirhinus
- Lavocatisaurus
- Leaellynasaura
- Ledumahadi
- Leinkupal
- Leipsanosaurus – sinonim mai recent pentru Struthiosaurus
- "Lengosaurus" – nomen nudum; Eotyrannus
- Leonerasaurus
- Lepidocheirosaurus — sinonim mai recent pentru Kulindadromeus
- Lepidus
- Leptoceratops
- Leptorhynchos
- Leptospondylus – sinonim mai recent pentru Massospondylus
- Leshansaurus
- Lesothosaurus
- Lessemsaurus
- Levnesovia
- Lewisuchus –  un dinosauromorph non-dinosaurian
- Lexovisaurus
- Leyesaurus
- Liaoceratops
- Liaoningosaurus
- Liaoningotitan
- Liaoningvenator
- Liassaurus – nomen nudum, posibil Sarcosaurus
- Ligabueino
- Ligabuesaurus
- "Ligomasaurus" – nomen nudum, probabil Giraffatitan
- "Likhoelesaurus" – nomen nudum; posibil non-dinosaurian
- Liliensternus
- Limaysaurus
- "Limnornis" – astăzi cunoscut ca Palaeocursornis (un pterosaur)
- "Limnosaurus" – astăzi cunoscut ca Telmatosaurus
- Limusaurus
- Lingwulong
- Lingyuanosaurus
- Linhenykus
- Linheraptor
- Linhevenator
- Lirainosaurus
- Lisboasaurus –  un crocodilian
- Liubangosaurus
- Lohuecotitan
- Loncosaurus
- Longisquama –  reptile non-dinosaurian
- Longosaurus – sinonim mai recent pentru Coelophysis
- Lophorhothon
- Lophostropheus
- Loricatosaurus
- Loricosaurus
- Losillasaurus
- Lourinhanosaurus
- Lourinhasaurus
- Luanchuanraptor
- "Luanpingosaurus" – nomen nudum; Psittacosaurus
- Lucianosaurus –  un archosauriform non-dinosaurian
- Lucianovenator
- Lufengosaurus
- Lukousaurus – posibil un crurotarsan
- Luoyanggia
- Lurdusaurus
- Lusitanosaurus
- Lusotitan
- Lycorhinus
- Lythronax

## M
| Cuprins: | A B C D E F G H I J K L M N O P Q R S T U V W X Y Z – Vezi și |

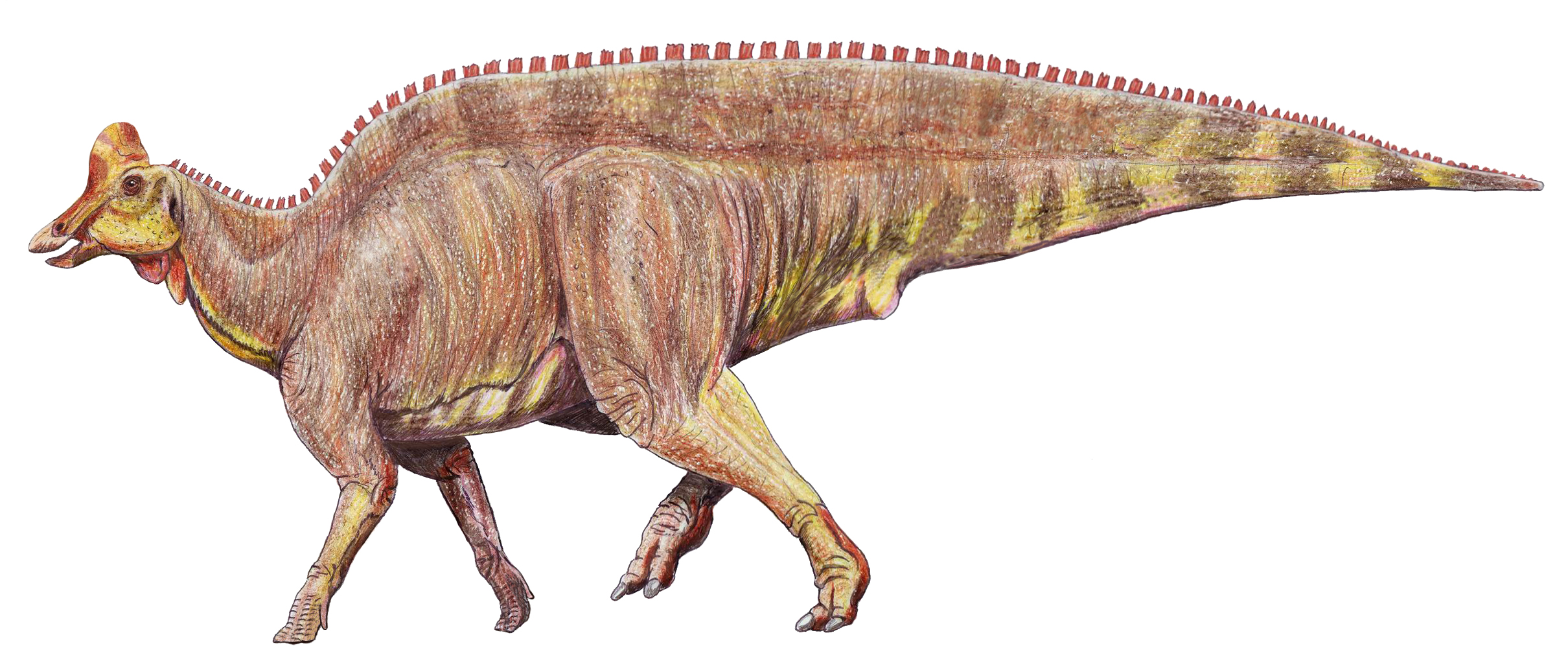
Magnapaulia

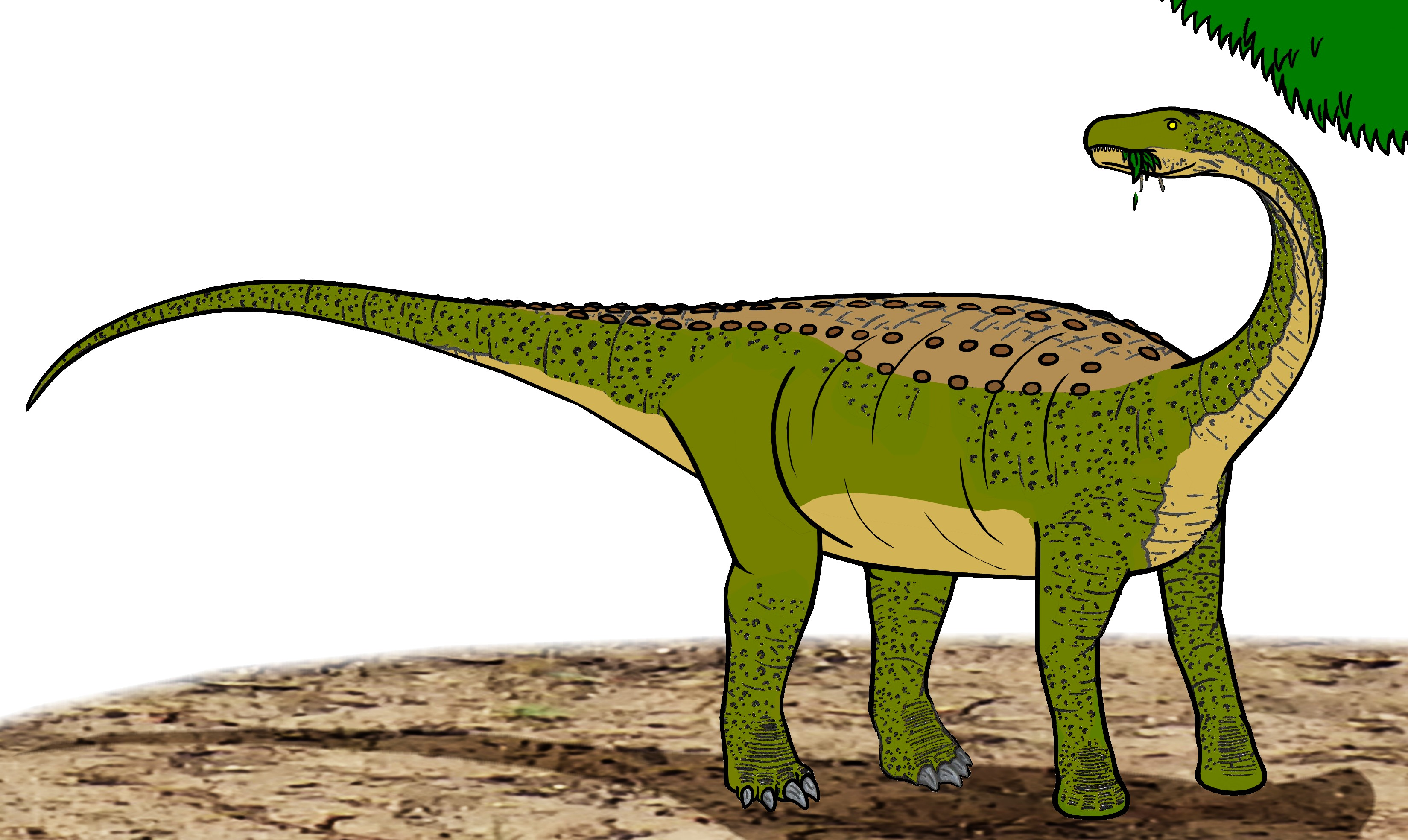
Magyarosaurus

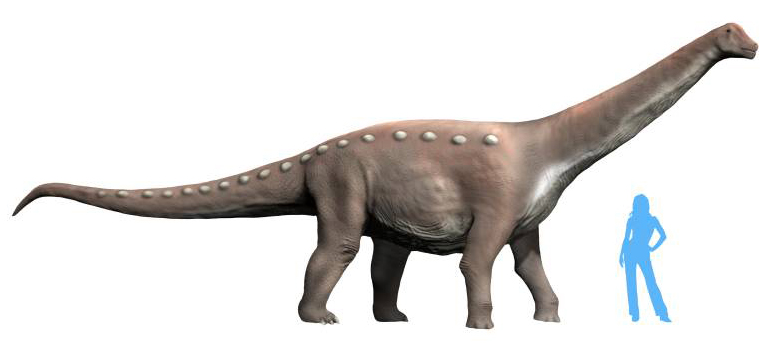
Mansourasaurus

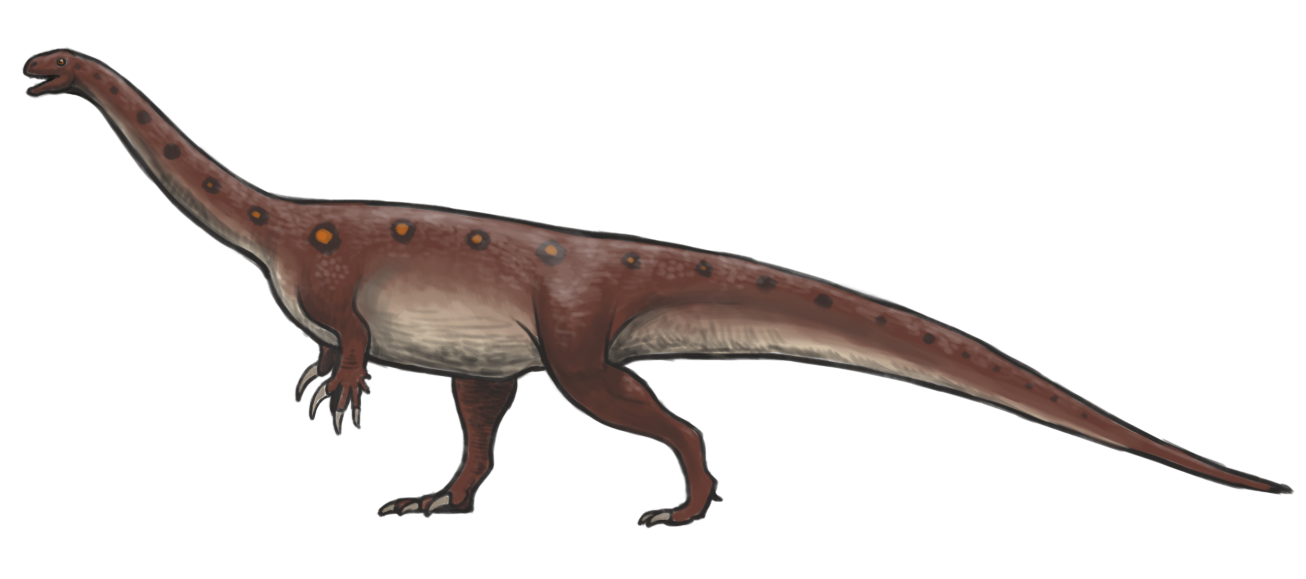
Massospondylus

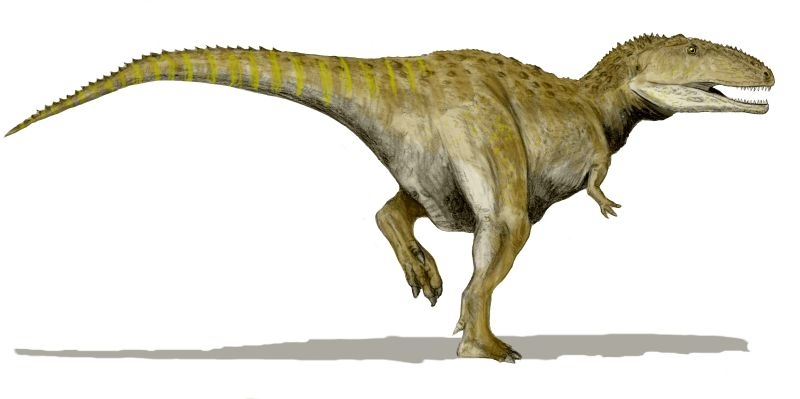
Mapusaurus

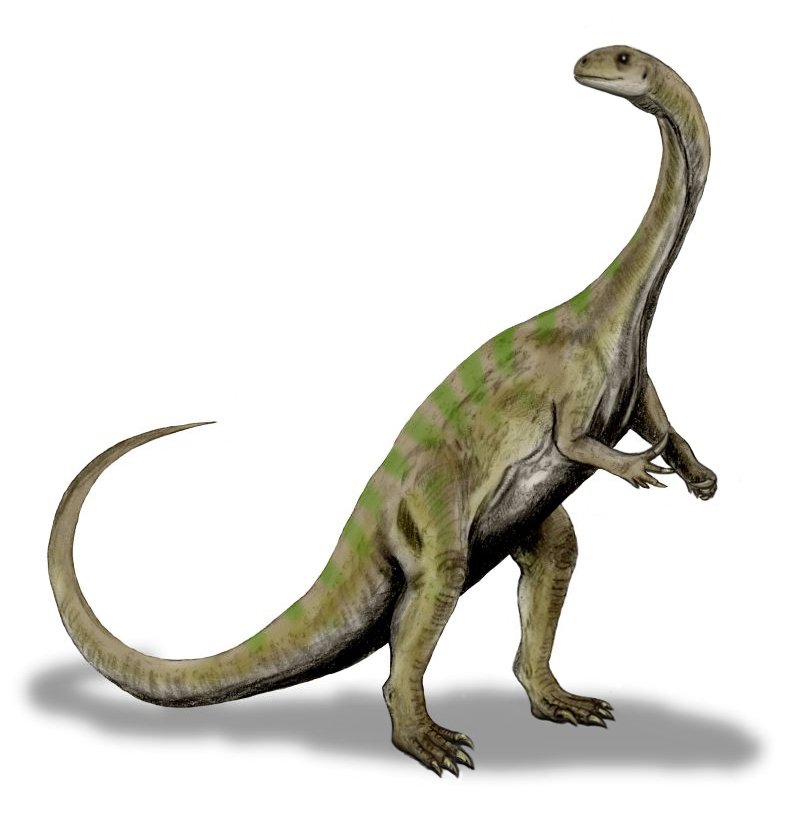
Massospondylus

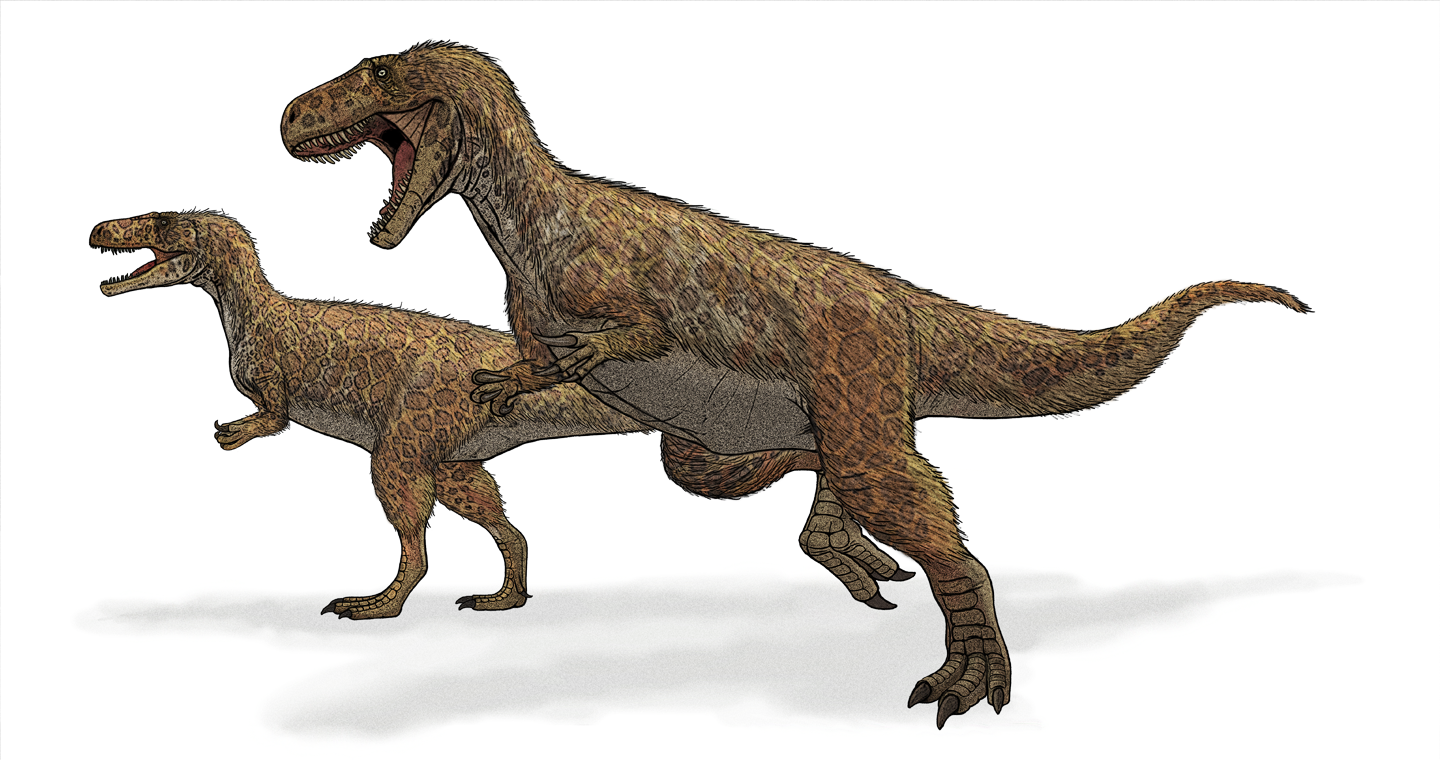
Megalosaurus

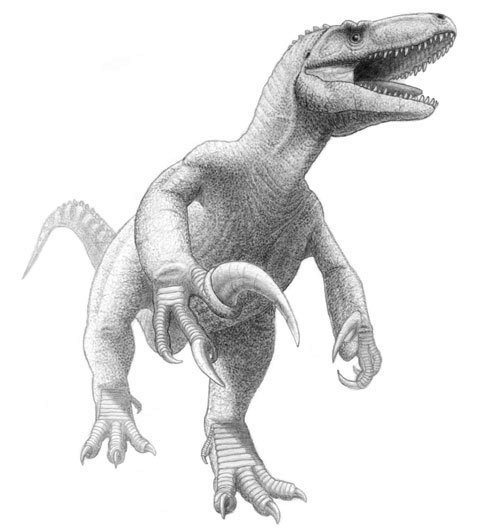
Megaraptor

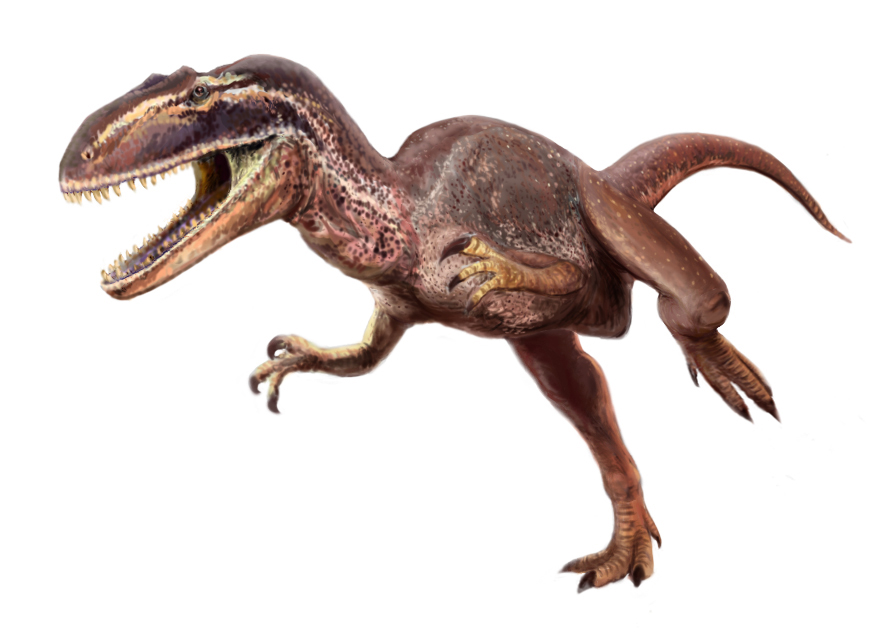
Metriacanthosaurus

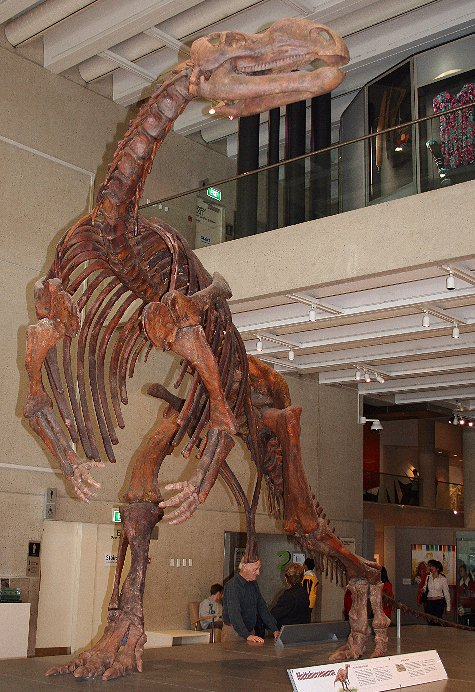
Muttaburrasaurus

- Macelognathus –  un crocodilian sphenosuchian
- Machairasaurus
- Machairoceratops
- Macrocollum
- Macrodontophion – un membru a Lophotrochozoa
- Macrogryphosaurus
- Macrophalangia – sinonim mai recent pentru Chirostenotes
- "Macroscelosaurus" – nomen nudum; probabil sinonim mai recent pentru Tanystropheus
- Macrurosaurus
- "Madsenius" – nomen nudum, Allosaurus
- Magnamanus
- Magnapaulia
- Magnirostris
- Magnosaurus
- "Magulodon" – nomen nudum
- Magyarosaurus
- Mahakala
- Mahuidacursor
- Maiasaura
- Majungasaurus
- Majungatholus – sinonim mai recent pentru Majungasaurus
- Malarguesaurus
- Malawisaurus
- Maleevosaurus – sinonim mai recent pentru Tarbosaurus
- Maleevus
- Mamenchisaurus
- Mandschurosaurus
- Manidens
- Manospondylus – sinonim pentru Tyrannosaurus
- Mansourasaurus
- Mantellisaurus
- Mantellodon – posibil sinonim mai recent pentru Mantellisaurus
- Mapusaurus
- Maraapunisaurus
- Marasuchus –  un dinosauromorph non-dinosaurian
- Marisaurus – nomen nudum
- Marmarospondylus
- Marshosaurus
- Martharaptor
- Masiakasaurus
- Massospondylus
- Matheronodon
- Maxakalisaurus
- Medusaceratops
- "Megacervixosaurus" – nomen nudum
- "Megadactylus" – astăzi cunoscut ca Anchisaurus
- "Megadontosaurus" – nomen nudum; Microvenator
- Megalosaurus
- Megapnosaurus – sinonim mai recent pentru Coelophysis
- Megaraptor
- Mei
- Melanorosaurus
- Mendozasaurus
- Mercuriceratops
- Meroktenos
- Metriacanthosaurus
- "Microcephale" – nomen nudum
- "Microceratops" – astăzi cunoscut ca Microceratus
- Microceratus
- Microcoelus
- "Microdontosaurus" – nomen nudum
- Microhadrosaurus
- Micropachycephalosaurus
- Microraptor
- Microvenator
- Mierasaurus
- "Mifunesaurus" – nomen nudum
- Minmi
- Minotaurasaurus
- Miragaia
- Mirischia
- Mnyamawamtuka
- Moabosaurus
- Mochlodon
- "Mohammadisaurus" – nomen nudum; Tornieria
- Mojoceratops – probabil sinonim mai recent pentru Chasmosaurus
- Mongolosaurus
- Mongolostegus
- Monkonosaurus
- Monoclonius
- Monolophosaurus
- "Mononychus" – preoccupied name, now known as Mononykus
- Mononykus
- Montanoceratops
- Morelladon
- Morinosaurus
- Moros
- Morosaurus – sinonim mai recent pentru Camarasaurus
- Morrosaurus
- Mosaiceratops
- "Moshisaurus" – nomen nudum; posibil Mamenchisaurus
- "Mtapaiasaurus" – nomen nudum, probabil Giraffatitan
- "Mtotosaurus" – nomen nudum; Dicraeosaurus
- Murusraptor
- Mussaurus
- Muttaburrasaurus
- Muyelensaurus
- Mymoorapelta

## N
| Cuprins: | A B C D E F G H I J K L M N O P Q R S T U V W X Y Z – Vezi și |

- Naashoibitosaurus
- Nambalia
- Nankangia
- Nanningosaurus
- Nanosaurus

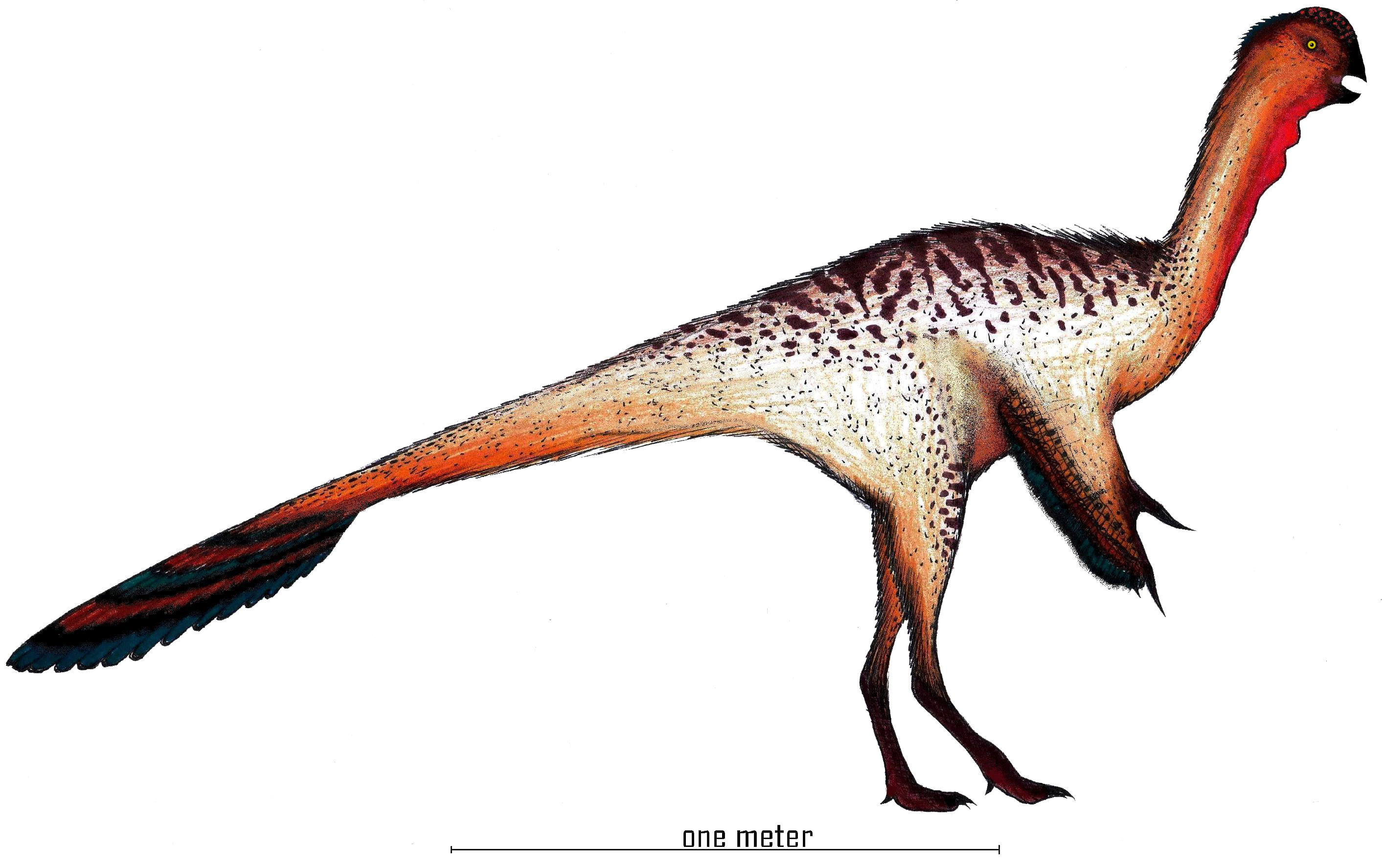
Nankangia

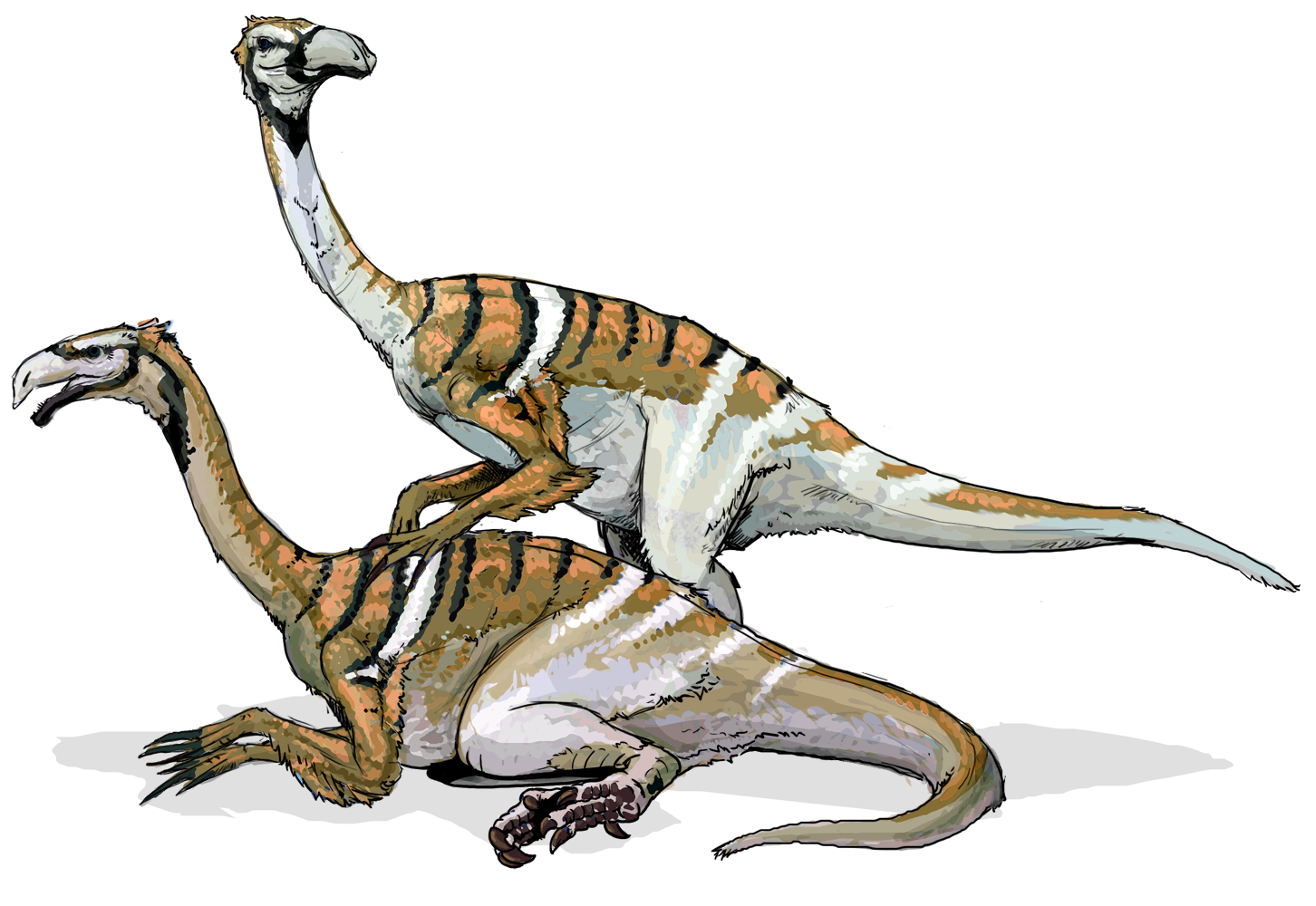
Nanshiungosaurus

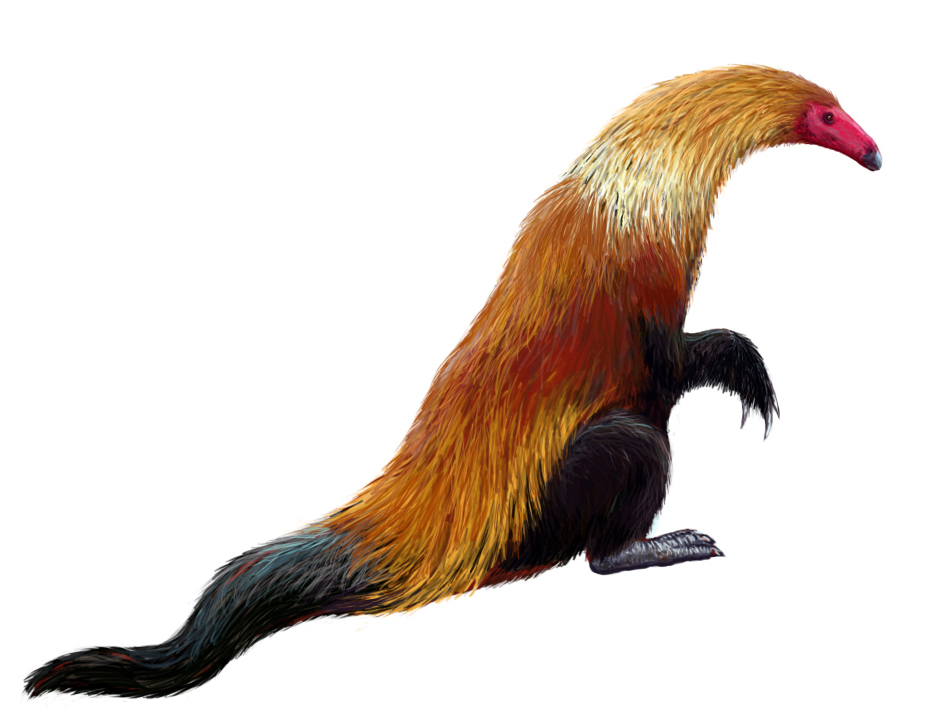
Neimongosaurus

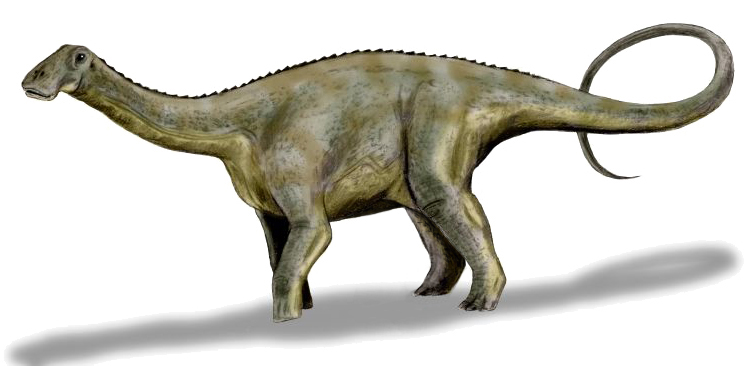
Nigersaurus

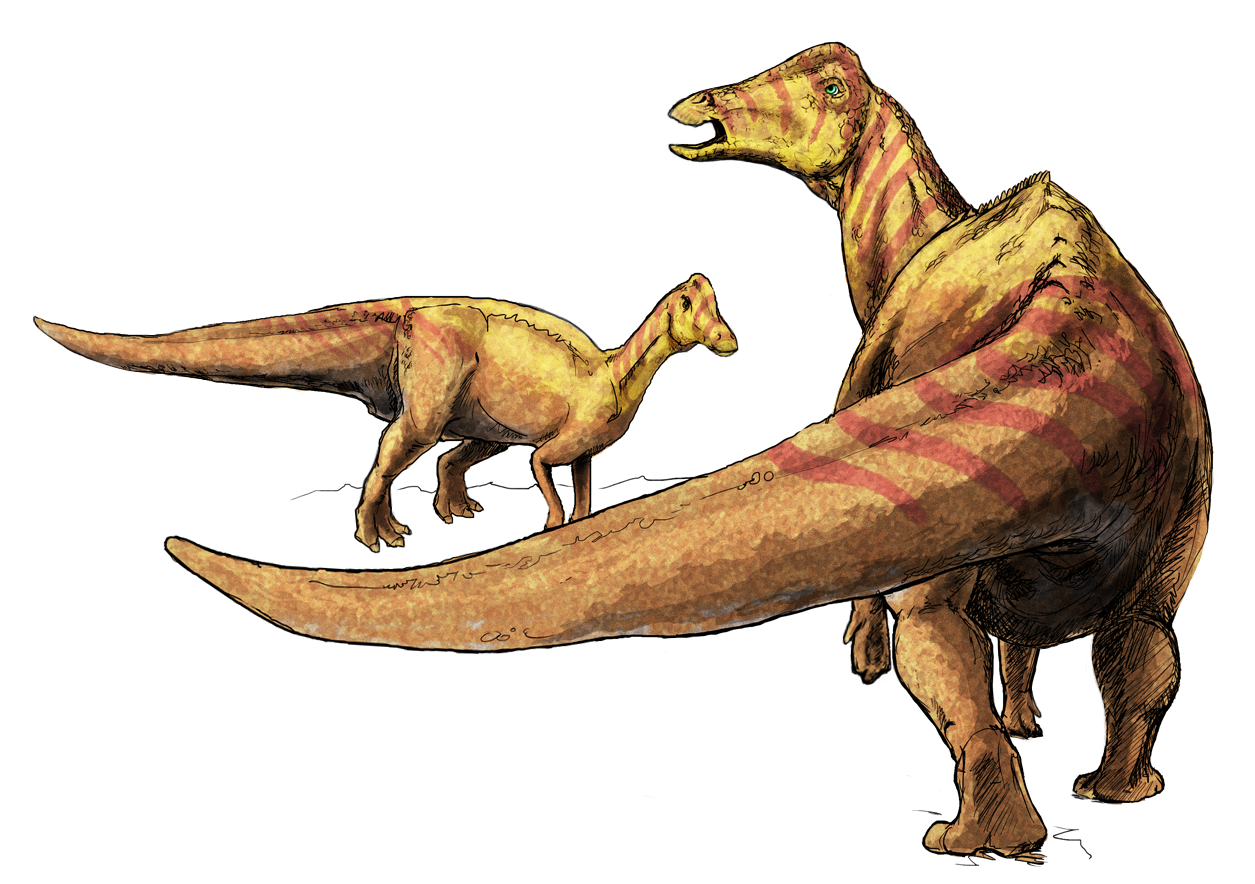
Nipponosaurus

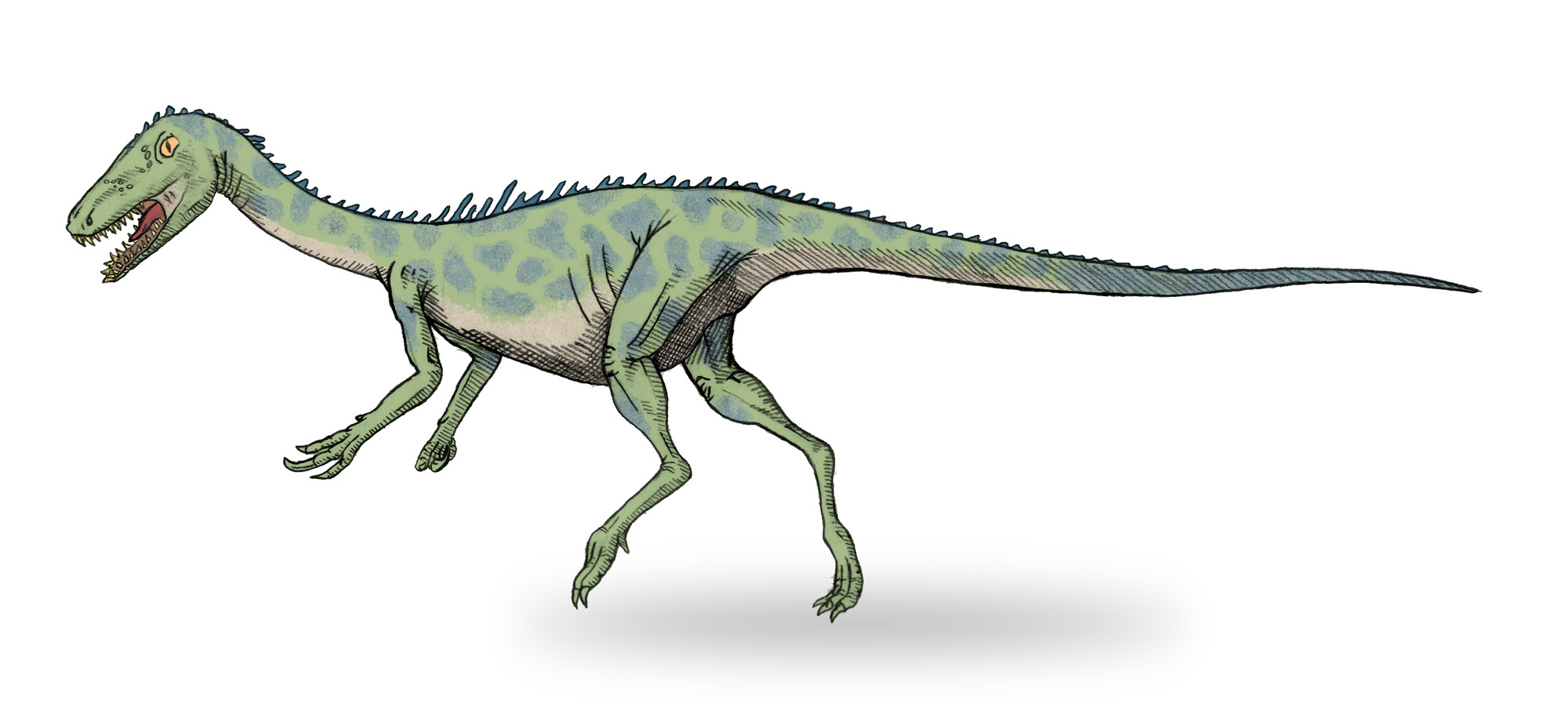
Noasaurus

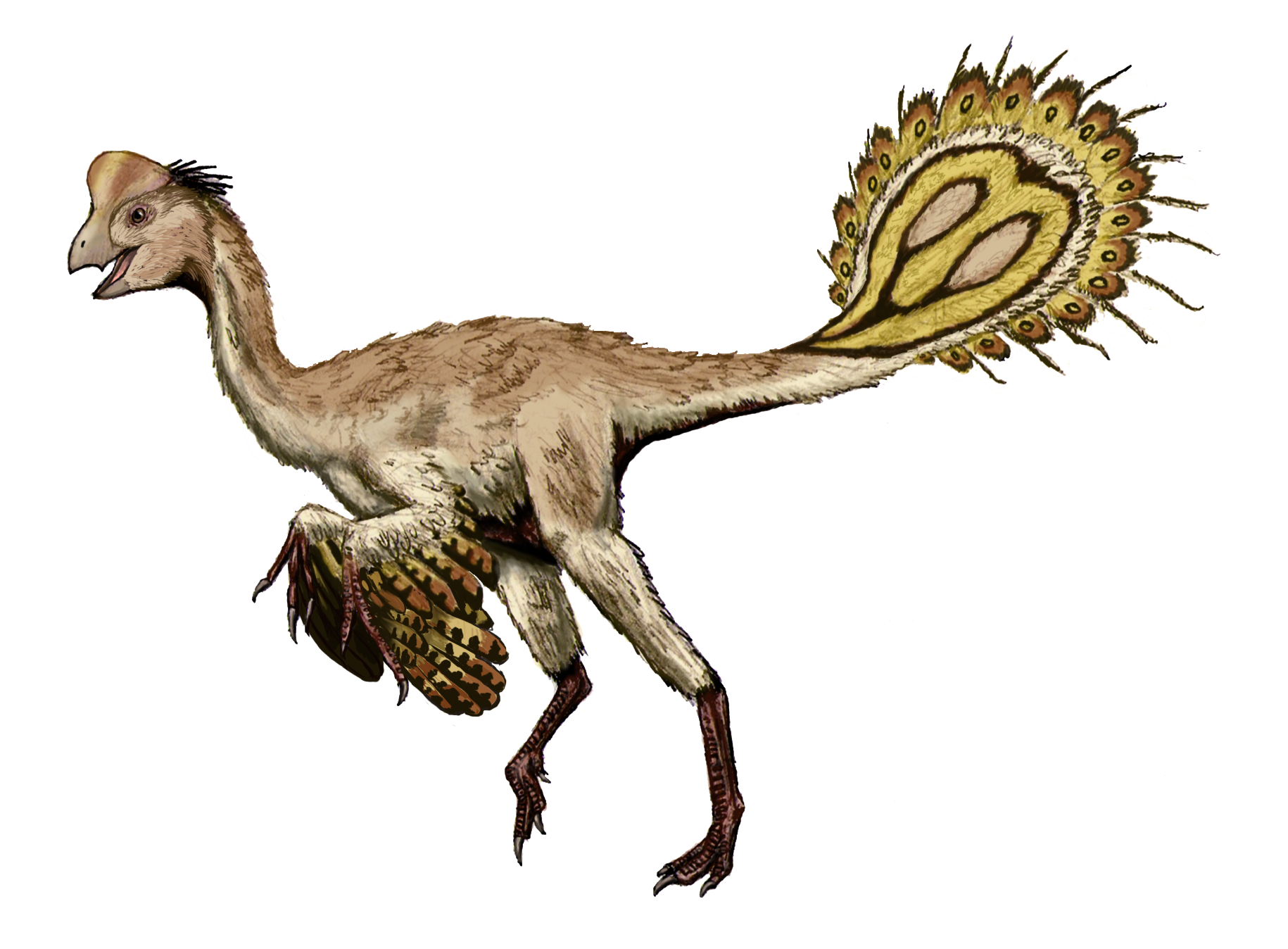
Nomingia

- Nanotyrannus – posibil sinonim mai recent pentru Tyrannosaurus
- Nanshiungosaurus
- Nanuqsaurus
- Nanyangosaurus
- Narambuenatitan
- Nasutoceratops
- Natronasaurus – astăzi cunoscut ca Alcovasaurus
- Navajoceratops – nomen nudum
- Nebulasaurus
- "Nectosaurus" – astăzi cunoscut ca Kritosaurus
- Nedcolbertia
- Nedoceratops – posibil sinonim mai recent pentru Triceratops
- Neimongosaurus
- "Nemegtia" – astăzi cunoscut ca Nemegtomaia
- Nemegtomaia
- Nemegtonykus
- Nemegtosaurus
- "Neosaurus" – redenumit Parrosaurus, care astăzi este Hypsibema
- Neosodon
- Neovenator
- Neuquenraptor
- Neuquensaurus
- "Newtonsaurus" – nomen nudum
- "Ngexisaurus" – nomen nudum
- Ngwevu
- Nhandumirim
- Nicksaurus – nomen manuscriptum
- Nigersaurus
- Ningyuansaurus
- Niobrarasaurus
- Nipponosaurus
- Noasaurus
- Nodocephalosaurus
- Nodosaurus
- Nomingia
- Nopcsaspondylus
- Normanniasaurus
- Notatesseraeraptor
- Nothronychus
- Notoceratops
- Notocolossus
- Notohypsilophodon
- Nqwebasaurus
- "Nteregosaurus" – nomen nudum; Janenschia
- "Nurosaurus" – nomen nudum
- Nuthetes
- Nyasasaurus – posibil un dinosauriform non-dinosaurian
- "Nyororosaurus" – nomen nudum; Dicraeosaurus

## O
| Cuprins: | A B C D E F G H I J K L M N O P Q R S T U V W X Y Z – Vezi și |

- Oceanotitan
- Ohmdenosaurus
- Ojoceratops
- Ojoraptorsaurus
- Oligosaurus
- Olorotitan
- Omeisaurus

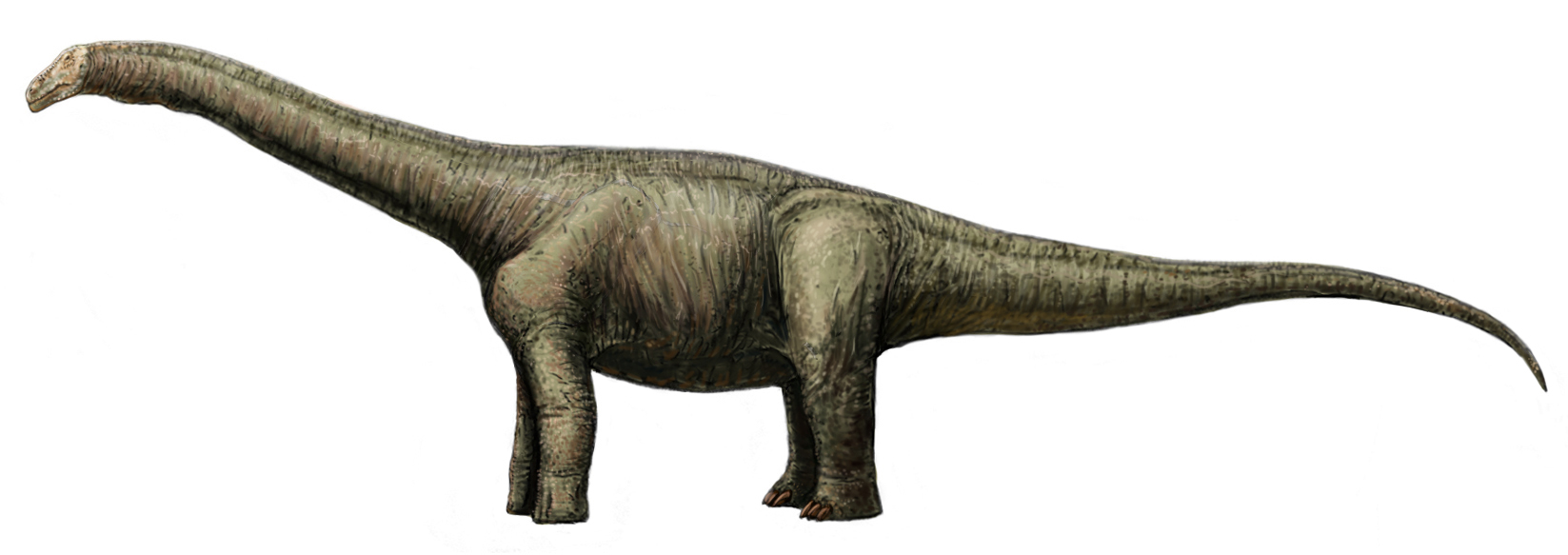
Opisthocoelicaudia

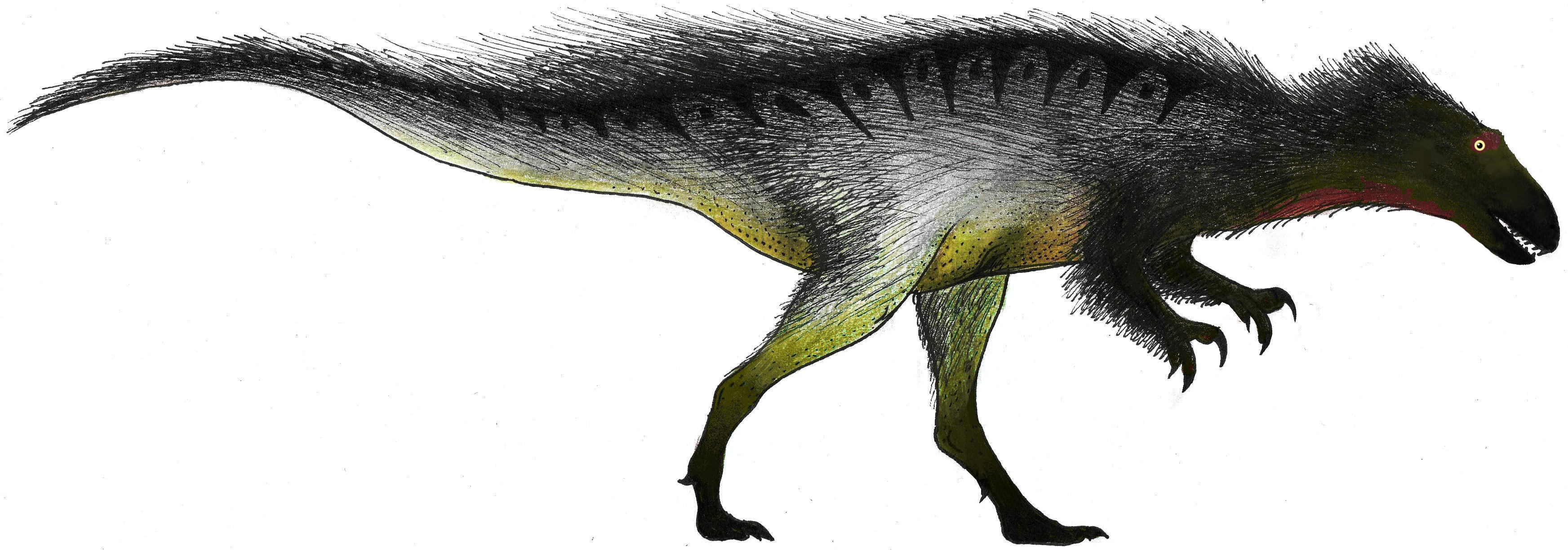
Orkoraptor

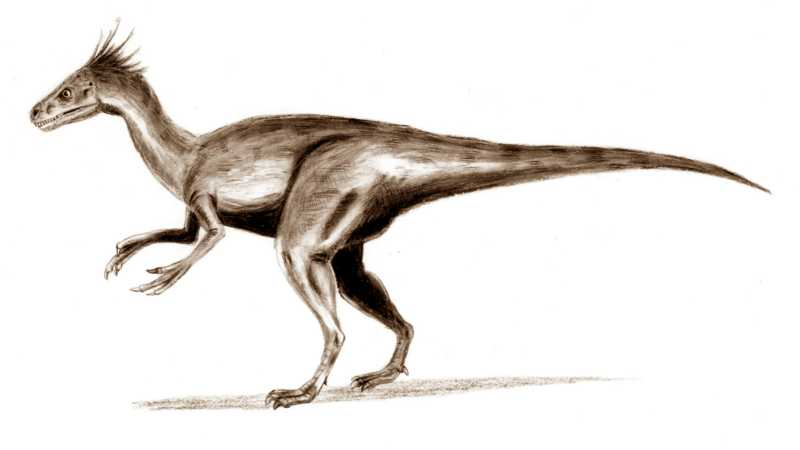
Ornitholestes

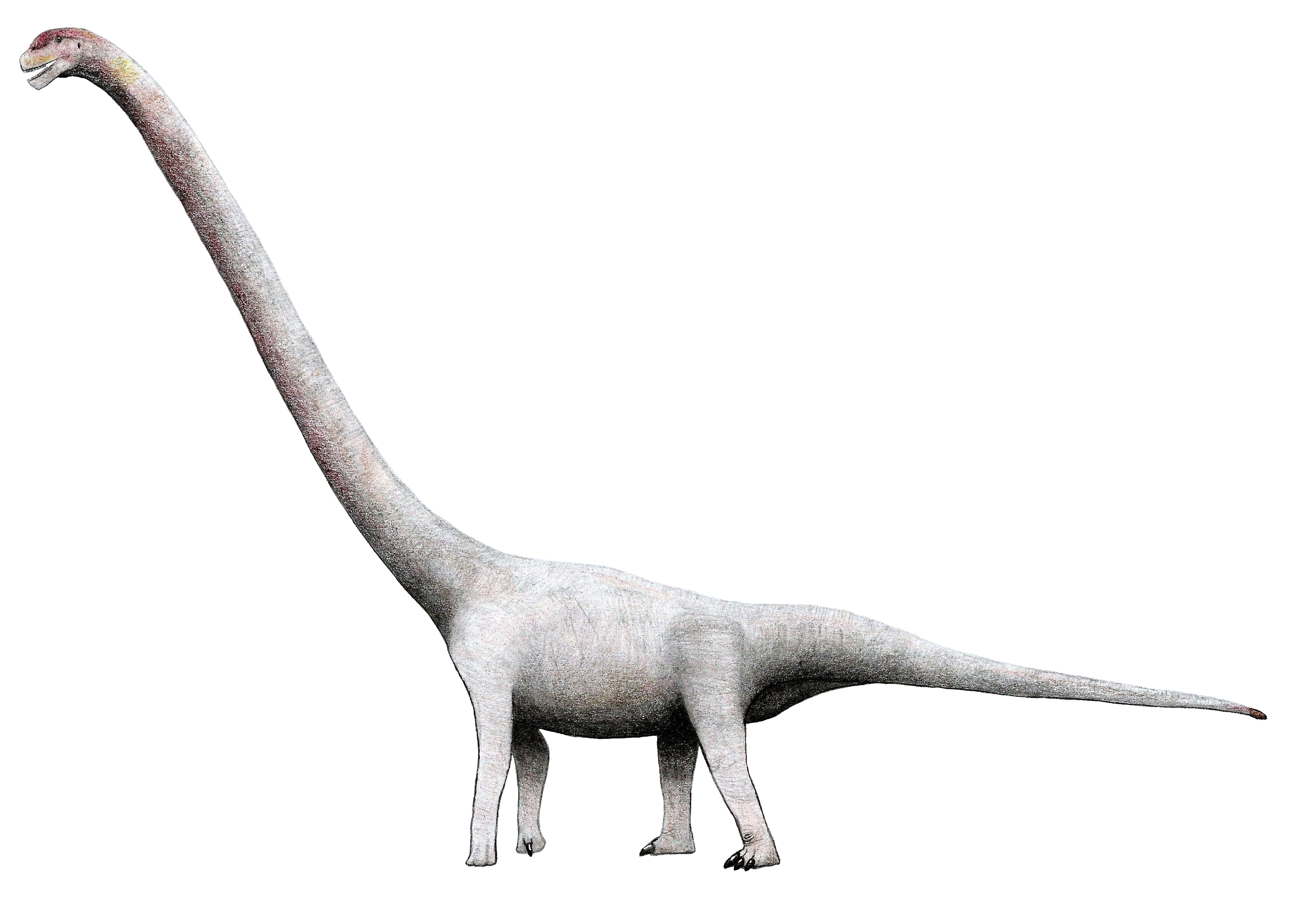
Omeisaurus

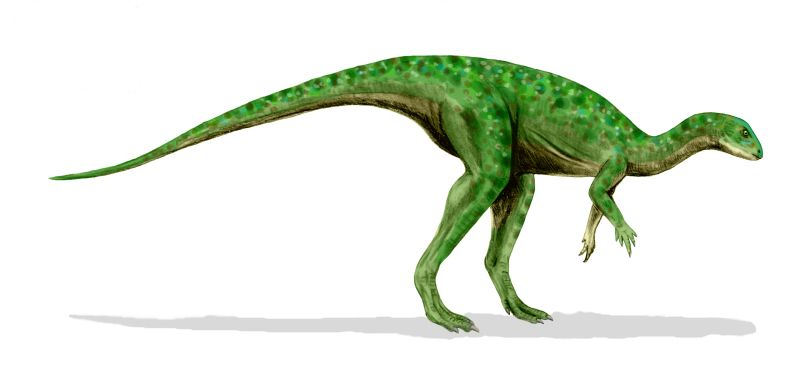
Othnielosaurus

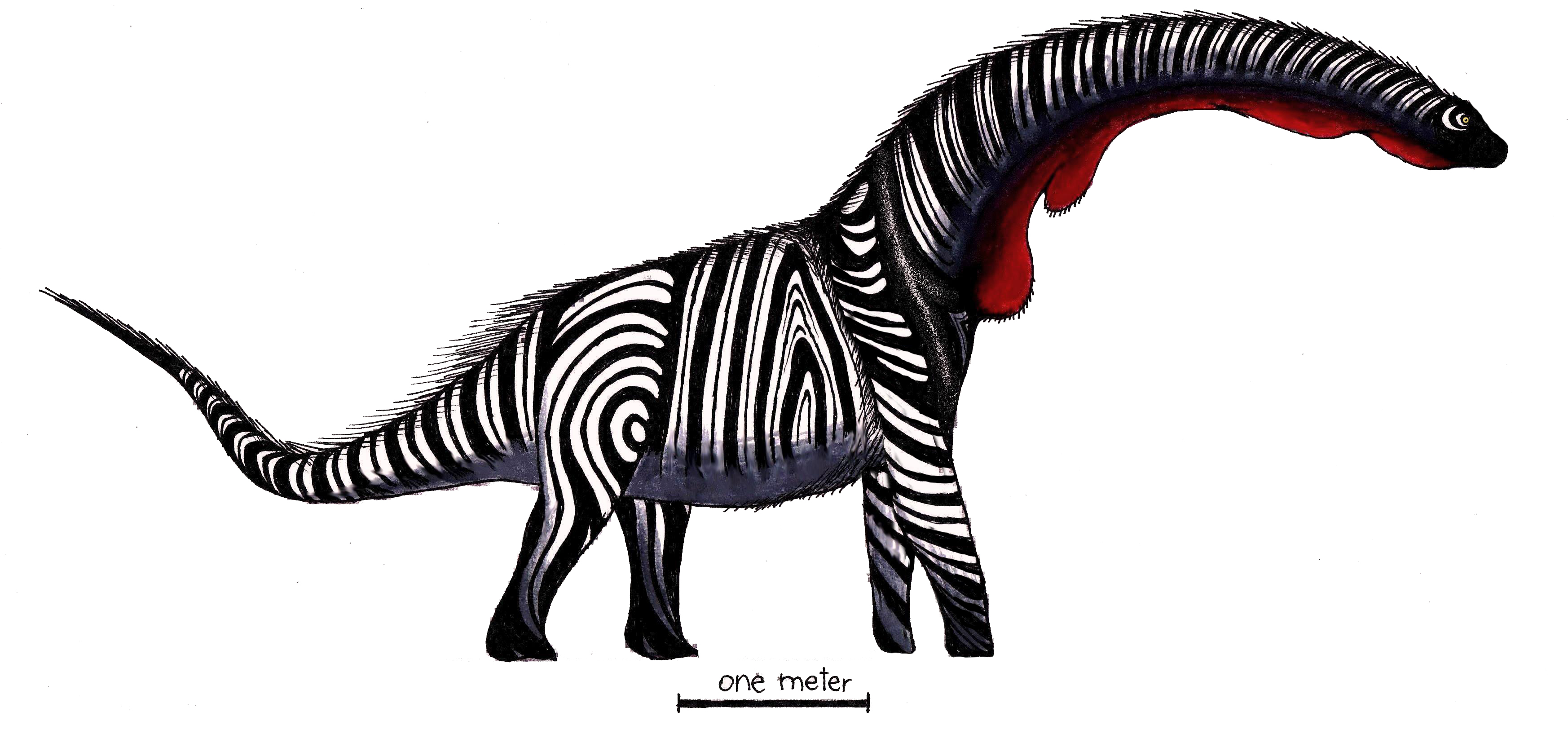
Overosaurus

- "Omosaurus" – astăzi cunoscut ca Dacentrurus
- Onychosaurus – posibil sinonim pentru Rhabdodon
- Oohkotokia
- Opisthocoelicaudia – posibil sinonim mai recent pentru Nemegtosaurus
- Oplosaurus
- "Orcomimus" – nomen nudum
- Orinosaurus – sinonim mai recent pentru Orosaurus
- Orkoraptor
- Ornatotholus – sinonim mai recent pentru Stegoceras
- Ornithodesmus
- "Ornithoides" – nomen nudum; Saurornithoides
- Ornitholestes
- Ornithomerus
- Ornithomimoides
- Ornithomimus
- Ornithopsis
- Ornithosuchus – un archosaur non-dinosaurian
- Ornithotarsus – sinonim mai recent pentru Hadrosaurus
- Orodromeus
- Orosaurus
- Orthogoniosaurus
- Orthomerus
- Oryctodromeus
- "Oshanosaurus" – nomen nudum
- Osmakasaurus
- Ostafrikasaurus
- Ostromia
- Othnielia - posibil sinonim mai recent pentru Nanosaurus
- Othnielosaurus - posibil sinonim mai recent pentru Nanosaurus
- Otogosaurus
- Ouranosaurus
- Overosaurus
- Oviraptor
- "Ovoraptor" – nomen nudum; Velociraptor
- Owenodon
- Oxalaia
- Ozraptor

## P
| Cuprins: | A B C D E F G H I J K L M N O P Q R S T U V W X Y Z – Vezi și |

- Pachycephalosaurus
- Pachyrhinosaurus

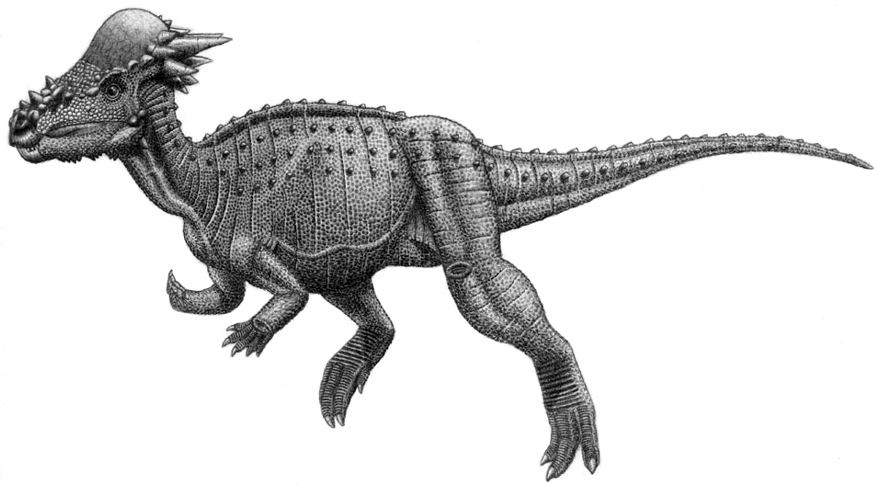
Pachycephalosaurus

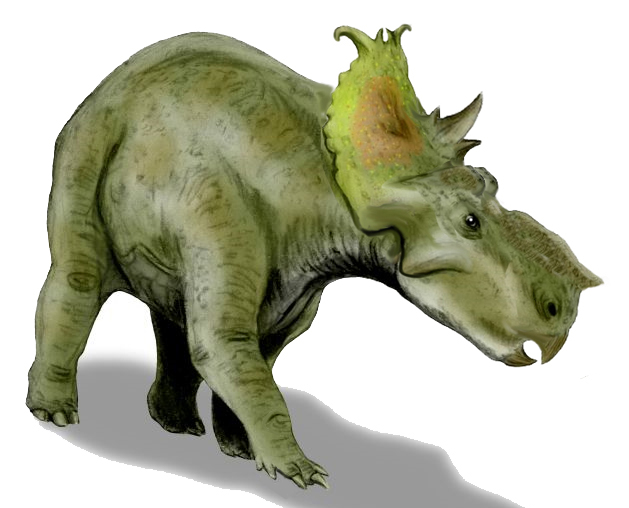
Pachyrhinosaurus

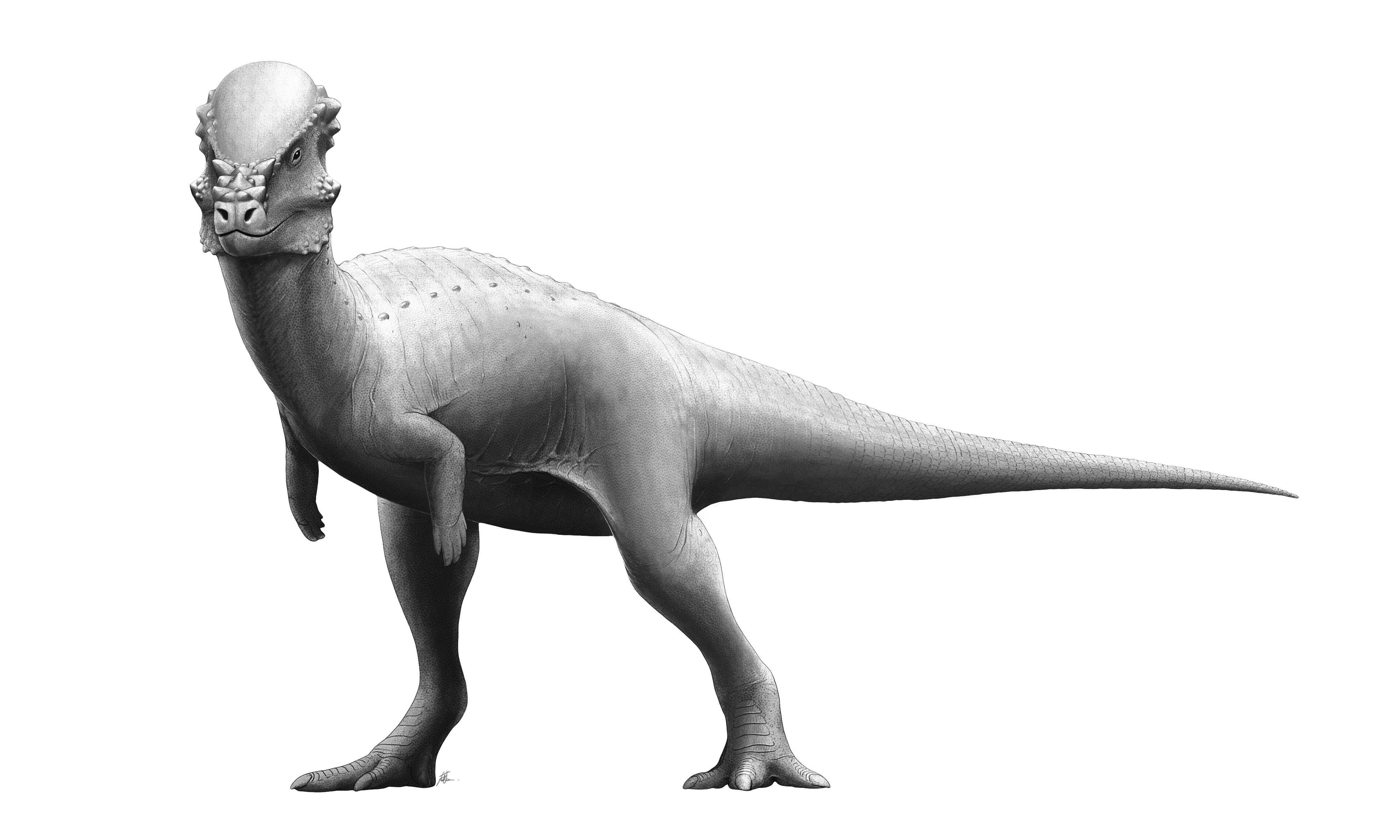
Pachycephalosaurus

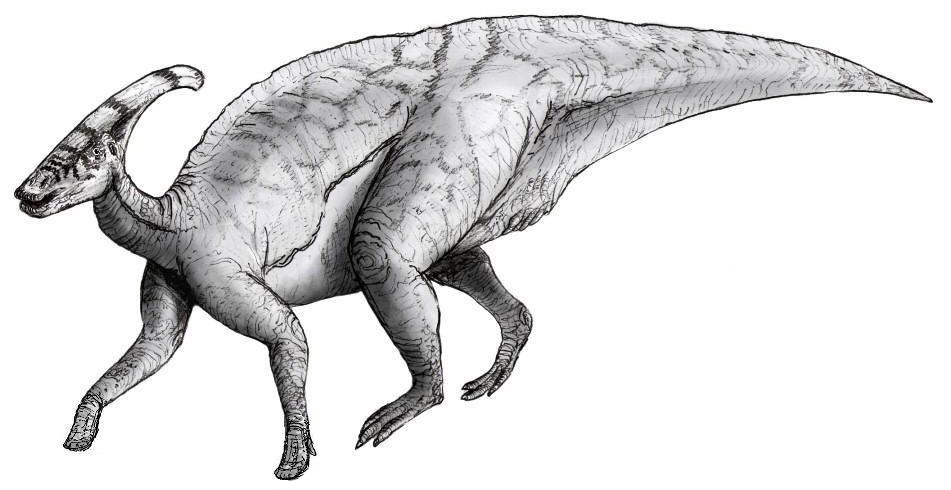
Parasaurolophus

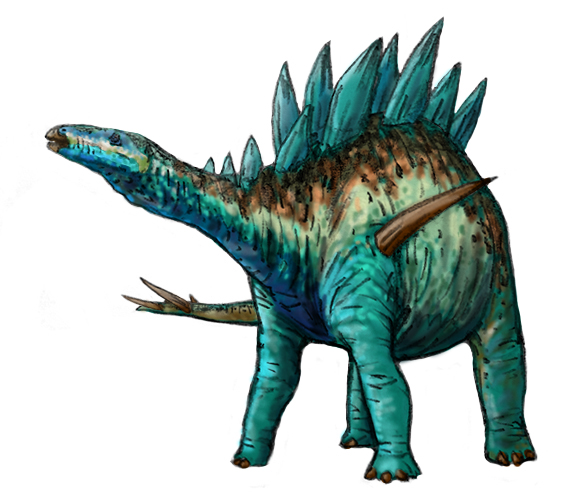
Paranthodon

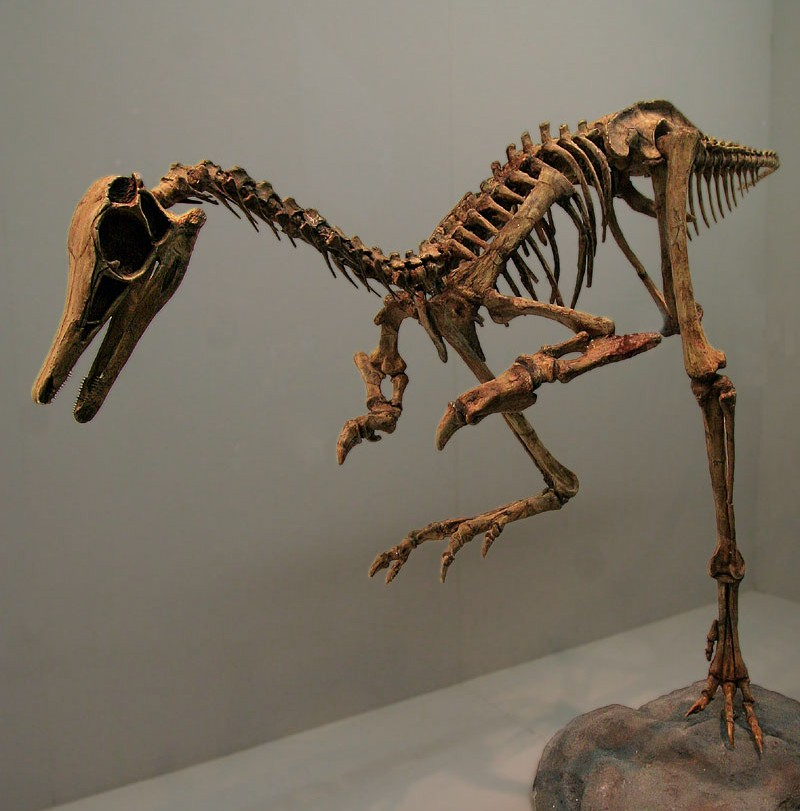
Patagonykus

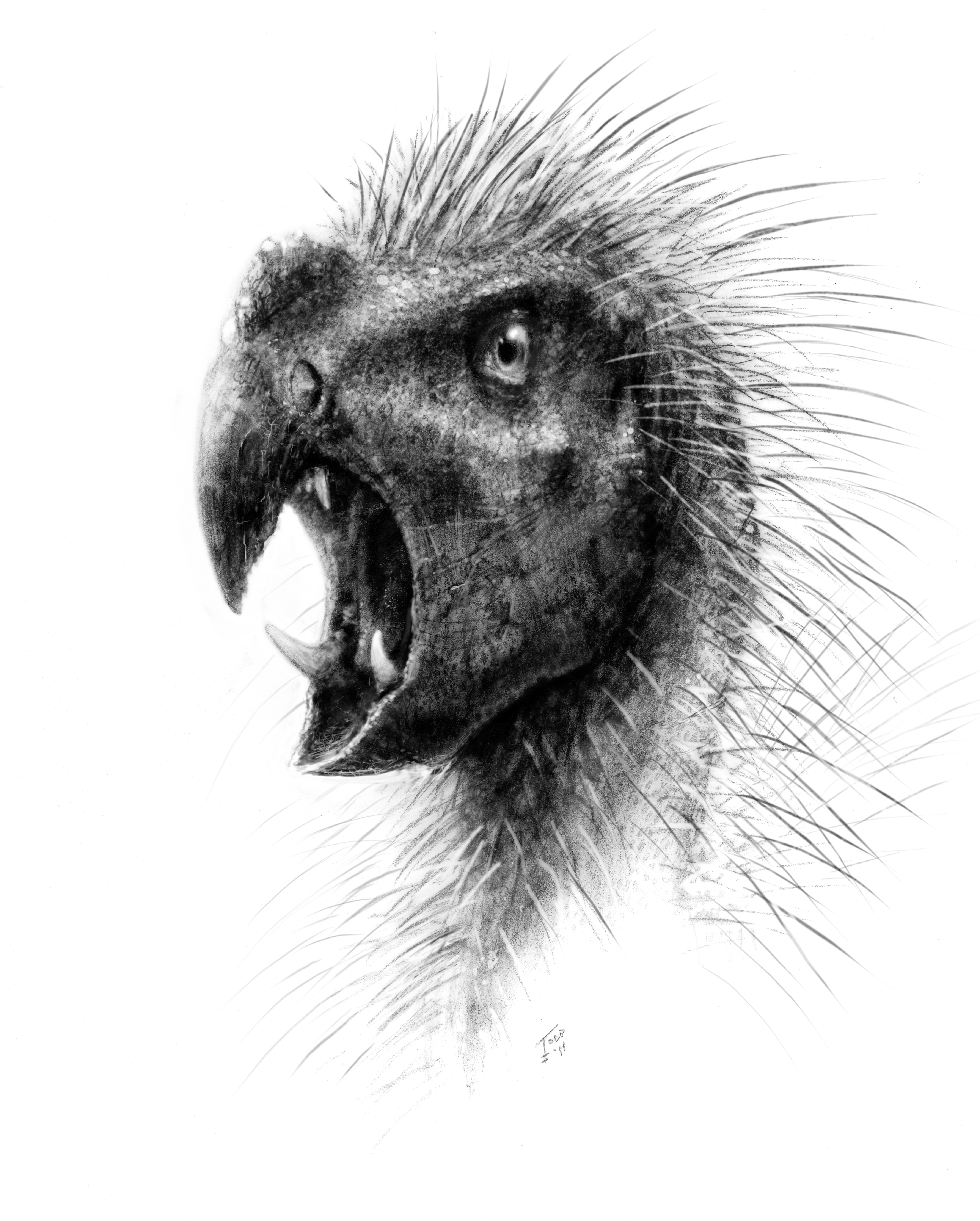
Pegomastax

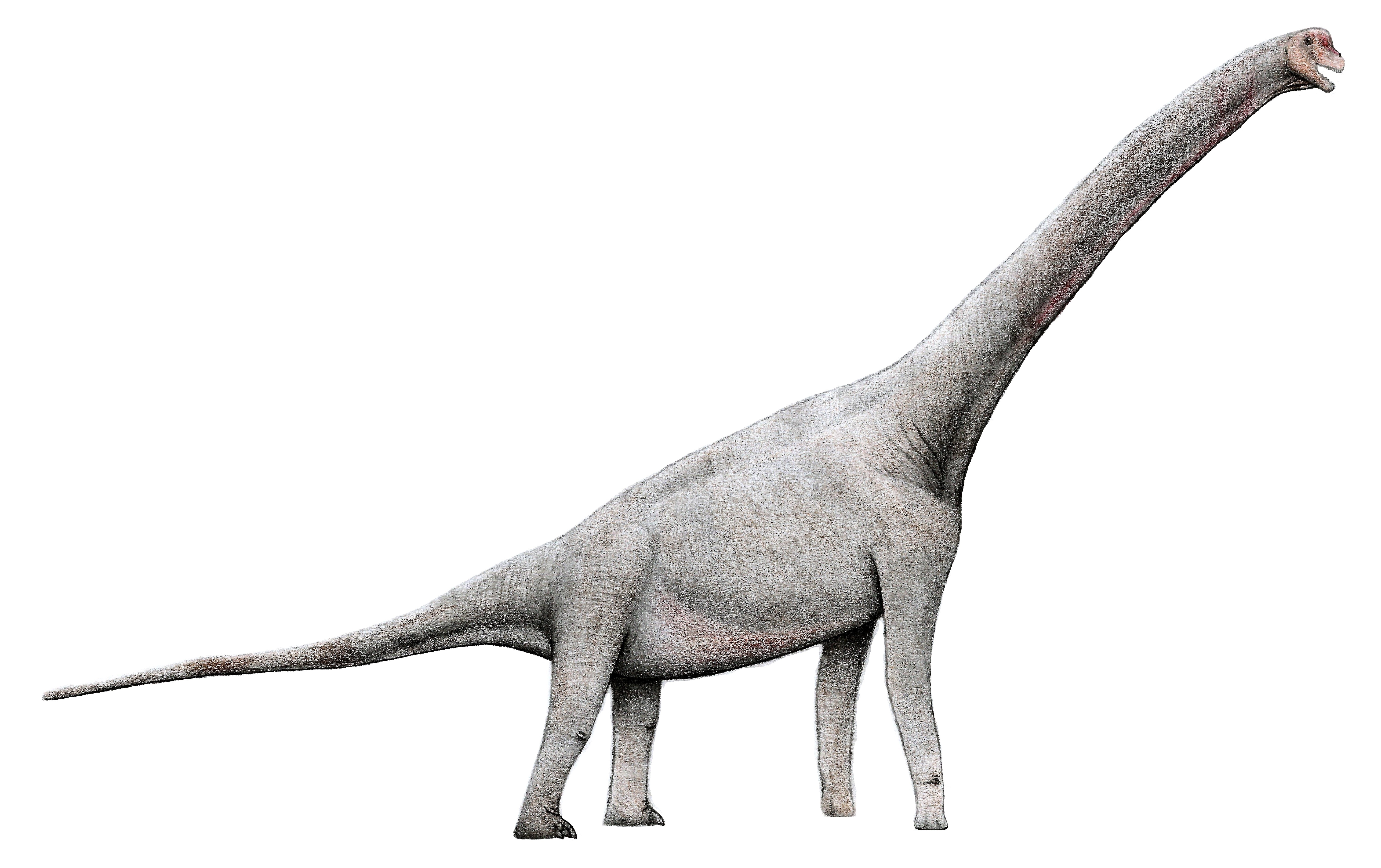
Pelorosaurus

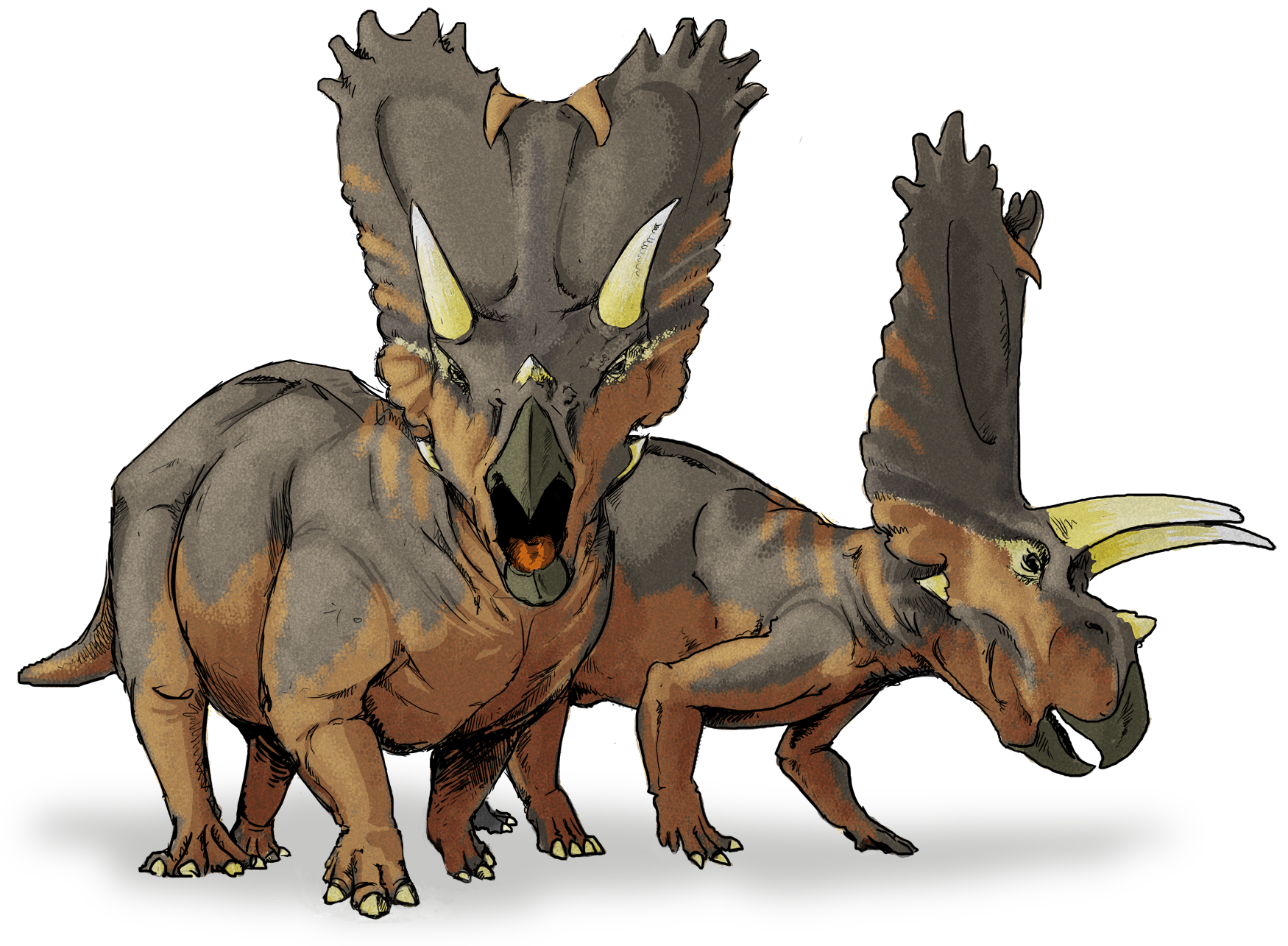
Pelorosaurus

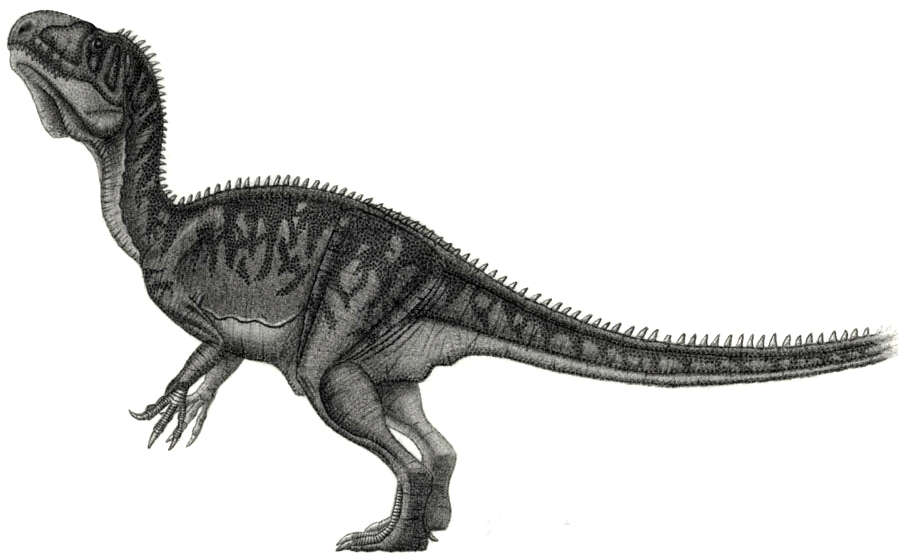
Piveteausaurus

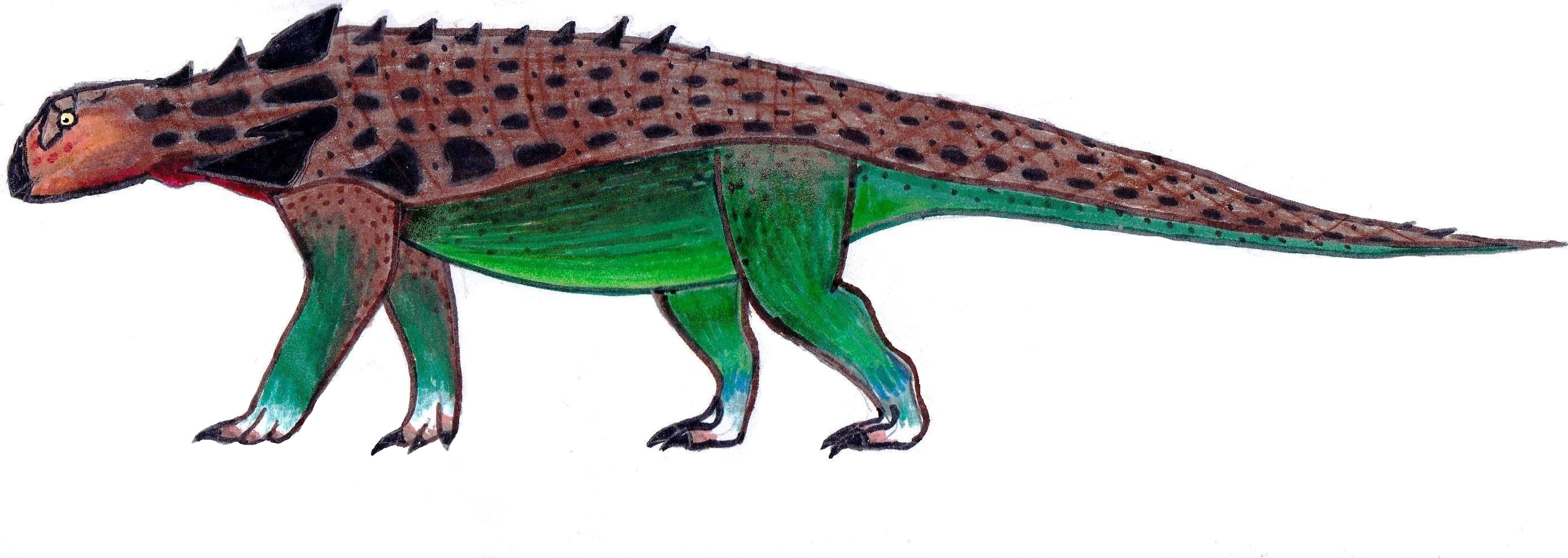
Propanoplosaurus

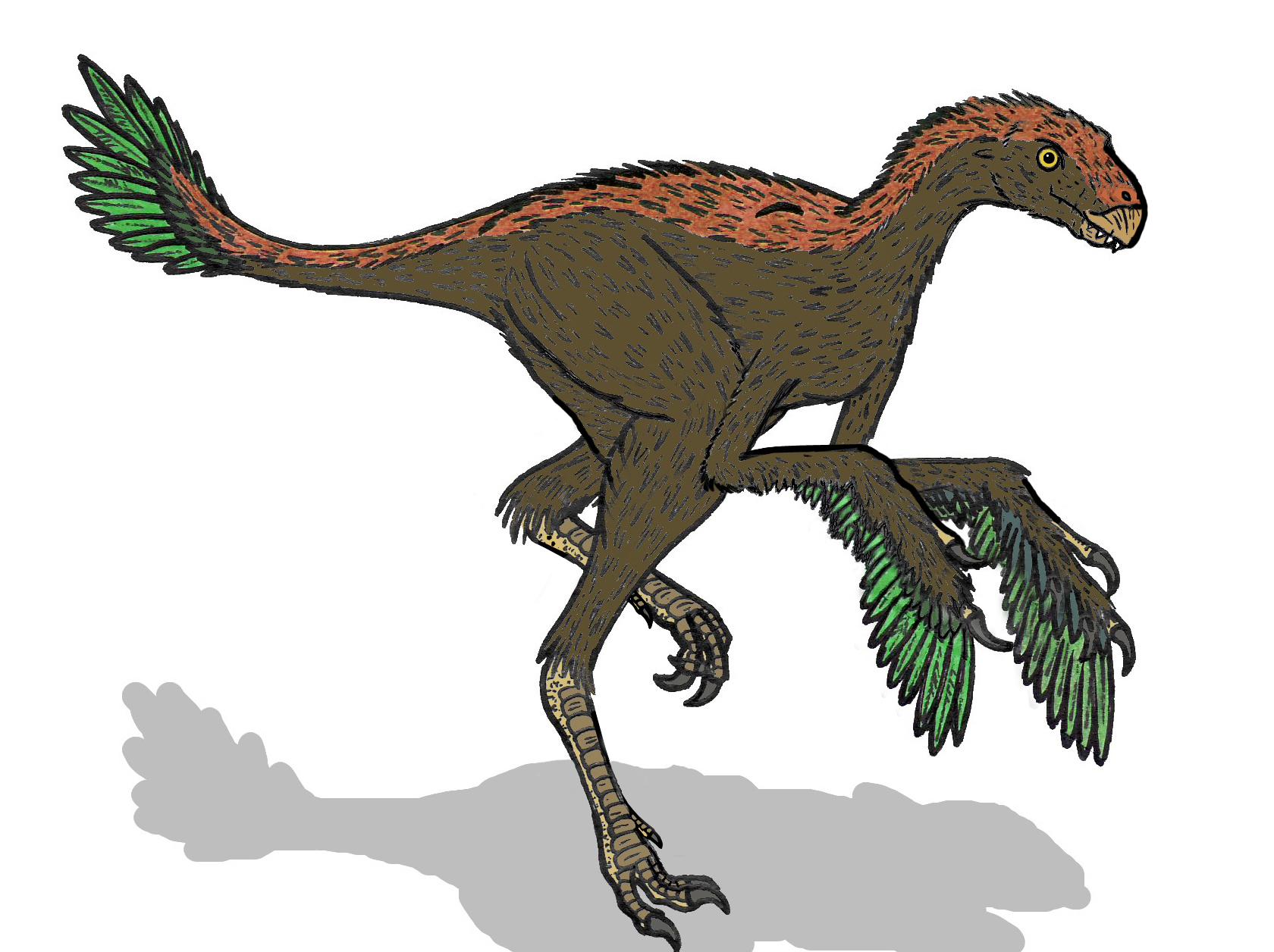
Protarchaeopteryx

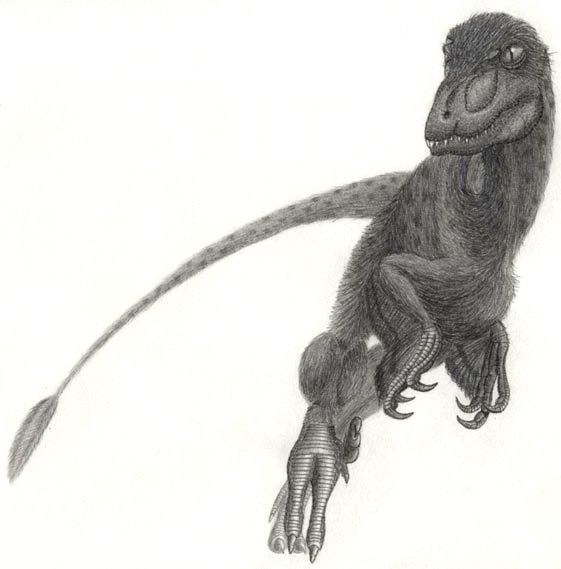
Pyroraptor

- Pachysauriscus – sinonim mai recent pentru Plateosaurus
- Pachysaurops – sinonim mai recent pentru Plateosaurus
- "Pachysaurus" – astăzi cunoscut ca Pachysauriscus; sinonim mai recent pentru Plateosaurus
- Pachyspondylus – probabil sinonim mai recent pentru Massospondylus
- Pachysuchus
- Padillasaurus
- Pakisaurus – nomen nudum
- Palaeoctonus – un phytosaur
- Palaeocursornis – un pterosaur azhdarchoid
- "Palaeolimnornis" – nomen nudum; Palaeocursornis, pterodactyloid pterosaur aparținând Azhdarchoidea
- Palaeopteryx – posibil o pasăre
- Palaeosauriscus – sinonim mai recent pentru Paleosaurus
- "Palaeosaurus" – astăzi cunoscut ca Paleosaurus
- "Palaeosaurus" –astăzi cunoscut ca Sphenosaurus, un procolophonid non-dinosaurian
- Palaeoscincus
- Paleosaurus –  un archosaur non-dinosaurian
- Paludititan
- Paluxysaurus – sinonim mai recent pentru Sauroposeidon
- Pampadromaeus
- Pamparaptor
- Panamericansaurus
- Pandoravenator
- Panguraptor
- Panoplosaurus
- Panphagia
- Pantydraco
- "Paraiguanodon" – nomen nudum; Bactrosaurus
- Paralititan
- Paranthodon
- Pararhabdodon
- Parasaurolophus
- Pareiasaurus –  un pareiasaur
- Pareisactus
- Parksosaurus
- Paronychodon
- Parrosaurus – astăzi cunoscut ca Hypsibema missouriensis
- Parvicursor
- Patagonykus
- Patagosaurus
- Patagotitan
- Pawpawsaurus
- Pectinodon
- Pedopenna
- Pegomastax
- Peishansaurus
- Pekinosaurus –  un pseudosuchian; posibil un sinonim mai recent pentru Revueltosaurus
- Pelecanimimus
- Pellegrinisaurus
- Peloroplites
- Pelorosaurus
- "Peltosaurus" – astăzi cunoscut ca Sauropelta
- Penelopognathus
- Pentaceratops
- Petrobrasaurus
- Phaedrolosaurus
- Philovenator
- Phuwiangosaurus
- Phuwiangvenator
- Phyllodon
- Piatnitzkysaurus
- Picrodon – archosaur non-dinosaurian, astăzi cunoscut ca Avalonianus
- Pilmatueia
- Pinacosaurus
- Pisanosaurus – posibil un silesaurid
- Pitekunsaurus
- Piveteausaurus
- Planicoxa
- Plateosauravus
- Plateosaurus
- Platyceratops
- Platypelta
- Plesiohadros
- Pleurocoelus – posibil sinonim mai recent pentru Astrodon
- Pleuropeltus – sinonim mai recent pentru Struthiosaurus
- Pneumatoarthrus –  o broască țestoasă
- Pneumatoraptor
- Podokesaurus
- Poekilopleuron
- Polacanthoides – sinonim mai recent pentru Hylaeosaurus
- Polacanthus
- Polyodontosaurus
- Polyonax
- Ponerosteus – un archosaur non-dinosaurian
- Poposaurus –   un archosaur non-dinosaurian
- Postosuchus –  un rauisuchian
- Powellvenator
- Pradhania
- Prenocephale
- Prenoceratops
- Priconodon
- Priodontognathus
- Proa
- Probactrosaurus
- Probrachylophosaurus
- Proceratops – sinonim mai recent pentru Ceratops
- Proceratosaurus
- Procerosaurus –  a tanystropheid protorosaur, Tanystropheus
- "Procerosaurus" – astăzi cunoscut ca Ponerosteus
- Procheneosaurus – sinonim mai recent pentru Lambeosaurus
- Procompsognathus
- Prodeinodon
- "Proiguanodon" – nomen nudum; Iguanodon
- Propanoplosaurus
- Proplanicoxa – probabil sinonim mai recent pentru Mantellisaurus
- Prosaurolophus
- Protarchaeopteryx
- Protecovasaurus –  a non-dinosaurian archosauriform
- Protiguanodon – sinonim mai recent pentru Psittacosaurus
- Protoavis
- Protoceratops
- Protognathosaurus
- "Protognathus" – astăzi cunoscut caProtognathosaurus
- Protohadros
- Protorosaurus –  o reptilă non-dinosaurian
- "Protorosaurus" – astăzi cunoscut ca Chasmosaurus
- "Protrachodon" – nomen nudum; Orthomerus
- "Proyandusaurus" – nomen nudum; Hexinlusaurus.
- Pseudolagosuchus –  un dinosauromorph non-dinosaurian; un sinonim mai recent pentru Lewisuchus
- Psittacosaurus
- Pteropelyx
- Pterospondylus
- Puertasaurus
- Pukyongosaurus
- Pulanesaura
- Pycnonemosaurus
- Pyroraptor

## Q

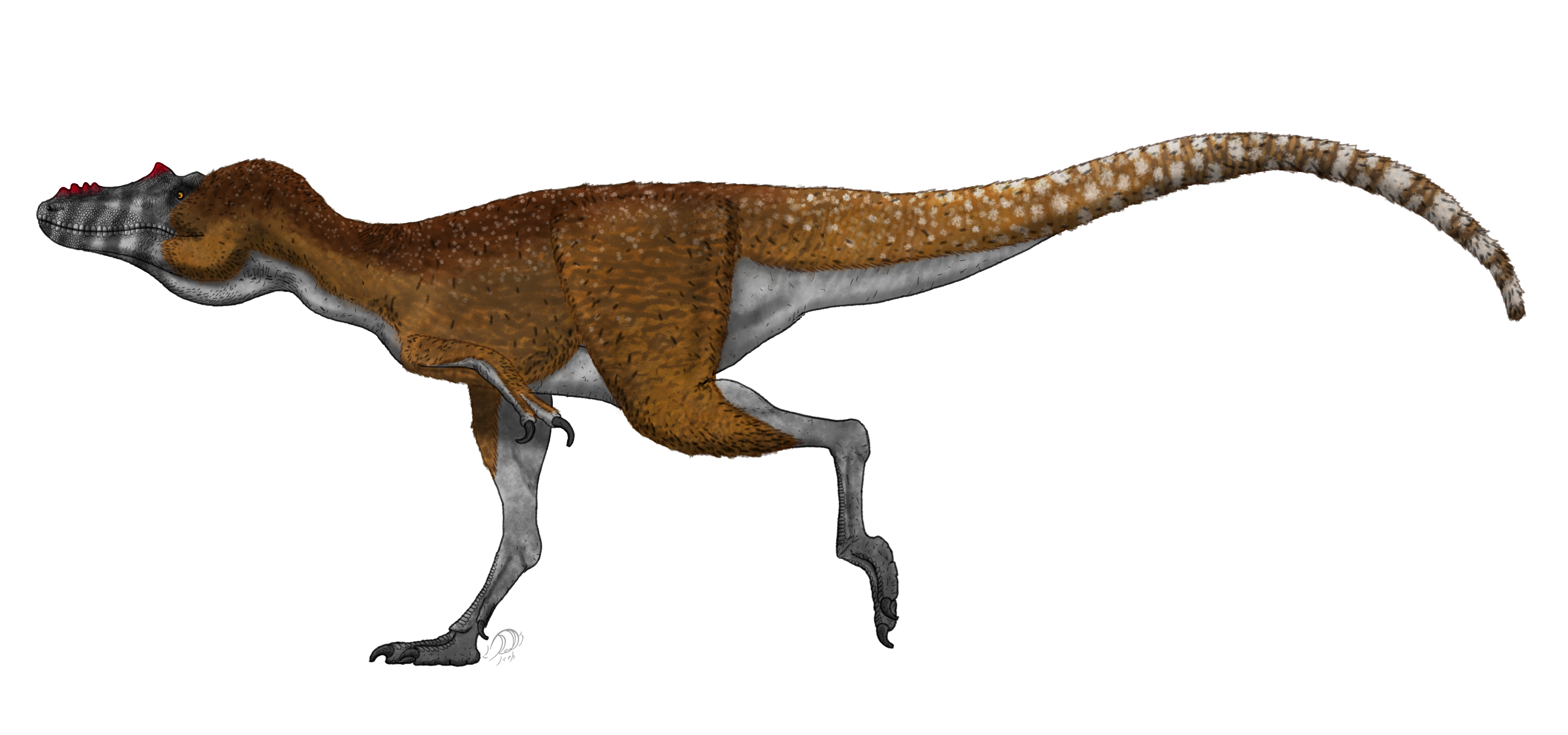
Qianzhousaurus.

| Cuprins: | A B C D E F G H I J K L M N O P Q R S T U V W X Y Z – Vezi și |

- Qantassaurus
- Qianzhousaurus
- Qiaowanlong
- Qijianglong
- Qingxiusaurus
- Qinlingosaurus
- Qiupalong
- Qiupanykus
- Quaesitosaurus
- Quetecsaurus
- Quilmesaurus

## R
| Cuprins: | A B C D E F G H I J K L M N O P Q R S T U V W X Y Z – Vezi și |

- Rachitrema
- Rahiolisaurus

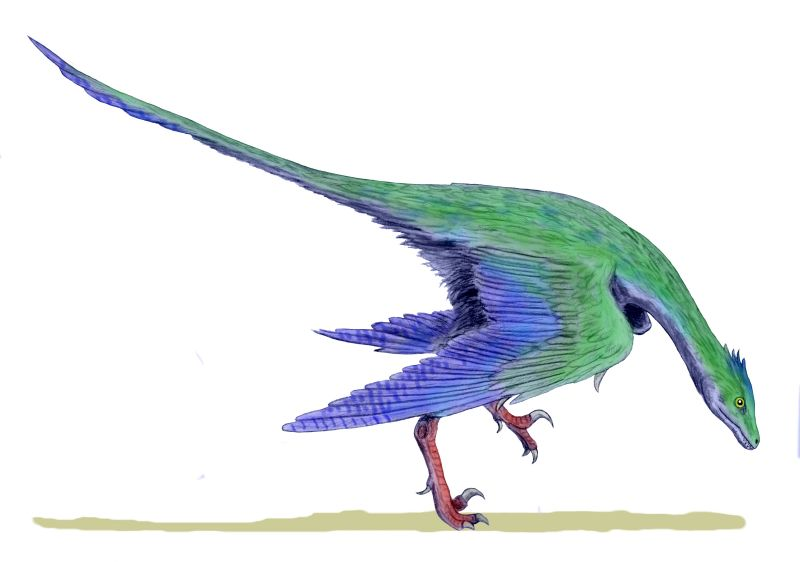
Rahonavis

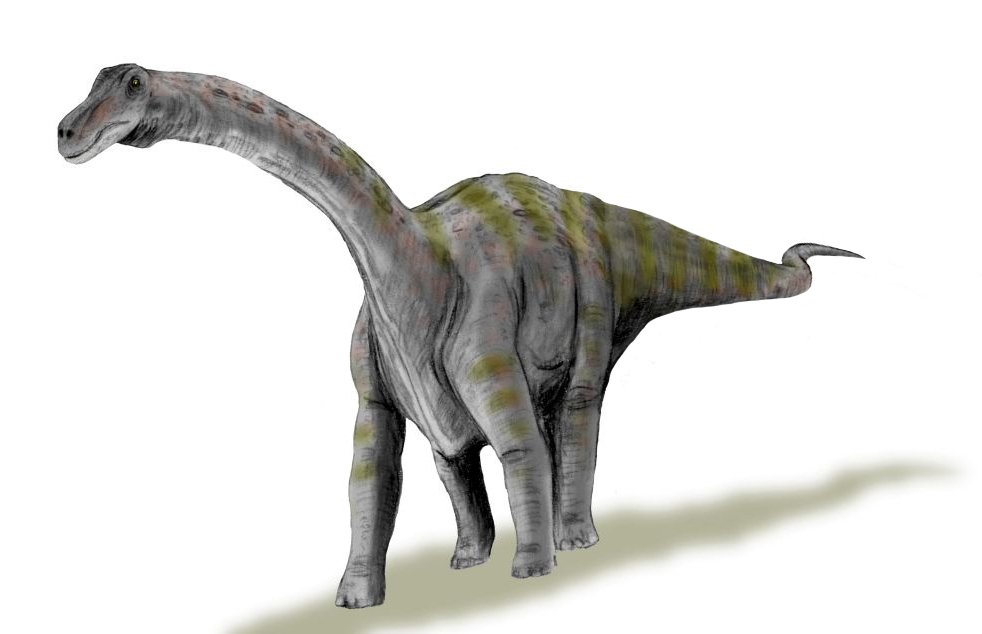
Rapetosaurus

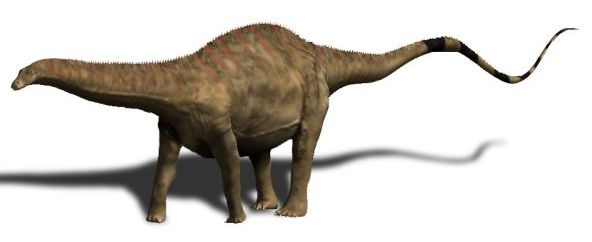
Rebbachisaurus

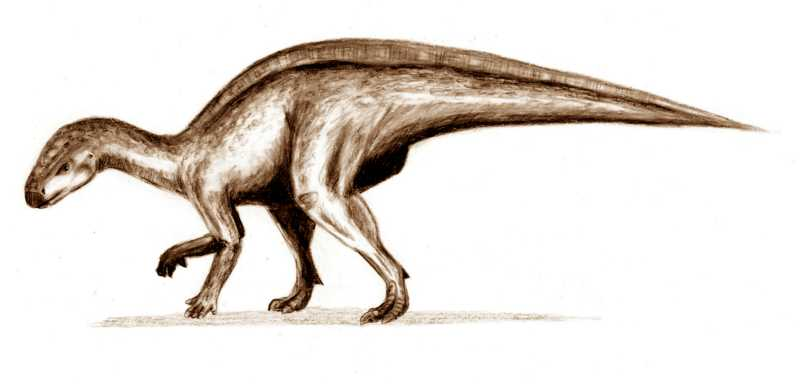
Rhabdodon

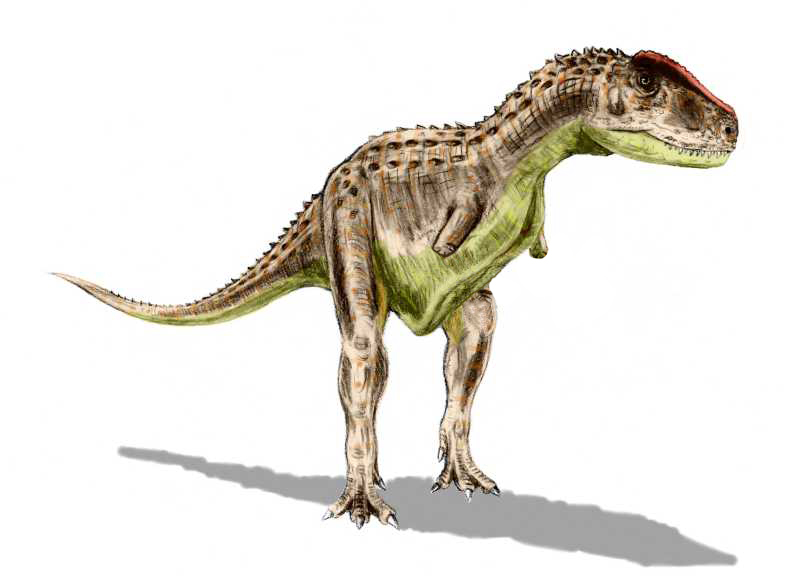
Rugops

- "Rahona" – astăzi cunoscut ca Rahonavis
- Rahonavis – posibil o pasăre
- Rajasaurus
- Rapator
- Rapetosaurus
- Raptorex – posibil un sinonim mai recent pentru Tarbosaurus
- Ratchasimasaurus
- Rativates
- Rayososaurus
- Razanandrongobe – un crocodylomorph
- Rebbachisaurus
- Regaliceratops
- Regnosaurus
- Revueltosaurus –  un pseudosuchian
- Rhabdodon
- Rhadinosaurus – poate fi non-dinosaurian, posibil crocodilian
- Rhinorex – probabil sinonim mai recent pentru Gryposaurus
- Rhodanosaurus – sinonim mai recent pentru Struthiosaurus
- Rhoetosaurus
- Rhopalodon –  un synapsid
- Riabininohadros – poate fi un nomen nudum
- Richardoestesia
- "Rileya" – astăzi cunoscut ca Rileyasuchus
- Rileyasuchus –  un phytosaur
- Rinchenia
- Rinconsaurus
- Rioarribasaurus – sinonim mai recent pentru  Coelophysis
- "Riodevasaurus" – nomen nudum; Turiasaurus
- Riojasaurus
- Riojasuchus –  un archosaur non-dinosaurian
- Rocasaurus
- "Roccosaurus" – nomen nudum; Melanorosaurus
- "Ronaldoraptor" – nomen nudum
- Rubeosaurus
- Ruehleia
- Rugocaudia
- Rugops
- Rukwatitan
- Ruyangosaurus

## S
| Cuprins: | A B C D E F G H I J K L M N O P Q R S T U V W X Y Z – Vezi și |

- Sacisaurus – un silesaurid
- Sahaliyania
- Saichania
- Saldamosaurus – nomen nudum

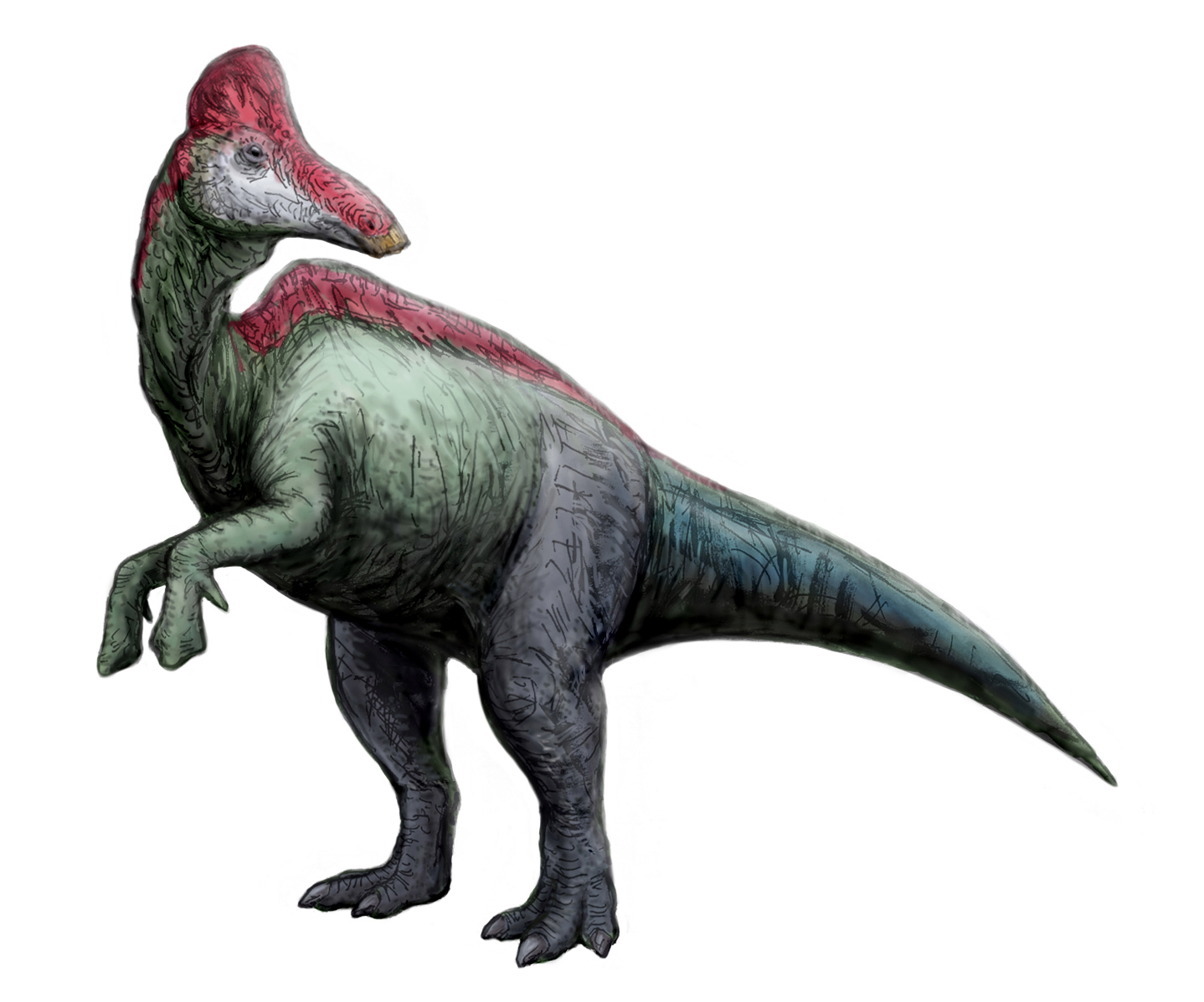
Sahaliyania

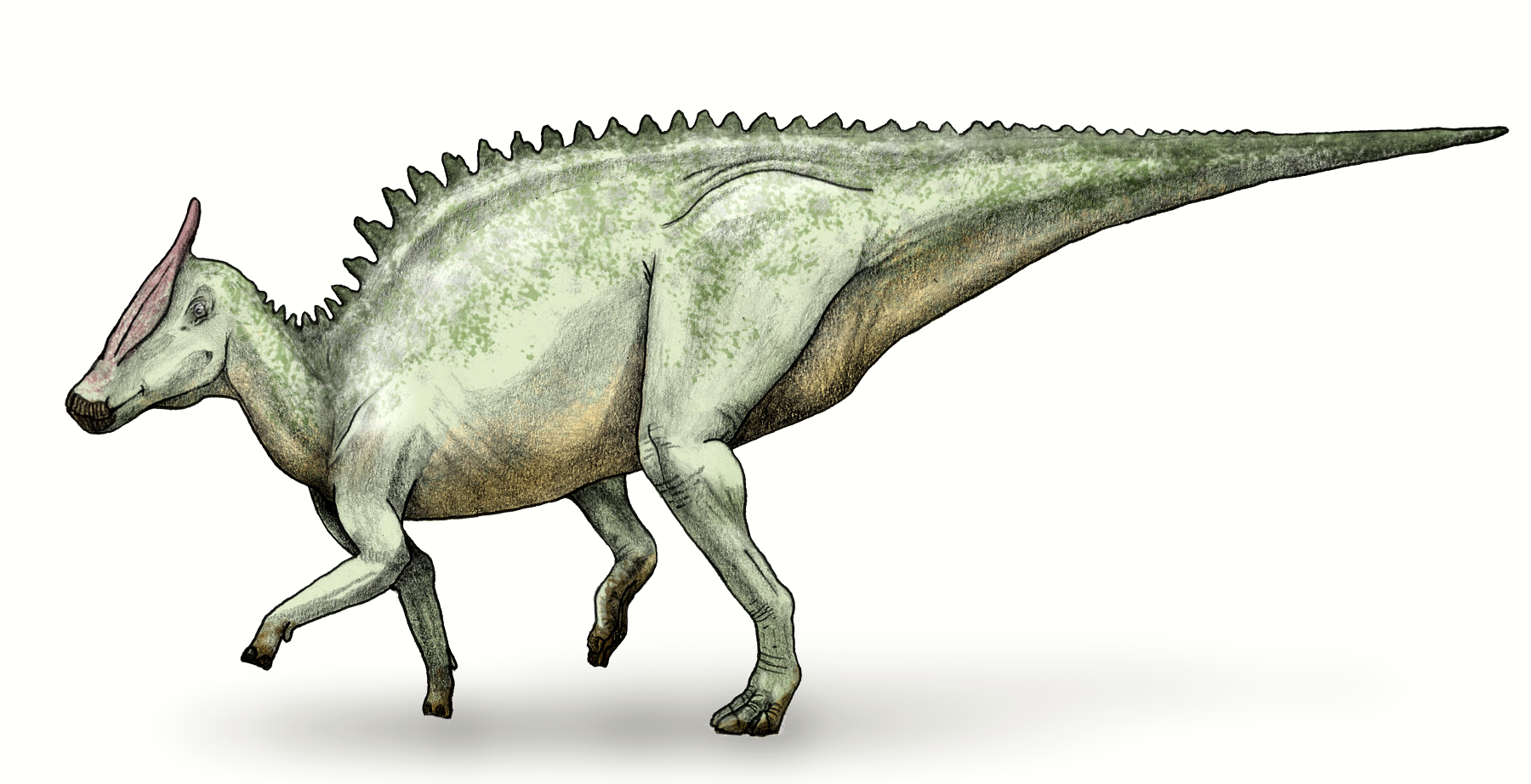
Saurolophus

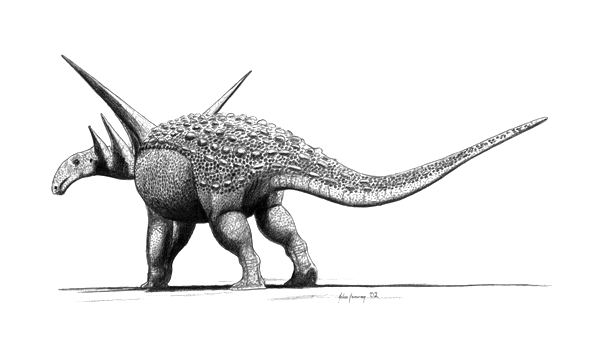
Sauropelta

Sauroposeidon

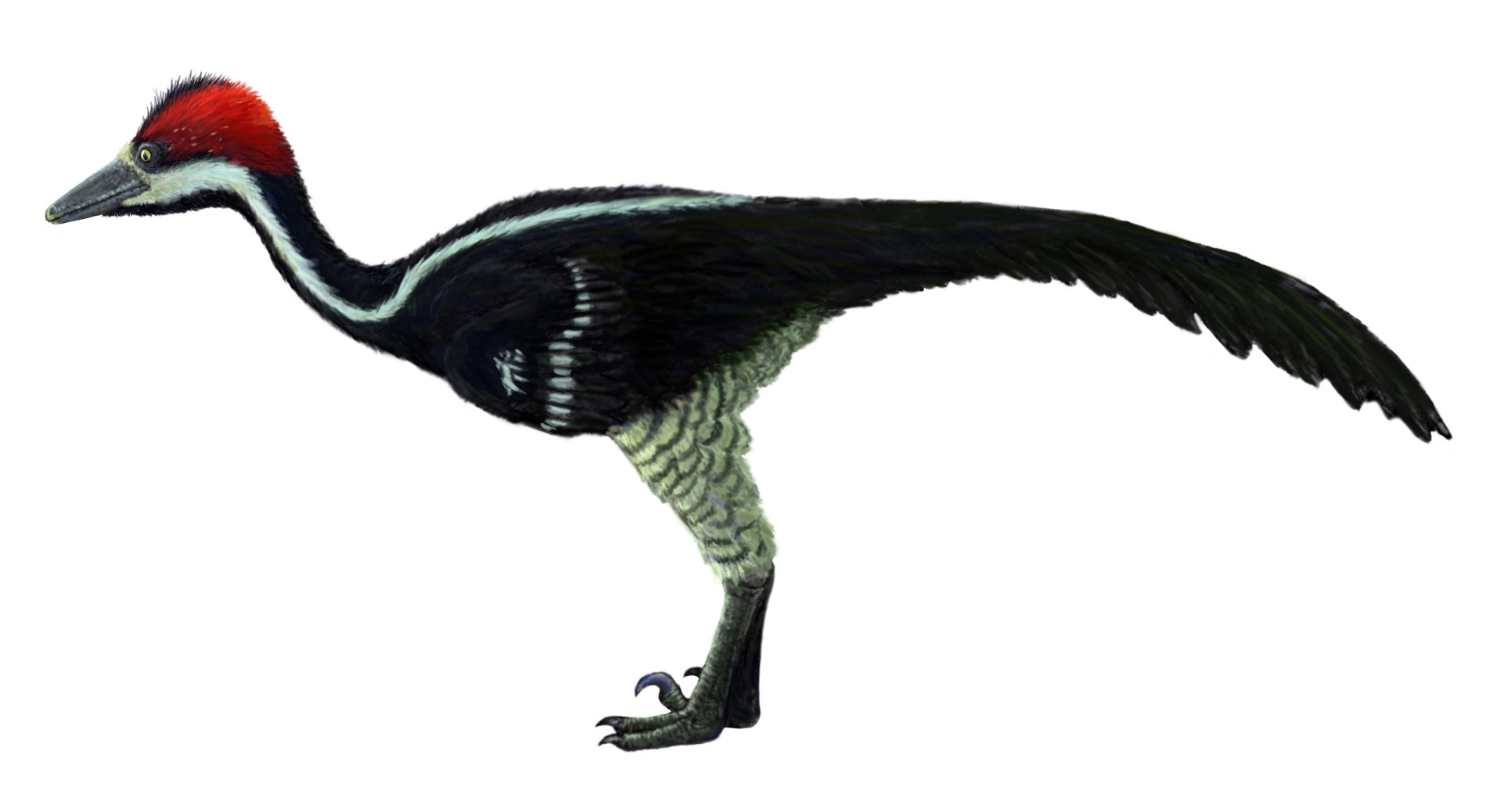
Saurornithoides

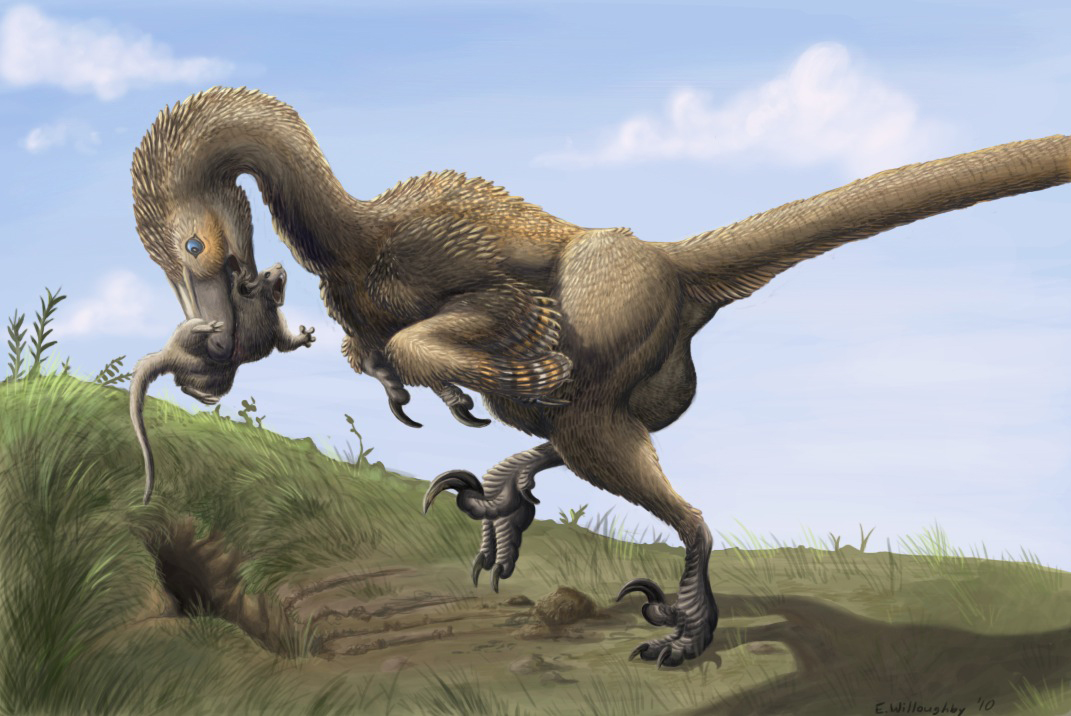
Saurornitholestes

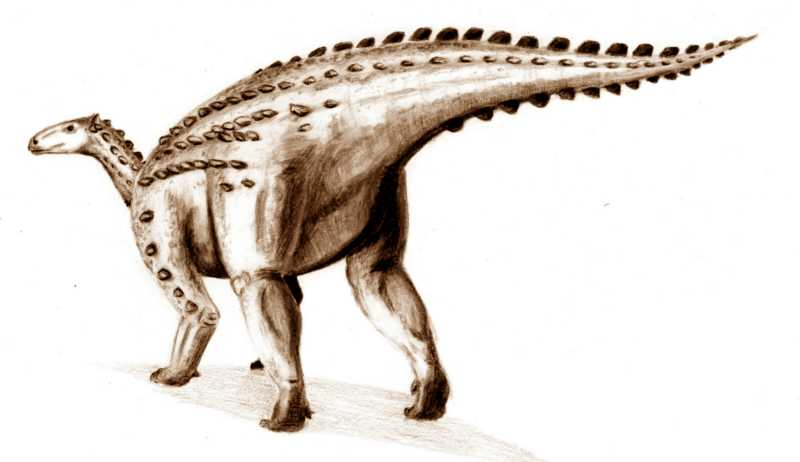
Scelidosaurus

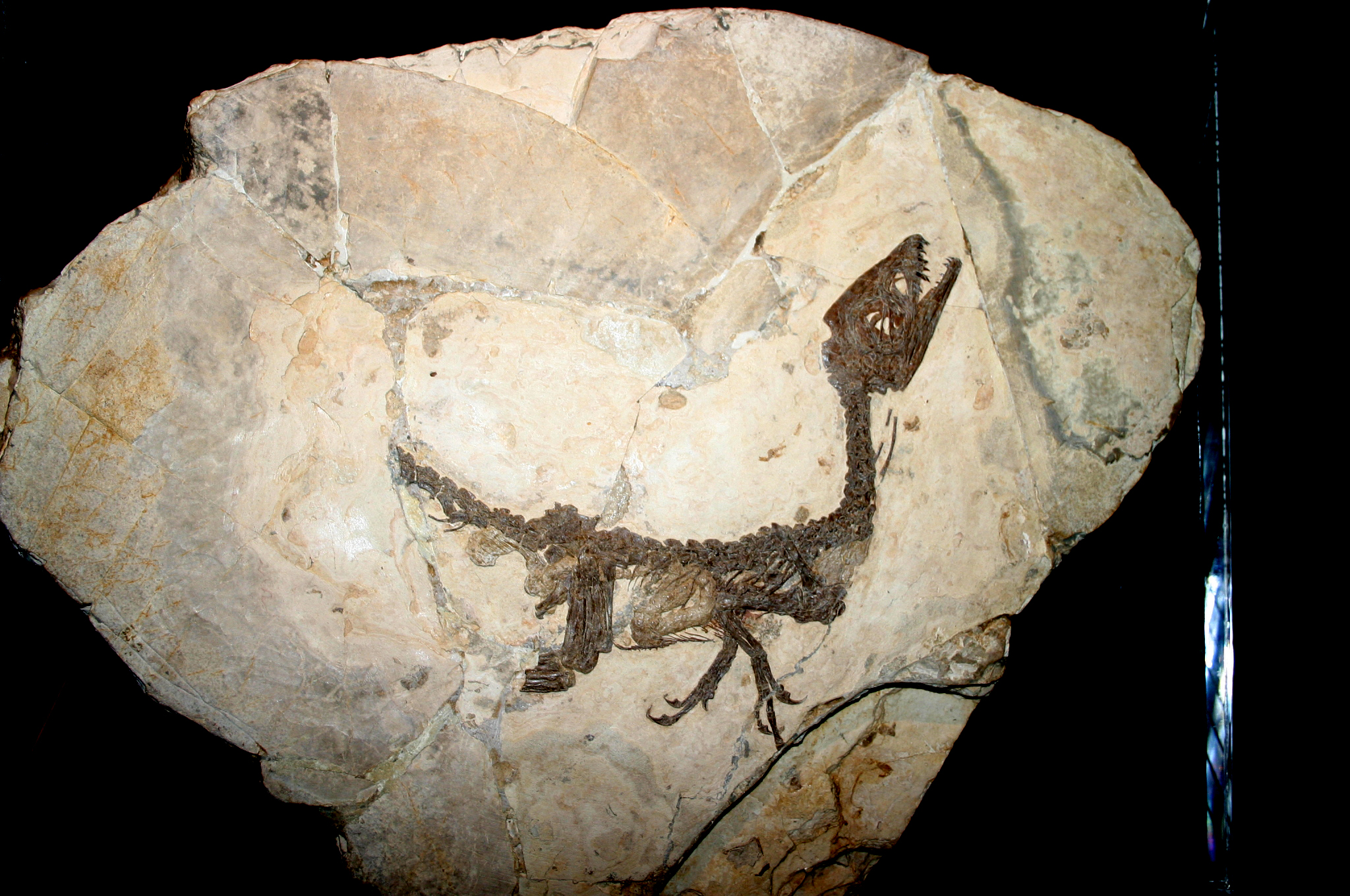
Scipionyx

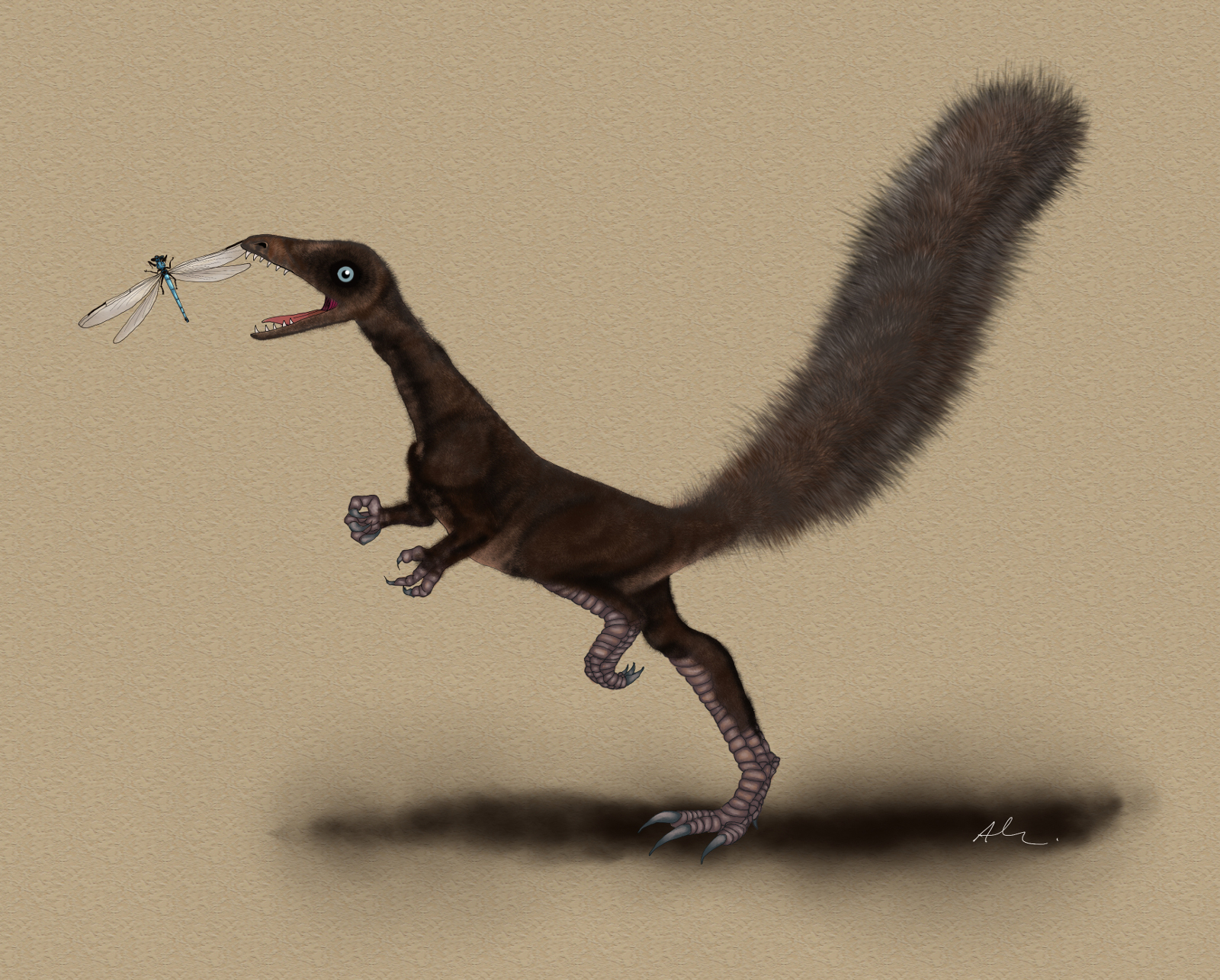
Sciurumimus

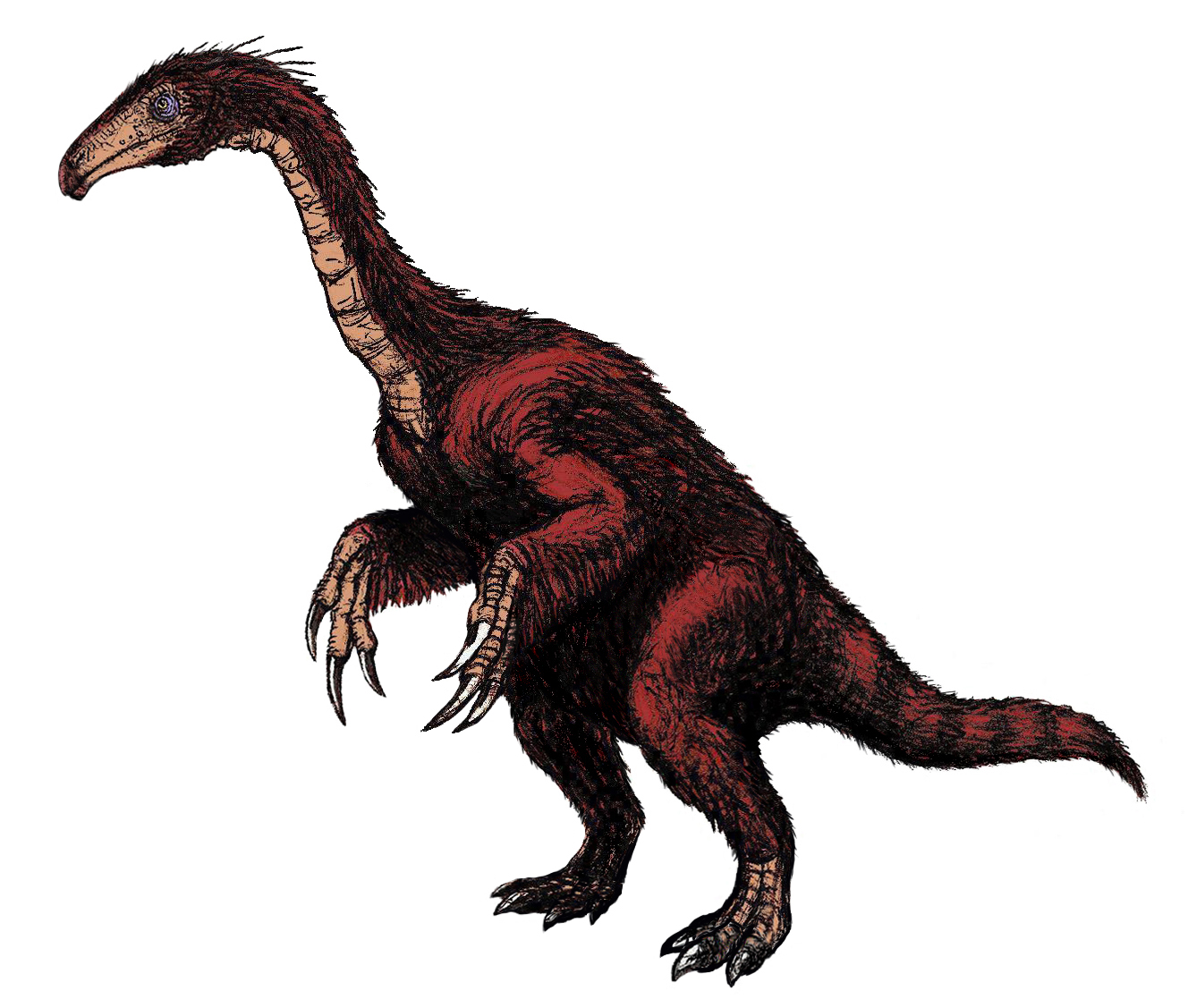
Segno

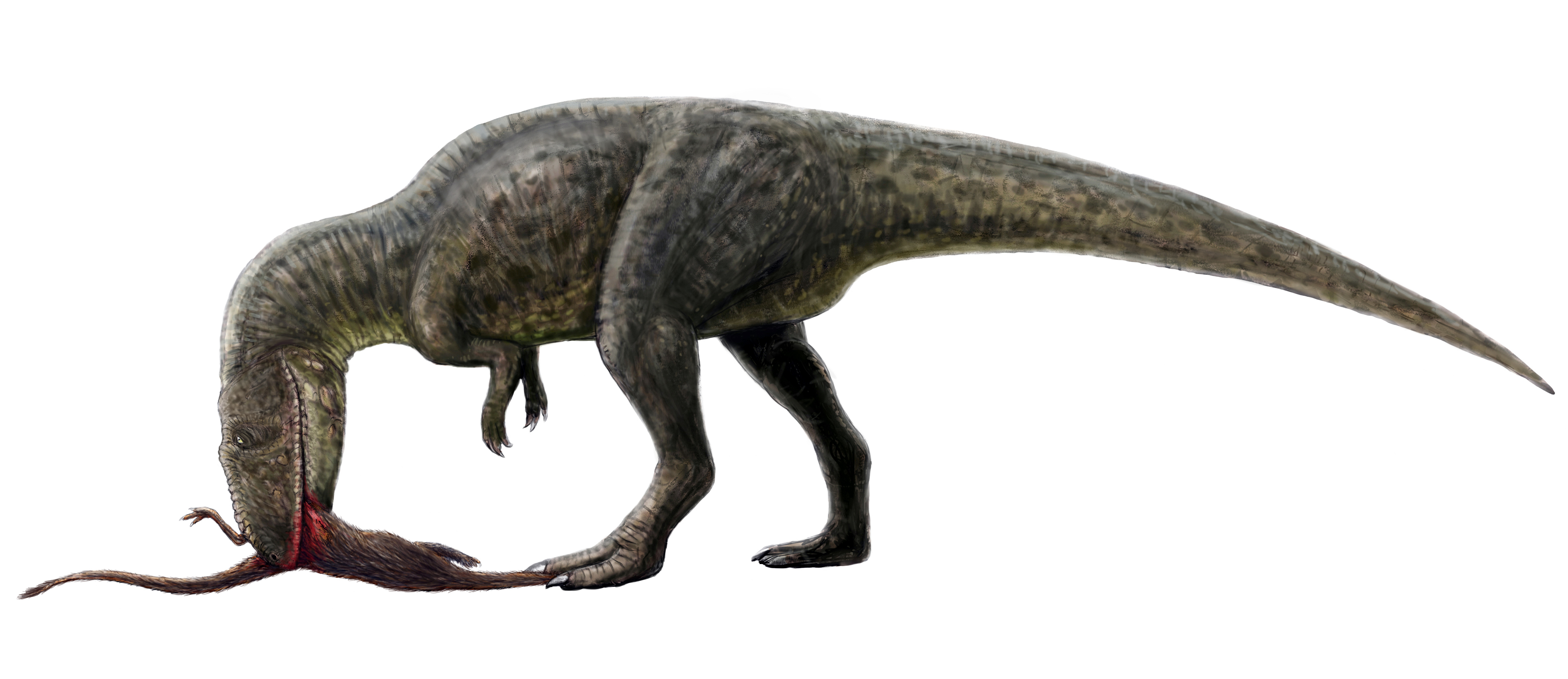
Shaochilong

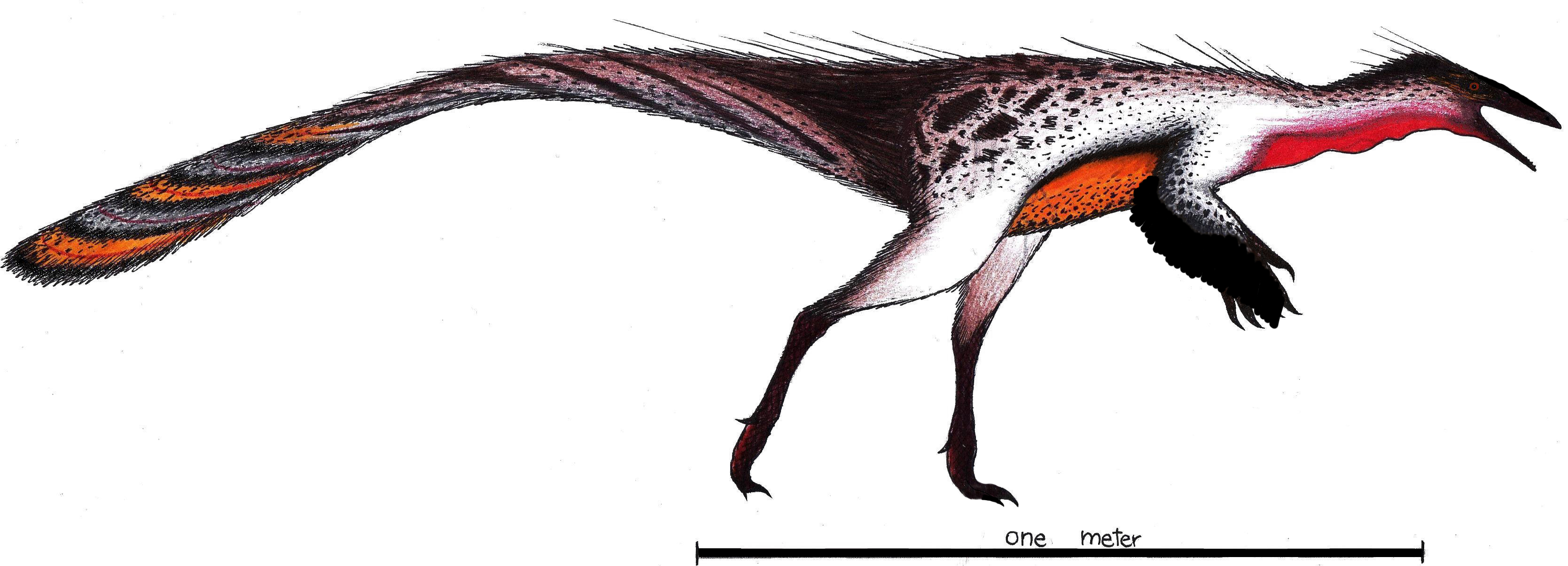
Shenzhousaurus

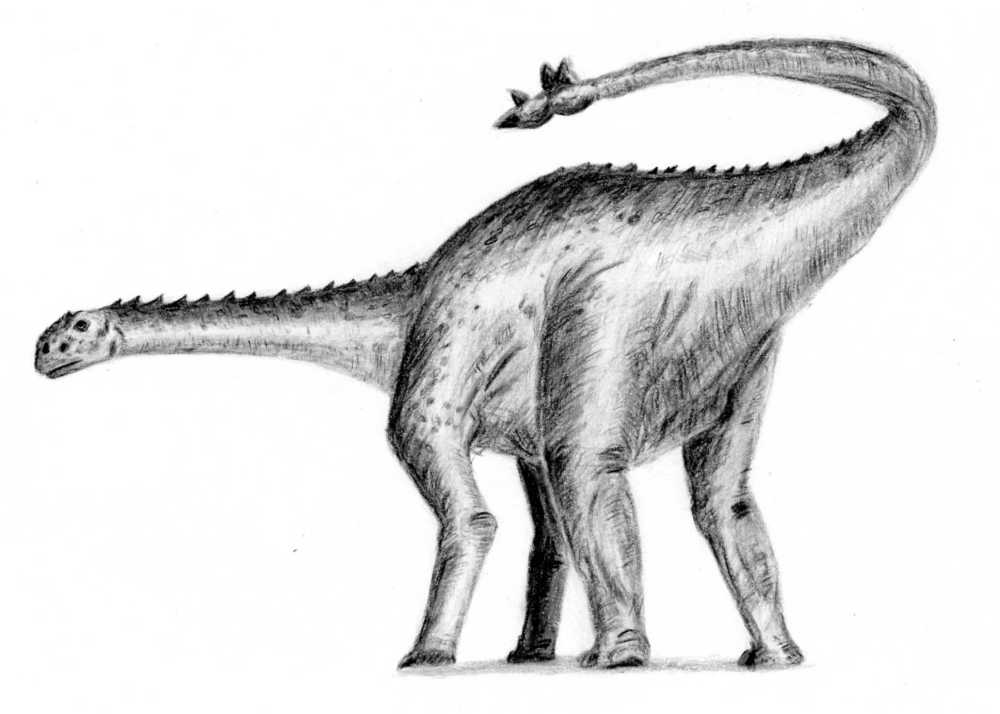
Shunosaurus

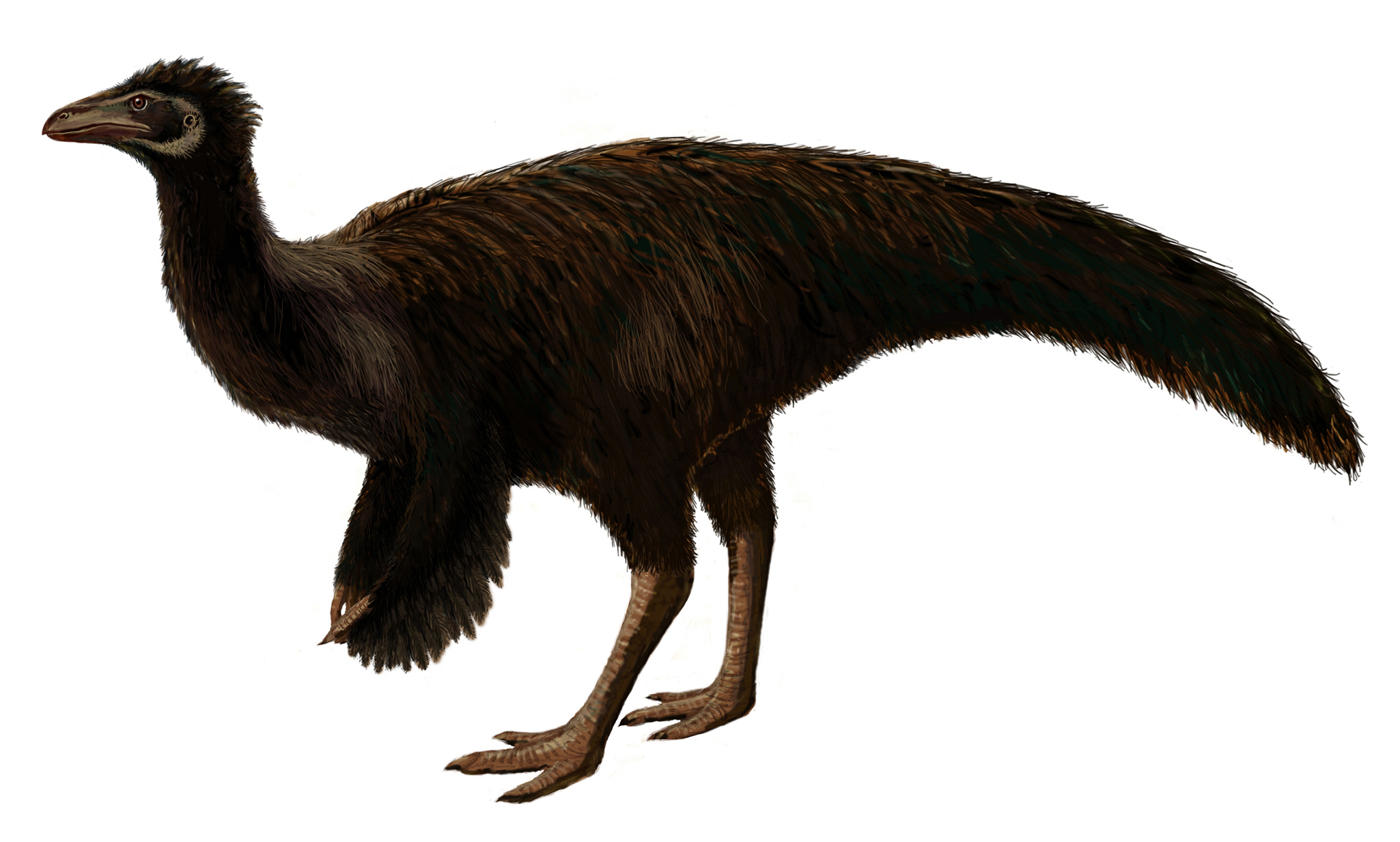
Sinornithomimus

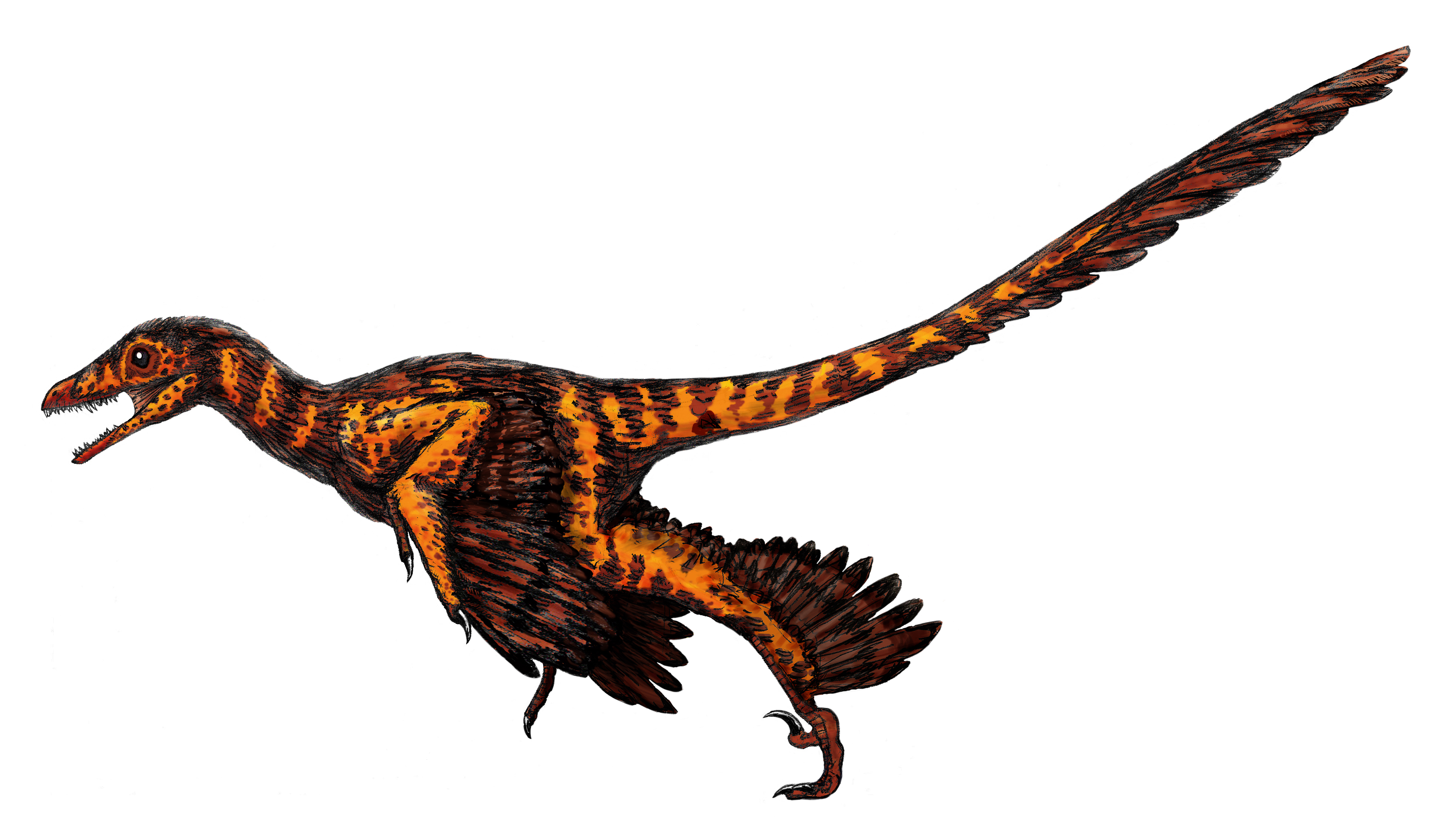
Sinornithosaurus

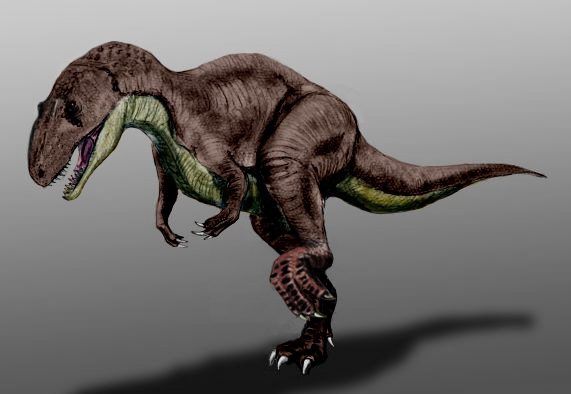
Sinraptor

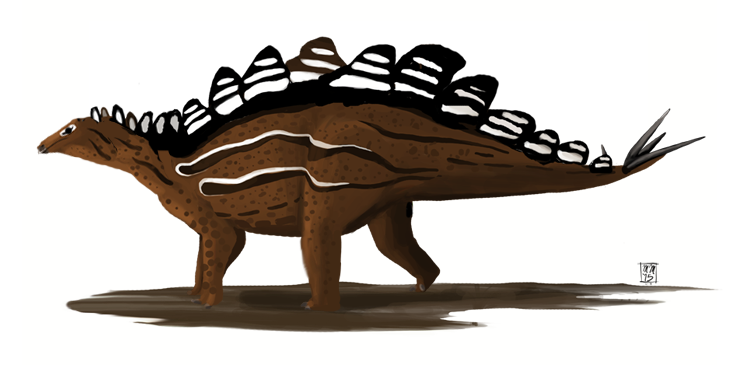
Stegosaurus

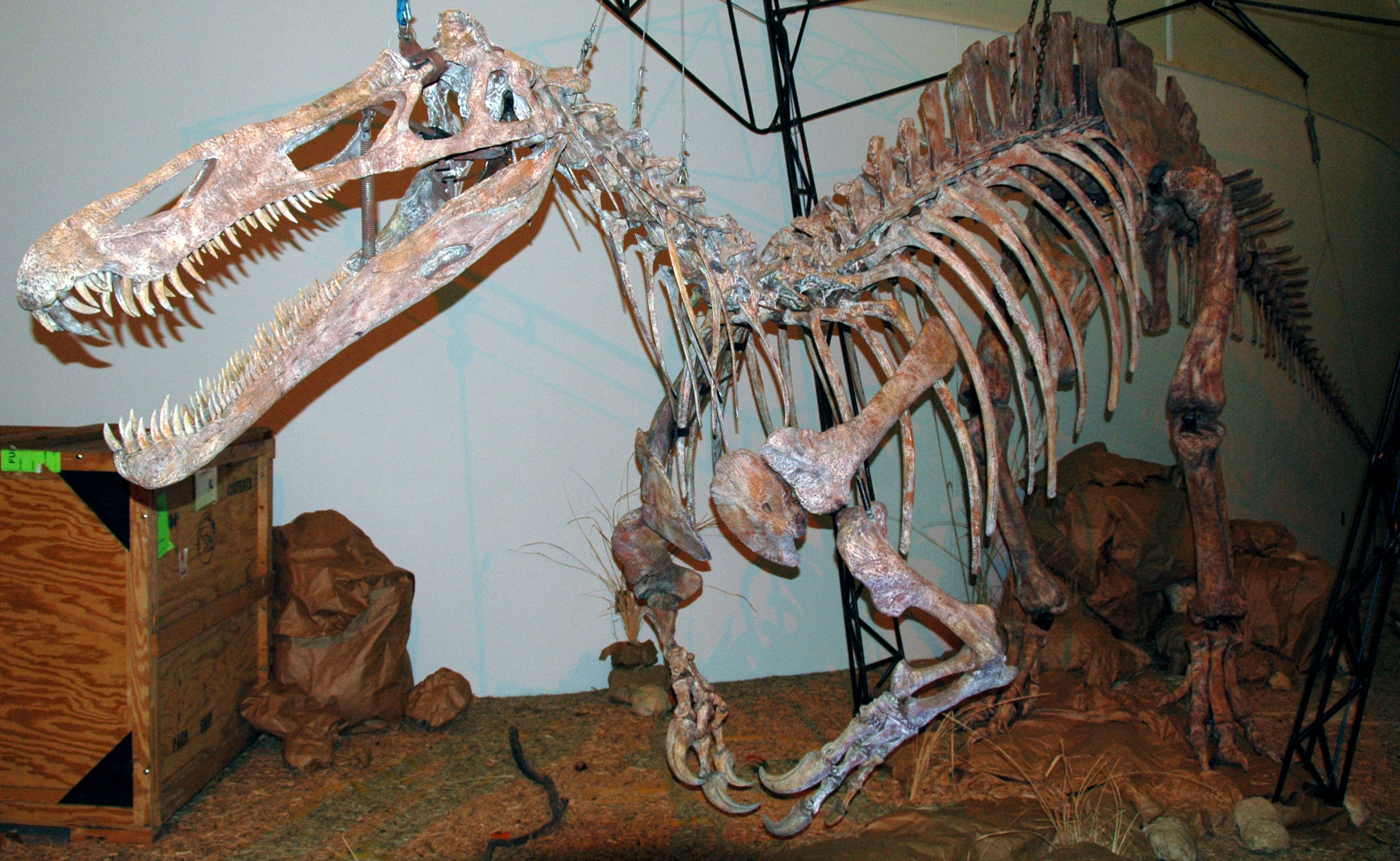
Suchomimus

- "Salimosaurus" – nomen nudum, probabil Giraffatitan
- Saltasaurus
- Saltopus –  probabil un dinosauromorph non-dinosaurian
- "Saltriosaurus" – nomen nudum
- Saltriovenator
- "Sanchusaurus" – nomen nudum, Gallimimus
- "Sangonghesaurus" – nomen nudum, Tianchisaurus
- Sanjuansaurus
- Sanpasaurus
- Santanaraptor
- Sanxiasaurus
- Sarahsaurus
- Saraikimasoom – nomen manuscriptum
- Sarcolestes
- Sarcosaurus
- Sarmientosaurus
- Saturnalia
- "Sauraechinodon" – nomen nudum; Echinodon
- "Sauraechmodon" – nomen nudum; Echinodon
- "Saurechinodon" – nomen nudum; Echinodon
- Saurolophus
- Sauroniops
- Sauropelta
- Saurophaganax – posibil sinonim mai recent pentru Allosaurus
- "Saurophagus" – astăzi cunoscut ca Saurophaganax
- Sauroplites
- Sauroposeidon
- Saurornithoides
- Saurornitholestes
- Savannasaurus
- Scansoriopteryx
- Scaphonyx –  un rhynchosaur, Hyperodapedon
- Scelidosaurus
- Scipionyx
- Sciurumimus
- Scleromochlus –  un avemetatarsalian non-dinosaurian
- Scolosaurus
- Scutellosaurus
- Secernosaurus
- Sefapanosaurus
- Segisaurus
- Segnosaurus
- Seismosaurus –  sinonim mai recent pentru Diplodocus
- Seitaad
- Sektensaurus
- "Selimanosaurus" – nomen nudum; Dicraeosaurus
- Sellacoxa
- Sellosaurus – sinonim mai recent pentru Plateosaurus
- Serendipaceratops
- Serikornis
- Shamosaurus
- Shanag
- Shanshanosaurus – sinonim mai recent pentru Tarbosaurus
- Shantungosaurus
- Shanxia – probabil sinonim mai recent pentru Saichania
- Shanyangosaurus
- Shaochilong
- Shenzhousaurus
- Shidaisaurus
- Shingopana
- Shishugounykus
- Shixinggia
- Shuangbaisaurus
- Shuangmiaosaurus
- Shunosaurus
- Shuvosaurus –  un rauisuchian
- Shuvuuia
- Siamodon
- "Siamodracon" – nomen nudum
- Siamosaurus
- Siamotyrannus
- Siamraptor
- Siats
- "Sibirosaurus" – nomen nudum, astăzi cunoscut ca Sibirotitan
- Sibirotitan
- "Sidormimus" – nomen nudum
- Sigilmassasaurus
- Silesaurus –  un silesaurid
- Siluosaurus
- Silvisaurus
- Similicaudipteryx
- Sinocalliopteryx
- Sinoceratops
- Sinocoelurus
- Sinopelta - sinonim pentru Sinopeltosaurus
- Sinopeltosaurus – nomen nudum
- Sinopliosaurus – un pliosaur; specia "S." fusuiensis este de fapt un teropod spinosaurid
- Sinornithoides
- Sinornithomimus
- Sinornithosaurus
- Sinosauropteryx
- Sinosaurus
- Sinotyrannus
- Sinovenator
- Sinraptor
- Sinusonasus
- Sirindhorna
- Skorpiovenator
- "Smilodon" – astăzi cunoscut ca Zanclodon
- Sonidosaurus
- Sonorasaurus
- Soriatitan
- Soumyasaurus – un silesaurid
- Sphaerotholus
- Sphenosaurus –  o reptilă non-dinosaurian
- Sphenospondylus – sinonim mai recent pentru Mantellisaurus
- Spiclypeus
- Spinophorosaurus
- Spinops
- Spinosaurus
- Spinostropheus
- Spinosuchus –  o reptilă non-dinosaurian
- Spondylosoma – un aphanosaur
- Squalodon –  a cetacean
- Staurikosaurus
- Stegoceras
- Stegopelta
- Stegosaurides
- Stegosaurus
- Stenonychosaurus
- Stenopelix
- Stenotholus – sinonim mai recent pentru Stygimoloch
- Stephanosaurus
- "Stereocephalus" – astăzi cunoscut ca Euoplocephalus
- Sterrholophus – sinonim mai recent pentru Triceratops
- Stokesosaurus
- Stormbergia – sinonim mai recent pentru Lesothosaurus
- Strenusaurus – sinonim mai recent pentru Riojasaurus
- Streptospondylus
- Struthiomimus
- Struthiosaurus
- Stygimoloch – posibil un sub-adult Pachycephalosaurus
- Stygivenator – sinonim mai recent pentru Tyrannosaurus
- Styracosaurus
- Succinodon
- Suchomimus
- Suchoprion – un phytosaur
- Suchosaurus
- "Sugiyamasaurus" – nomen nudum
- Sulaimanisaurus – nomen nudum
- Supersaurus
- Suskityrannus
- Suuwassea
- Suzhousaurus
- Symphyrophus – sinonim mai recent pentru Camptosaurus
- Syngonosaurus – sinonim mai recent pentru Acanthopholis
- "Syntarsus" – redenumit Megapnosaurus care astăzi este sinonim mai recent pentru Coelophysis
- Syrmosaurus – sinonim mai recent pentru Pinacosaurus
- Szechuanosaurus

## T
| Cuprins: | A B C D E F G H I J K L M N O P Q R S T U V W X Y Z – Vezi și |

- Tachiraptor
- Talarurus
- Talenkauen
- Talos
- Tambatitanis
- Tangvayosaurus
- Tanius
- Tanycolagreus
- Tanystropheus –  un protorosaur
- Tanystrosuchus
- Taohelong
- Tapinocephalus –  un therapsid
- Tapuiasaurus
- Tarascosaurus
- Tarbosaurus
- Tarchia
- Tastavinsaurus
- Tatankacephalus

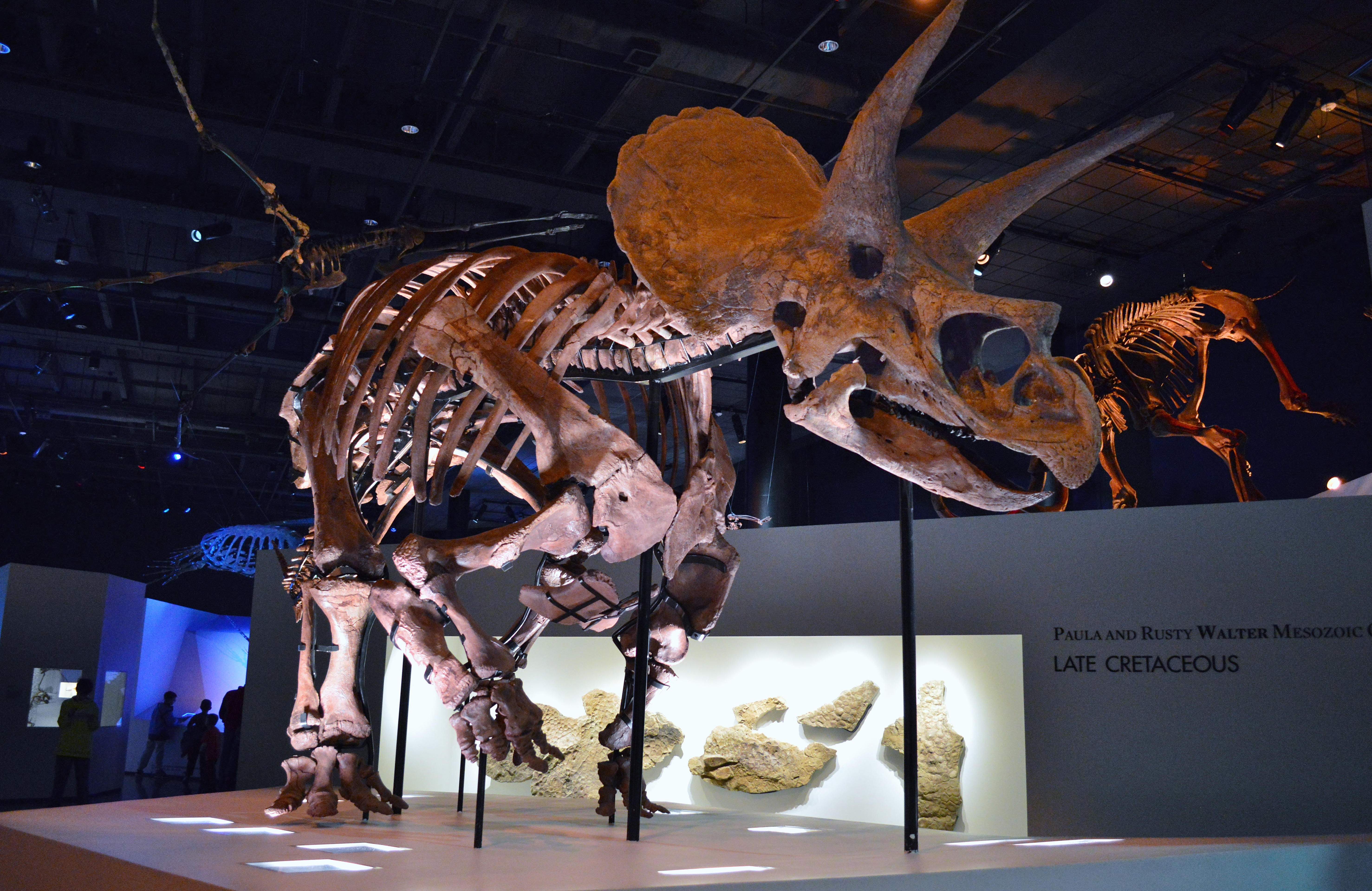
Tanius

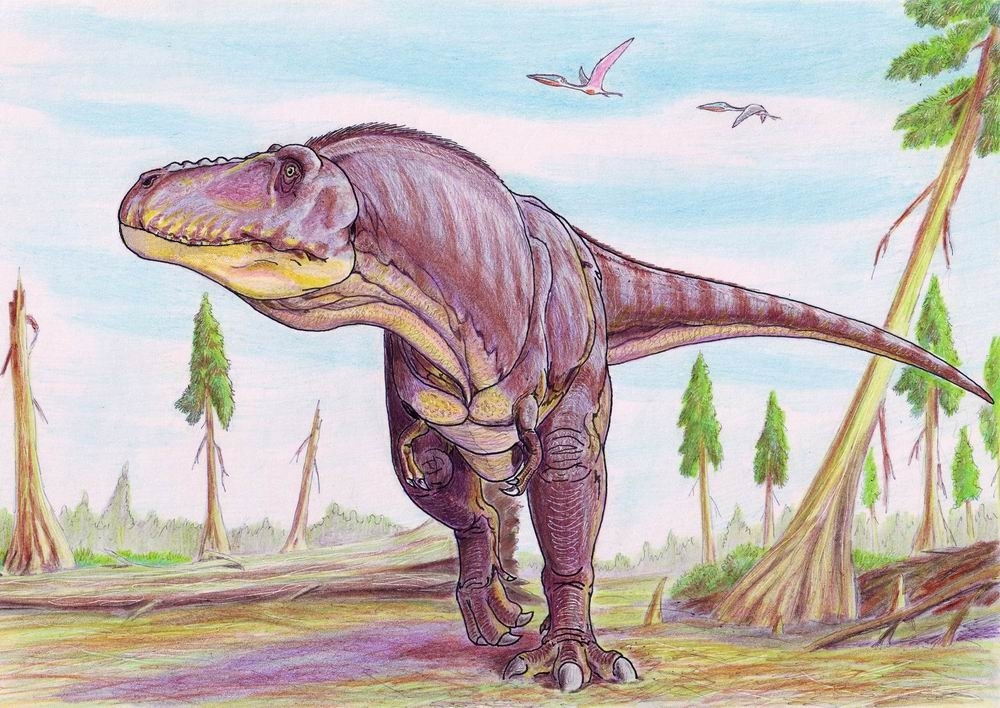
Tarbosaurus

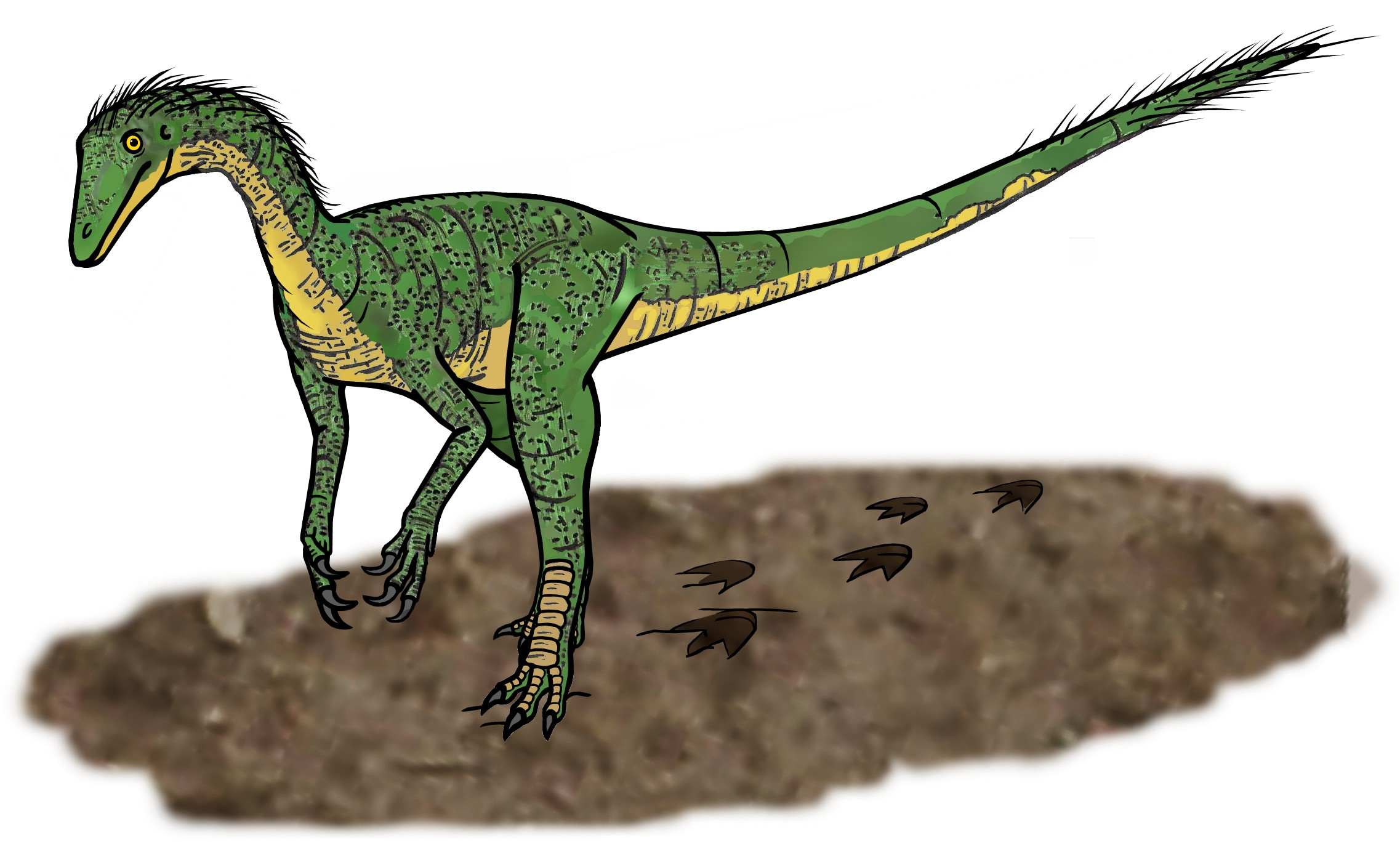
Tawa

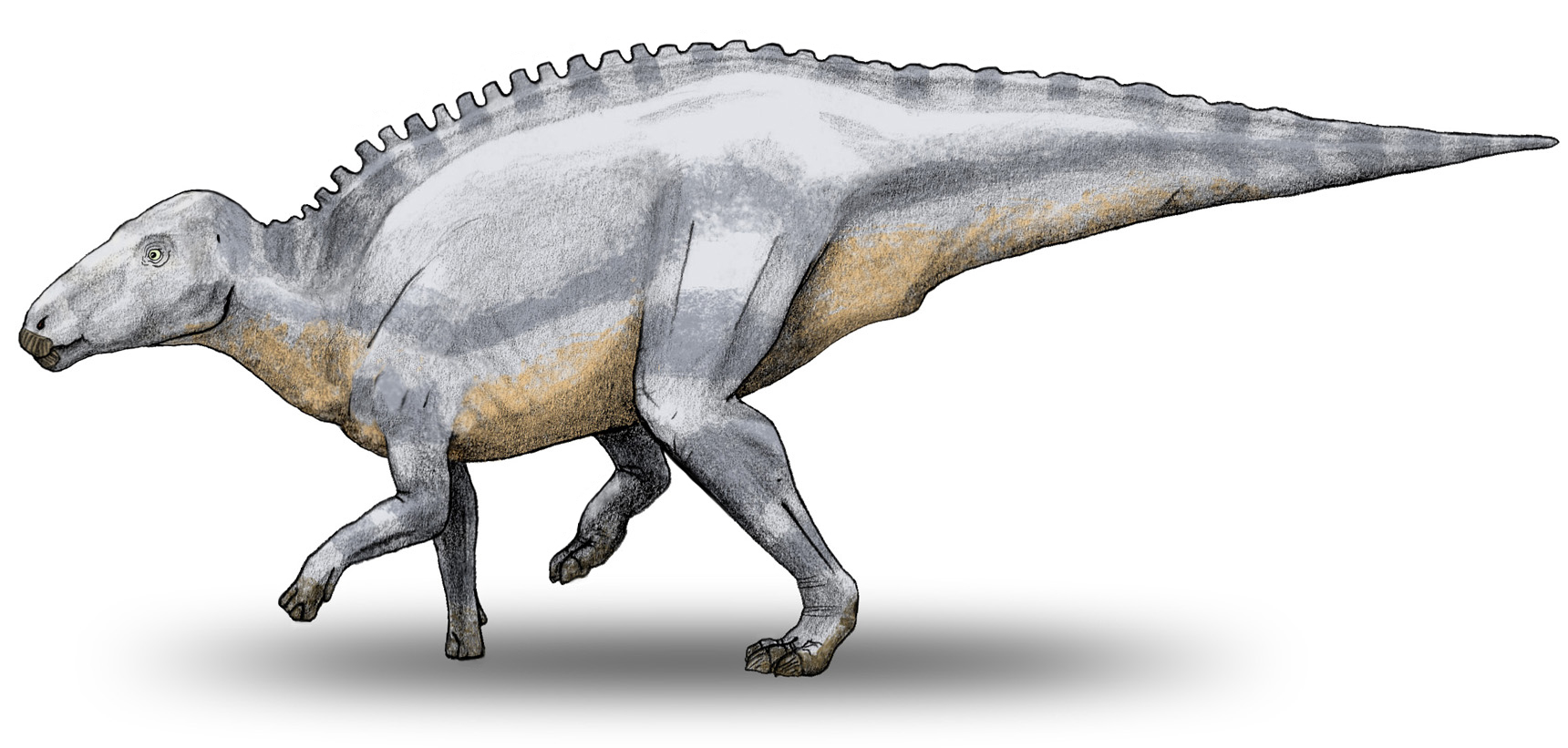
Telmatosaurus

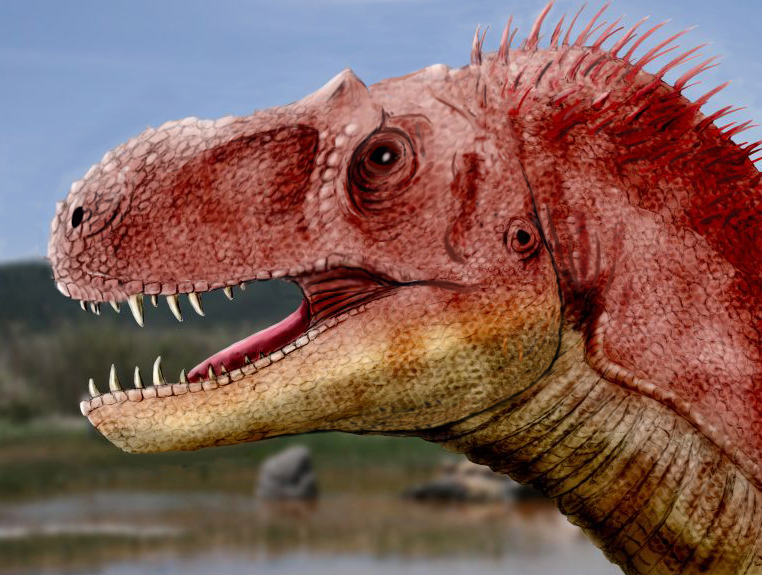
Triceratops

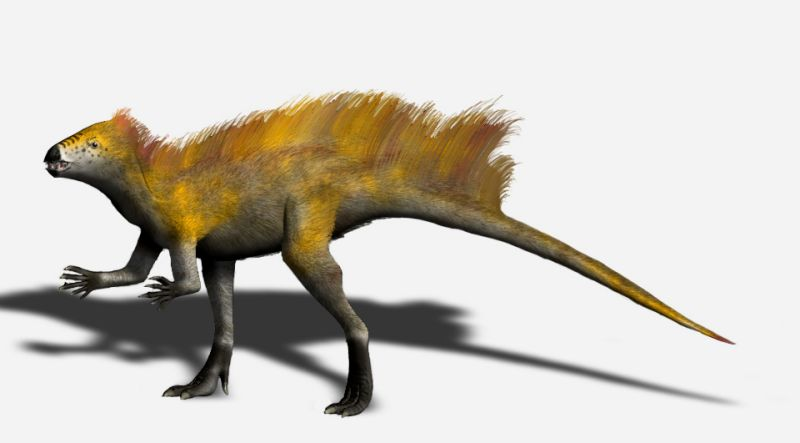
Tianyulong

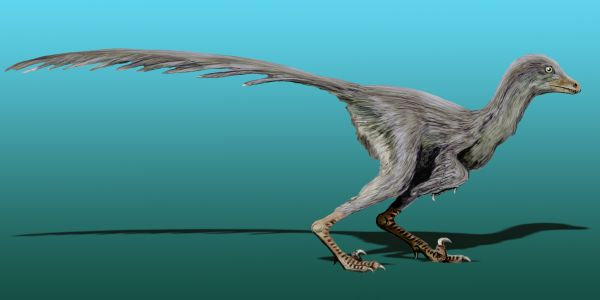
Tianyuraptor

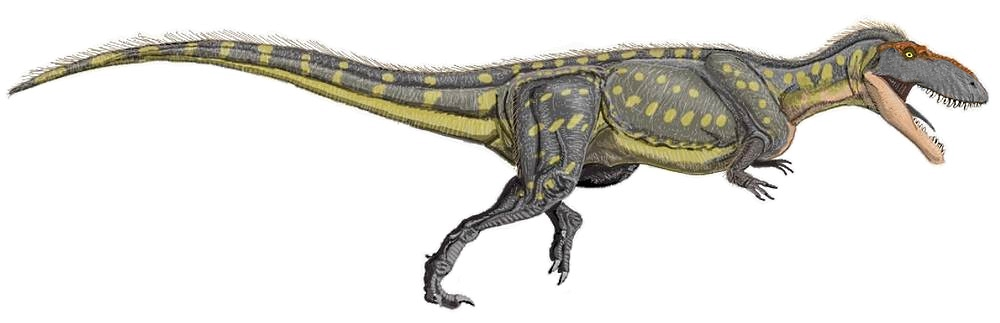
Torvosaurus

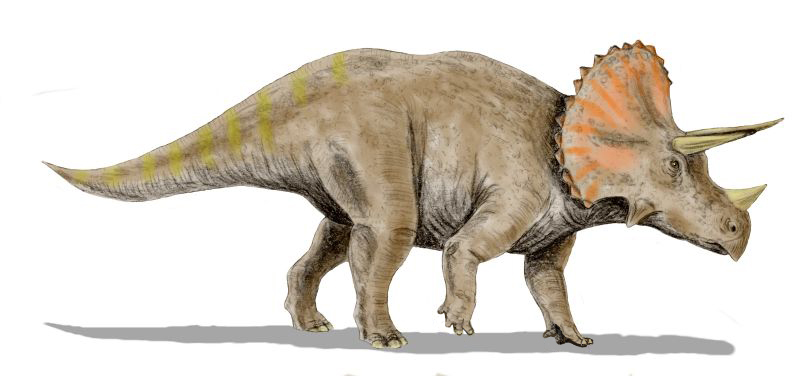
Triceratops

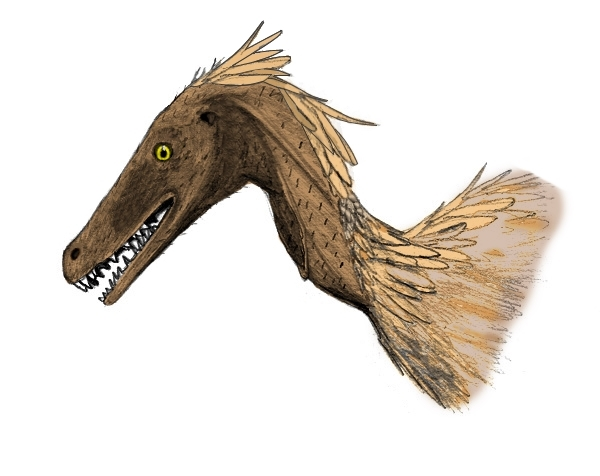
Tsaagan

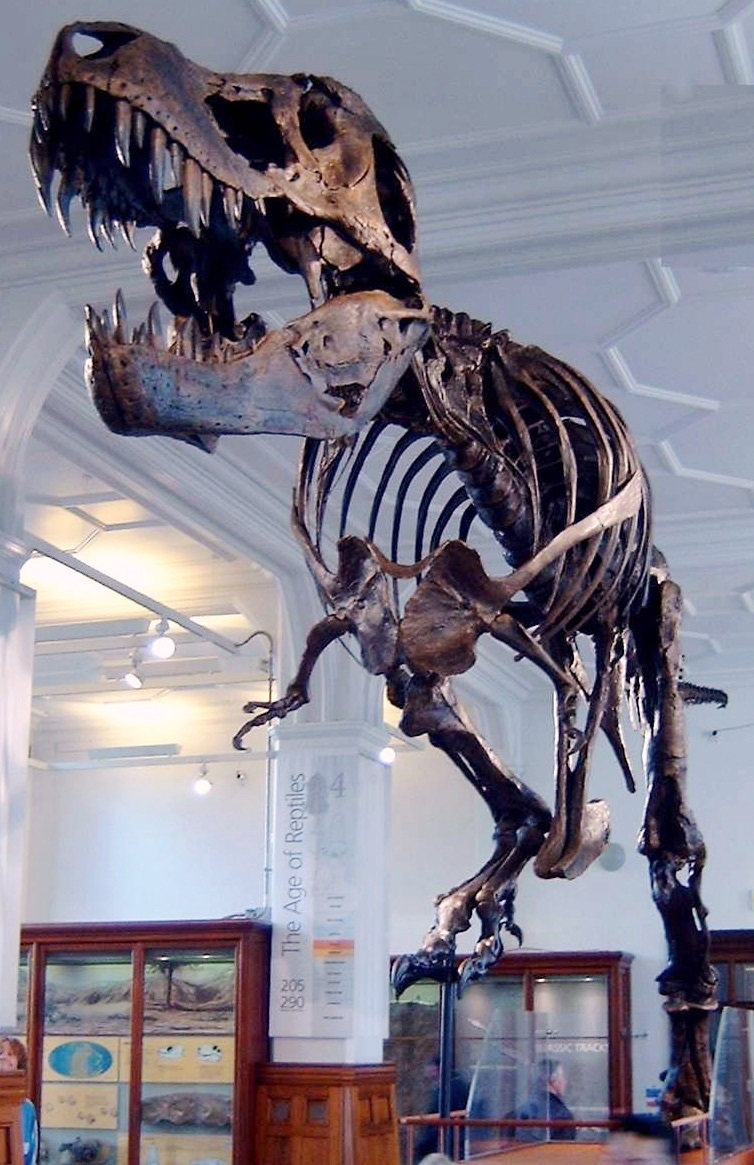
Tyrannosaurus

- Tatankaceratops – probabil sinonim mai recent pentru Triceratops
- Tataouinea
- Tatisaurus
- Taurovenator
- Taveirosaurus
- Tawa
- Tawasaurus - sinonim mai recent pentru Lufengosaurus
- Tazoudasaurus
- Technosaurus – posibil non-dinosaurian
- Tecovasaurus –  un archosauriform non-dinosaurian
- Tehuelchesaurus
- Teihivenator
- Teinurosaurus
- Teleocrater – un avemetatarsalian primitiv
- Telmatosaurus
- "Tenantosaurus" – nomen nudum; Tenontosaurus
- "Tenchisaurus" – nomen nudum
- Tendaguria
- Tengrisaurus
- Tenontosaurus
- Teratophoneus
- Teratosaurus – un archosaur non-dinosaurian
- Termatosaurus –  un phytosaur
- Tethyshadros
- Tetragonosaurus – sinonim mai recent pentru Lambeosaurus
- Texacephale
- Texasetes
- Teyuwasu – sinonim mai recent pentru Staurikosaurus
- Thanatotheristes
- Thanos
- Thecocoelurus
- Thecodontosaurus
- Thecospondylus
- Theiophytalia
- Therizinosaurus
- Therosaurus - un sinonim pentru Iguanodon
- Thescelosaurus
- Thespesius
- "Thotobolosaurus" – nomen nudum
- Tianchisaurus
- "Tianchungosaurus" – nomen nudum; Dianchungosaurus (crocodilian)
- Tianyulong
- Tianyuraptor
- Tianzhenosaurus – probabil sinonim mai recent pentru Saichania
- Tichosteus
- Tienshanosaurus
- Timimus
- Timurlengia
- Titanoceratops
- Titanosaurus
- "Titanosaurus" – astăzi cunoscut ca Atlantosaurus
- Tochisaurus
- "Tomodon" – astăzi cunoscut ca Diplotomodon
- Tonganosaurus
- Tongtianlong
- "Tonouchisaurus" – nomen nudum
- Torilion – sinonim mai recent pentru Barilium
- Tornieria
- Torosaurus
- Torvosaurus
- Tototlmimus
- Trachodon
- Tralkasaurus
- Tratayenia
- Traukutitan
- Trialestes – un crocodilomorf
- "Triassolestes" – astăzi cunoscut ca Trialestes
- Tribelesodon –  sinonim mai recent pentru Tanystropheus, un protorosaur
- Triceratops
- Trigonosaurus
- Trimucrodon
- Trinisaura
- Triunfosaurus
- Troodon
- Tsaagan
- Tsagantegia
- Tsintaosaurus
- Tugulusaurus
- Tuojiangosaurus
- Turanoceratops
- Turiasaurus
- Tylocephale
- Tylosteus – sinonim pentru Pachycephalosaurus
- Tyrannosaurus
- Tyrannotitan

## U
| Cuprins: | A B C D E F G H I J K L M N O P Q R S T U V W X Y Z – Vezi și |

- Uberabatitan
- Udanoceratops

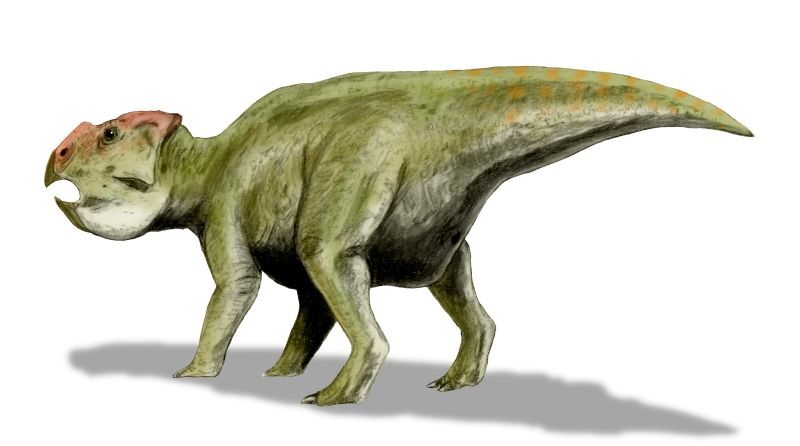
Udanoceratops

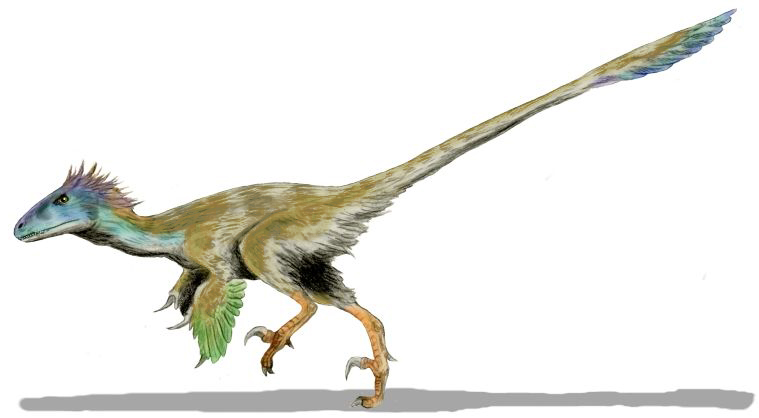
Utahraptor

- Ugrosaurus – sinonim mai recent pentru Triceratops
- Ugrunaaluk – posibil sinonim mai recent pentru Edmontosaurus
- Uintasaurus – sinonim mai recent pentru Camarasaurus
- Ultrasauros – sinonim mai recent pentru Supersaurus
- Ultrasaurus
- "Ultrasaurus" – renumit în Ultrasauros care este acum sinonim mai recent pentru Supersaurus
- Umarsaurus – nomen nudum; Barsboldia
- Unaysaurus
- Unenlagia
- Unescoceratops
- "Unicerosaurus" – nomen nudum,  un pește
- Unquillosaurus
- Urbacodon
- Utahceratops
- Utahraptor
- Uteodon

## V
| Cuprins: | A B C D E F G H I J K L M N O P Q R S T U V W X Y Z – Vezi și |

- Vagaceratops
- Vahiny
- Valdoraptor
- Valdosaurus
- Vallibonavenatrix
- Variraptor
- Vayuraptor

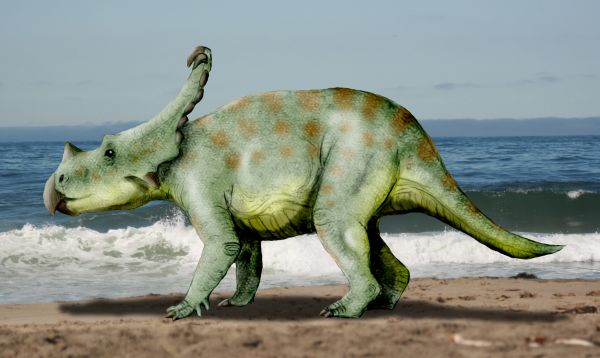
Vagaceratops

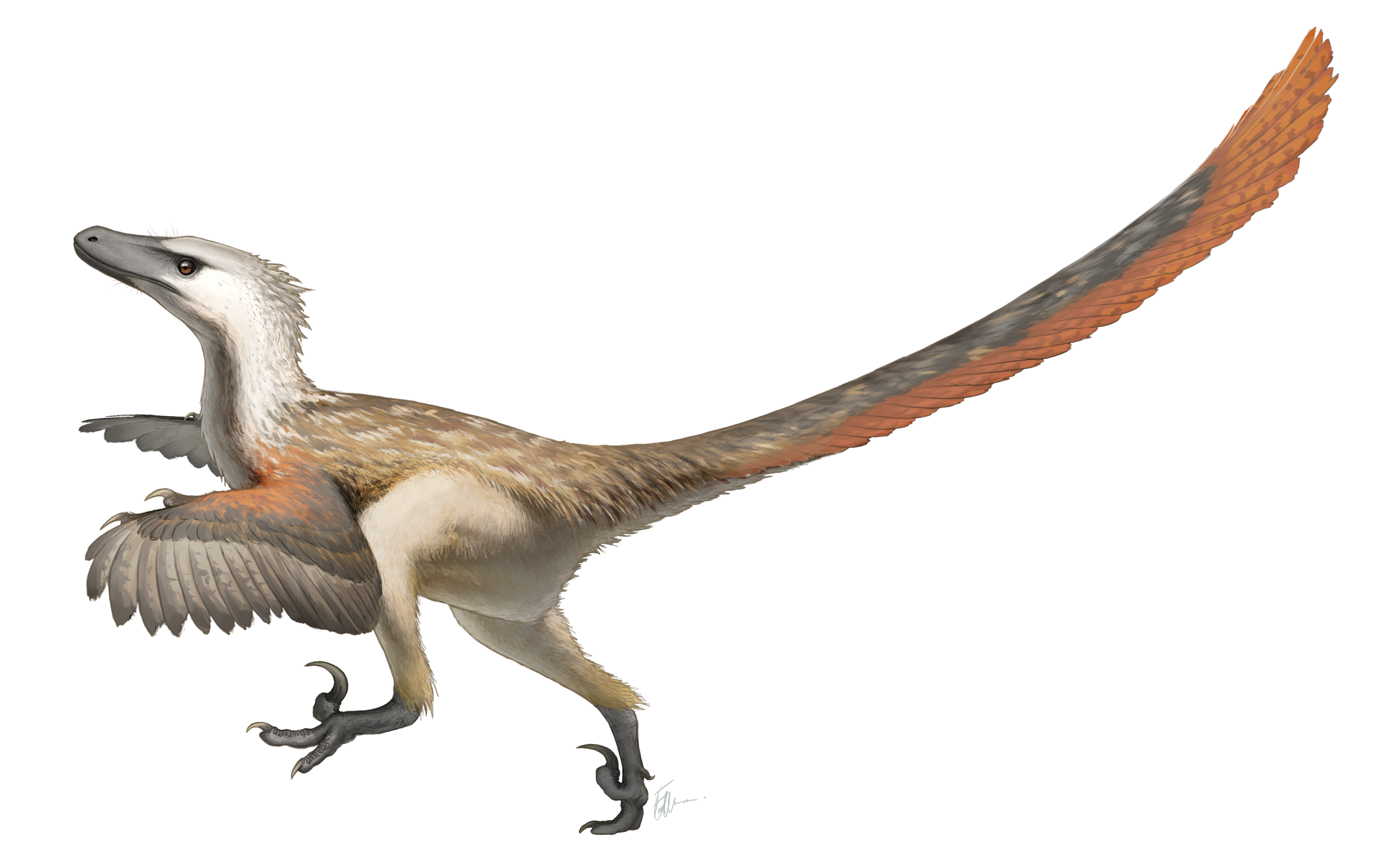
Velociraptor

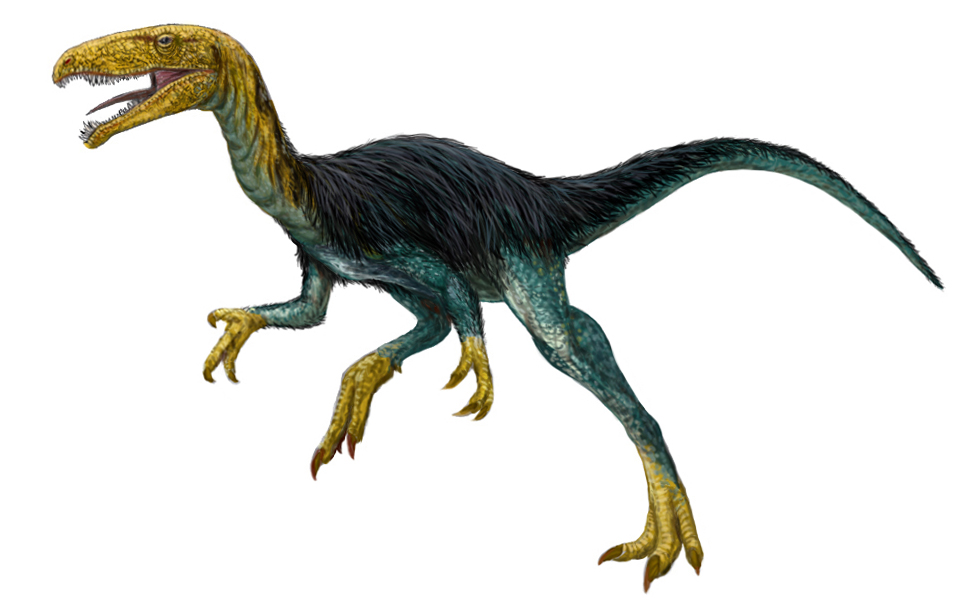
Velocisaurus

- Vectensia – sinonim mai recent pentru Polacanthus
- Vectisaurus – sinonim mai recent pentru Mantellisaurus
- Velafrons
- Velocipes
- Velociraptor
- Velocisaurus
- Venaticosuchus –  un archosaur non-dinosaurian
- Venenosaurus
- Vespersaurus
- Veterupristisaurus
- Viavenator
- Vitakridrinda
- Vitakrisaurus
- Volgatitan
- Volkheimeria
- Vouivria
- Vulcanodon

## W
| Cuprins: | A B C D E F G H I J K L M N O P Q R S T U V W X Y Z – Vezi și |

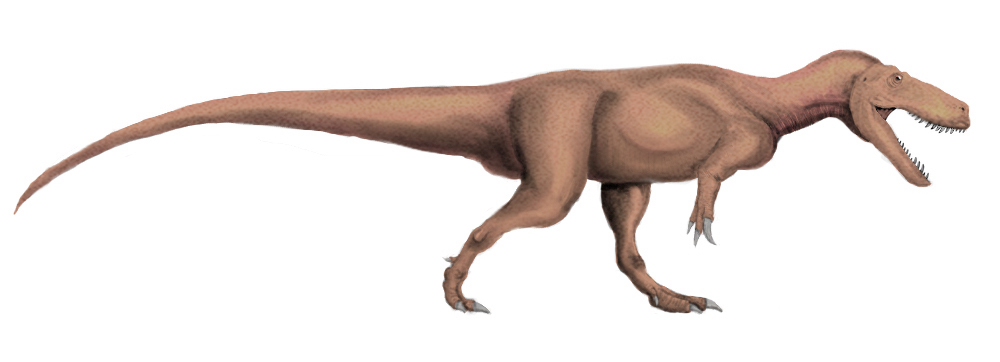
Wiehenvenator

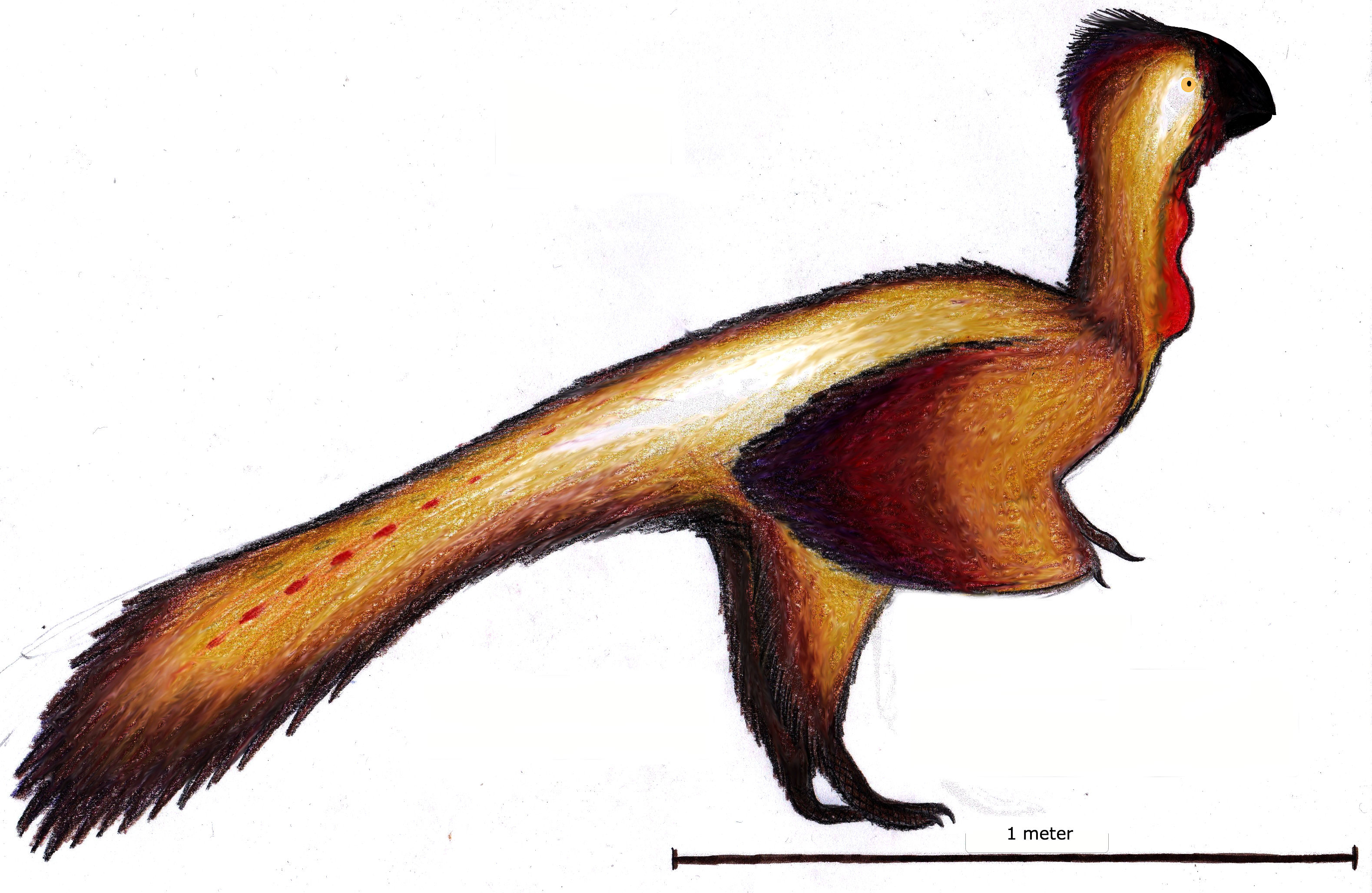
Wulatelong

- Wadhurstia – sinonim mai recent pentru Hypselospinus
- Wakinosaurus
- Walgettosuchus
- "Walkeria" – astăzi cunoscut ca Alwalkeria
- "Walkersaurus" – nomen nudum; Duriavenator
- Wamweracaudia
- "Wangonisaurus" – nomen nudum, probabil Giraffatitan
- Wannanosaurus
- Weewarrasaurus
- Wellnhoferia –  o pasăre, posibil sinonim mai recent pentru Archaeopteryx
- Wendiceratops
- Wiehenvenator
- Willinakaqe
- Wintonotitan
- Wuerhosaurus
- Wulagasaurus
- Wulatelong
- Wyleyia – probabil o pasăre
- "Wyomingraptor" – nomen nudum, probabil Allosaurus

## X
| Cuprins: | A B C D E F G H I J K L M N O P Q R S T U V W X Y Z – Vezi și |

- Xenoceratops
- Xenoposeidon
- Xenotarsosaurus
- Xianshanosaurus
- Xiaosaurus
- Xiaotingia
- Xingtianosaurus
- Xingxiulong
- Xinjiangovenator
- Xinjiangtitan
- Xiongguanlong
- Xixianykus
- Xixiasaurus
- Xixiposaurus
- Xiyunykus
- Xuanhanosaurus
- Xuanhuaceratops

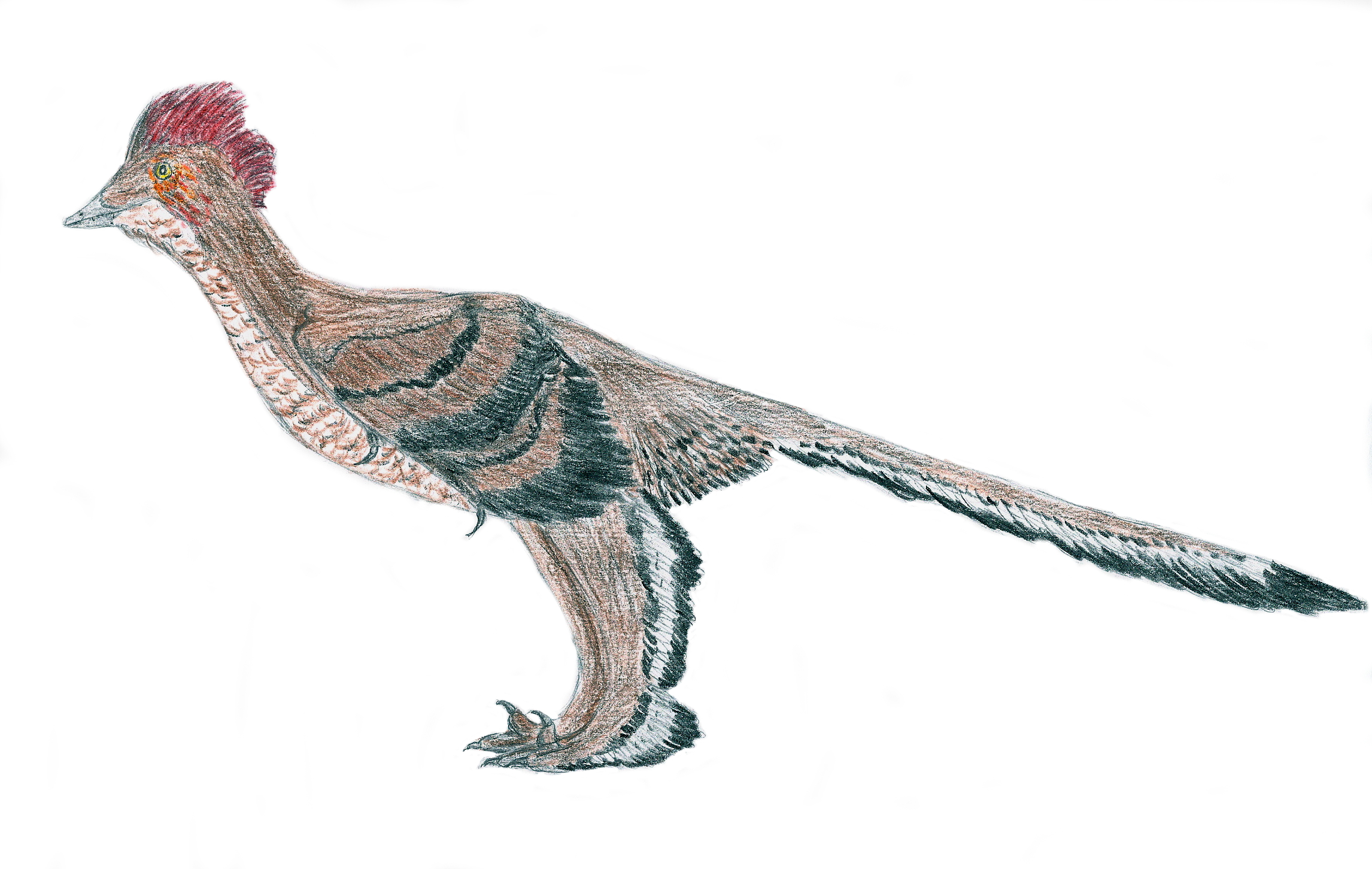
Xiaotingia

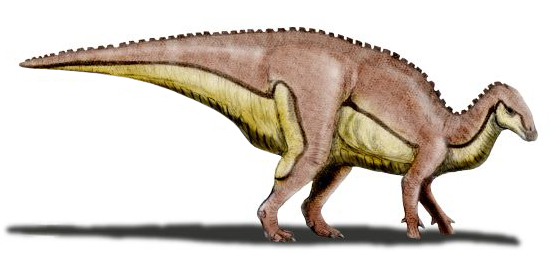
Xuwulong

- "Xuanhuasaurus" – nomen nudum; Xuanhuaceratops
- Xunmenglong
- Xuwulong

## Y
| Cuprins: | A B C D E F G H I J K L M N O P Q R S T U V W X Y Z – Vezi și |

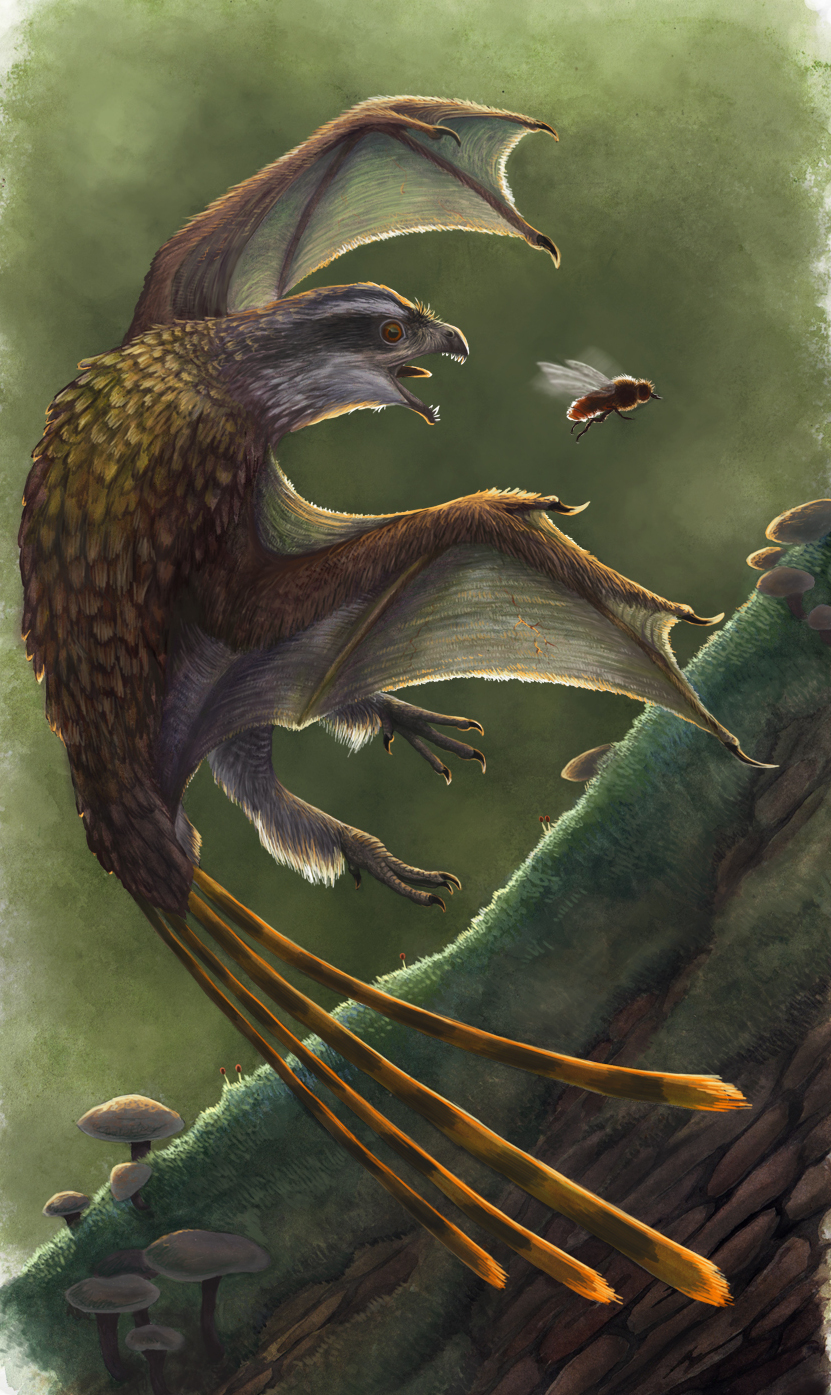
Yi.

- Yaleosaurus – sinonim mai recent pentru Anchisaurus
- Yamaceratops
- Yandusaurus
- Yangchuanosaurus
- Yaverlandia
- Yehuecauhceratops
- "Yezosaurus" – nomen nudum;  un mosasaur
- Yi
- "Yibinosaurus" – nomen nudum
- Yimenosaurus
- Yingshanosaurus
- Yinlong
- Yixianosaurus
- Yizhousaurus
- Yongjinglong
- "Yuanmouraptor" – nomen nudum
- Yuanmousaurus
- Yueosaurus
- Yulong
- Yunganglong
- Yunmenglong
- Yunnanosaurus
- "Yunxianosaurus" – nomen nudum
- Yurgovuchia
- Yutyrannus

## Z
| Cuprins: | A B C D E F G H I J K L M N O P Q R S T U V W X Y Z – Vezi și |

- Zalmoxes
- Zanabazar
- Zanclodon – non-dinosaurian
- Zapalasaurus
- Zapsalis
- Zaraapelta

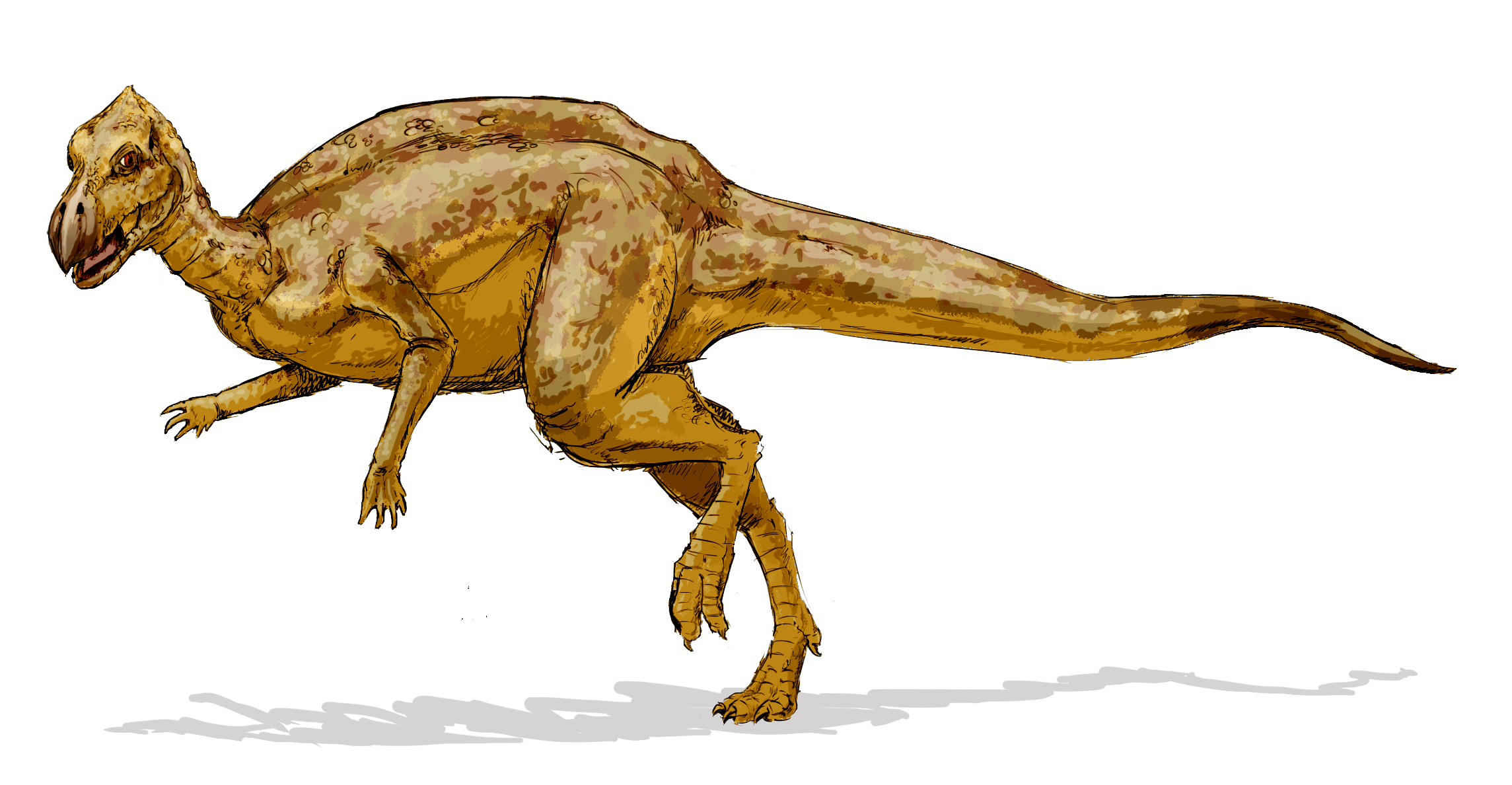
Zalmoxes

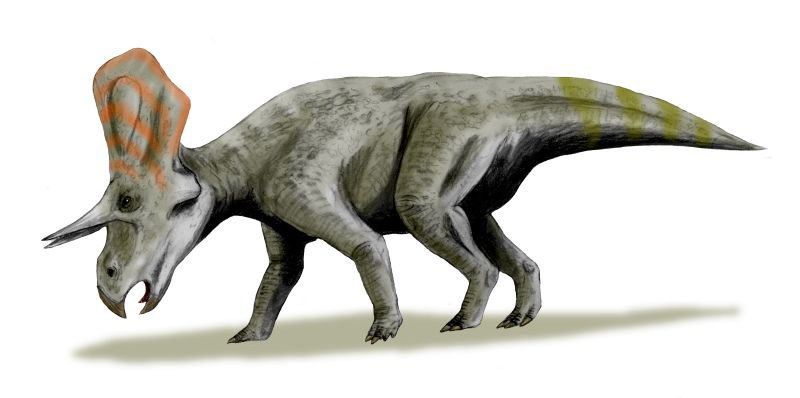
Zuniceratops

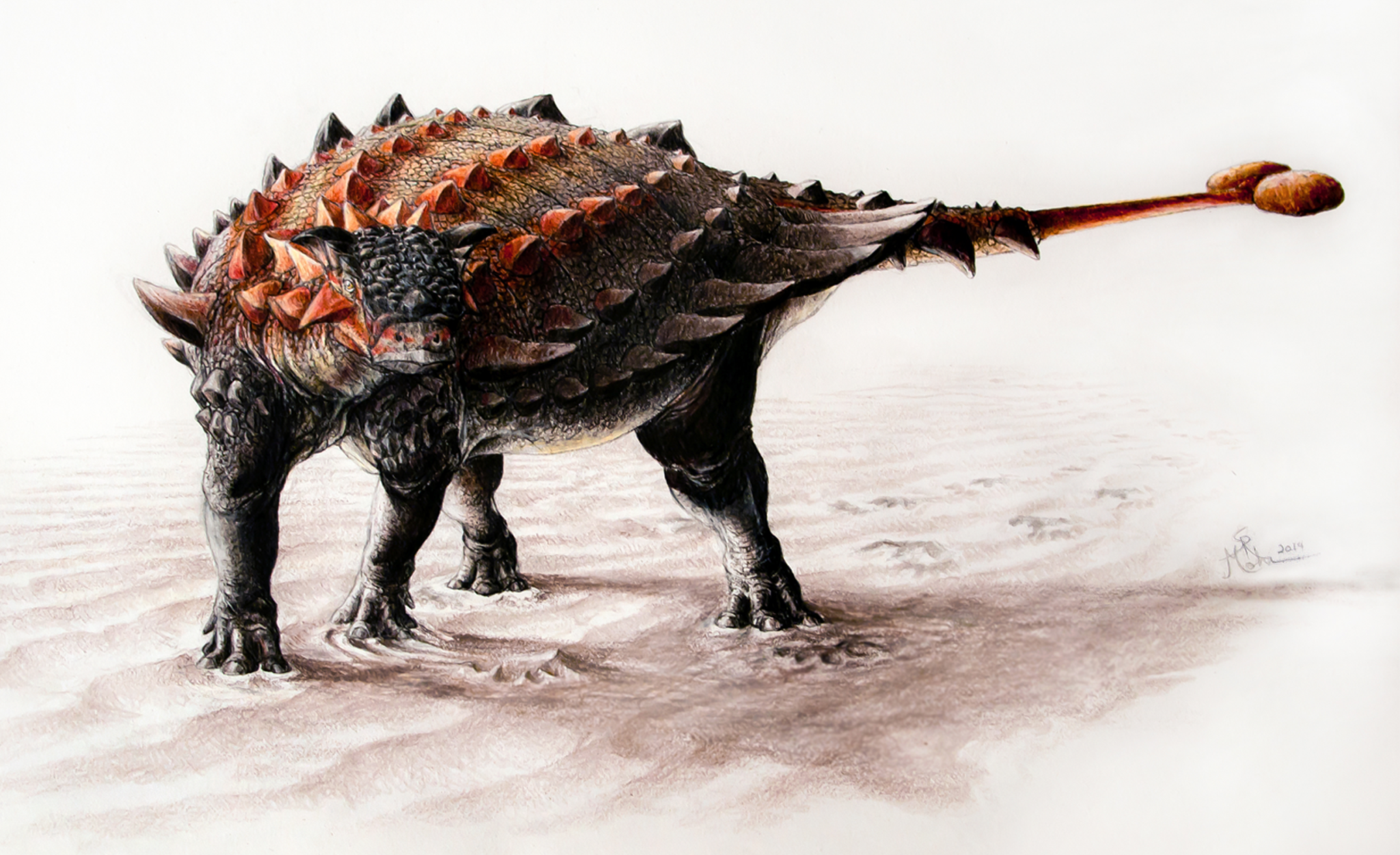
Ziapelta

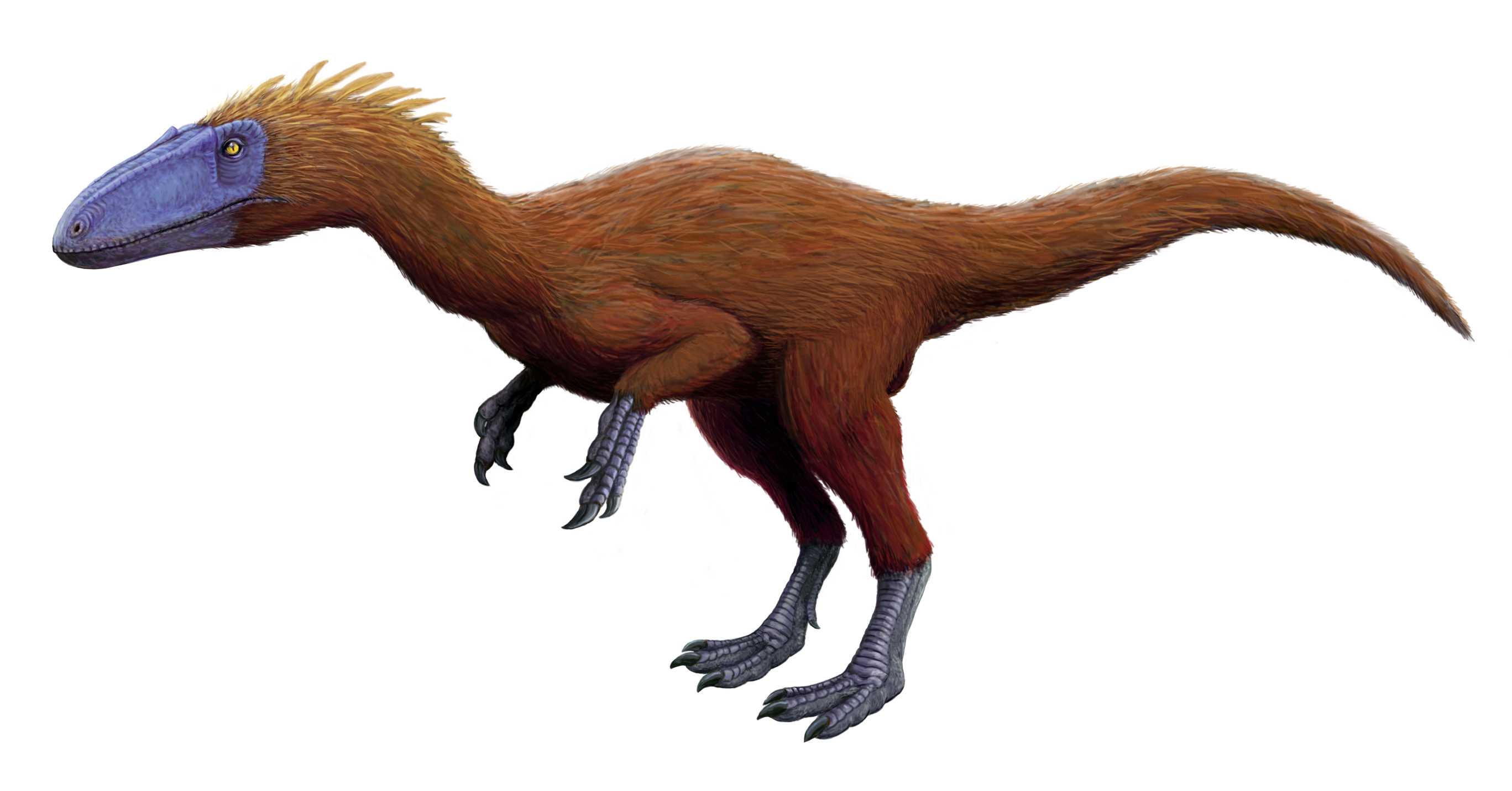
Zuolong

- Zatomus –  un archosaur non-dinosaurian
- Zby
- Zephyrosaurus
- Zhanghenglong
- Zhejiangosaurus
- Zhenyuanlong
- Zhongornis – posibil o pasăre
- Zhongjianosaurus
- Zhongyuansaurus – probabil un sinonim mai recent pentru Gobisaurus
- Zhuchengceratops
- Zhuchengosaurus – sinonim mai recent pentru Shantungosaurus
- Zhuchengtitan
- Zhuchengtyrannus
- Ziapelta
- Zigongosaurus
- Zizhongosaurus
- Zuniceratops
- "Zunityrannus" - nomen nudum, Suskityrannus
- Zuolong
- Zuoyunlong
- Zupaysaurus
- Zuul